# Japonská zahrada

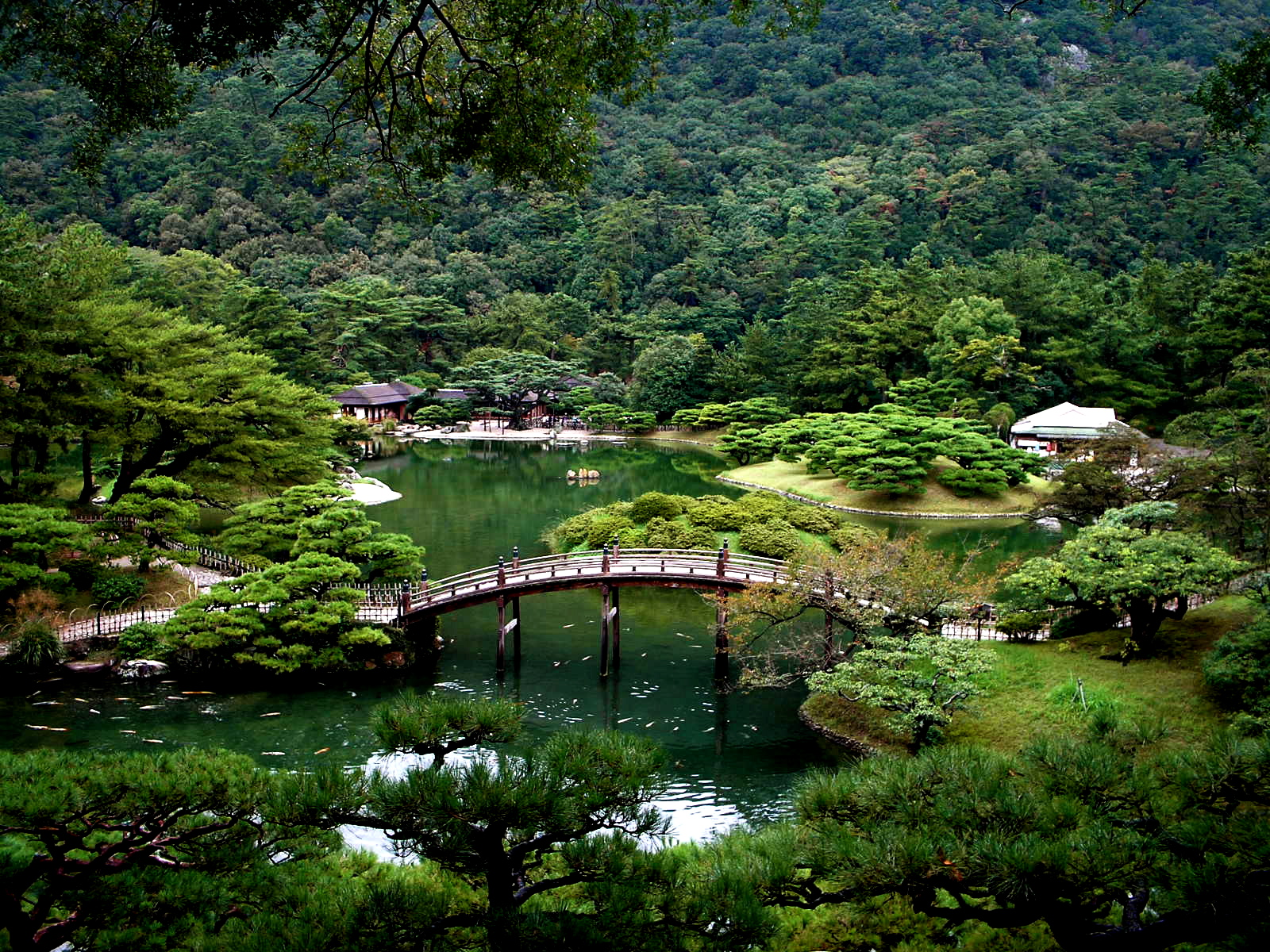
Japonská zahrada

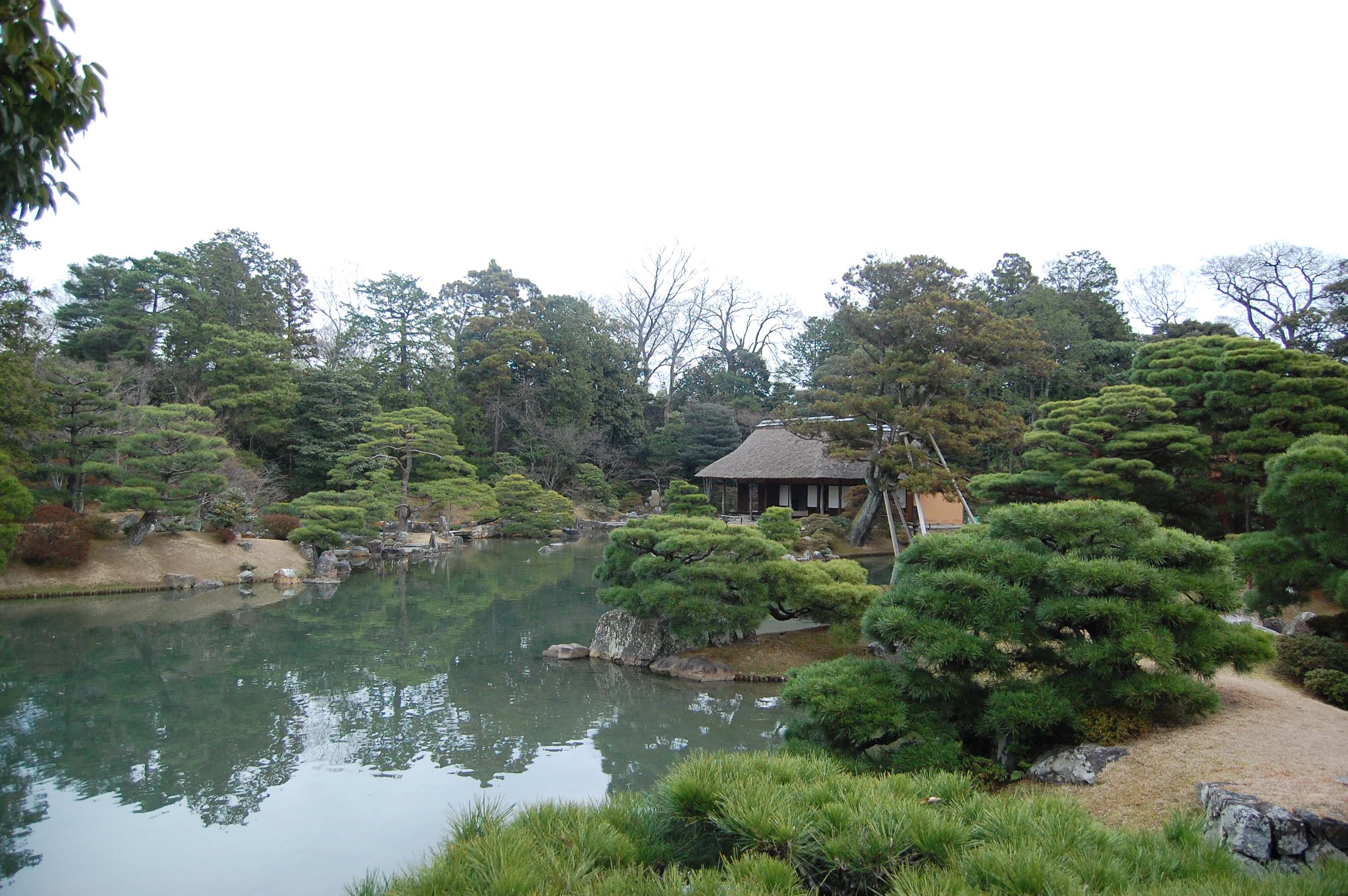
Palác Šókin-tei (松琴亭 („Borovice a lyry“) v areálu císařské vily Kacura v Kjótu

Japonská zahrada je způsob úpravy okrasné zahrady. Je pojmem, celosvětově široce používaným pro úpravu pozemku (i mimo Japonsko), upraveného způsobem obvyklým nebo podobným tradičním zahradnickým úpravám v zahradách v Japonsku nebo způsobem, který má zdánlivě podobnost se stylem úprav zahrad tradičním v Japonsku. Kořeny úprav, dnes považovaných za tradiční, sahají od animistických náboženství. Pro tyto japonské zahrady ale byly určující čínské a korejské vlivy z období Nara (710–794) a Heian (794–1185). Po dlouhé době napodobování si ale japonská zahradní architektura rozvinula mírně odchylnou estetiku ovlivněnou příchodem zenového buddhismu. Ačkoliv mají čínské a japonské zahradní úpravy zcela zjevnou podobnost v použití prvků, jsou zde rozdíly ve způsobu použití. Celý proces formování japonských zahrad se pak nejvíce odráží ve vývoji zahradní architektury procházkových zahrad.
Silný vliv na tvorbu zahrad v Japonsku měl především čajový obřad (ča-no-ju). Výchozí čínský vliv, který byl staletí Japonci kopírován, je stále jasně zřetelný v použitých prvcích i uspořádání. V Japonsku jsou upraveny jako parky a zahrady jak rozlehlé přírodně krajinářské zahrady, zahrady rezidenční a chrámové, soukromé. Za formu zahrad některými autory bývají považovány výsadby v mísách (bonseki a bonkei) a bonsaje či dokonce suiseki (水石), tedy umělecky ztvárněných kamenech a jejich kompozicích. Toto označení je však spíše přenesený význam slova zahrada.
Mezi japonské zahrady v tomto smyslu těžko lze zahrnout některé japonské veřejné parky v evropském stylu, jako je park v Ueno v Tokiu upravený v souladu se stylem evropských zahrad 18.–20. století. Jediný z autorů knih o japonských zahradách, který japonské veřejné parky v evropském stylu zmiňuje, uvádí pouze toto: „..jsou tak hanebně ošklivé, že dávám přednost tomu, nemluvit o nich vůbec.“
Cizinci jedinečnost původních japonských zahrad obdivují a pokoušejí se je často napodobit seskupováním prvků, které bývají součástí japonských zahrad. Od konce 19. století se japonské zahrady přizpůsobují vlivu Evropy a USA. Novodobé japonské zahrady jsou vytvářeny jako díla zobrazující nikoliv již idealizovanou přírodu, ale vyjadřující především osobnost tvůrce. Na počátku 21. století se mění životní styl Japonců a zahradní tvorba v Japonsku od tradičních zahrad svými projevy často výrazně distancuje. Jako příklad tohoto vývoje může posloužit zahrada Kulturního střediska v Šónandai, kde architektka Icuko Hasegawa (長谷川 逸子, *1941) vytvořila uměleckou kompozici z artefaktů které jsou pouze stylizovanými zobrazeními rostlin. Na klasické zahrady naopak navázala úpravami zahradní architektka Mirei Šigemori (重森 三玲)
Klasické japonské zahrady vznikly a byly tvarovány na základě náboženských vlivů. Vytváření zahrad v Japonsku má starou historii ovlivněnou šintoismem, buddhismem a taoistickou filozofií. V Japonsku byla dlouhodobě zahrada otázkou prestiže více, než kdekoliv na světě. Zbohatlík v Japonsku si až do dvacátého století nepořizoval, na rozdíl od Evropanů, automobily a obrovské domy s množstvím sluhů, ale zvětšoval a zlepšoval svou zahradu, nebo získával novou.
Japonské zahrady jsou považovány za krásné po všechny čtyři roční období. Zima je pro Japonce v japonské zahradě stejně krásná jako jaro nebo léto.
V japonské kultuře je zahradní tvorba považována za vysoké umění, které je rovno umění kaligrafie a tušové malby. Zahrady jsou považovány za trojrozměrné učebnice taoismu a zen buddhismu. Tvorba tradičních japonských zahrad byla během historie řemeslem, které mohl provozovat jen cech profesionálních umělců či spíše stavitelů, kteří následovali nebo určovali aktuální trendy. Jiným osobám byla tvorba zahrad zakázána. Způsob vytváření zahrad byl utajován a bylo zakázáno písemnosti které popisují metody tvorby ukazovat cizincům. Součástí japonské zahrady byla voda, terénní nerovnosti, cesty, rostliny, kameny a mosty. Typické úpravy japonské zahrady jsou prováděny nejen na základě náboženských šablon, ale podle zásad sadovnické tvorby.

## Smysl tradiční japonské zahrady vJaponsku
Japonské zahrady vznikly a byly tvarovány na základě náboženských vlivů. Vytváření zahrad v Japonsku má starou historii ovlivněnou šintoismem, buddhismem a taoistickou filozofií.
Japonské zahrady jsou pro Japonce velmi důležitou složkou kultury a náboženství, vášní celého národa. Studovaný architekt nebo malíř pokojů u milionáře by nemohl opatrněji uvážit a srovnávat veškeré malé detaily ozdoby a designu domu, náležitosti týkající se stylu, barvy, provedení nábytku, koberečků a tretek kterými je ozdoben dům, než Japonec který upravuje svoji zahradu. Není to však cena zahradních prvků v penězích, která by dokázala vyjádřit jejich hodnotu, ale především jejich vhodná přehledná kompozice, harmonie každé části s celkem. Avšak co může být cenné pro jednoho muže to je bezcenné pro jiného, a nedocenitelná ozdoba může být zcela neužitečná majiteli prosté zahrady.
Všechny klasické japonské zahrady jsou vyjádřením idealizované přírody, bývají upravené co nejpřirozeněji, esteticky v umělecké formě, která pracuje především se symboly a poetikou. Buddhistický vliv vytváří z japonské zahrady klidné místo, kde se mohou lidé zamyslet se nad sebou, svým životem nebo meditovat. Zen buddhismus představuje jeden z nejvýznamnějších vlivů na japonskou kulturu a zahradní tvorbu v Japonsku. Japonští mniši vracející se z Číny přinesli do Japonska učení zen buddhismu a mnoho uměleckých předmětů běžné v Číně. Tyto objekty zen filozofie byly ceněny znalci mezi šlechtici, mnichy a válečníky své doby. Nejdůležitější roli, při ovlivňování vývoje zahrady byly černé monochromatické obrazy krajiny zvané suiboku sansuiga (水墨山水画; čínsky šan-šuej – 山水)

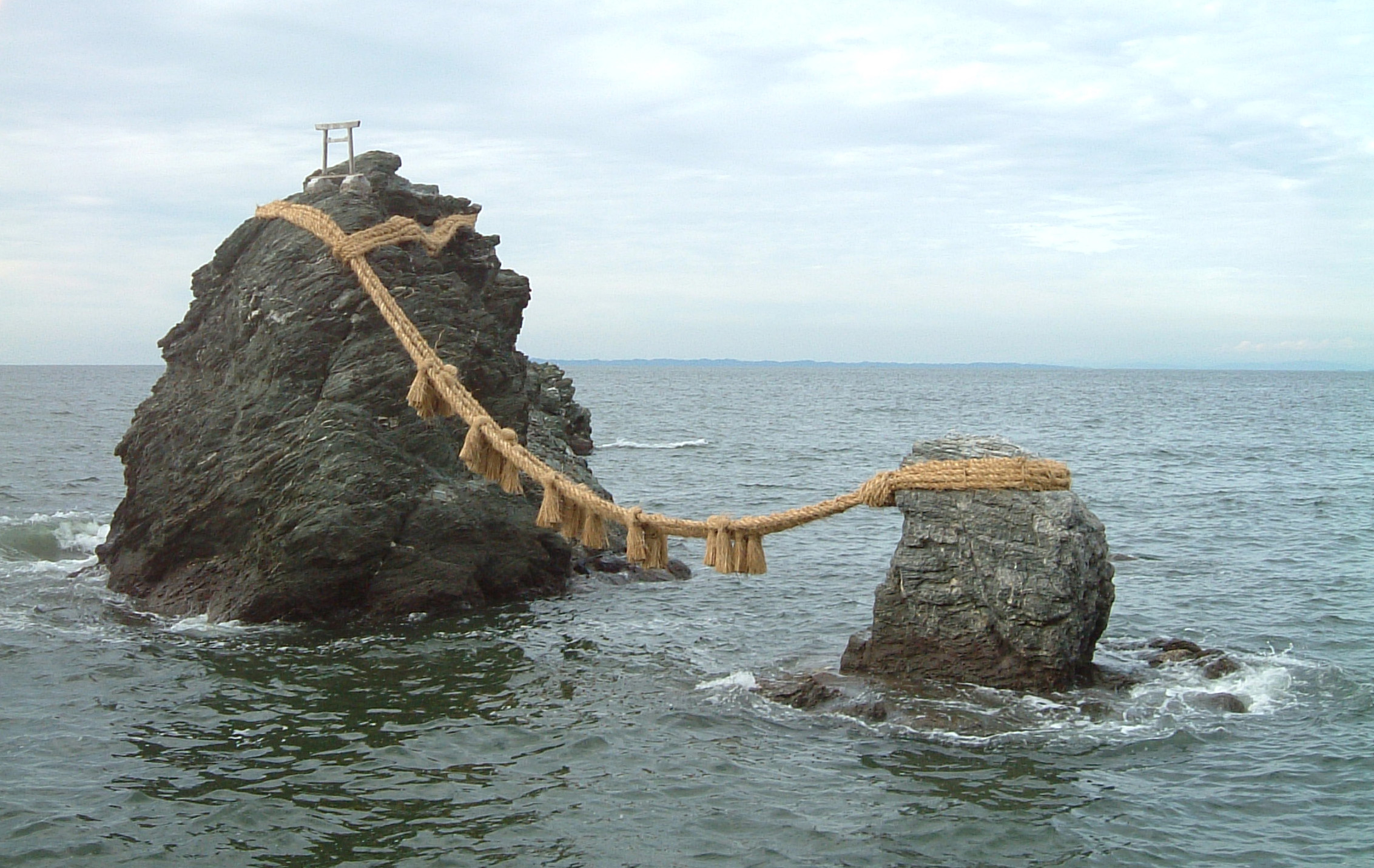
Šimenawa (標縄) v Meiotowa (夫婦岩).
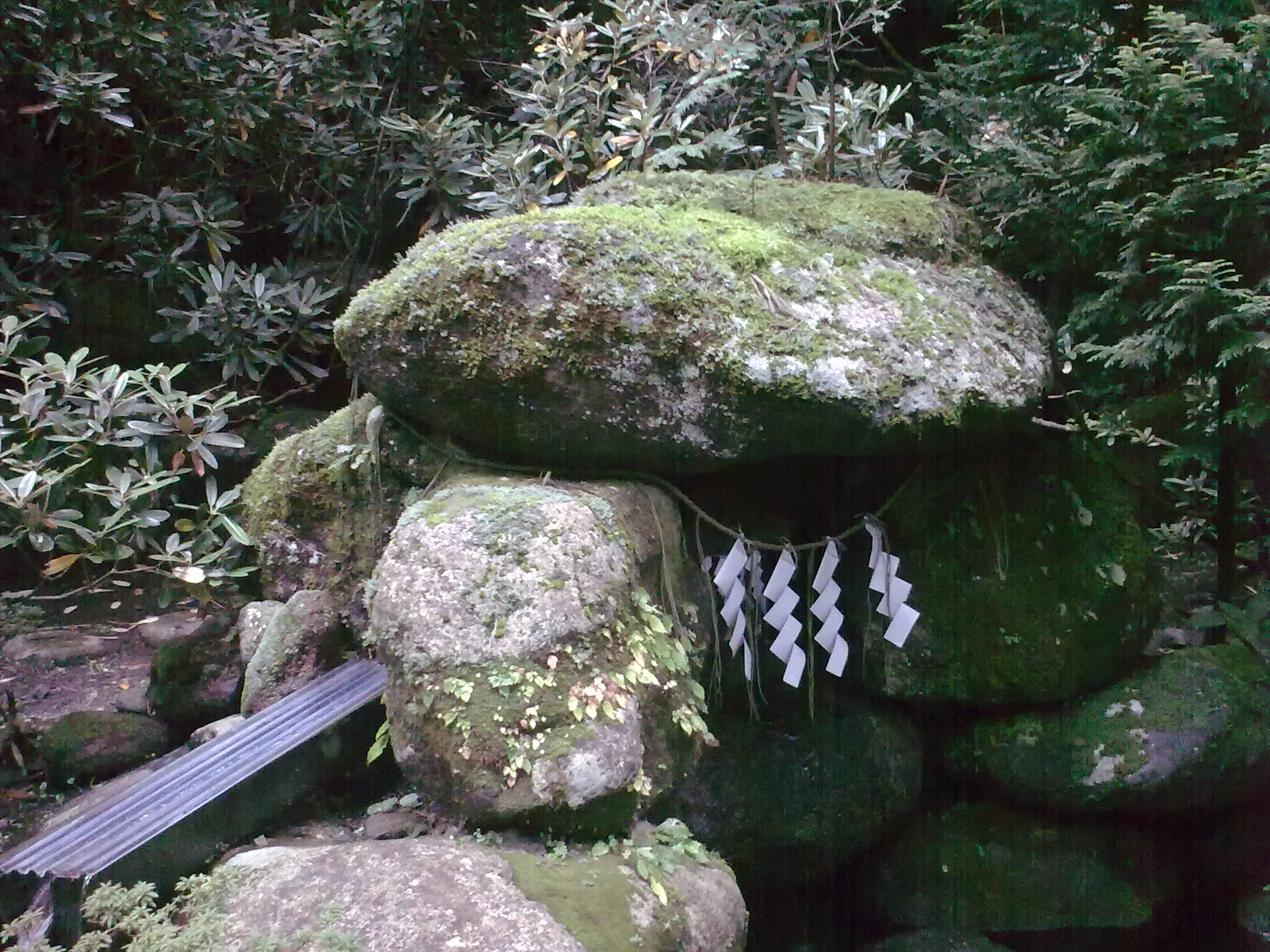
Šimenawa, kámen uctívaný šintoisty.
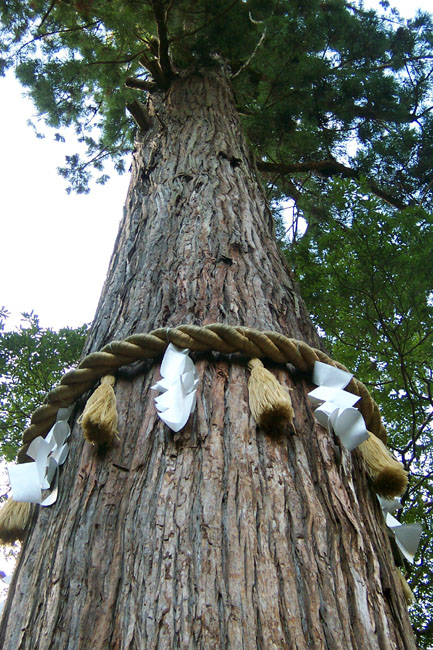
Šimenawa na uctívaném stromu (cedr u svatyně Juki džindža (由岐神社) v Kjótu.
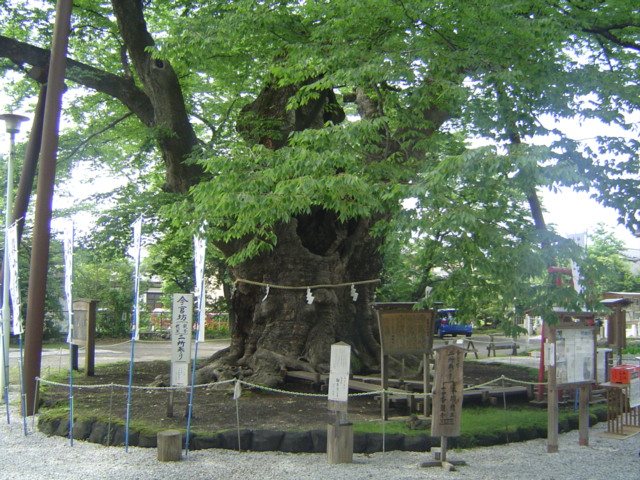
Šimenawa na uctívaném stromu u svatyně Čičibu Imamija (秩父今宮神社) ve městě Čičibu (秩父).
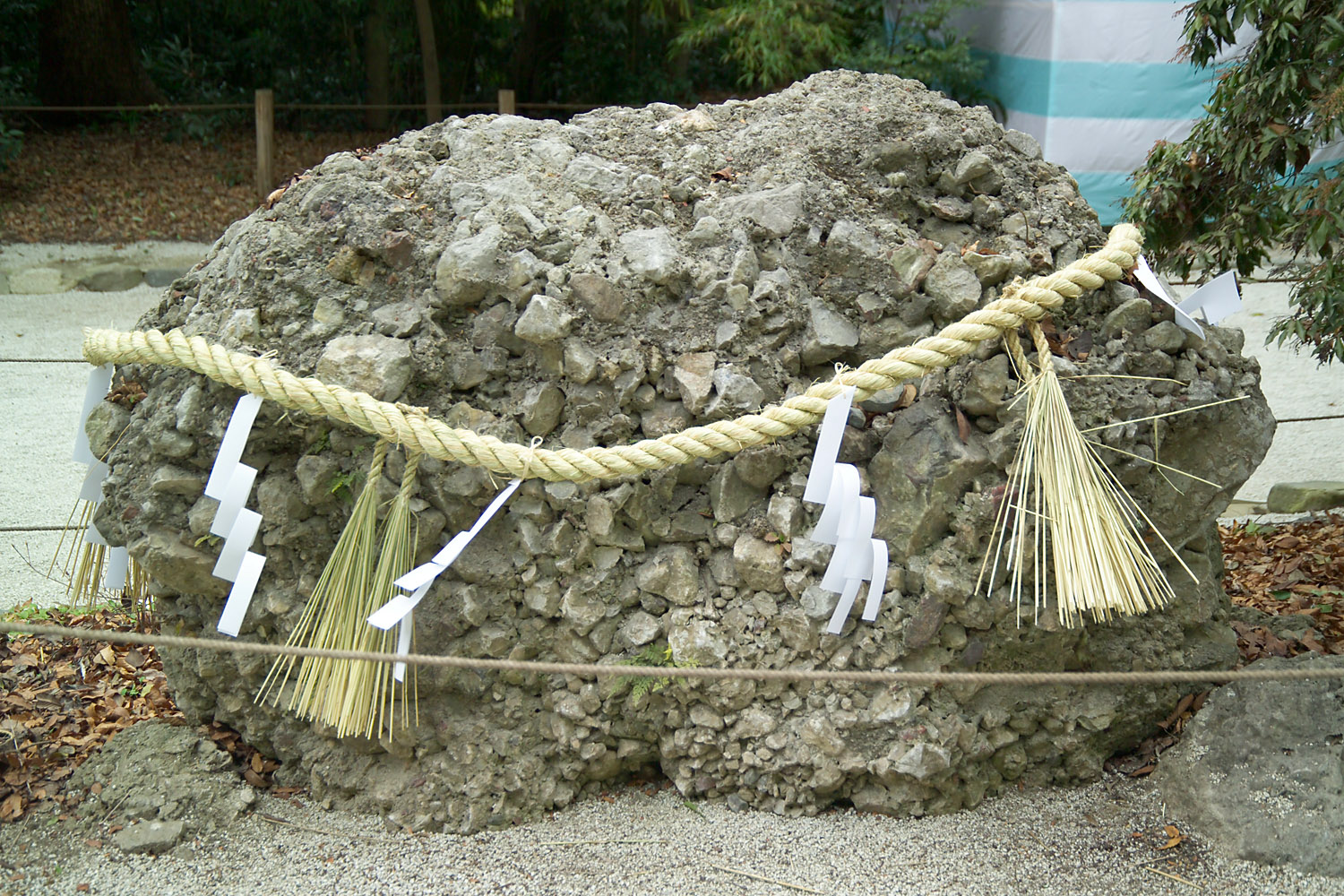
Uctívaný kámen se šimenawou.

## Rozdělení
Podle obecného charakteru použití a vlastníka lze původní japonské zahrady klasicky rozdělit na
- chrámové zahrady
- zahrady úředníků (soukromé zahrady)
- zahrady císařské a šlechticů

Chrámové zahrady sloužily pro rozjímání a meditaci. Zahrady šlechty a poddaných byly zhotoveny spíše pro reprezentaci a rekreační a estetické potěšení. Vzhledem k obecnému rozšíření šintoismu, buddhismu a taoismu sloužily i tyto zahrady k rozjímání, jako druhu odpočinku. Podle skladby prvků a smyslu lze japonské zahrady členit různě na více typů.
Tradiční japonské zahrady lze jednoduše rozdělit na
- hiraniwa (平庭), ploché zahrady
- cukijama-niwa (築山庭), zahrady s umělými kopci

Složitější rozbory dělí tradiční japonské zahrady na
- cukijama 築山 (zahrady s kopci a jezery)[8], sem patří zahrady typu Čisen – Šojú – teien[9][10][11], Čisen – Kaijú – Šiki (池泉回遊式, zkráceně též 泉回 [Senkai]), Čisen – Kaijú – Šiki – Teien (池泉回遊式庭園), procházkové zahrady, kde je návštěvník veden cestou kolem zahrady a vidí pečlivě komponované krajiny, nebo zahradou proplouvá v loďce.
- karesansui (枯山水, suché zahrady, kamenné zahrady) patří mezi zenové zahrady, sloužící k meditaci. Písek nebo jemný štěrk zde významově či senzuálně nahrazuje nebo v kompozici zobrazuje, vodu.
- ča niwa zahrady 茶庭 (čajové zahrady), Rodži niwa (露地庭), jednoduché, stylové zahrady u čajoven, kde je prováděn japonský čajový obřad.
- cubo niwa (坪庭), malé uzavřené zahrady, dvorky.

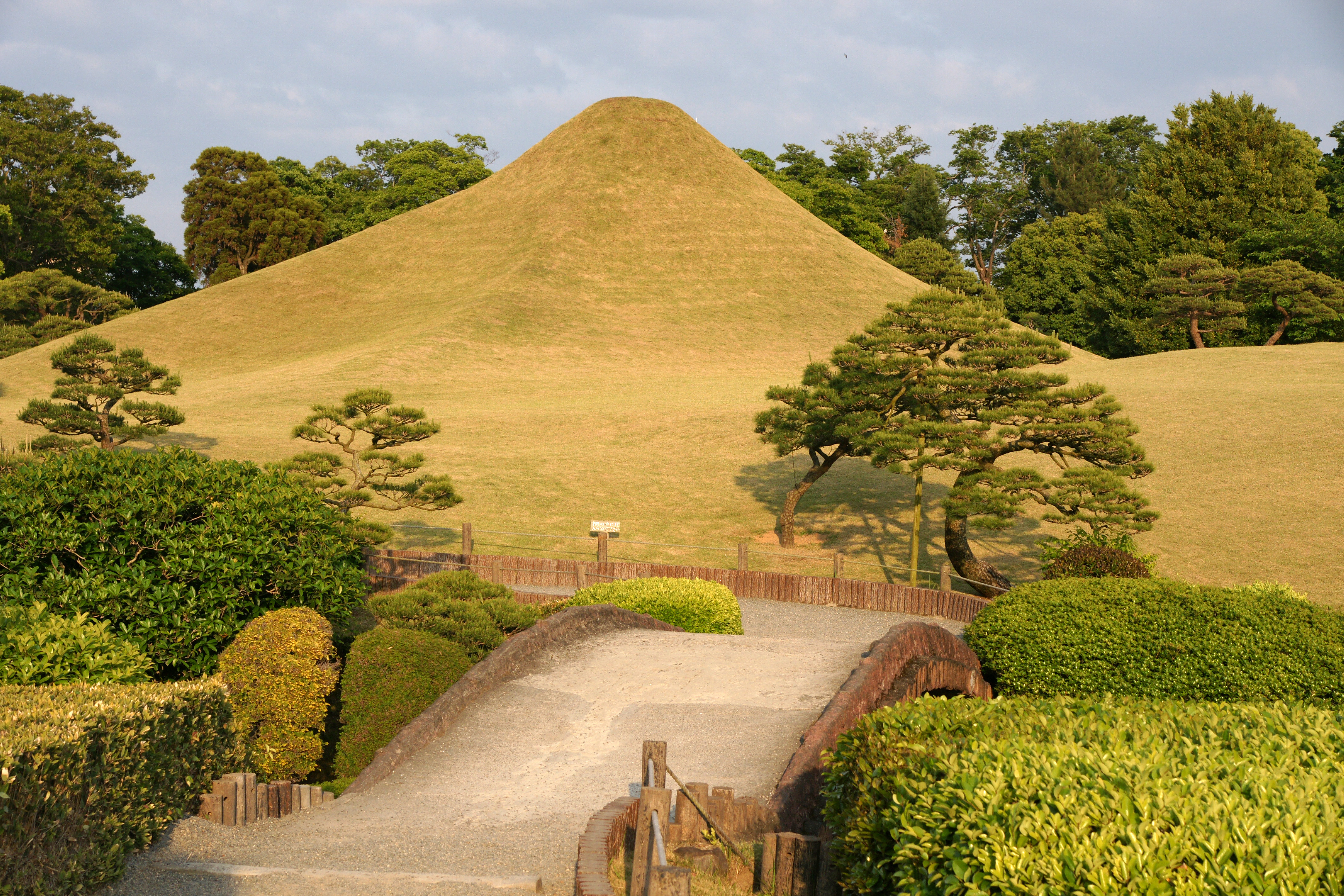
Japonská zahrada s kopci v prefektuře Kumamoto, Suizendži-džódžuen (水前寺成趣園), Japonsko.
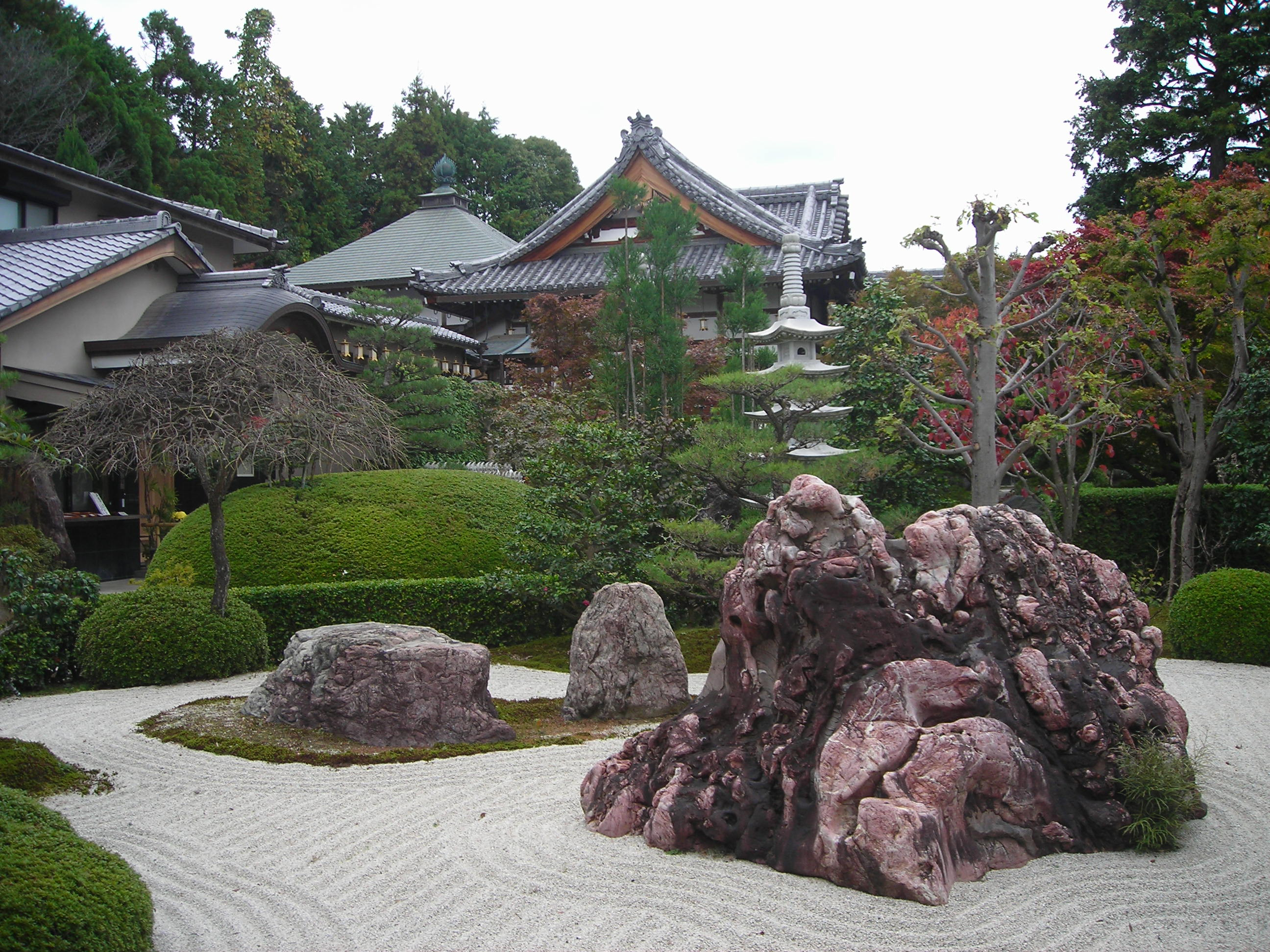
Karesansui v chrámu Šóbódži (正法寺) v Kjótu, příklad suché chrámové zen zahrady bohatě zdobené různými dekorativními kameny.
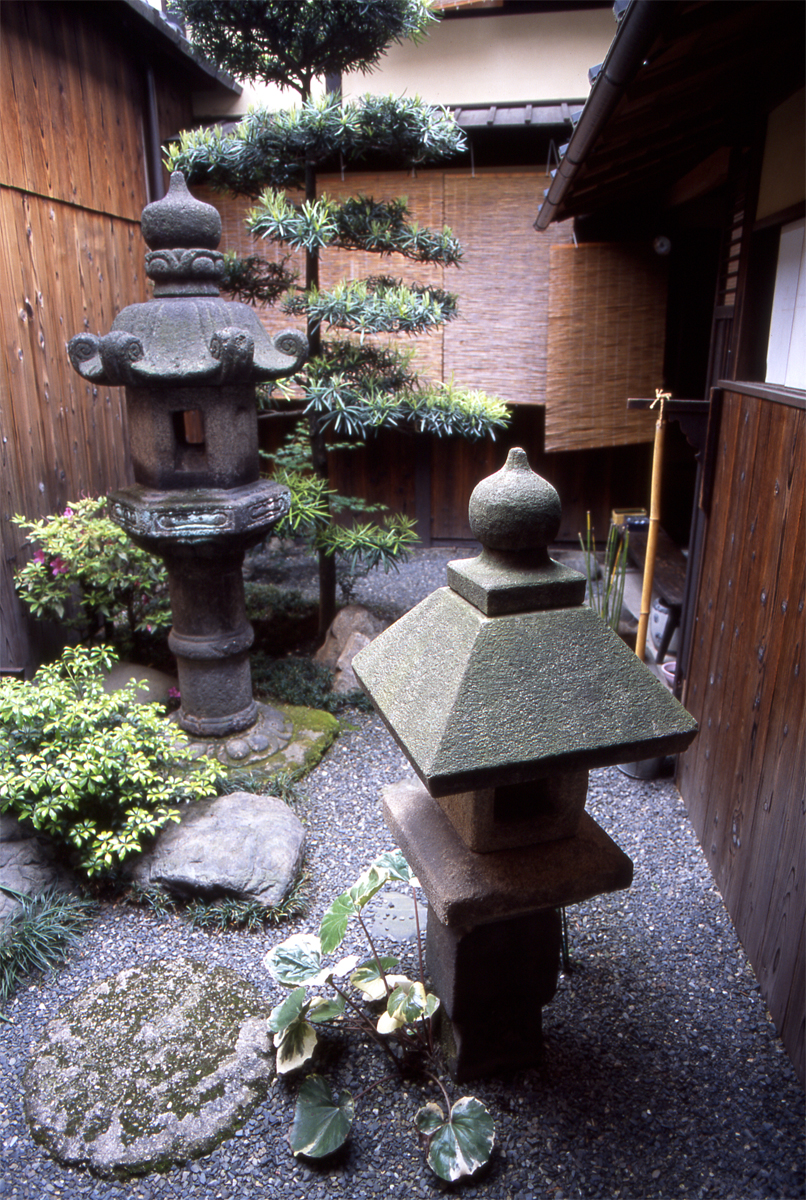
Malé uzavřené zahrady jsou označovány cubo niwa.
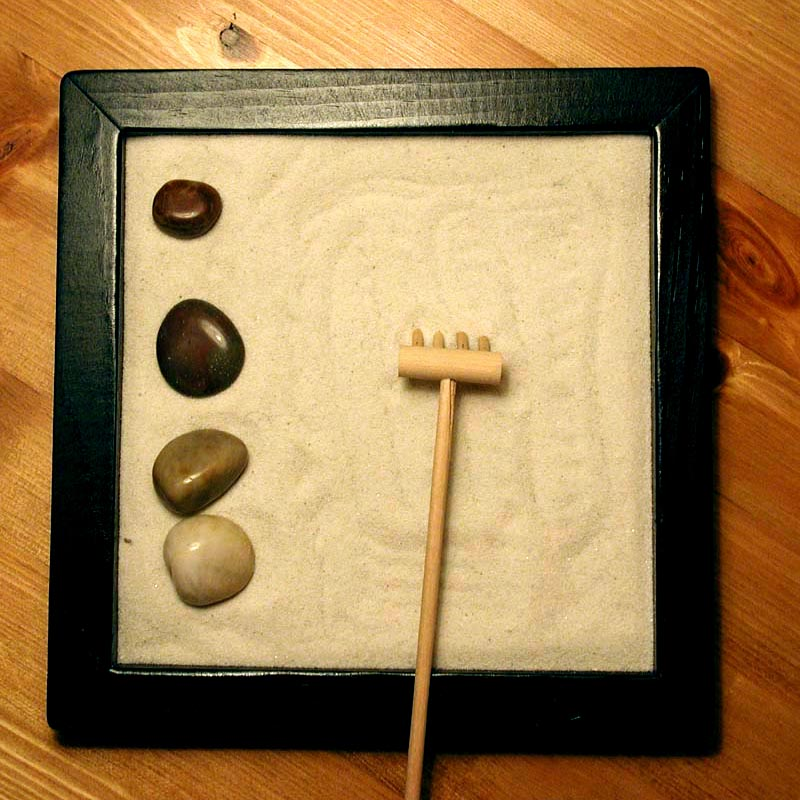
Pomůcka označovaná jako zenová zahrada.
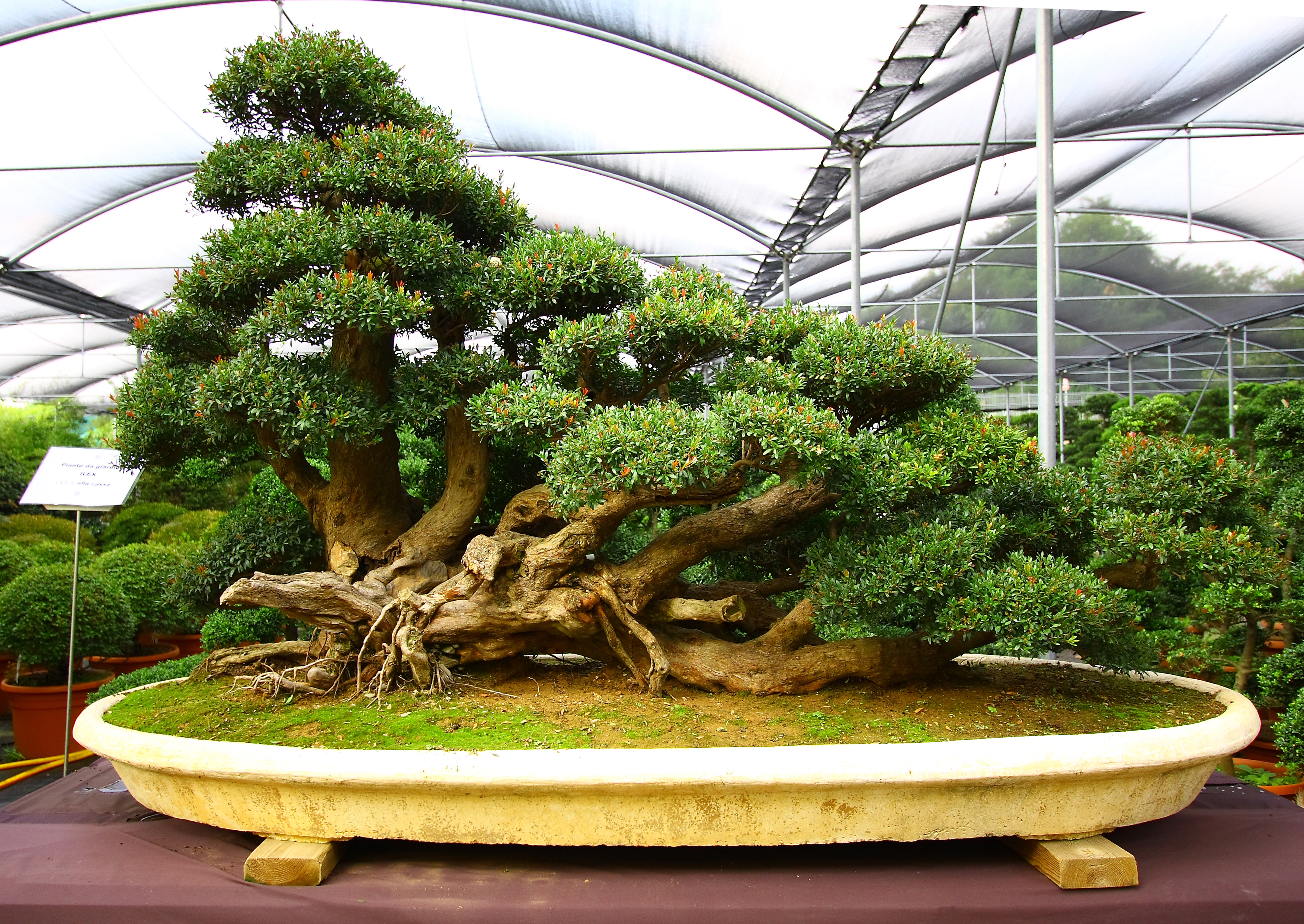
Bonsaje jsou někdy označovány jako miniaturní japonské zahrady.

## Zahradní styly
Styly tradičních úprav zahrady, které byly prováděny v klasických japonských zahradách lze rozdělit podle různých parametrů a s různou podrobností. Následující rozdělení nebere v úvahu, že ve skutečných zahradách se mohu styly mísit, nezohledňuje že jeden způsob úpravy se vyvíjel z jiného, nebo třeba že cubo niwa nebo poustevníkova zahrada může být upravena jako karesansui. Toto rozdělení se vůbec nesnaží nějak zhodnotit úpravy zahrad a parků prováděné od 20. století navazující nebo nenavazující na tradiční úpravy. Jde tedy o zcela orientační rozdělení.

### Cukijama (築山)
Tento styl japonské zahrady obsahuje většinu prvků které lze vidět v ostatních stylech japonské zahrady. Odvozuje svůj název od tvarování terénu tvorbou umělých vyvýšenin. Účelem je vytvořit napodobeninu částí známých míst nebo částí přírody. Tyto zahrady mohou být navrženy tak, že je lze pozorovat z jednoho místa, například z budovy. Mohou ale být dostatečně velké, aby jimi bylo možné procházet.
Převládající architektonický styl, nazývaný šinden (寝殿), byl napodobeninou čínské architektury. Například mosty v zahradě byly klenuté a potažené jasně červený lakem, stejně jak tomu bylo v Číně v tom období. Budovy byly uspořádány poněkud symetricky a v souladu se zákony čínské geomantie, která byla rozhodující pro určení kde je vhodné místo pro jakou stavbu nebo plochu. Potřebné místo určil kněz nebo věštec. (Feng šui je součástí čínské geomantie) Podle zákonů geomantie, všechny stavby musely být stanoven přesně podle světových stran a v určitých konfiguracích, aby „ki“ (気), mystická energie života (v Číně nazývaná „čchi“), mohla správně proudit.
V prvním japonské písemném dokladu který doporučoval nezbytná opatření v architektuře zahrad, Sakuteiki (作庭記), je vysvětleno, jak by vodní toky měly proudit od severozápadu k jihovýchodu, aby každá špatná „ki“ mohla být očištěna ochranným božstvem Kamogawa (modrý drak), který odežene zlé duchy. Těžké kameny podle tohoto zdroje slouží jako brány nebo přistávací místa pro duchy a mají proto být umístěny s velkou opatrností. Geomantie a feng šuej se při stavebních nebo architektonických pracích používají odborníci dodnes především v Asii a Americe. V 21. století po vystudování vysoké školy (polytechnické) může absolvent zahájit kariérní vzestup jako mistr feng šuej nebo manažer.
Velký prázdný prostor na zahradě byl vyhrazen pro taneční vystoupení nebo hry a rekreaci pod širým nebem. Zbytek zahrady byl určen pro prohlížení a omezené procházky. V zahradách se často četla a psala poezie. Bylo možné se plavit v nádržích s ostrovy v loďkách a chytat a grilovat ryby.
Šlechta období Heian své zahrady vytvářela s ohledem na zvláštní estetické ideály, které jsou téměř výlučné pro toto období.
- mijabi (雅) je rafinovaný vkus.
- mudžó (無情) je pocit melancholie, která vznikla z buddhistické vědomí pomíjivosti a pomíjivosti všech věcí. Využívá specifické účinky ročních období pro pomíjivou krásu a život sám. Kvetoucí a listnaté stromy byly oblíbené pro svou pomíjivou krásu. Zahrady období Heian v každé ročním období ukazují jinou tvář.
- aware (哀れ, přesněji mono-no-aware 物の哀れ) je emocionální efekt úžasu nad krásou, a to zejména na jemnou krásu v souvislosti s mudžó. Výsadby kvetoucích rostlin nebyly časté, ale byly provedeny z jasných květů, jako jsou kosatce (šóbu) a chryzantémy (kiku).[18][19]

Zahrady založené a upravené v tomto období byly většinou zničeny na konci této éry v občanské válce, která následovala. Zprávy o nich se zachovaly v literatuře například v textech Příběh prince Gendžiho (源氏物語) a na obrazech.

### Čisen-kaijú-šiki (池泉回遊式, kopec a rybník)
Je základním stylem, který do Japonska pronikl z Číny. Tvoří jej nádrž a terénní nerovnosti (kopce). Vodní nádrž může být skutečná nebo jen zastoupená plochou štěrku nebo jiného materiálu. Tento styl vždy zobrazuje horské oblasti a obvykle používá rostliny pocházející z hor.

### Čisen – Šojú – teien (zahrada pro jarní výlet lodí po jezeře)

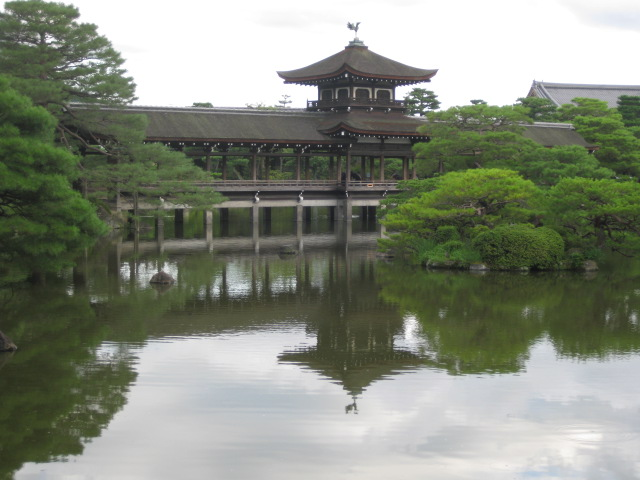
Heian džingú (平安神宮) je odpočinkové místo staré císařské zahrady s rybníkem v Kjótu

Je základním stylem, který do Japonska pronikl z Číny během období Heian. Způsob úpravy je také nazýván šinden–zukuri (寝殿造). Každé z obou ramen jezera bylo ukončeno pavilonem, z kterého byl výhled na jezero a do dálky. Prohlídka zahrady a jezera byla provedena v malých člunech. Jezera byla vyplněna ostrůvky, kde hudebníci hráli během festivalů a obřadů. Rekonstrukce zahrad lze navštívit v Heian džingú (平安神宮) a Daikakudži (大覚寺) chrámu v Kjótu.

### Procházkové zahrady
Procházkové zahrady (Kaijú-Šiki-Teien 池泉回遊式庭園) (krajinářské zahrady) se objevily v období Kamakura a byly zdokonaleny v období Edo, (1600–1854). Byly vytvářeny pro potěšení šlechticů a válečníků. Zahrady v takové úpravě doplňují domy v sukijazukuri (数寄屋造り) stylu architektury. Tyto zahrady mají být pozorovány při průchodu po cestě ve směru hodinových ručiček kolem jezera od jedné pečlivě komponované scény k druhé. Úprava používá techniku šakkei (借景, „vypůjčené scenérie“), která využívá výhledy na krajinu mimo zahradu, jako jsou hory nebo chrámy, jejich začleněním do pohledu, aby zahrada vypadala větší, než ve skutečnosti je. Bývala upravena podle metody miegakure (見え隠れ) a skrývání a částečného zobrazení. Zahrnují různorodé úpravy prostoru, často jsou co do velikosti velmi značně rozsáhlé. Zahrada zde byla výrazem bohatství. Mísí se zde staré a nové styly a v období Edo byly již rozvinuty v úpravy se značnou extravagancí.

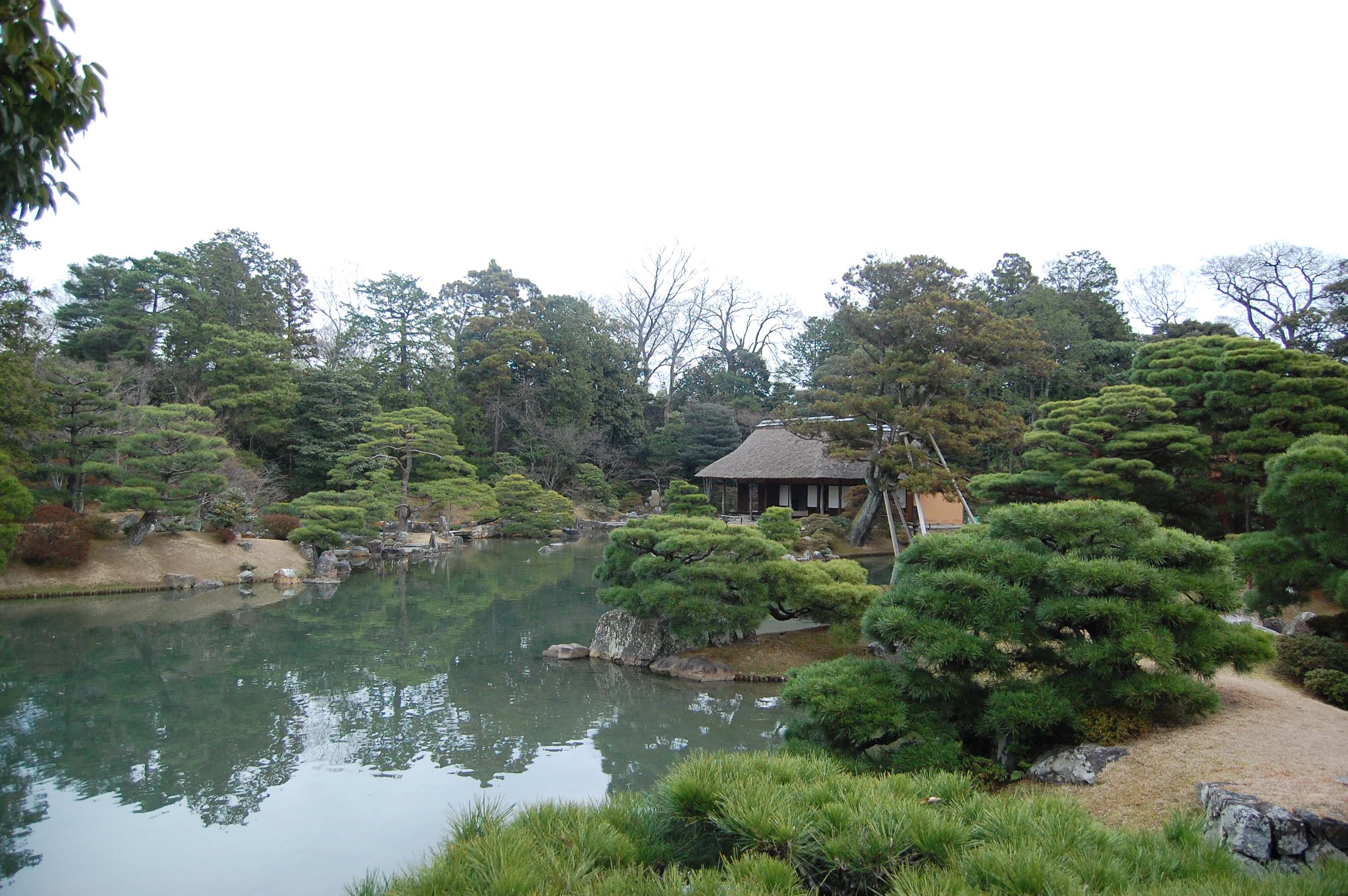
Císařská vila Kacura (桂離宮), prototyp procházkové zahrady
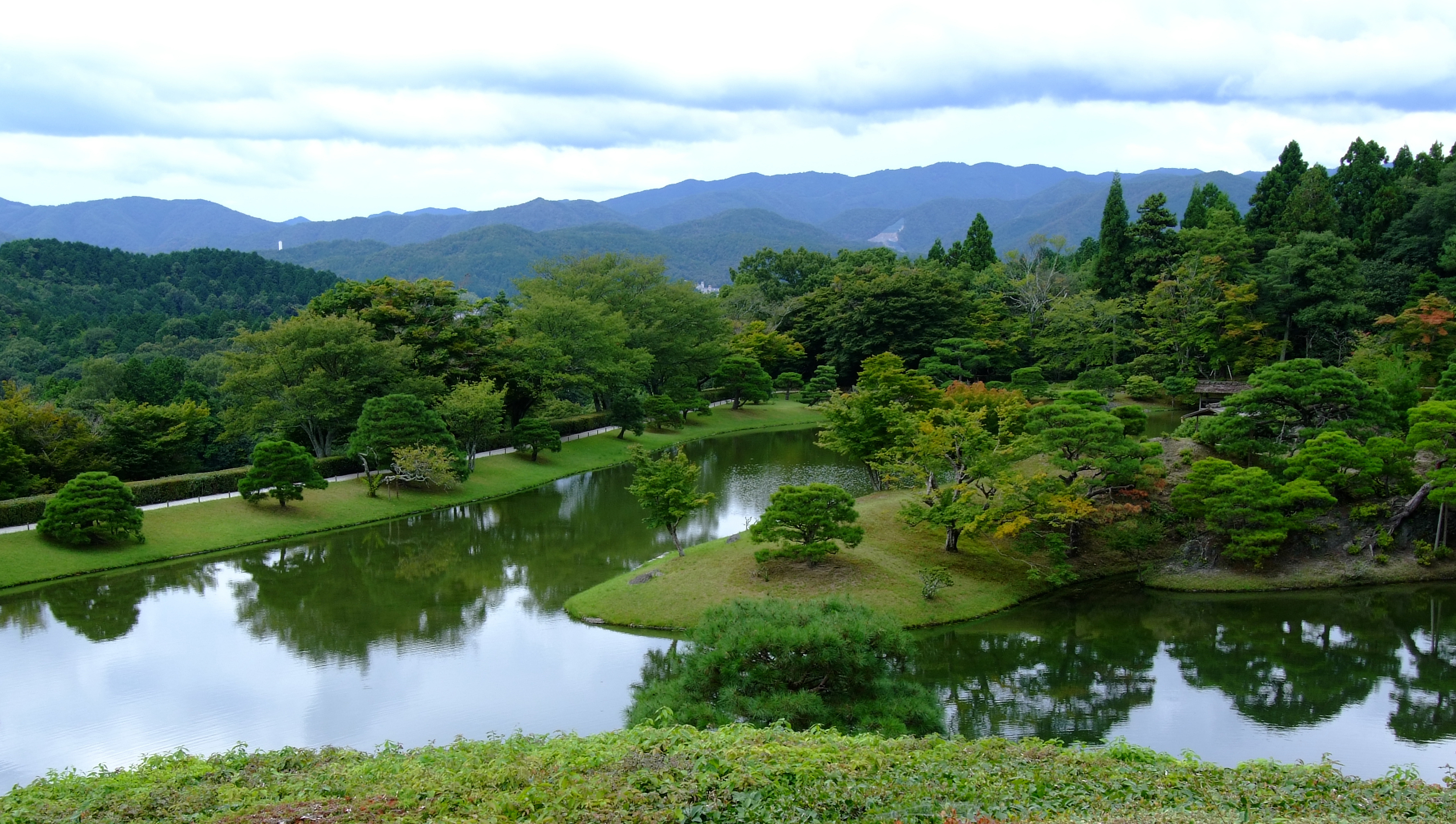
Císařská vila Šugaku-in (修学院離宮) v Kjótu se zahradou založenou 1659, další příklad procházkové zahrady období Edo
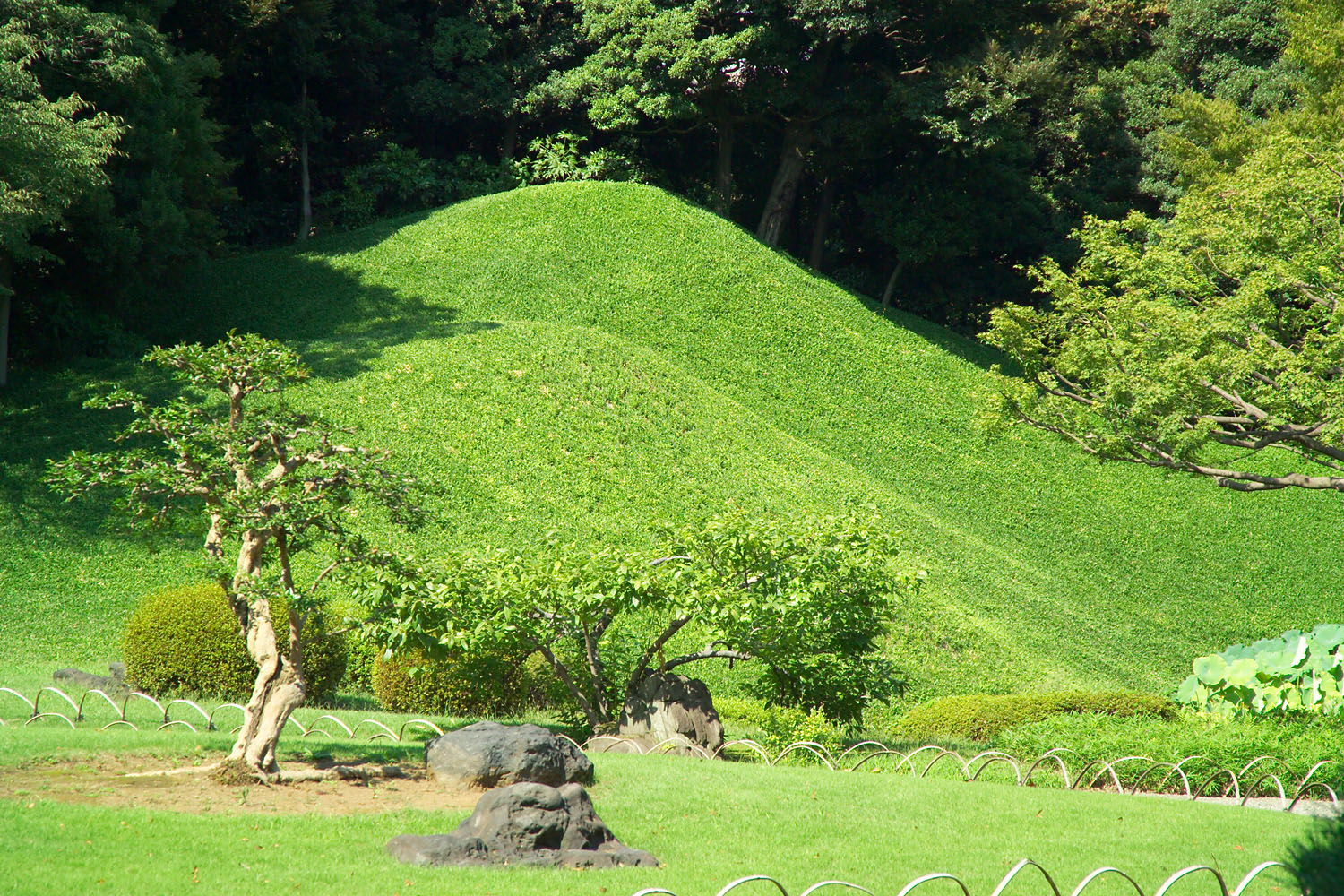
Koišikawa kórakuen (小石川後楽園) zahrada ve čtvrti Bunkjó v Tokiu
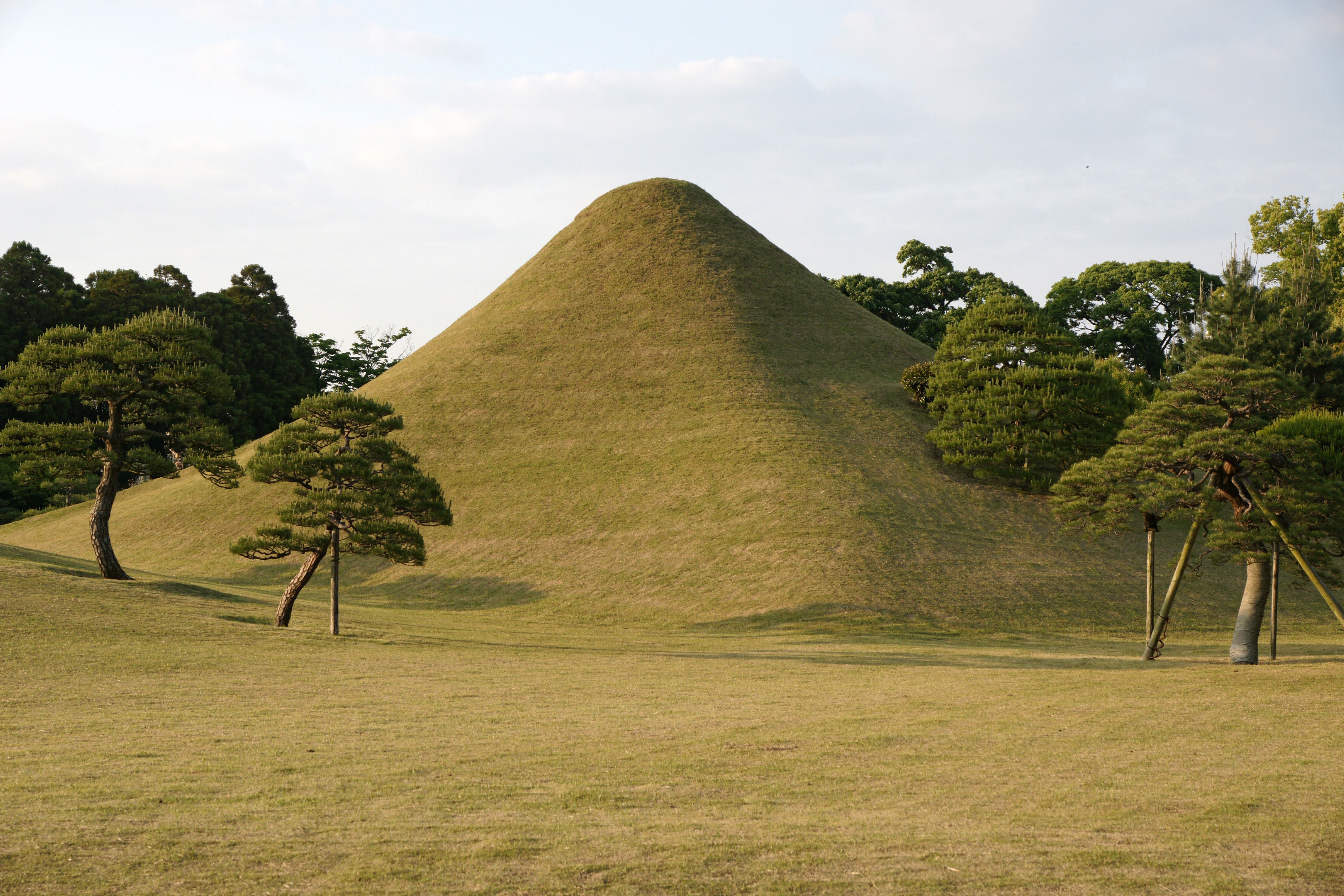
Suizen-dži Džódžu-en zahrada v Kumamotu, založená 1636, s miniaturou Fudži; stromy na stranách jsou stříhané, aby byly malé a replika vypadala velká

### Rajská zahrada
Byla vytvářena pro šlechtice, kteří patřili do buddhistické sekty Amida. Symbolizovala ráj nebo Čistou zemi (džódo, 浄土), kde Buddha sedí na podkladě představující lotosový rybník. Tyto zahrady představovalo jezero s ostrovem nazývaným nakadžima (中島), spojeným s břehem prostřednictvím klenutého lakovaného mostu. Nejslavnější přežívající příklad takové úpravy je zahrada postavená v roce 1053, v Udži v Kjótu. Zahradu tvoří skutečná vodní nádrž s ostrovem.
Rajská zahrada je modifikací zahrady pro výlet lodí, zahrady s rybníkem, kde se přístupné a nepřístupné ostrovy objevují.

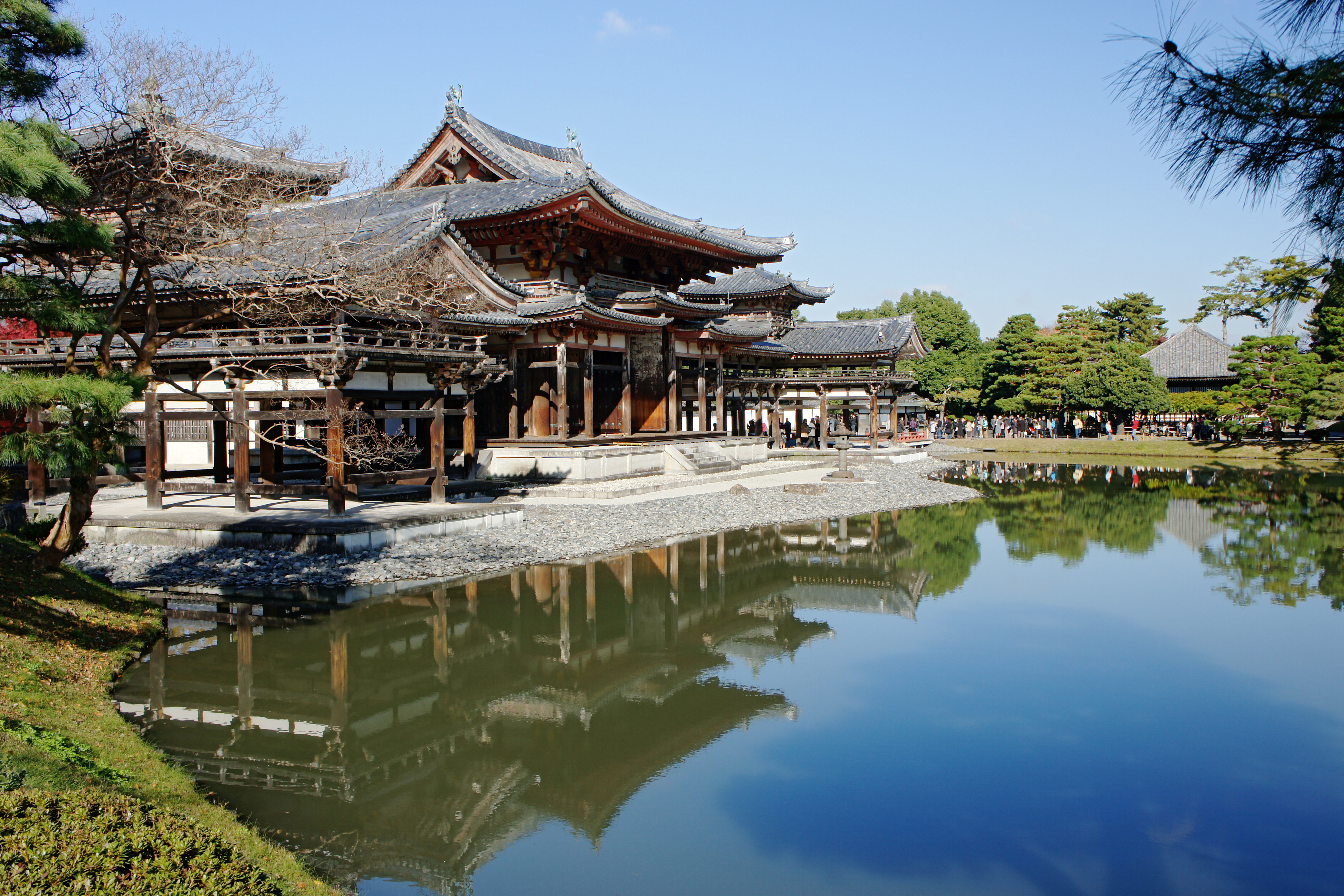
Bjódóin (平等院) chrám v Udži, nedaleko Kjóta
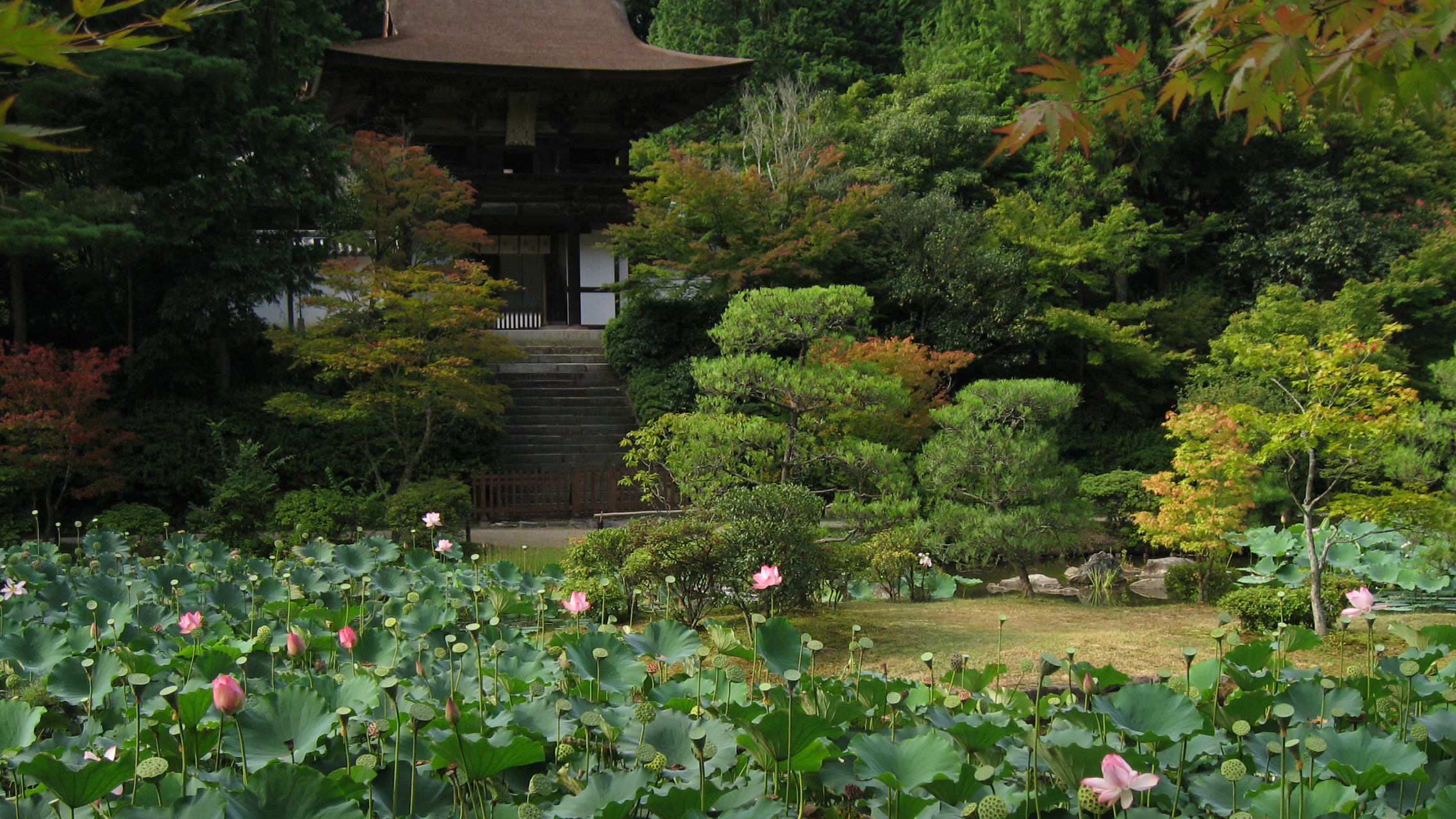
Endžódži (円成寺) Chrám v prefetuře Nara je dobrým příkladem rajské zahrady období Heian
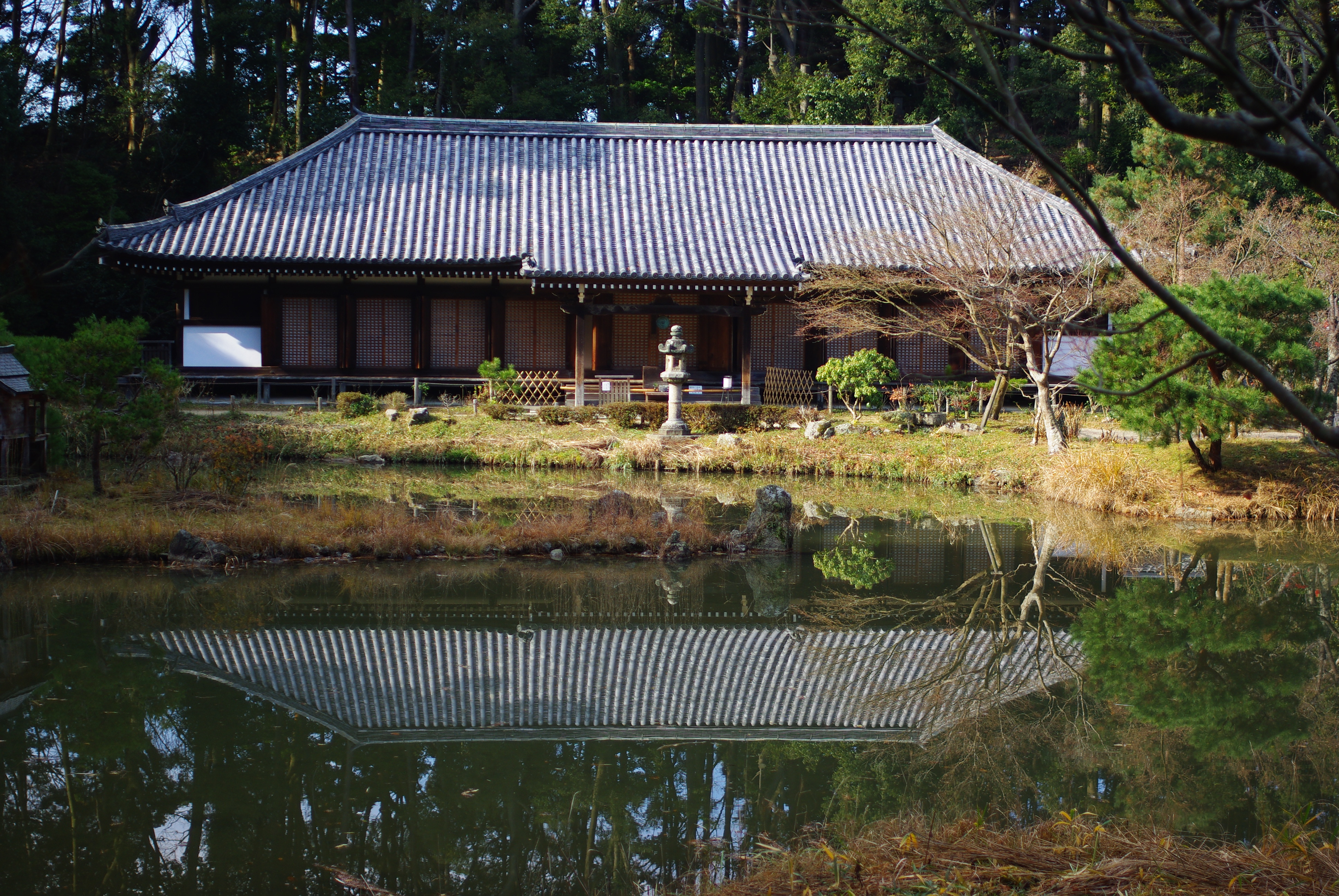
Džóruridži 浄瑠璃寺, rajská zahrada v Kjótu; rybník byl vytvořen mnichy v roce 1150

### Karesansui (suché zahrady, kamenné zahrady)
Karesansui zahrady (枯 山水) nebo japonské skalky, staly se populární v Japonsku ve 14. století díky úsilí buddhistického mnicha, Soseki Musó (夢窓 疎石, 1275 – 30. 9. 1351), který postavil zenové zahrady v pěti hlavních klášterech v Kjótu. Tyto zahrady mají bílý písek nebo uhrabaný štěrk místo vody, pečlivě uspořádané kameny a někdy i skály a písek pokryté mechem. Jejich účelem je usnadnit meditaci. Nejznámějším příkladem je chrám Rjóandži (竜安寺) v Kjótu.

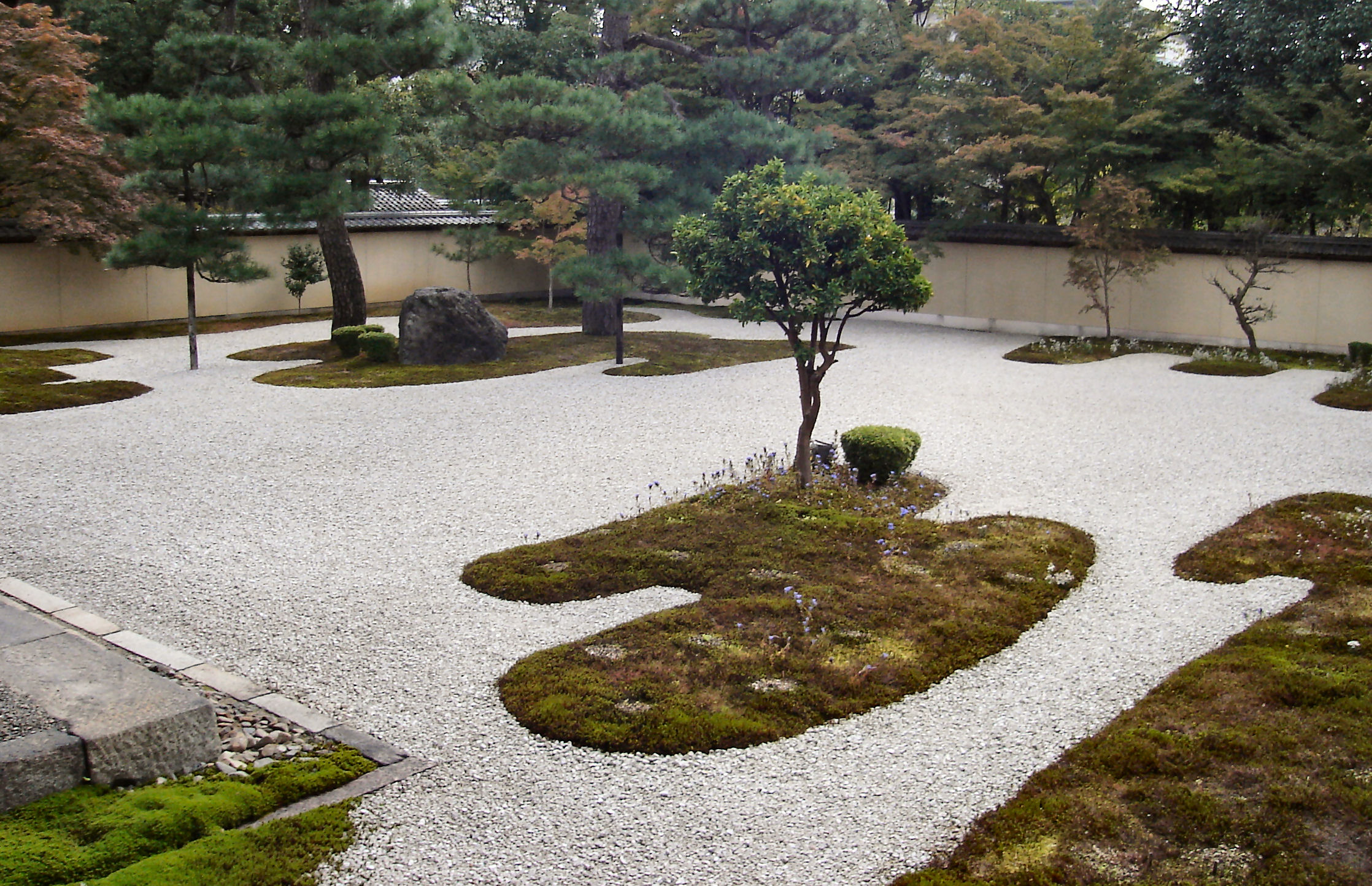
Gendžiho zahrada (源氏庭) v Rozandži (廬山寺), Kjóto
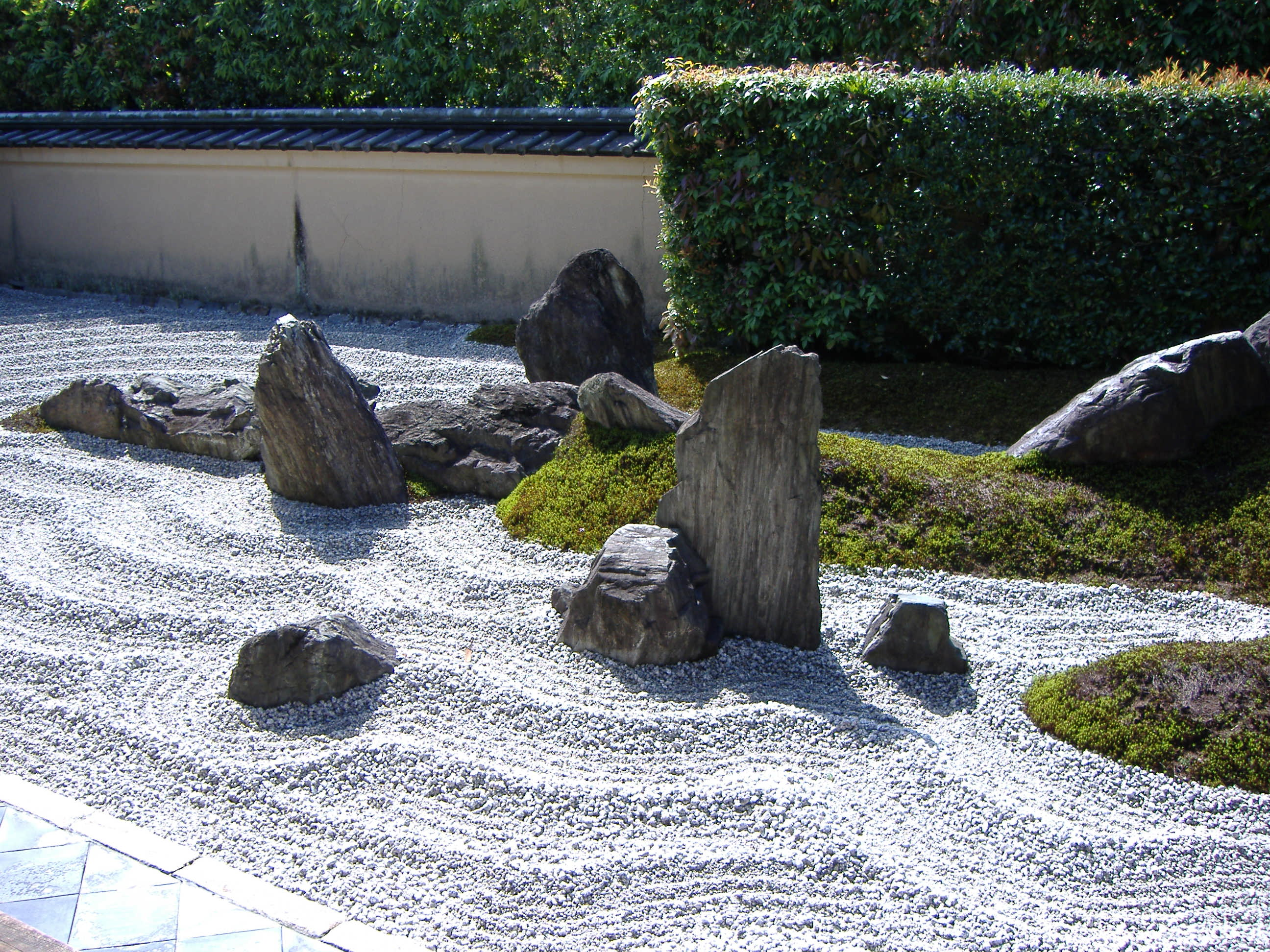
Vedlejší chrám Zuihóin (瑞峯院, spadá pod Daitokudži, 大徳寺) zahrada Dokuza (独坐庭), Kjóto
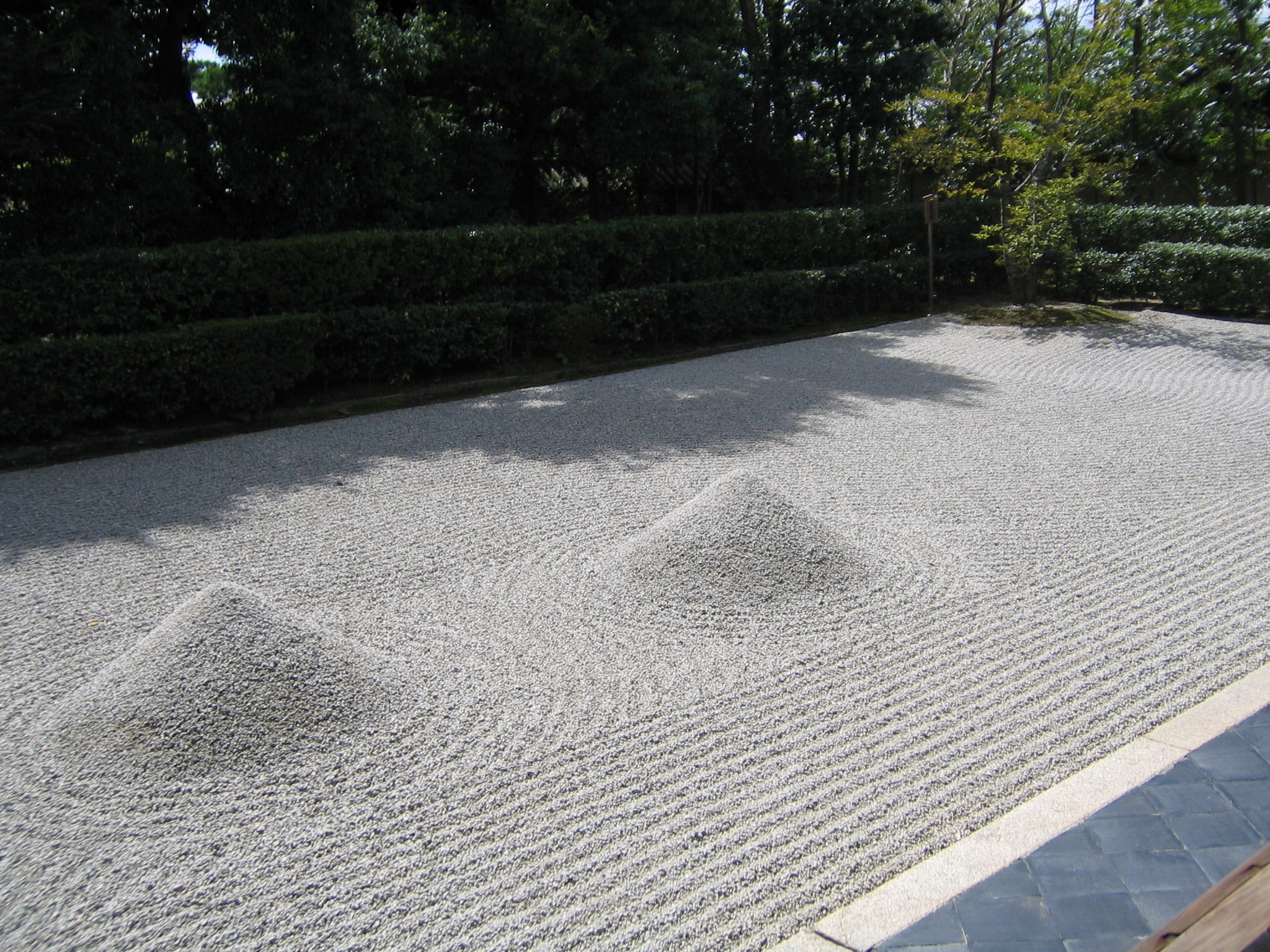
Jižní zahrada Hódžó (方丈南庭) v Daisen-in, Kjóto

### Hiraniwa (plochá zahrada, (平庭))
Styl vychází z použití otevřených plochých prostor v přední části chrámů a paláců pro obřady. Tyto prostory jsou často upraveny ve stylu karesansui. To je úprava určená pro Zen buddhismus, vhodná pro rozjímání. Napodobuje mořské pobřežní oblasti s využitím vhodných rostlin.

### Rodži, rodži niwa (露地庭), ča niwa (Čajová zahrada)
Styl zahrady je pojmenován od čajovny „rodži“. Čaj byl přivezen do Japonska Zen buddhistickými mnichy, který jej přinesli z Číny asi 1200 n. l. Během patnáctém a šestnáctém století vzniklo umění čajového obřadu a vznikaly čajovny a čajové zahrady. Čajový obřad (茶の湯) se šířil ze zen buddhistických klášterů, kde mniši připravují čaj, jenž jim pomáhá meditovat. Čajová zahrada byla nazývána rodži, měla přenést v mysli návštěvníka na lesní cestu do vzdálené vesnice či do hor. Čajové zahrady jsou vzácný případ japonské zahrady, kdy funkce potlačuje formu. Čajové zahrady byly vytvářeny během období Muromači (1333–1573) a období Momojama (1573–1600). Účelem zahrady bylo připravit pozorovatele pro japonský čajový obřad, neboli čanoju.
Komplikované čajové zahrady se stavbami byly původně postaveny pro čajové dýchánky sloužicí šlechticům a bohatým samurajům jako příležitosti pro relaxaci a rozptýlení. Čaj se zde pil z drahých nádob v bohatě zdobeném prostředí určeném k obdivování bohatství a kulturnosti hostitele. Na konci šestnáctého století se pod vlivem kněze Sen no Rikjú (千利休), podle wabiča (侘び茶）) úpravy zahrady vyvíjely. Hlavní myšlenkou bylo vytvořit uzavřený, klidný prostor pro sebereflexi, vhodné místo pro meditaci ve formě čajového obřadu.
Přírodním krajinám podobná výsadba je zde upřednostněna. Cesta bývá upravena pomocí nášlapných kamenů. Vodní nádrže a speciální kamenné lucerny měly přímý vztah k obřadu. Obvykle byly použity staré objekty, zvětralé a pokryté mechem, aby odrážely estetiku Zenu. Budovy byly částečně opticky skryty technikou miegakure (見え隠れ) a v souladu s touto zásadou ani zahradu není nikdy možné vidět celou v jednom pohledu, vždy lze vidět jen její část.
Součásti čajové zahrady:
- vnější brána „sotomon“ (外門)
- vnitřní a střední brána „čúmon“ (中門, jsou provedeny do značné míry symbolicky)
- umyvadlo „Cukubai“ (蹲踞) pro rituální očistu, vodní nádrže pro symbolickou očistu pro hosty
- bujná, hustá zeleň s nemnoha pokud nějakými květinami.
- klikatá cesta od sotomon, přes čúmon na sóan.
- kamenné lucerny či pagody „zachráněné“ ze starých chrámů.
- rustikální čajovna „sóan“ (草庵) s doškovou střechou.

Úprava čajové zahrady je odvozena od buddhistické sútry, která hovoří o muži v zemi rosy, prchajícím z ohnivého příbytku hrabivosti. Ve skutečnosti jde o zahradní cestu s vodními prvky a branami do a z čajovny, zobrazuje cestu k vlastnímu osvícení. Má inspirovat návštěvníky k meditaci. Zahrnuje vnější zahradu s branou sotomon, kde se nachází altán, kde hosté čekají na pozvání ke vstupu. Vchází na nerovnou cestu k čúmon. Cesta je vždy udržována vlhká a zelená a nejsou tam žádné jasné květy, které by mohly odvádět pozornost návštěvníka od jeho meditace. Výsadby podél cesty by měly být jednoduché. Úprava je jednoduchá až rustikální. Hosté dorazí na místo kde je čajový mistr pozdraví. Jak se blíží k sóan, obdivují zeleň, která je obecně klidná a nenápadná. Rostliny použité v tomto typu zahrady se často skládají z malých keřů, miniaturních stromů a mechu. U cukubai (蹲踞) se rituálně očistí před vstupem do sóan (草庵). Host vstupuje do sóan přes velmi nízké dveře navržené tak, aby inspirovaly pokoru. Tato zahrada je u soukromého domu obvykle připojena k dalším zahradám.

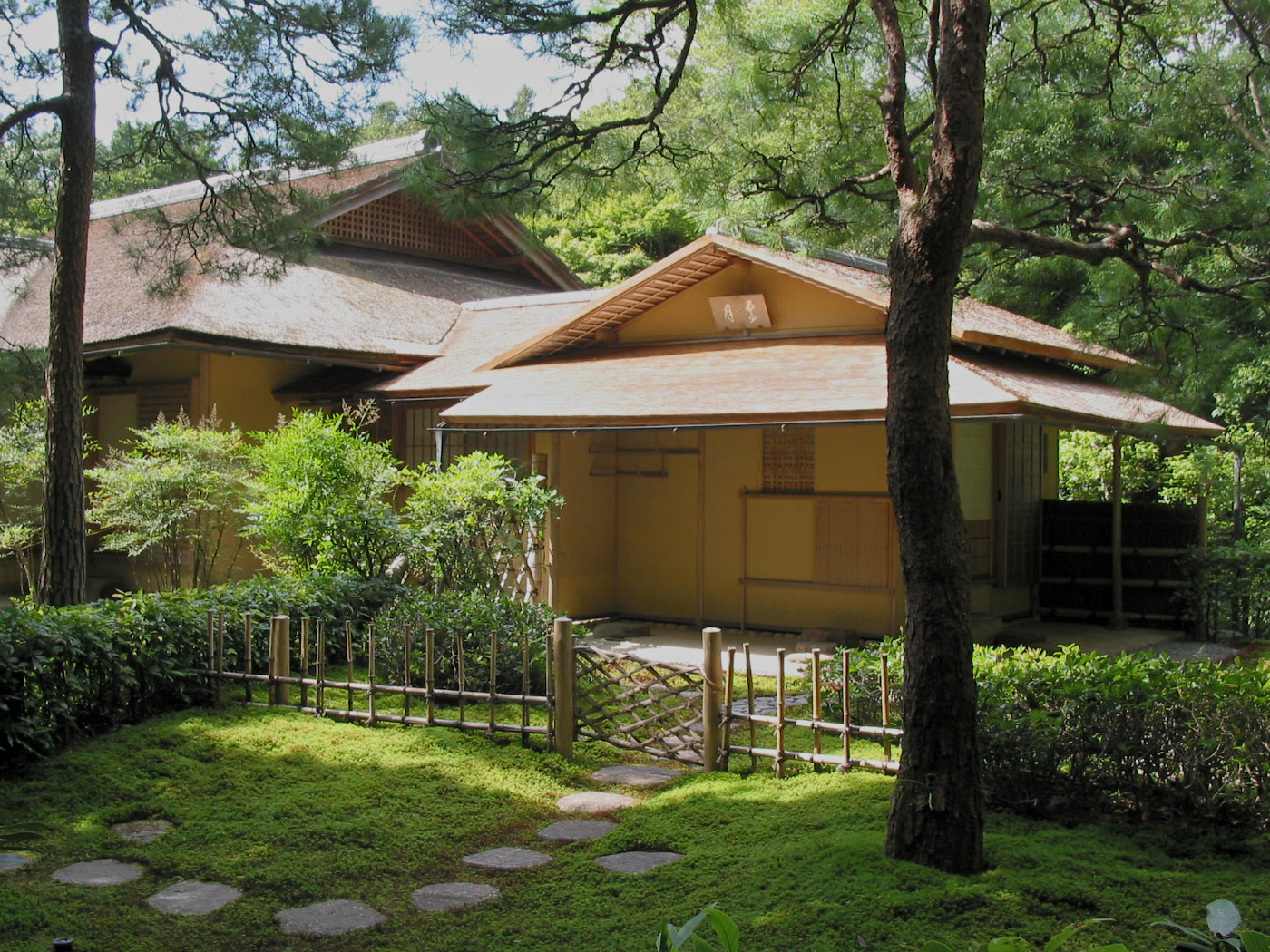
Čajovna a čajová zahrada v Ise Džingú (伊勢神宮)
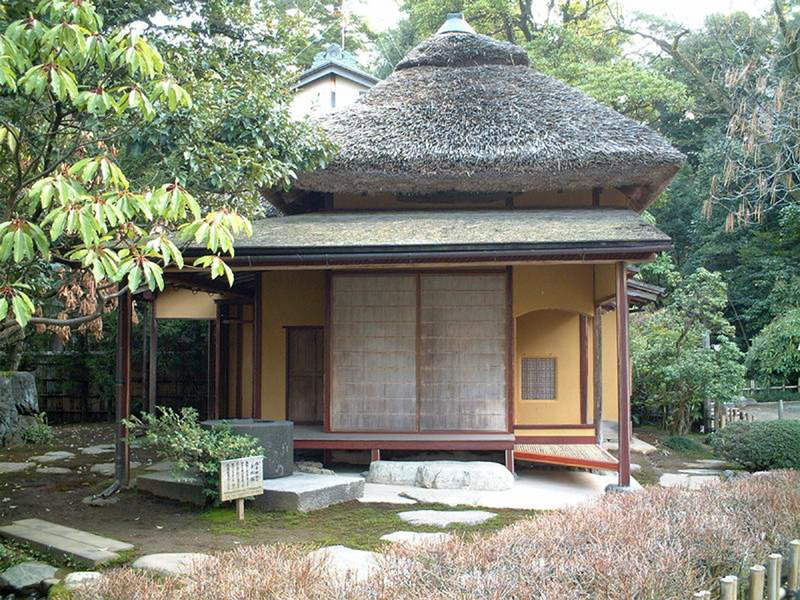
Čajovna v čajové zahradě v parku Kenrokuen (兼六園)
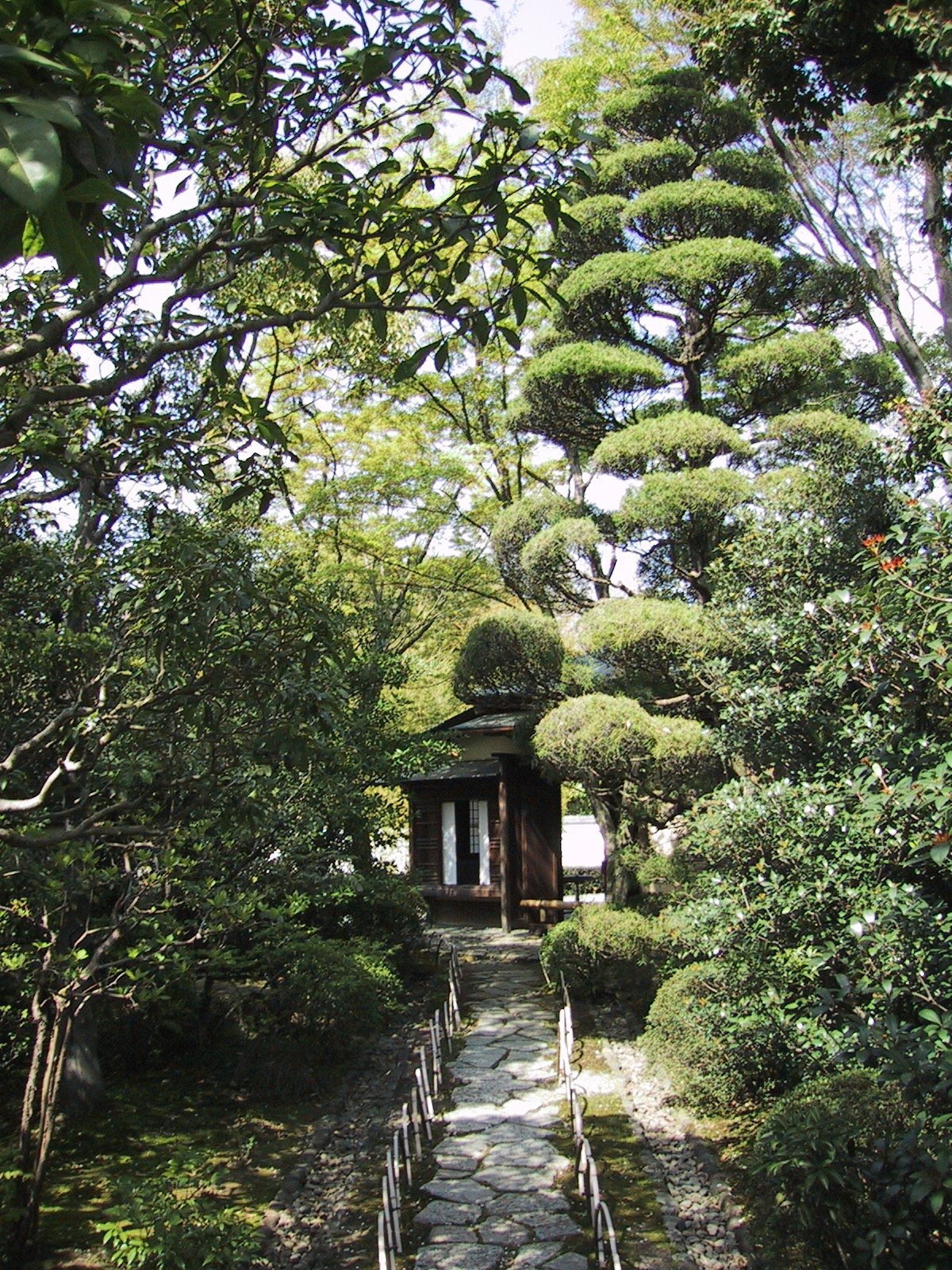
Zahrada čajovny Urakuen[zdroj⁠?!]
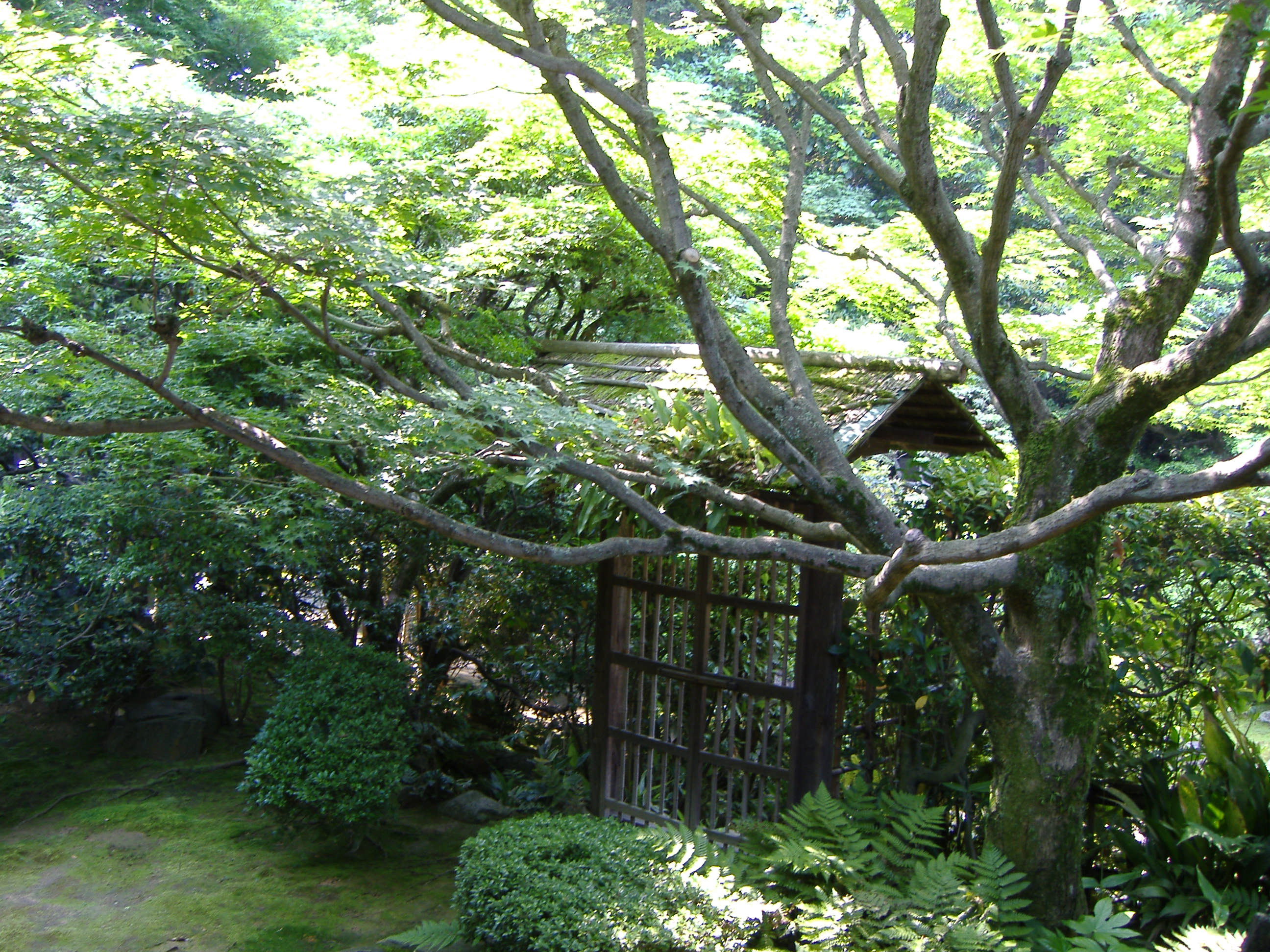
Rustikální brána zahrady u čajovny Keišun-in (桂春院)v areálu chrámu Mjóšindži (妙心寺) v Kjótu

### Cubo niwa (坪庭)
Zahrady, které jsou určeny pro malé prostory, jako jsou terasy a nádvoří. Bývají postaveny v uzavřeném prostoru. Podobají se prvky zahradní úpravě ča niwa (茶庭) a budí dojem většího prostoru než skutečně zaujímají. Vytváří obrazy napodobující přírodu. Často je efekt proveden klamem, pomocí objektů, jako jsou malé stromy zkreslující vzdálenosti. Zahrady tohoto typu byly populární v období Edo v městských domech. Je to druh zahrad velmi oblíbený v Americe, je nejmenší ze všech typů zahrad. Původně termín cubo odkazoval na malý prostor mezi budovami, zákoutí. Cubo niwa nabízí také obyvatelům měst šanci uniknout špíně a propůjčí pozorovateli iluzi, že je v přírodě nebo lese.

### Poustevníkova zahrada (詩仙の間)
Poustevníkova zahrada (詩仙の間 [Šisen no ma]) je obvykle malá (někdy zenová) zahrada postavená pro samuraje nebo vládního úředníka, který chtěl odejít z veřejného života a věnovat se studiu a rozjímání. Je připojena k selskému domu úpravou okolí připomíná hluboký les. Zahrada může zahrnovat malý rybník, kamennou zahradu a další tradičních úpravy s cílem vytvořit klidné prostředí a inspirovat.

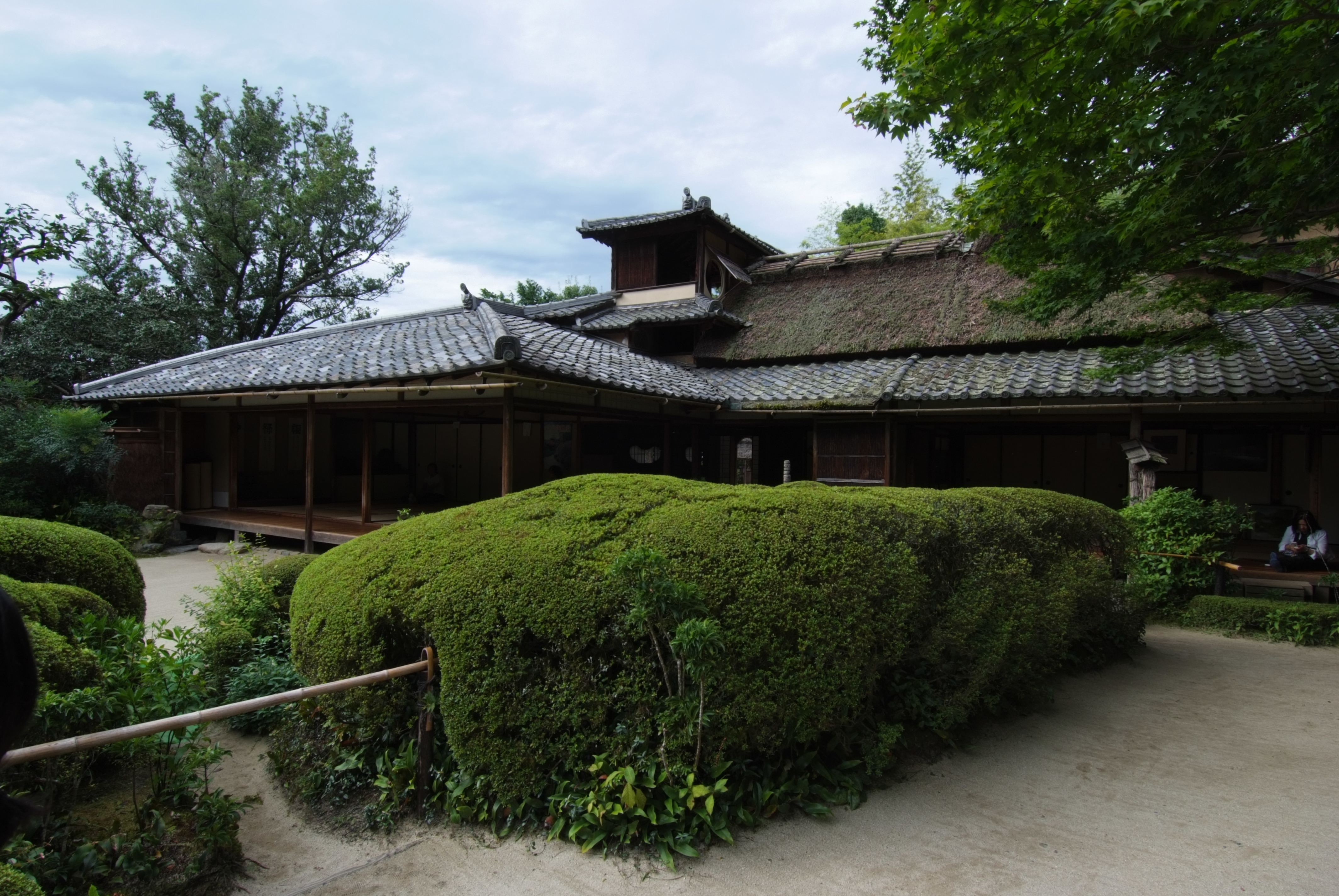
Šisen-dó (詩仙堂) ve čtvrti Sakjó v Kjóto, zahrada z roku 1641, jeden z nejlepších příkladů poustevníkovy zahrady
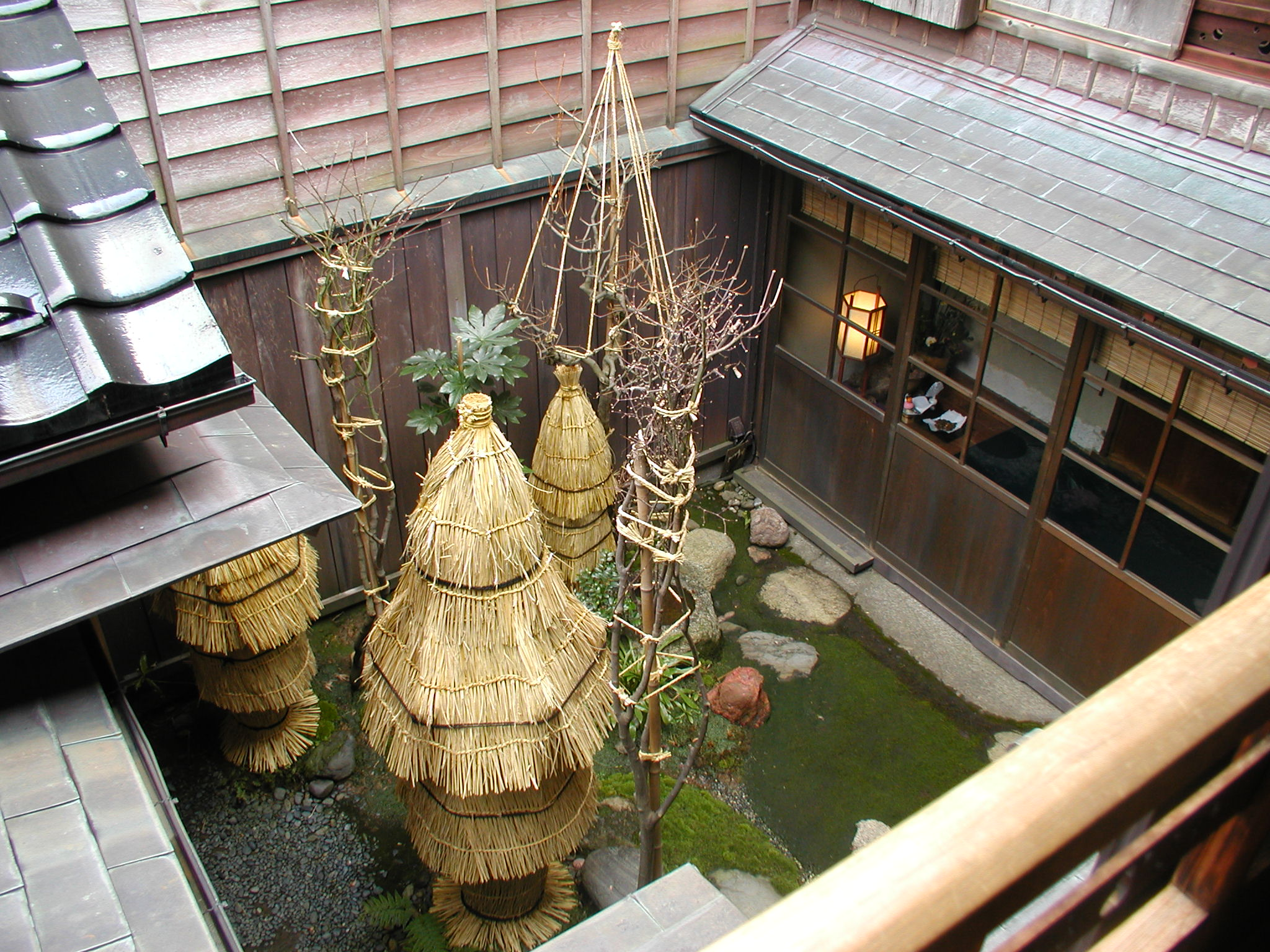
Cubo niwa v zahradě gejši, Kanazawa, prefektura Išikawa; stromy jsou chráněny proti sněhu slámou

## Konstrukční zásady
Existují dané principy a cíle, které bylo nutné sledovat a použít pro úspěšné založení japonské zahrady která je kopií starověkých zahrad. Za důležitou je považována ucelenost. Stejně jako soulad je v japonské zahradě významná symbolika. Za základní pravidla tradičních mistrů japonské zahrady jsou autorem Toširo Inadži (稲次 敏郎) považovány tyto: Respektovat přírodu a její krásu, mít na paměti místa považovaná Japonci za tradičně nejkrásnější, prostudovat si a držet se koncepce prací starých zahradních architektů, zohlednit přání majitele, a tvořit s invencí.
Japonské zahrady jsou upravenou napodobeninou čínských zahrad, používaly se zde i stejné materiály. Základními použitými prvky jsou kameny, „kosti“ zahrady. Důležitý je ve většině případů terén. Další součástí jsou vodní nádrže nebo napodobeniny vodní plochy. V mnoha případech jsou použity prvky jako umyvadla, mosty nebo nášlapné kameny. Lucerny, čajovny, nebo pavilony jsou běžnou součástí. Málo důležité v japonské zahradě jsou rostliny, je používáno spíše méně druhů, až na výjimky málokdy nápadné kvetoucí druhy. Často se výsadba skládá z malých keřů, řezem upravených stromů a mechu. Barevnosti v zenových zahradách je lépe se vyhnout, kdykoliv je to možné. Vhodné je využití odstínů zeleně. Květiny v přírodních barvách by měl být používány pouze pro úpravu (zvýšení kontrastu) v monochromatické kompozici. Některé typy zahrad jsou ale zcela bez rostlin. Významnou roli mohou sehrát dekorace.
Zvláštní metoda úpravy japonské zahrady zahrnuje abstraktní zobrazení přírodních prvků. Tato zcela autentická forma japonské zahrady se objevuje na začátku období Muromači (pozdní 15. stol.). Byla vytvářena pod vlivem čínské zenového tušové malby. Představovala „zahradu jako obraz“ do formy karesansui. Velké kameny představují ostrovy a skály. Štěrk „moře“. Plocha bývá upravena do geometrických vzorů připomínající vlny. Mysl může připsat kompozici a prvkům další symboliku.
Zásady používané při založení a úpravách u stylu japonská zahrada:
- Šizen (自然) – napodobení přírody. Přirozenost nebo stav jí nejblíže podobný který je v kompozici dosažen zastřením stop umělosti. Ačkoliv nejdůležitější je idealizace a napodobování přírody, lze zde také idealizovat a symbolizovat to, co by v přírodě nikdy samo nevzniklo. Skály mohou představovat celé hory, bazény stávají jezera. Malý úsek uhrabaného písku se může představovat celý oceán. Například nikdy nelze najít přesně pravidelnou vodní nádrž v přírodě, přestože ji lze vytvořit v japonské zahradě. Lze použít vodopád, ale ne fontánu. Důležitá je rovnováha kompozice, sumi (済み).[31]
- Kanso (簡素) – jednoduchost a stručnost. „Méně je více“. Jedno japonské doporučení o zahradě říká – méně je více. Tato myšlenka je nejvíce patrná v Zen zahradě, kde může být jen jeden kámen, zobrazující myšlenku celé hory nebo ostrova. Je třeba odstranit to, co je nadbytečné a složité.[31]
- Fukinsei (不均斉 nebo 不均整) – Nepravidelnost nebo asymetrie. Rovnováha vytvořená přes nepravidelnost a nesouměrnost. Je symbolizovaná jako neúplný kruh, ukazující nedokonalost, která je součástí existence. V grafickém designu je asymetrická rovnováha dynamická a krásná, přes nesouměrnost. Příroda je plná krásy a harmonických vztahů které jsou asymetrické spíše než vyvážené.[31]
- Ma (間) – mezera, spojitost se vším, nic neexistuje pouze samo o sobě. Všechny objekty souvisí a komunikují spolu navzájem v prostoru.[31]
- Miegakure (見え隠れ) celek zůstává skrytý, nelze vidět všechny části celku z běžného pohledu. Všechny skladby mají nejlepší pozorovací úhel. Je třeba jej najít nebo vytvořit.[31]
- Liché počty – japonská zahrada používá liché spíše než sudé počty objektů a objekty umisťuje často do pozic, které mají vůči sobě geometrický tvar trojúhelníku.[32]
- Uzavřenost – japonské zahrady patří mezi uzavřené zahrady. Zahrada je mikrokosmem přírody izolovaným od vnějšího světa. Ploty a brány jsou tak důležitými prvky jako lucerny a javory. Mají hluboký symbolický význam. Zahrada je vytvořena jako izolovaný svět, ve kterém nejsou žádné starosti nebo obavy.
- Šakkei (借景) – vypůjčené krajiny. Menší zahrady jsou často navrženy tak, aby začlenily do kompozice objekty a krajiny mimo zahradu, například kopce, stromy a chrámy. Takové objekty a prostory se stávají součástí pohledu. Způsobují, že se zahrada zdá větší, než ve skutečnosti je. Nebylo vždy možné použít „vypůjčenou krajinu“ v zahradě, ale prvky ležící mimo pozemek mohou být někdy vhodnou součástí kompozice. Bylo považováno za velmi vkusné zapracovat vzdálenou horu do kompozice zahrady.[31]
- Perspektiva – vzdálenější kopce jsou někdy vytvářeny menší než bližší, ale jsou používány umělé vodní prvky jako popředí. Protože jsou to plochy, snižují pohled ze země, takže se zdá, že pozadí je vyšší a vzdálenější než popředí. Tato úprava je možná spíše u větších zahrad. Jiný druh úpravy pracuje s výsadbou rostlin. Malé rostliny vysazuje blíže k pozorovateli a nechá vzdálenost a přírodu aby malá velikost vytvořila perspektivu pro větší objekty a velké stromy na obzoru. Velké scénické efekty vytvářel daimjó Šigenari Furuta (古田 重然, 1544–1615), který rovněž začal používat kamenné lucerny. Ohyby cesty dokázal zvýšit zdánlivou velikost prostoru, cesta s ohybem se zdá být delší než přímá.
- Sansui čókan (山水長巻) – sled komponovaných pohledů na krajinu, které má pozorovatel možnost sledovat prostřednictvím pohybu zahradou po dané trase, má přímou souvislost s kresbami na horizontálním svitku nazvaném Sansui chokan (1486), jenž zobrazuje sled různých krajin v různých ročních obdobích.[1] Tento princip sledu pohledů na zahradu je znám i z Číny.
- Gankó (雁行), což znamená „formace divokých hus v letu“ je charakteristická linie, v které byly rozmisťovány objekty v zahradě, například kameny.[1] V podstatě jde o jednoduchou linii, křivku dobře vedoucí pohled pozorovatele, která ovšem není formální a vulgárně přímočaře nápadná, působí přirozeně. Podobně jako linie „formace divokých hus v letu“ byla v Evropě 18. a 19. století oblíbená a používaná křivka linie krásy – „S“.

Někdy jsou uváděny následující tři základní konstrukční zásady, které lze ovšem použít na tvorbu kterékoliv okrasné zahrady:
- Konstrukce musí vyhovovat místu, a ne naopak.
- Je třeba správně umístit kameny, pak stromy, pak keře.
- Dodržovat pravidla použití šin (清), gjó (行) a só (草). Jde o vhodné použití pravidelných, architektonických nebo nepravidelných, přírodních prvků, anebo kompromisní podoby, která leží mezi oběma „extrémy“.[31]

Šin, gjó, só – dokonalý, střední, přirozený

V literatuře je popsáno, jak zahrady i v základní formě si podobné často velmi odlišuje způsob provedení, přímo zde jsou pod vlivem způsobu provedení úpravy zmíněny tří různé formy, rozlišované jako jemná, střední, hrubá. Jde o spíše architektonickou nebo spíše rustikální úpravu. Kopce, rybníky a plochy mohou být „šin“ (清, formální), „gjó“ (行, střední) nebo „só“ (草), přirozené (neformální). Tato terminologie je odvozena od odpovídajících stylů psaní kandži: 清朝体 [šinčótai], 行書体 [gjóšotai] a 草書体 [sóšotai] Formální, architektonický styl bývá častý v chrámech a palácích, mezilehlé styly jsou vhodné pro většinu sídel. Neformální styl bývá u selských chalup a horských chat. Čajová zahrada je vždy v neformálním stylu.
V podstatě to znamená, že stejná zahrada může mít celkové provedení a jednotlivé prvky výrazně stylu spíše hladkých linií, s dokonalou úpravou, výraznou dekorativností, dokonalostí a přesně vyznačenými úpravami ploch, zřetelnými kontrasty v celku i mezi jednotlivými částmi. Také může být zahrada upravena přírodně, kde celek připomíná úpravu šťastnou náhodou skupinou sice zcela správně ale přirozeně rostoucích a seskupených prvků, s očividně jen s malou úpravou lidmi, hrubými a nepravidelně vedenými liniemi a rustikálními stavbami. Nebo autor úprava zvolil střední cestu, přiměřené dokonalosti a malebné nepravidelnosti, která může zcela výjimečně použít prvky nebo úpravy obou. Všechny tři formy lze v japonských zahradách najít a na jedné ploše by jako různé varianty vytvořily zcela odlišné vizuální vjemy.
Částečné zobrazení

K zavedení zásady miegakure (見え隠れ) vedly úpravy v zahradách stylu šinden-zukuri (寝殿造), v němž byly vybudovány i některé císařské zahrady určené pro slavnosti a ceremonie byly významné umělé prvky upraveny v jedné ose ve středu zahrady, což však vzbuzovalo dojem malého prostoru v zahradě, nebo tuto malou velikost odhalovalo. A proto byla používána technika částečného zobrazení, kdy byla část pohledu na celek zakryta. Tato populární technika pomohla dále rozmělnit vliv symetrických prvků (staveb) roztříštěním pohledu na jejich pravidelnost.
Částečné zobrazení bylo (pro povzbuzení zájmu, napětí) používáno i v 18. a 19. století v anglickém parku.
Průchody mezi budovami a cesta v čajové zahradě byly vedeny klikatě (cik-cak) což umožnilo použít zásadu částečného zobrazení. Celek tak byl komponován jako sled na sebe nějak navazujících částí, který pozorovatel vnímá postupně při procházení zahradou. Součástí kompozic mohou být i budovy. Budovy ovšem při procházení zahradou (parkem) obvykle neměly být z parku vidět, výjimku tvořily zahrady zenbuddhistického směru Čistá země kde byly budovy použity jako prvky kompozice.

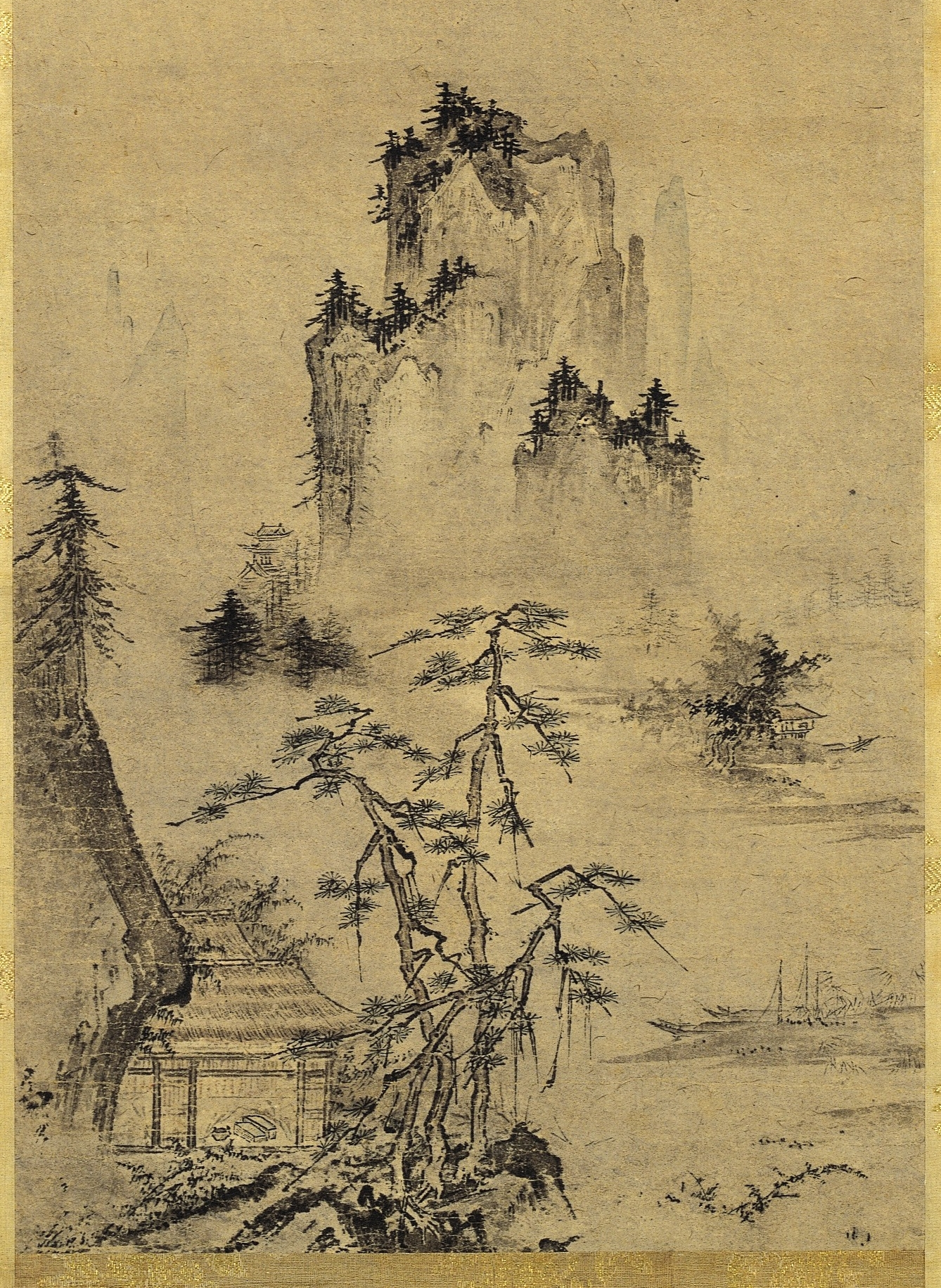
Styl japonské zahrady byl inspirován kresbami krajiny.
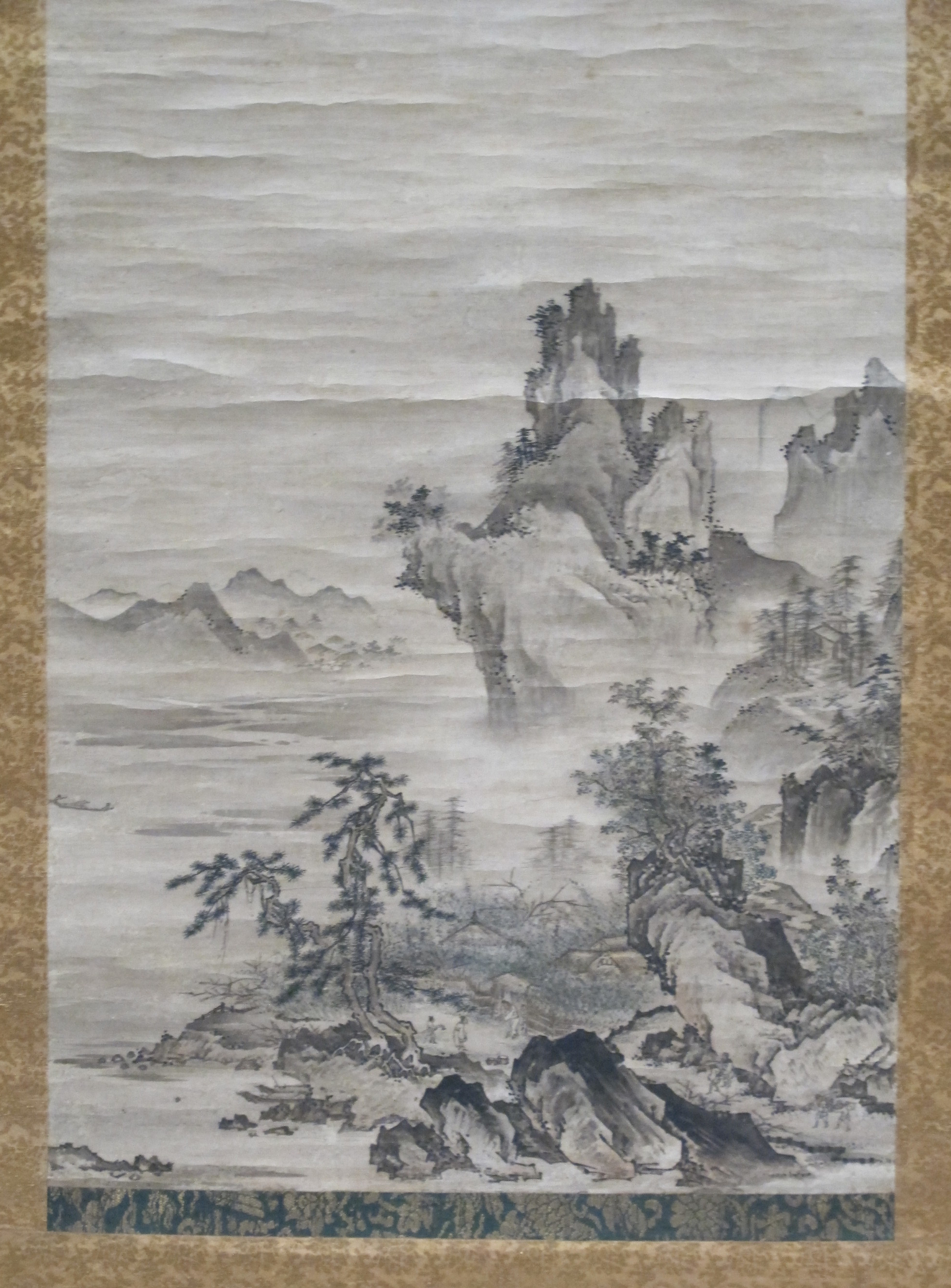
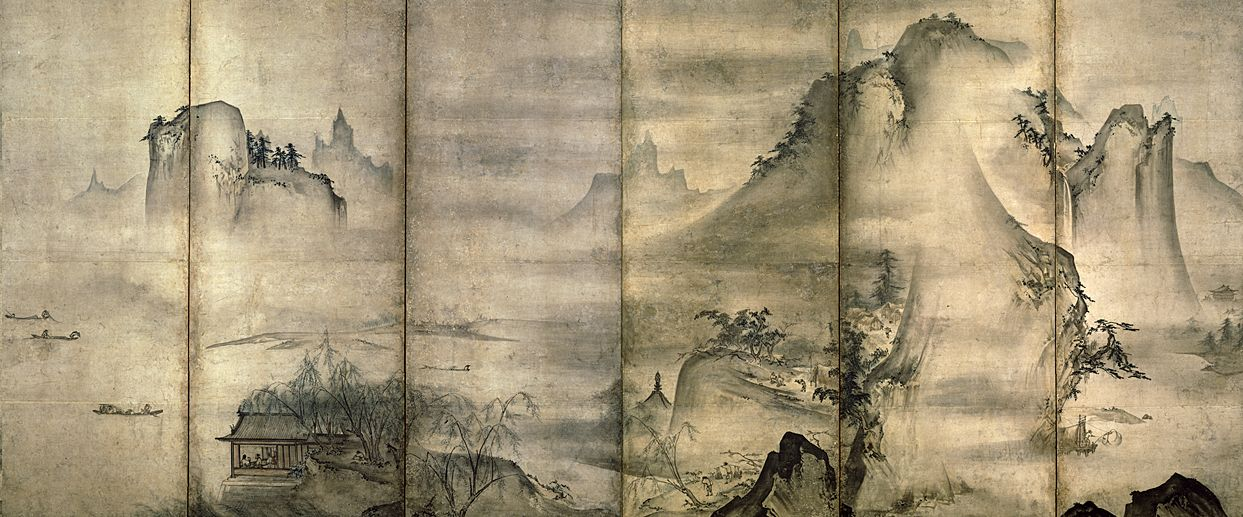
Část díla Krajina ve čtyřech obdobích od mnicha Šúbun Tenšó (天章 周文) z období Muromači. Tyto idealizované krajiny byly inspirací úprav japonských zahrad.

## Filosofické zásady podstatné pro tvorbu
Technicky lze přesně vyjádřit postup vytváření zahrady takovým způsobem a podle pokynů ji takto vytvořit. Prakticky je ovšem dobře upravená japonská zahrada jedinečným uměleckým dílem, které obsahuje především poezii, invenci a filosofii. Jakkoliv japonská zahrada přirozeně respektuje zásady grafické estetiky, tedy optického hodnocení vzhledu, jak je známe v Evropě, v rámci symbolismu a filosofie se vyznačuje dalšími kategoriemi kvality, které jsou zde rozhodující. Japonská filozofie chápe základní realitu jako neustálou změnu. Svět nestále protékající okolo našich smyslů je jediná realita. Umění v Japonsku tradičně odráží to zásadní nestálost, někdy nad pomíjivostí běduje, ale častěji ji oslavuje. Estetika zahrad byla založena na principech mono-no-aware (物の哀れ) (patos věcí), wabi (侘び, hrubá krása), sabi (寂び, rustikální patina), júgen (幽玄, slušnost), iki (粋, rafinovaný styl), a kire (切れ, přerušení, konečnost, omezenost).
Těžko přeložitelný ale pro západní svět i těžko pochopitelný je výraz „wabi“ a „sabi“. Wabi může znamenat jedinečný, nebo duch něčeho, doslovný překlad je „osamělý“. Někdy se překládá jako strohá krása. Sabi je výraz pro čas, nejbližší definice by mohla být „patina“. Kámen může být starý a pokrytý lišejníky, ale pokud je to jen kulatý balvan, nemá „wabi“.
- Wabi (侘び) – jednoduchost, strohá krása. Vyjadřuje se drobnými nedokonalostmi, které jsou ceněny více než dokonalost. Rozbité nebo prasklé nádobí, dlouho používané a dobře opravené, jsou více ceněny než neporušené. Japonci tvrdí: Neobdivujeme to co se hladce leskne, je přesné a dokonalé, ale raději snivé odlesky a kalné světlo a pukliny ať v kameni nebo na artefaktu, které jsou spíše odleskem starověku. Máme rádi věci, které nesou stopy špíny, sazí a počasí. Věci vyrobené lidmi, často neuměle. Připomínají ruku a dobu která se jich dotkla, potřebnost věcí a lásku k nim, která se projevila opotřebením. Preferuje přirozenou nedokonalost nad nepřirozeně dokonalou formou a tvarem.[34]

Princip wabi vyjadřuje, že i ve stísněných podmínkách nevzniká strádání. Wabi v estetice neznamená askezi, ale spíše umírněnost, skromnost. Dokonce i uprostřed nedostatku, nevzniká pocit omezení. Při neúspěchu není třeba dumat nad nespravedlností. Takový přístup k životu v elegantní jednoduchosti je v rozporu s ničím nepodloženou představou, že krása musí mít za následek vznešenost a bohatství. Wabi dosahuje svého vrcholu úsporných opatření v prázdnotě, což je centrální a všudypřítomná myšlenka buddhismu.
- Sabi (寂び) – rustikální patina. Je vyjádřením něčeho věkovitého, zralého zkušeností a znalostmi, pokrytého rzí nebo patinou, která jej udělala krásným. Sabi propůjčuje starým věcem jejich krásu plynoucí z klidu, stálosti, samoty a paměti.[34]
- Mono-no-aware (物の哀れ) se překládá jako patos věcí, nostalgie vyplývající z jejich pomíjivosti. Nejčastěji citovaný příklad mono no aware v současném Japonsku se vztahuje k tradiční oblibě Japonců k třešňovým květům. Květy japonské třešně nejsou jistě ve skutečnosti o nic krásnější než, řekněme, květy hrušně nebo jabloně. Jsou ovšem více vysoce ceněny pro jejich pomíjivost, protože obvykle začnou padat do jednoho týdne od rozkvětu. Tato pomíjivost, je vztahována na pomíjivost veškeré krásy v přírodě a lidského života a je náznakem smutku.[1]
- Júgen (幽玄, slušnost) – pouze částečné zobrazení, jako nejvyšší princip je obecný rys východní, asijské, kultury. Júgen nemá, jak se někdy předpokládá, souvislost s jiným světem než tímto, ale s hloubkou světa, ve kterém žijeme, prostřednictvím kultivované představivosti.[34]
- Dacuzoku (脱俗) – odvrácení se od světa a konvencí.
- Iki (粋) – znamená potěšení z rafinovaného stylu krásy, expresivní melancholii, ale i náladovost, emoci.[34]
- Kire (切れ) – oddělení, přerušení, omezení, diskontinuita, konečnost. Oddělení zahrady od zbytku vesmíru zdí. Nejvíce jsou v tomto ohledu výrazné u japonského stylu zahrady „suché krajiny“ (karesansui). Zahrady, které vděčí za svou existenci „odříznutí“ od okolního světa. Kire evokuje možnost diskontuity života v kterémkoliv okamžiku, smrt je prostě jen „výdech, který není následován vdechem“.[34]
- Kóko (考古)[35][36] – znamená, že se věci zlepšují nebo dozrávají s postupem času. Západní pojetí „instantní zahrady“ nenachází pochopení v Japonsku. S časem a řádnou péčí se krása navržené zahrady projeví. Vystihuje prostý vzhled, ale s pocitem dospělosti, vyzrálosti. To s sebou přináší pouze věk a starobylost, spolu se zvětralým vzhledem. Vizuální prvky jsou omezeny na svoji podstatu, bez smyslových aspektů. Kóko zahrnuje věci, které se zdají být přísné, asketické a zakazuje estetické úpravy. Je to princip, který je těžké pro Západ pochopit nebo ocenit, neboť je zcela opačný od světa zábavy a požitkářství. Kóko ovšem není nijak xenofobní princip, je zaveden jako zavržení či protiklad japonského světského potěšení (viz ukijo-e), pokřiveným[37] hodnotám tehdejší japonské společnosti. Mnoho aspektů „niwa“ například obdiv úctyhodných stromů, starých kamenů a jejich zvětralé povrchy odrážejí tento koncept.[38]

- Seidžaku (静寂) – dosažení klidu, ticha.[34][37]

## Symbolismus
Japonské zahrady jsou považovány za trojrozměrnou učebnici zen buddhismu. Jsou v nich principy Zenu přeloženy do velmi zvláštní estetiky.
Japonsko je souostroví uprostřed oceánů a moří a Japonci vždy měli vztah k moři. Voda jako prvek v zahradě je rozhodující. Jeden z nejpopulárnějších stylů zahrady se nazývá čisen (池泉). Zde rybník (池), pramen (泉) nebo jezero zaujímá nejvýznamnější část zahrady. Význam vody netkví v substanci jako takové, ale ve vodě jako symbolu a výrazu pro moře. Není ale nezbytná voda samotná. V suché zahradě karesansui, je moře symbolizováno šedým štěrkem nebo pískem a stav moře je vyjádřeno stopami v písku.
Moře bez ostrovů je nemyslitelné. Ačkoliv při vytváření zahrady Japonci hodně kopírují pojetí převzaté z Číny, zobrazení ostrovů, moře a pobřeží je typické pro Japonskou zahradní tvorbu. Jeden z nejčasnějších zpodobnění ve vývoji těchto objektů byl Šumisen-šijó 須弥山 仕様 – , utopie nebo posvátné místo vzdálené od běžné lidské společnosti. V této tradici se ostrov nesmrtelného a věčného štěstí s názvem Hóraisan (蓬萊山) nebo Hóraidžima (蓬莱島) stal důležitým prvkem v zahradě. Později, v důsledku růstu buddhismu, posvátný ostrov nahradil Šumisen (須弥山), legendární hora, na které žil Buddha.
Běžné je uspořádání kamenů „Tři buddhové“ s názvem sanson (三成, též sansei). Skládá se ze tří poměrně vertikálně postavených kamenů. Největší kámen, který je vždy umístěn ve středu, představuje Buddhu. Dva menší kameny umístěné v blízkosti představují dva bódhisattvy. Toto uspořádání je běžně používáno k vyjádření Hóraisan (蓬萊山), Šumisen (須弥山), nebo vodopádu. Podle čínské mytologie, jeřáb žije tisíc let a želva deset tisíc let. Symboly přízně a dlouhého života, jsou skutečné bytosti, které jsou často zpodobněny ve tvaru ostrovů. Tyto ostrovy, vzhledem k jejich posvátnému charakteru, jsou nepřístupné pro člověka a mosty jsou konstruovány tak, aby byly nedosažitelné. Běžné ostrovy, nazývané Nakadžima (中島) jsou přístupné z pevniny mosty.
V suchých zahradách jsou hory, ostrovy a útesy symbolizovány kameny ve štěrku nebo písku. Skupiny kamenů představujících skalnaté pobřeží mohou být uspořádány v blízkosti okraje jezera nebo ve štěrku nebo písku.
Stromy a rostliny použité v zahradě jsou úzce spjaty se symbolikou v duchovním a fyzickým životě Japonců. Borovice (macu, 松) je významným základním stromem v kompozici. Tradičně se nazývá Tokiwa a jako všechny stálezelené dřeviny vyjadřuje dlouhověkost a štěstí. Černé a červené borovice symbolizují pozitivní a negativní síly ve vesmíru.
Ve výsadbách jsou běžně používány bambusy a slivoně. Kombinace borovice, bambusu a švestky (tzv. Tři přátelé zimy) jsou používány ve výzdobě u příležitosti Nového roku. Bambus (take 竹) je také stálezelený a jsou mu připočítány příznivé vlastnosti podobně jako borovici. Švestky (ume 梅) symbolizují nadšení a trpělivost, protože kvetou na jaře jako jedna z prvních dřevin.

## Historie japonských zahrad
Myšlenka tvorby těchto unikátních zahrad nepochází z Japonska. V období Asuka (飛鳥, 538[zdroj⁠?!] – 710) byli japonští obchodníci inspirováni zahrad v Číně a přiváželi čínskou kulturu do Japonska.
Japonské zahrady se vyvíjely zpočátku pod vlivem šintoismu. Starověké šintoistické svatyně se nacházely na plážích a v lesích po ostrovech. Někdy byly uctívány neobvyklé kameny nebo stromy, které byly označeny provazy z rýže (šimenawa) a bílými kameny nebo oblázky, symbolem čistoty. Bílý štěrk na nádvoří se stal charakteristickým rysem svatyní šintoismu, císařských paláců, buddhistických chrámů a zenových zahrad.

### Starověk
Nejstarší zaznamenané japonské zahrady byly rekreační zahrady japonských císařů a šlechty. Jsou uvedeny v několika krátkých pasážích Nihonšoki (日本書紀), první kroniky japonské historie, publikované 720 našeho letopočtu.
Styl tvorby čínských zahrad měl zpočátku velmi silný vliv na tvorbu japonských zahrad. V nebo kolem roku 552 n. l. byl buddhismus oficiálně převzat z Číny, přes Koreu, Japonskem. Vyslanci do Číny, diplomati, vědci, studenti, buddhističtí mniši a překladatelé zpět přinášeli čínské písmo, umělecké předměty a podrobné popisy čínských zahrad.
V roce 612 císařovna Suiko (推古) založila zahradu s umělou horou, představující horu Šumisen (須弥山) neboli Sumeru/Méru připomínanou v hinduistických a buddhistických legendách. Jeden z jejích ministrů, Soga no Umako (蘇我 馬子, 551? – 19. 6. 626), měl ve svém paláci postavenou zahradu představující jezero s několika malými ostrovy, které představovaly ostrovy osmi nesmrtelných známých čínských legend a taoistické filozofie. Tento palác se stal majetkem japonských císařů, byl pojmenován „Palác ostrovů“ a byl zmíněn několikrát v Manjóšú (万葉集), v nejstarší známé sbírce japonské poezie.
Z malého množství literárních a archeologických důkazů je patrno, že japonské zahrady té doby byly skromné verze císařských zahrad dynastie Tchang (唐, jap. 唐 [Tó]), s velkými jezery roztroušených s umělými ostrovy a umělými horami. Měly buddhistickou a taoistickou symboliku a byly používány jako rekreační zahrady a místa pro slavnosti a oslavy. Tak jako čínští císaři a soudci, i japonští aristokraté používali na svých zahradách malé lodě s vyřezávanými dračími hlavami.

### Zahrady období Heian (794–1185)

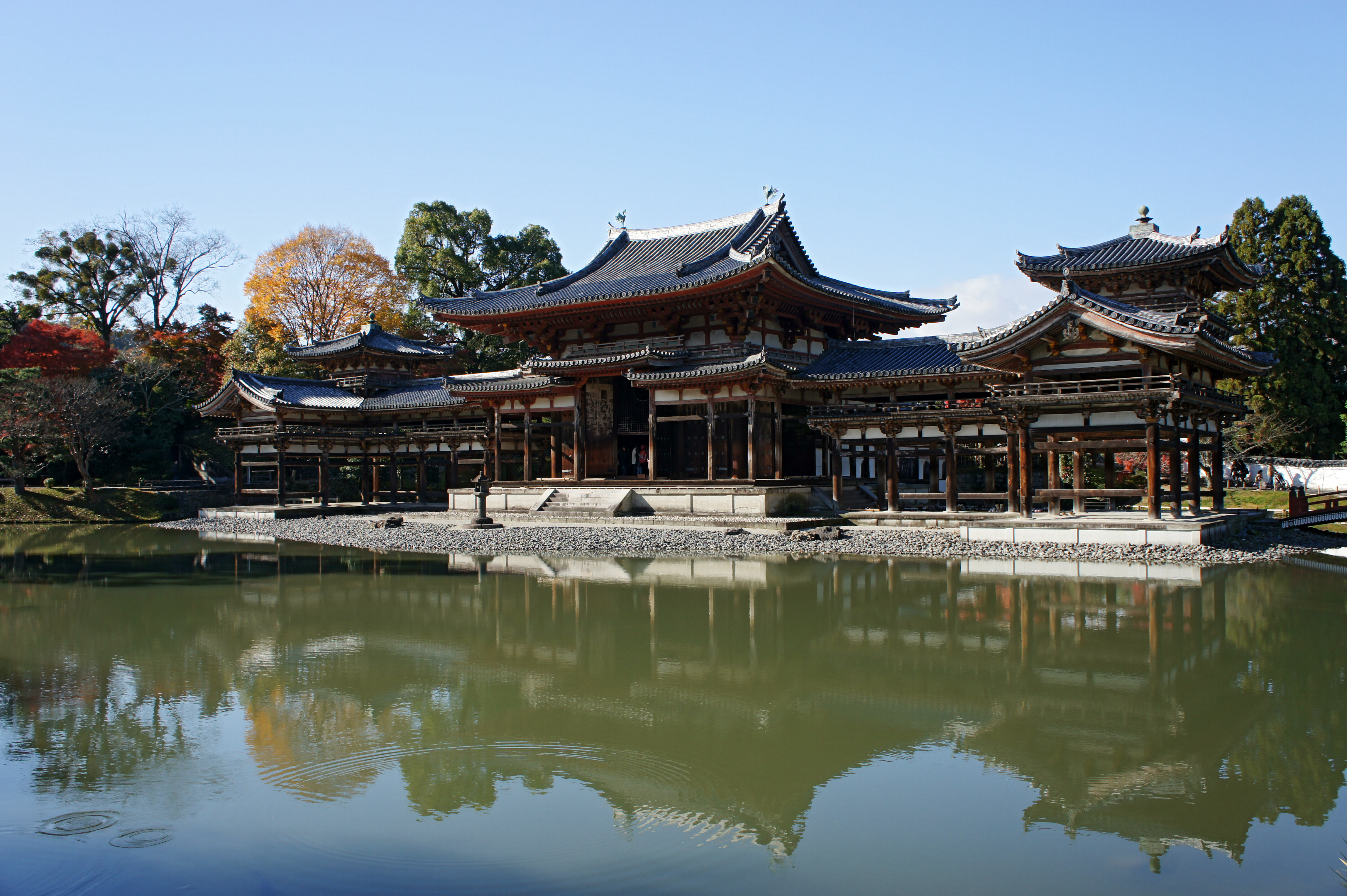
Zahrada v chrámu Bjódóin (平等院), Kjóto, u svatyně Buddhy Amitabhy nebo školy Čisté země z roku 1053

V roce 794, na začátku éry Heian, japonský soud přesunul hlavní město na Heian-kjó (dnešní Kjóto). Během tohoto období zde byly tři různé druhy zahrad. Palácové zahrady, zahrady šlechticů v hlavním městě, zahrady u vil na okraji města a chrámové zahrady. Uspořádání zahrady samotné bylo přesně určeno podle zásad tradiční čínské geomantie nebo feng šui. Na úpravu měl vliv styl šinden–zukuri (寝殿造) v té míře, že způsob úpravy a interpretace zahrady zcela souvisela s úpravou budov v tomto stylu a úpravy podléhaly přesnému vzoru.
Architektura japonských paláců, rezidencí a zahrad v období Heian kopírovala čínskou architekturu. Domy a zahrady byly zarovnány v ose sever – jih, s obytnými budovami na severu a obřadními budovami a hlavní zahradou na jihu. Zahrady představovalo jedno nebo více jezer spojených mosty a průtoky. Jižní zahrady císařských rezidencí měly speciální japonskou úpravu, velkou prázdnou plochu bílého písku nebo štěrku. Císař byl nejvyšší japonský kněz, a bílý písek zastupoval čistotu na místě, kde by mohly být bohové pozváni na návštěvu. Oblast byla použita pro náboženské obřady a tance pro přivítání bohů.
Císařské zahrady z období Heian byly vodní zahrady, kde se návštěvníci plavili v elegantních lakovaných člunech, poslouchali hudbu, prohlíželi vzdálené hory, zpívali, četli poezii, malovali a obdivovali krajinu zahrady. Společenský život v zahradách nezapomenutelně popsala v klasickém japonském románu Příběh prince Gendžiho (源氏物語 Gendži Monogatari), v roce asi 1005 Murasaki Šikibu (紫 式部, asi 973 – asi 1014 nebo 1025). Stopy takového umělého jezera, Ósawa no ike (大沢池), v blízkosti chrámu Daikakudži (大覚寺) v Kjótu, lze stále vidět. Bylo postaveno císařem Saga (嵯峨), který vládl 809–823, a bylo inspirováno Tungtchingským jezerem (洞庭湖) v Číně.
Zmenšená replika Kjótského císařského paláce z let 794 n. l., Heian džingú (平安神宮), byla postavena v Kjótu v roce 1895 na oslavu 1100. jubilea města. Jižní zahrada je známa pro své třešňové květy (Hanami (花見)) na jaře a azalky （躑躅 [cucudži]） v časném létě. Západní zahrada je známá pro kvetoucí kosatce (菖蒲 ([ajame])) v červnu a velké východní zahradní jezírko připomíná poklidné plavby lodí z 8. století.
Ke konci období Heian vytvořili stoupenci buddhismu Čisté země styl zahradní architektury nazývaný „Rajské zahrady“ reprezentující legendární Ráj na Západě, kde vládne Amida Buddha. Zahrady byly vytvářeny pro šlechtice, kteří chtěli prosadit svou moc a nezávislost na slábnoucím císaři.
Nejlepším existujícím příkladem Rajské zahrady z tohoto období je Bjódóin (平等院) v Udži, nedaleko Kjóta. Byla původně vilou Mičinagy Fudžiwary (藤原道長), (966–1028). Je postavena v tradičním stylu čínské dynastie Sung (宋朝) s chrámem na ostrově na jezeře. V chrámu se nachází pozlacená socha Buddhy Amitábha. V jezeře v přední části chrámu je malý ostrov bílých kamenů, což představuje horu Hóraisan (蓬萊山), domov osmi Nesmrtelných, ostrov je připojený k chrámu mostem, který symbolizuje cestu do ráje. Zahrada byla navržena pro rozjímání, ne jako rekreační zahrada. Spojuje se zde taoistická a buddhistická filozofie s krajinou a architekturou.
Sakuteiki nastiňuje tři obecné principy, které v tomto období tvoří základ zahradní tvorby. První pravidlo vyzývá k respektu k „přírodní krajině“ jako jednomu z
archeotypů zahradní tvorby. Druhý princip radí aby si architekt při práci prostudoval díla mistrů a vzal v úvahu přání majitele a pak s vlastní invencí vytvořil vkusné dílo. Třetí princip označuje jako vzor „slavná místa malebné krajiny“ což se vztahuje k tematice úprav v zahradě. Poezie prostoupila všechny aspekty dvorního života v období Heian a zahrady příliš zjevně ovlivnily důkazy literárního vlivu a poezie.
Pozoruhodné stávající nebo znovuvytvořené zahrady z období Heian:
- Daikakudži (大覚寺)
- Bjódóin (平等院)
- Kjótský císařský palác (京都御所 [Kjóto-gošo])
- Džóruridži (浄瑠璃寺)

V období Heian (10. až 12. stol.) se Japonsko pokouší ukončit epochu kopírování čínského stylu dynastie Tchang (唐). V oblasti zahradního designu jsou nicméně čínské kořeny zahradnictví stále mocnou sílou.

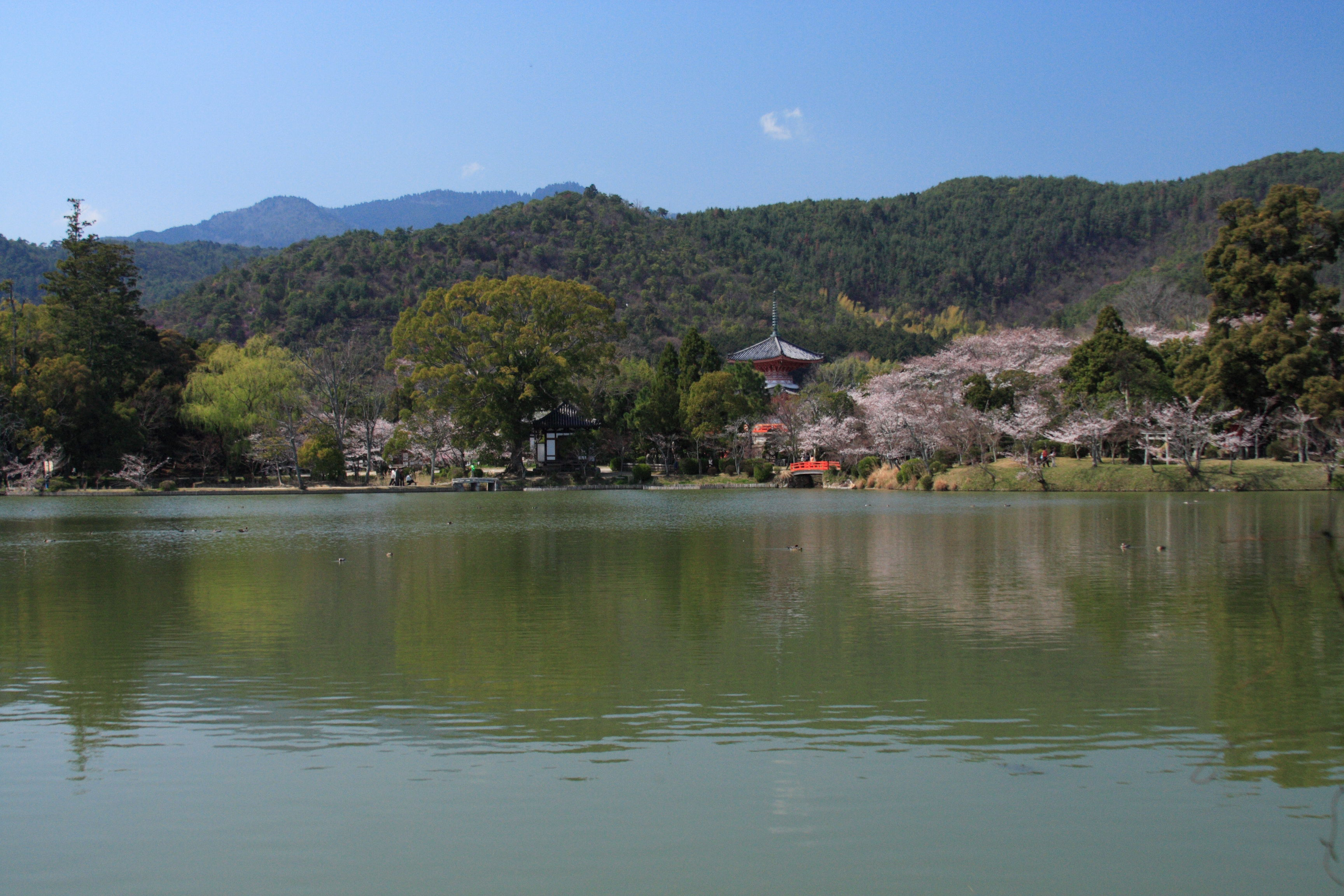
Jezero Ósawa (大沢) u chrámu Daikakudži (大覚寺) v Kjótu bylo částí starých císařských zahrad (809–823 n. l.).
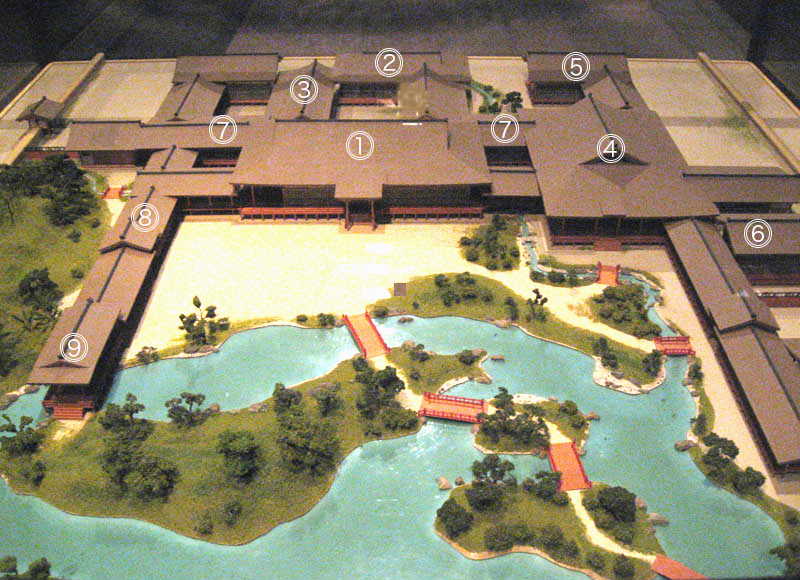
Model rezidence a zahrady Východní Sandžó-dono (東三条殿) v Heiankjó (Kjóto) asi 1000 n. l.
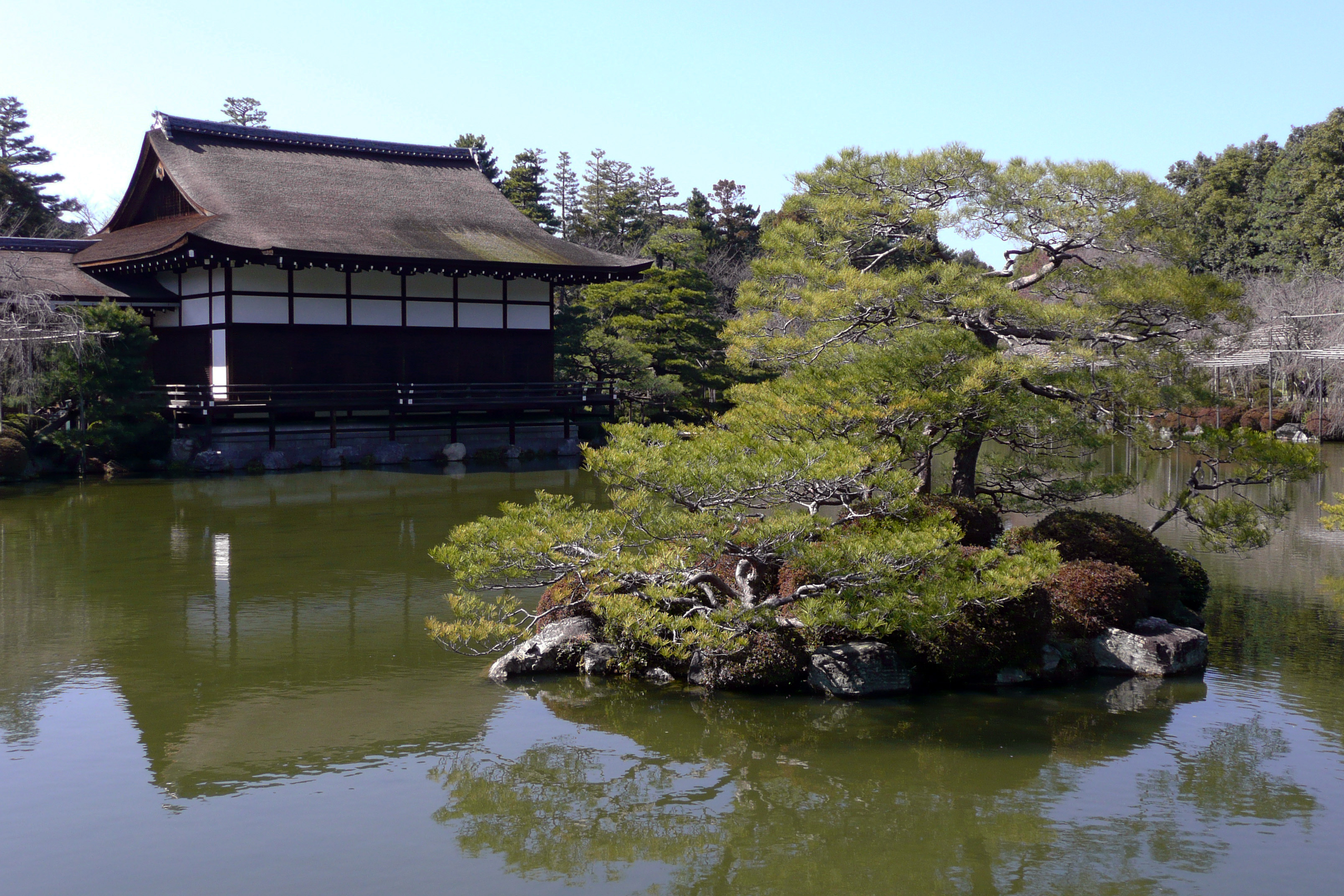
Rekonstrukce císařského paláce Heian džingú (平安神宮) a zahrad z roku 794 n. l. v Kjótu provedená v 19. století.
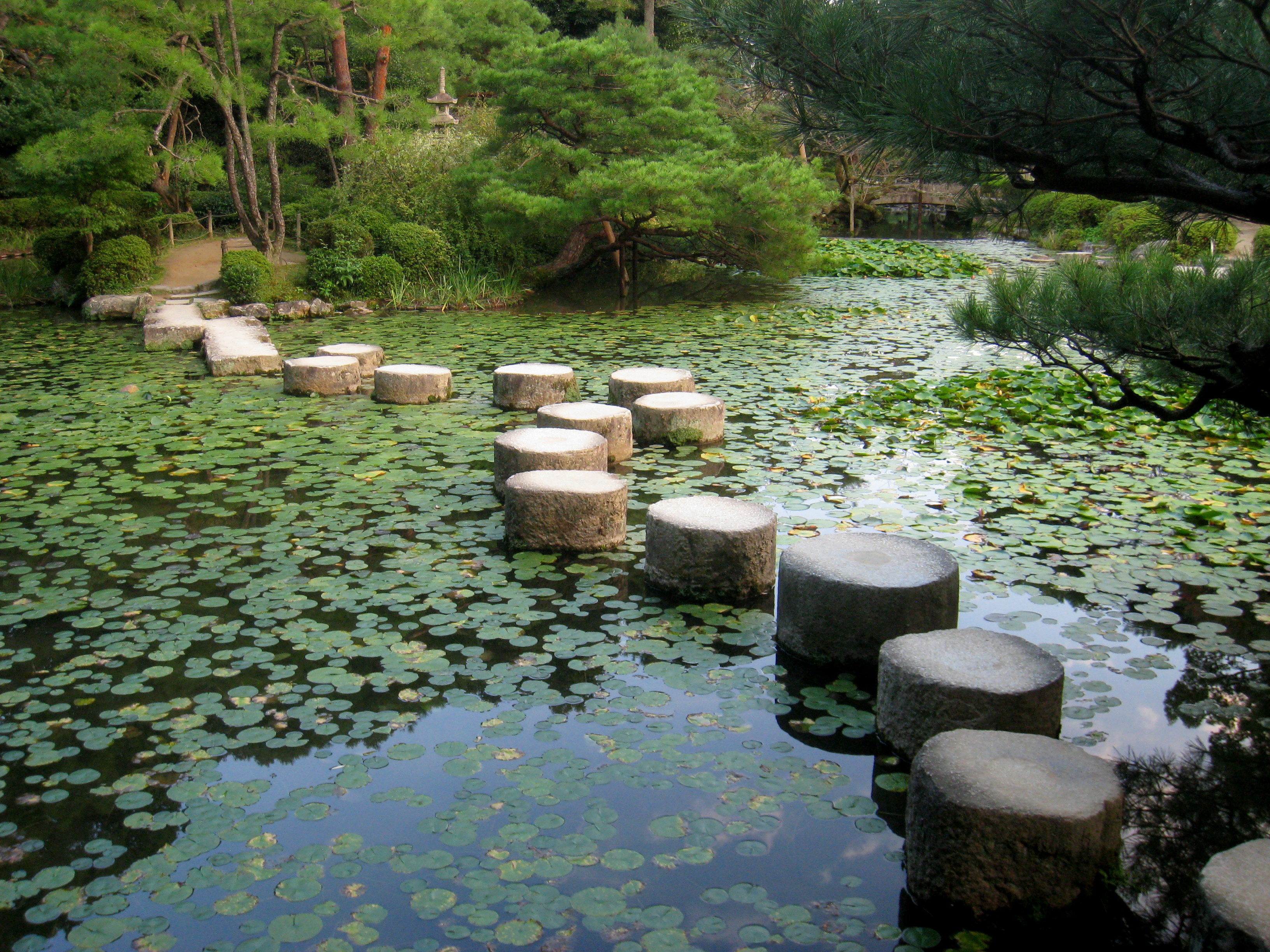
Šlapáky v zahradě prvního císařského paláce Heian džingú v Kjótu.
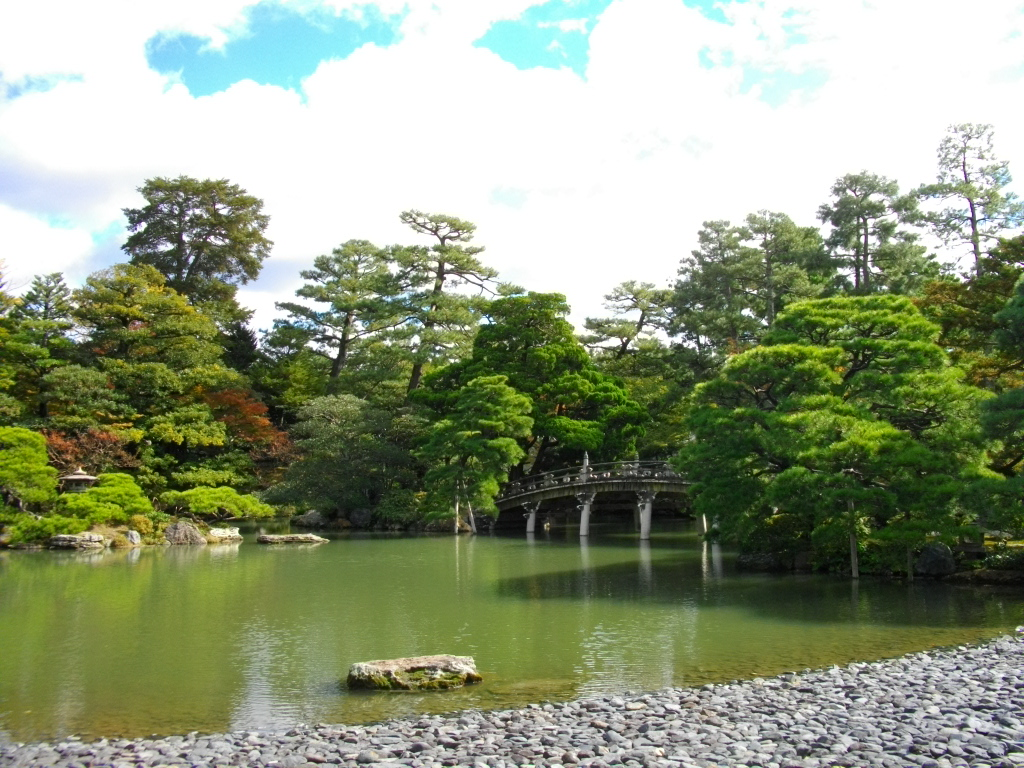
Odpočinková zahrada O-ike-niwa (御池庭) v kjótském císařském paláci.

### Období Kamakura a Muromači (1185–1573)

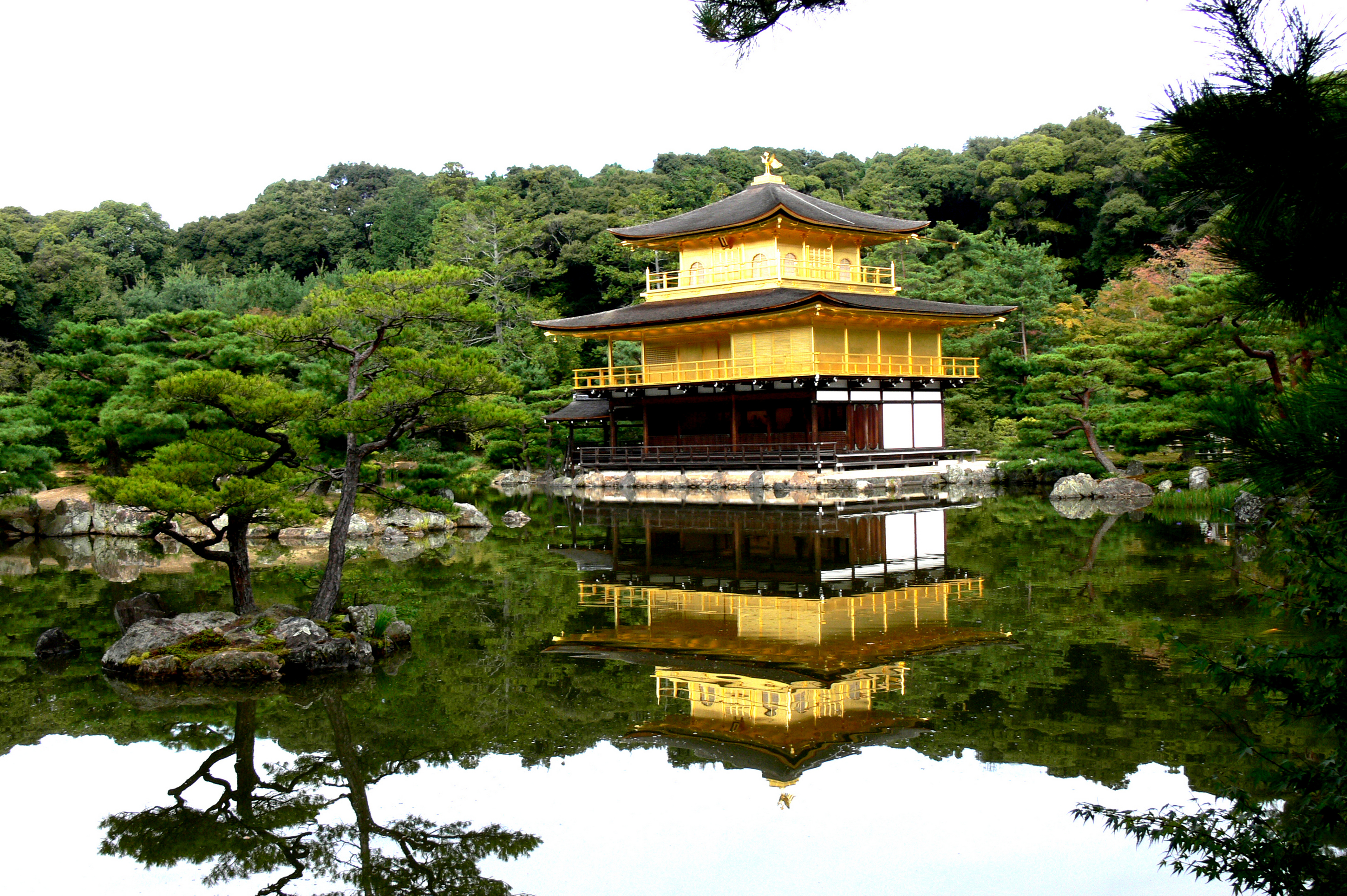
Kinkakudži (金閣寺,Zlatý pavilon), (1398)

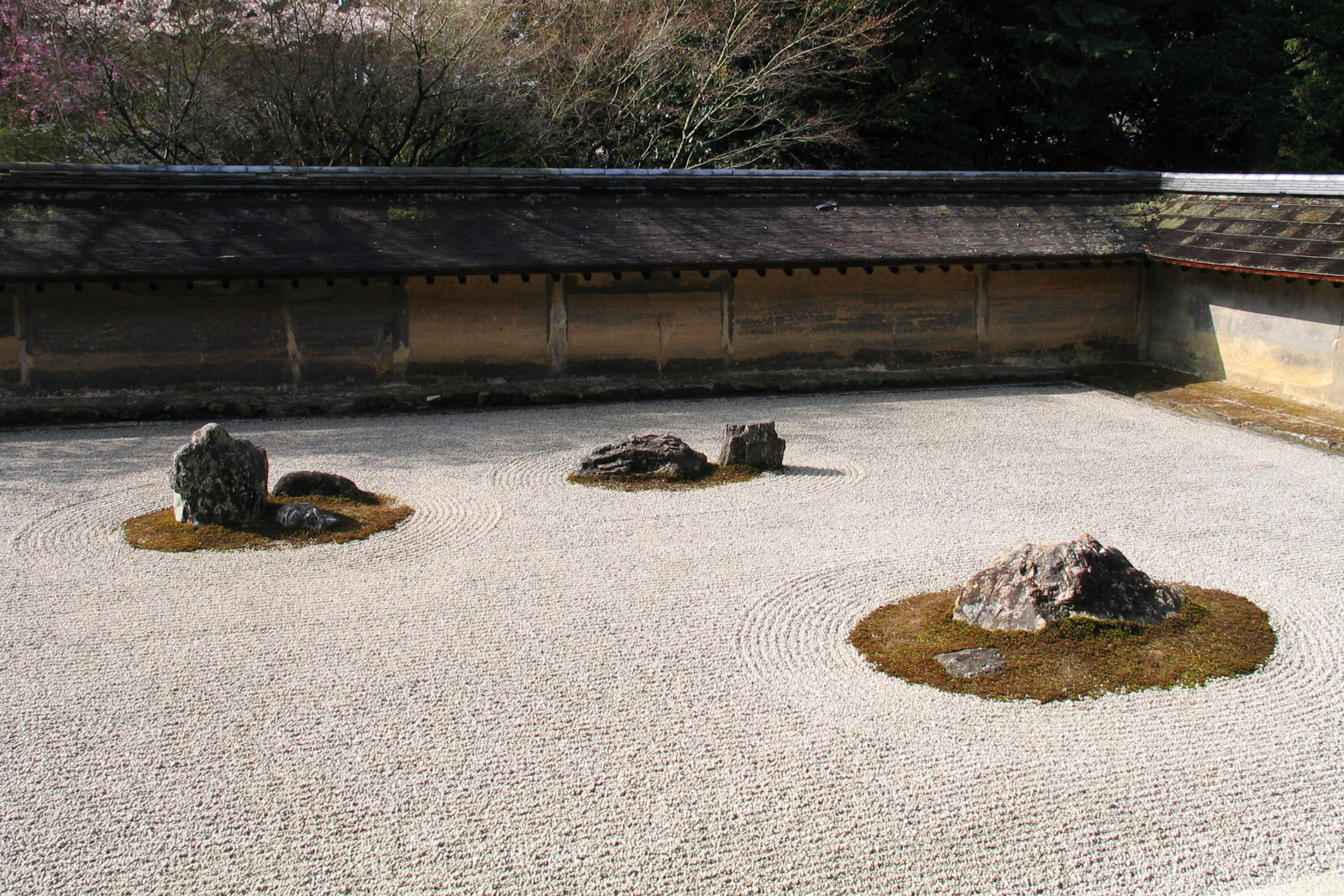
Zenová zahrada Rjóandži (龍安寺, konec 15. století)

Slabost císařů a soupeření feudálních válečníků vyústil ve dvě občanské války (1156 a 1159), které zničily většinu Kjóta a jeho zahrad. Hlavní město se přestěhovalo během období Kamakura do Kamakury (Kanagawa), a poté v roce 1336 zpět v období Muromači do Kjóta. Císaři vládli pouze zdánlivě, skutečná moc byla držena vojenským guvernérem, šógunem. Během tohoto období se opět Japonsko otevřelo Číně, po období skoro tři sta let uzavřenosti. Japonští mniši šli opět studovat do Číny, a čínští mniši přišli do Japonska, prchajíce před invazí Mongolů. Mniši s sebou z Číny přinesli novou formu buddhismu, nazvanou jednoduše „zen“, nebo „meditace“. První zenová zahrada v Japonsku byla postavena čínským knězem v 1251 v Kamakuře.
Kvalitativně se ovlivnění japonské kultury čínskou v tomto období odlišovalo od předchozího. Do Japonska proudilo velké množství čínského zboží, včetně uměleckých artefaktů, jako jsou kresby. Čínská kultura tak byla předávána nejen zprostředkovaně pomocí osob, které se s ní v Číně setkaly, ale přímou zkušeností. Právě čínské monochromatické malby nejsou bez vztahu k výrazným abstraktním japonským zahradám.
Mnoho slavných chrámových zahrad bylo postaveno na počátku tohoto období, ty byly obklopeny tradičními zahradami s jezery. Nejpozoruhodnější zahradní styl, vytvořený v tomto období byla zenová zahrada nebo kamenná zahrada. Originální japonskou zahradu, poněkud odlišnou od čínského stylu, inspiroval především Džosecu (如拙), malíř a čínský mnich, který se r. 1370 přestěhoval do Japonska. Rozšířil zde styl inkoustové malby, kdy pracoval pomocí asymetrie a oblastí bílého prostoru, aby oddělil a lépě zvýraznil na základě kontrastu horu nebo větve stromu nebo jakýkoli jiný prvek své malby podobně, jako to činí bílé plochy vytvořené pískem zenových zahrad. Tento čínský malíř byl hlavním malířem šóguna, ovlivnil celou generaci malířů a dal základ zcela originální japonské zahradní architektuře odvozené od zen buddhismu, který do Japonska také pronikl z Číny.
Jeden z nejlepších příkladů tohoto stylu a jedna z nejznámějších ze všech japonských zahrad je Rjóandži (龍安寺) v Kjóto. Tato zahrada je pouhých 9 metrů široká a dlouhá 24 metrů. Skládá se z bílého písku, opatrně uhrabaného, aby připomínal vodu a z patnácti kamenů pečlivě uspořádaných, jako malé ostrůvky. Je určena pro pohled pozorovatele, který sedí na verandě rezidence opata kláštera. Existuje mnoho diskusí o tom, co kameny mají představovat. Zahradní historik Gunter Nitschke o této zahradě ale napsal: „zahrada v Rjóandži (龍安寺) není symbolem. Nemá smysl představovat si ji jako nějaké přírodní krásy, které lze nalézt, skutečné nebo mytické. Považuji ji za abstraktní kompozici z „přírodních“ objektů v prostoru. Kompozici, jejímž úkolem je podněcovat.“
S vývojem architektury staveb kde byly více používány velké dveře posuvné jedním směrem, umožňující zcela otevřít interiér do zahrady se zahrady, což je pro pozorovatele dechberoucí, se staly japonské zahrady dynamickými, mnohostrannými a s pohyblivými prvky. Japonské zahrady té doby u obytných budov mnohdy bývaly spíše živými obrazy, které mají být pozorovány z jednoho určitého místa, z pozice vsedě.
Významné osobnosti období Kamakura a Muromači
- Soseki Musó (夢窓 疎石, 1275 – 30. 9. 1351). Byl to mnich, deváté generace potomků císaře Udy (宇多天皇). Byl také soudce, politik, spisovatel a organizátor, kterému se podařilo znovu navázat obchod s Čínou. Dal založit zenové zahrady Nanzendži (南禅寺 neboli Zenrindži (禅林寺)), Saihódži (西芳寺) a Tenrjúdži (天龍寺 neboli Tenrjú Šiseizendži (天龍資聖禅寺)). Několik slavných zenových zahrad v Kjótu bylo jeho dílem.
- Sóami (相阿弥, 1435–1490), položil základy zahrady u Ginkakudži, jež je nyní dobře zrekonstruována.
- Masakazu Kobori (小堀 政一) neboli Enšú Kobori (小堀 遠州, 1579 1647) byl prominentní mistr čajového obřadu období Edo, známý úpravou mnoha ceněných čajových a chrámových zahrad. Mnoho zahrad které slavný umělec vytvořil, existuje dodnes. Zemřel v sedmdesáti letech, spáchal harakiri jako řešení své chudoby.
- Džosecu (如拙, 1405–1423), malíř a čínský mnich, který rozšířil inspirující styl inkoustové malby.

Pozoruhodné zahrady z období Kamakura a Muromači
- Kinkakudži (金閣寺, Zlatý pavilon neboli Rokuondži (鹿苑寺, Chrám jelení zahrady))
- Ginkakudži (銀閣寺, Stříbrný pavilon, oficiálně Džišódži (慈照寺))
- Nanzendži (南禅寺 neboli Zenrindži (禅林寺))
- Saihódži (西芳寺, Mechová zahrada, Moss Garden)
- Tenrjúdži (天龍寺 neboli Tenrjú Šiseizendži (天龍資聖禅寺))
- Daisen-in (大仙院, vedlejší chrám chrámu Daitokudži (大徳寺))

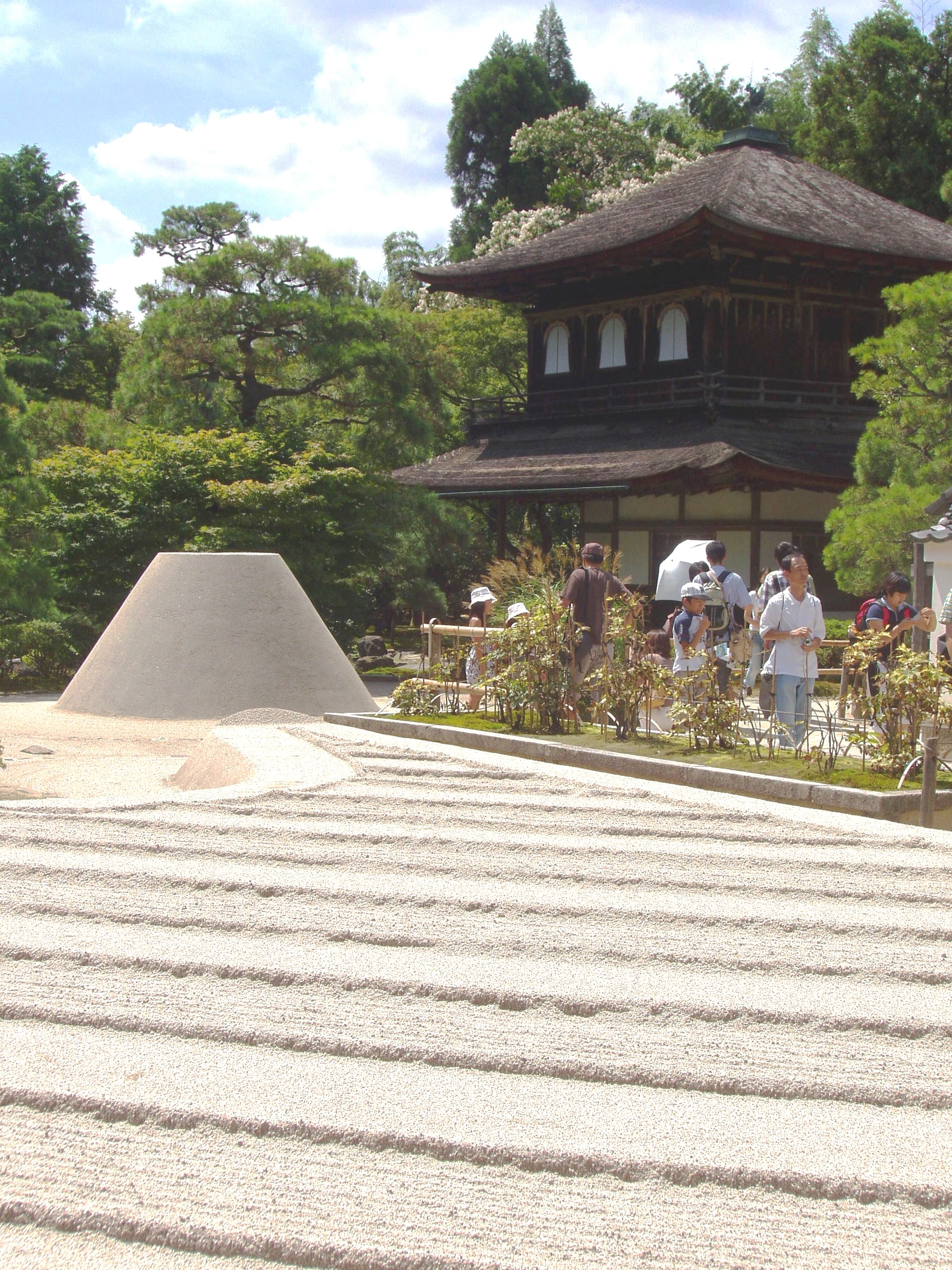
Zahrada Ginkakudži s miniaturou hory Fudži.

### Momoyama období (1568–1600)

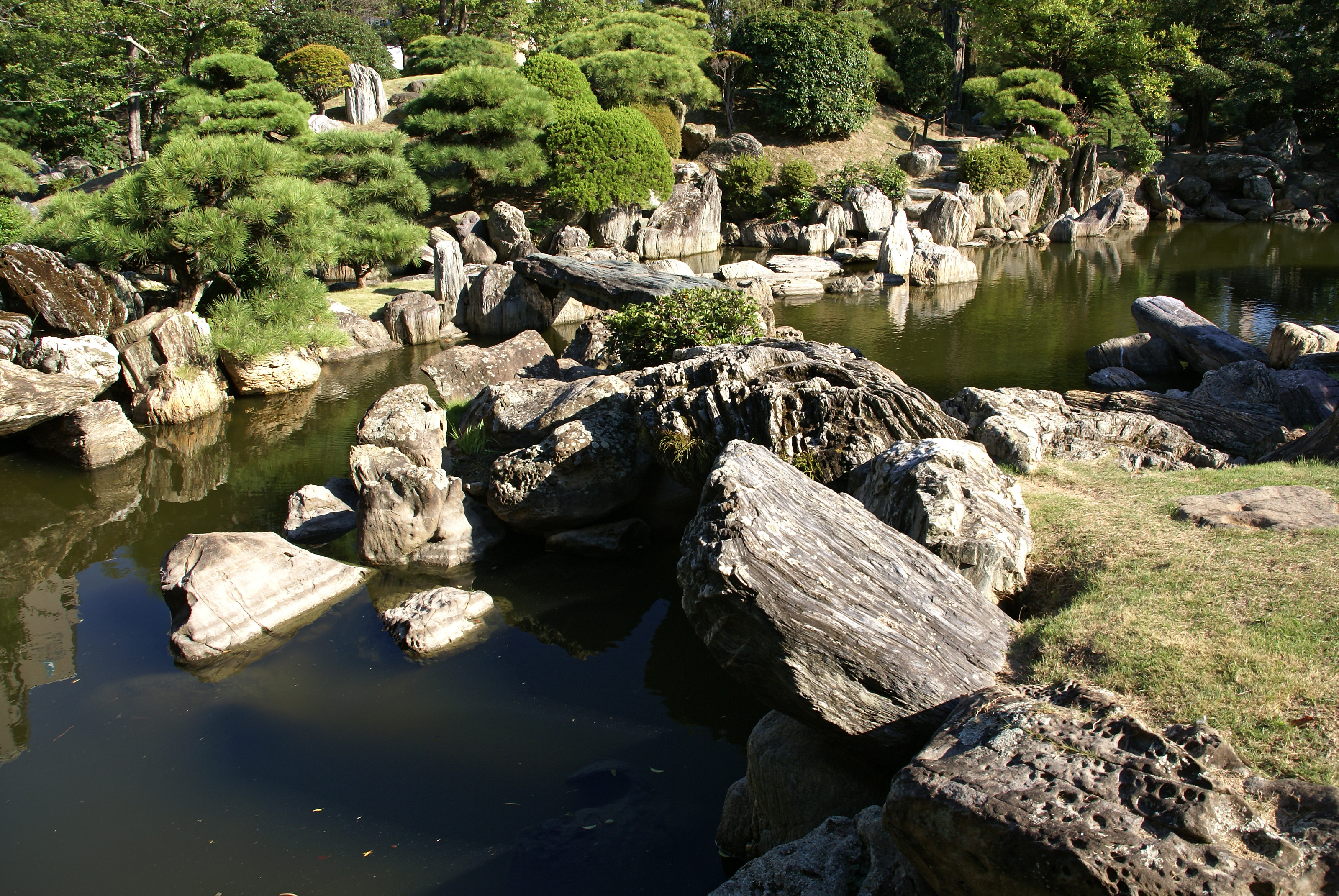
Zahrada na hradě Tokušima (1592) na ostrově Šikoku s vodními prvky a obrovskými kameny. Má být sledována shora, z pavilonu.

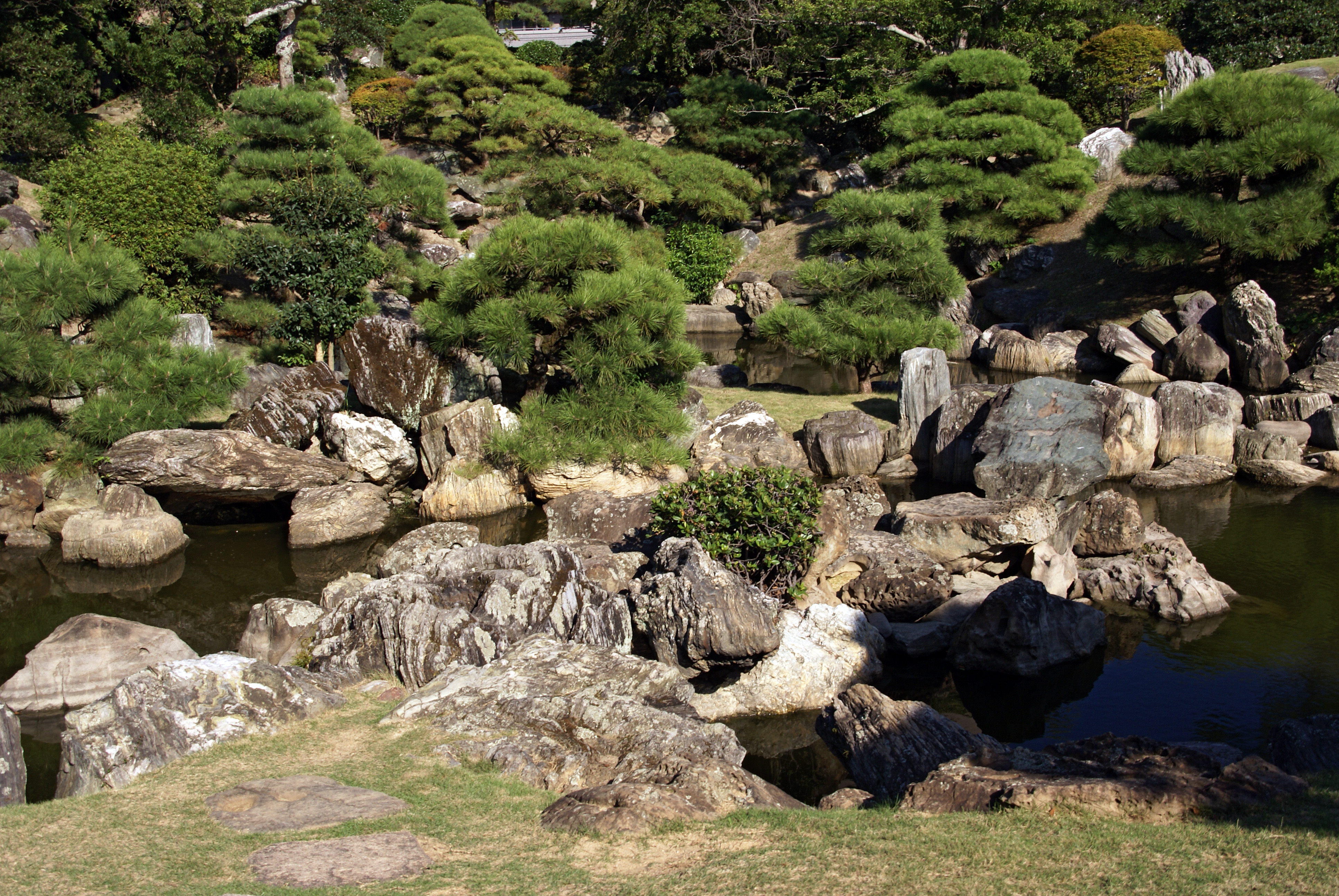
Zahrada hradu Tokušima.

Období Momojama bylo krátké, jen 32 let, bylo vyplněno válkami mezi daimjó, veliteli feudálních japonských klanů. Novými centry moci a kultury v Japonsku byly opevněné hrady daimjó, kolem kterých se objevila nová města a zahrady. Charakteristická zahrada tohoto období zahrnovala jeden nebo více rybníků či jezer nedaleko hlavního sídla, či hradu. Tyto zahrady byly určeny k pohledu shora, z hradu nebo sídla. Daimjóové vyvinuli umění řezání a zvedání velkých kamenů na stavbu hradů. Zahrady tohoto období kombinovaly prvky promenádní zahrady, měly být pozorovány z klikatých zahradních cest, s prvky zenových zahrad, jako jsou umělé hory.
Nejslavnější zahrada tohoto typu, postavená v roce 1592, se nachází v blízkosti zámku Tokušima na ostrově Šikoku. Mezi jeho pozoruhodné rysy patří most 10,5 m dlouhý, vyrobený ze dvou přírodních kamenů. Další pozoruhodná zahrada z té doby je stále existující v Sambóin (三宝院), přestavěná Tojotomi Hidejošim v roce 1598 na oslavu svátku třešňového květu. Zahrada byla navržena tak, aby být vidět z verandy hlavního pavilonu.
Ve východní části zahrady, na poloostrově, je uspořádání kamenů, které mají představovat mytickou horu Hóraisan (蓬萊山). Dřevěný most vede na ostrov představující jeřába a kamenný most spojuje tento ostrov s druhým představujícím želvu. Součástí zahrady je i vodopád na úpatí zalesněného kopce. Jedna z charakteristik období Momojama v zahradě, viditelná na Sambóin, je malá vzdálenost budov od vodních ploch.
V období Momojama také probíhal vývoj čajového obřadu, čajoven a čajové zahrady. První velký čajový mistr Sen no Rikjú (千利休, 1522–1591) definoval do nejmenších detailů vzhled a pravidla čajovny a čajové zahrady, v souladu se zásadou wabi (侘び?).
Toshiro Inaji ve své knize popisuje, že Sen no Rikyū jako mistr měl neobyčejné schopnosti, dokázal měnit kopce na údolí i orientaci zahrady nebo změnit pravidla čajového obřadu, aniž by tyto pravidla porušil. Po smrti Sen no Rikyū došlo k úpravám čajového obřadu. Jednoduché čajovny středostavovských obchodníků, protože nebyly pro hosty dostatečně komfortní, byly nahrazeny honosnými, architektura budov a zahrady se zcela změnila pod vlivem jiného životního stylu a kulturní preference v místa radostného odpočinku a potěšení šlechty, vojenských hodnostářů a zástupců nejvyšší obchodní třídy. Během vlády Tokugava se kastovní systém ve společnosti upevnil a drobní obchodníci, kteří byli skutečnými hybateli japonské kultury klesli na nejnižší místa společnosti. Ačkoliv byl čajový rituál uctíván jako projev estetické a duchovní kvality, principy wabi a sabi z čajového obřadu zcela vymizely, protože hledaly krásu i v střídmosti, jednoduchosti a asketismu, které nebyly nejvyšším kastám praktikujícím čajový obřad vlastní.
Pozoruhodné zahrady tohoto období:
- Tokušima Zámecká zahrada na ostrově Šikoku.
- Tai-an (待庵) čajovna na Mjóki-an (妙喜庵) – k chrámu v Kjótu, postavený v roce 1582 Sen no Rikjú (千利休).
- Sambóin (三宝院) na Daigodži (醍醐寺), v prefektuře Kjóto (1598)

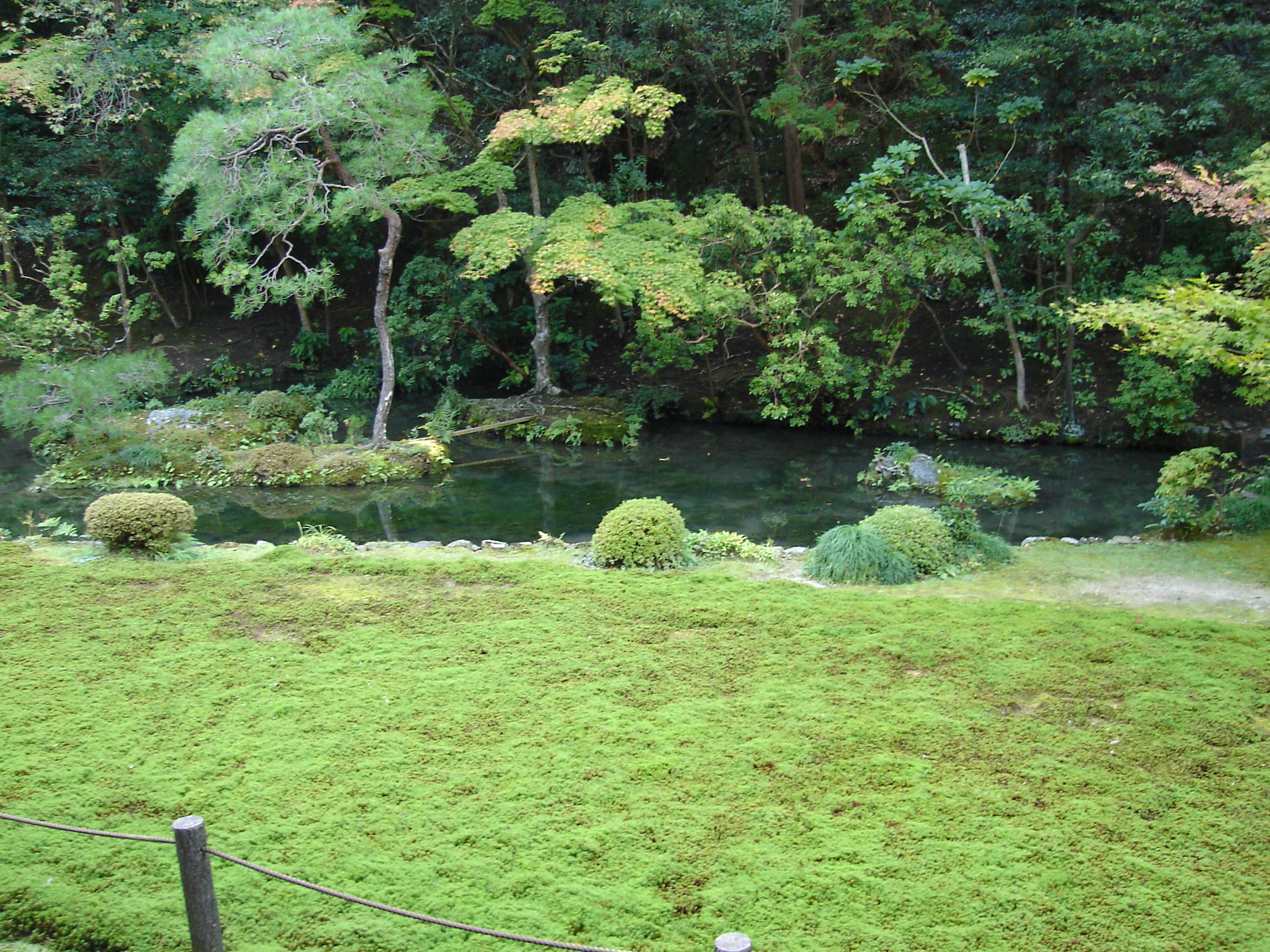
Nanzendži zahrada, Kjóto, od autora Musō Soseki. Zenová zahrada využívající lesní scenérii.
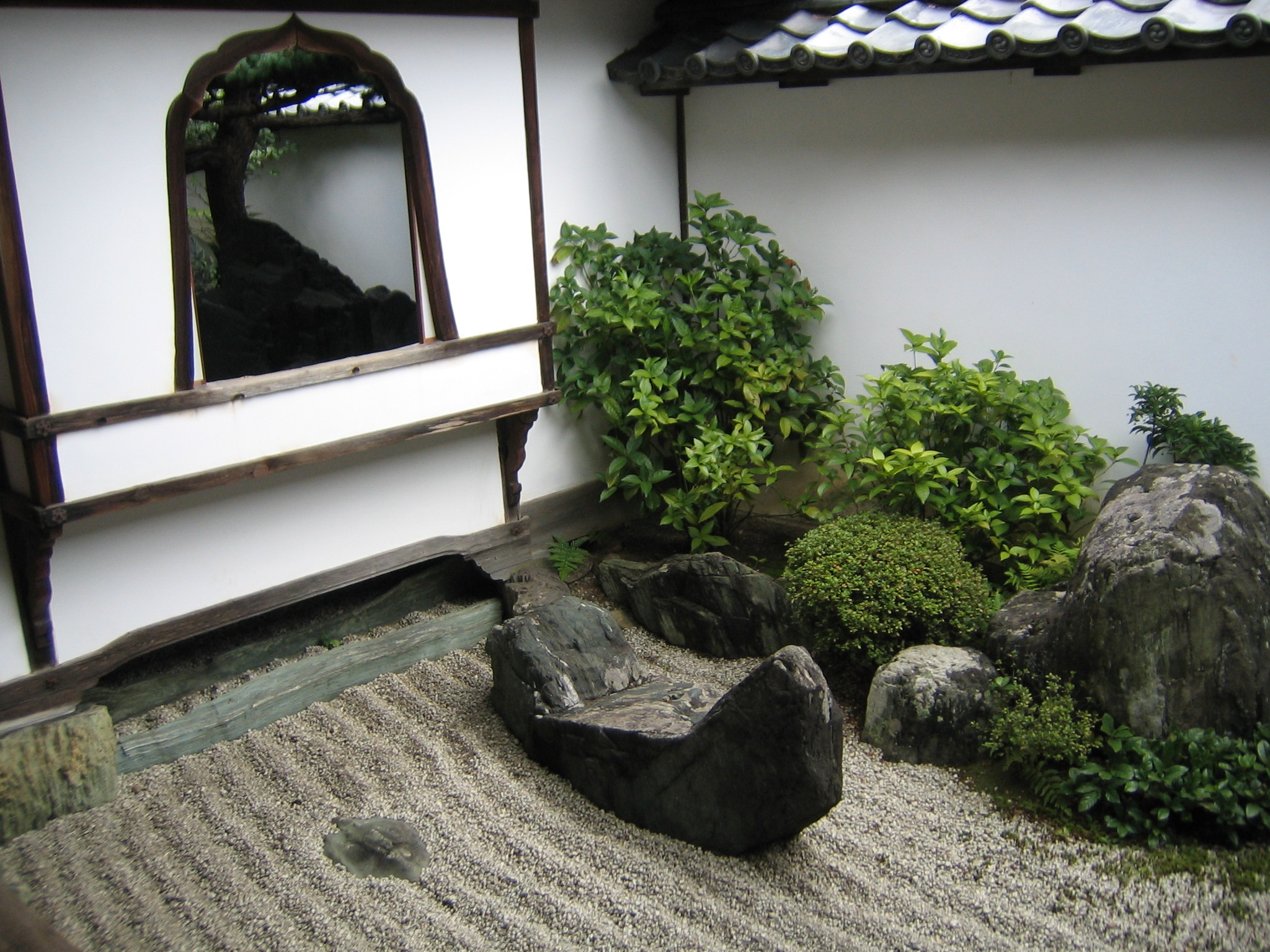
Zahrada Daisen-in v Kjótu.
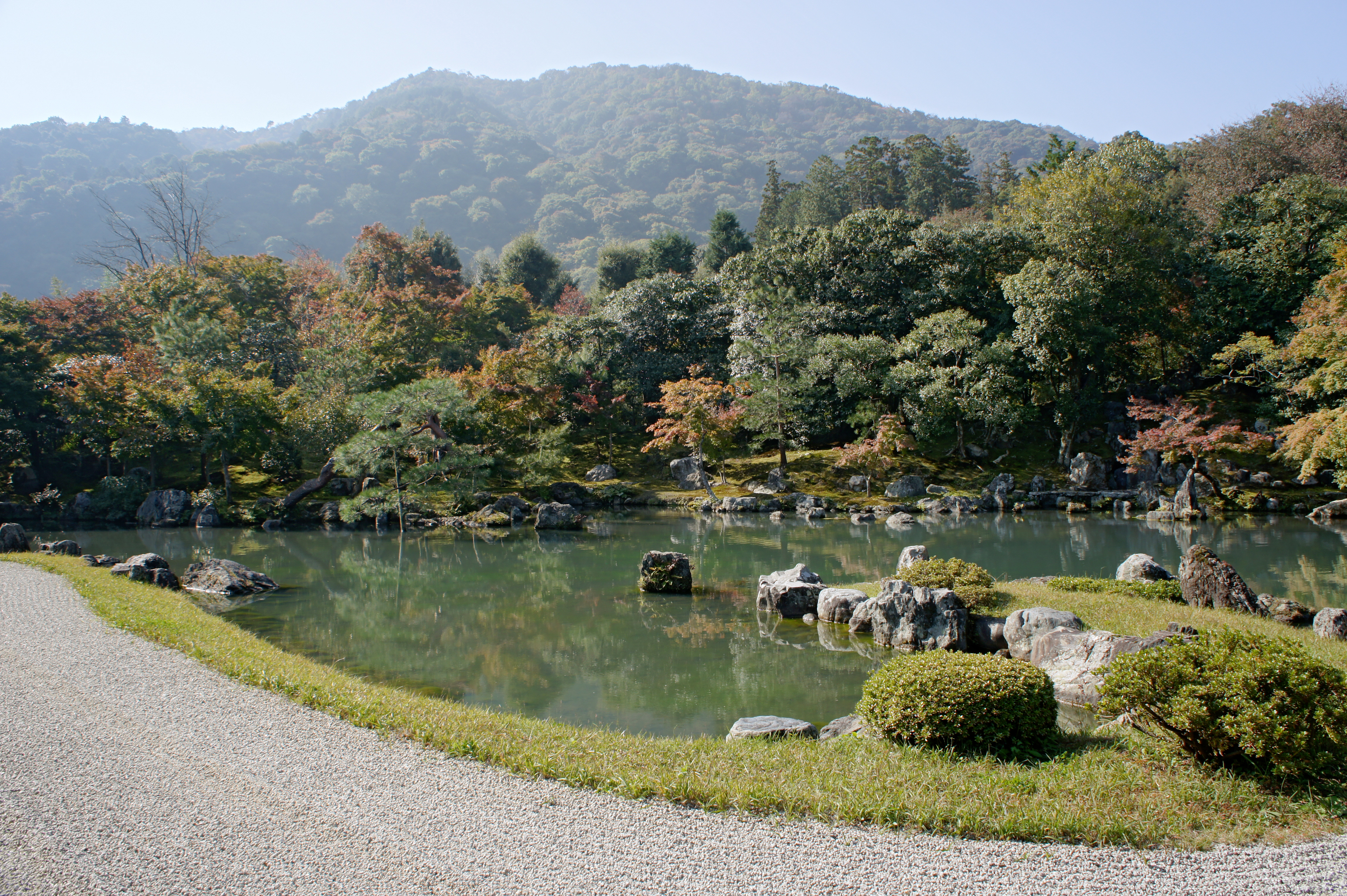
Tenryū-ji zahrada v Kjótu. Nádrž vytvořil Soseki Musó (夢窓 疎石), je jednou z částí původní zahrady.
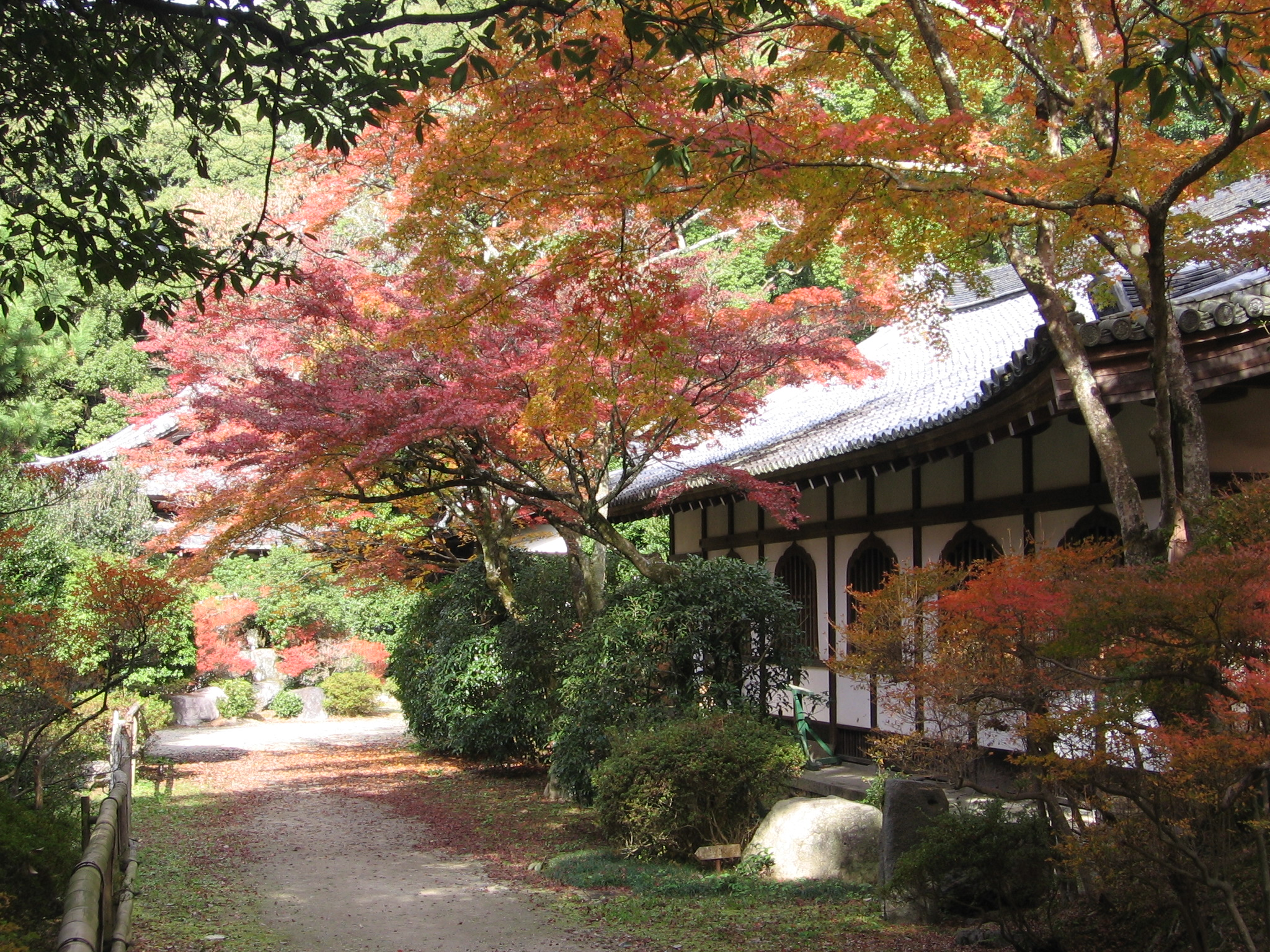
Zahrada v Daigodži (醍醐寺, 1598) je oblíbená pro pohled na podzimně vybarvené listí javorů – momidžigari (紅葉狩).

### Období Edo (1615–1867)

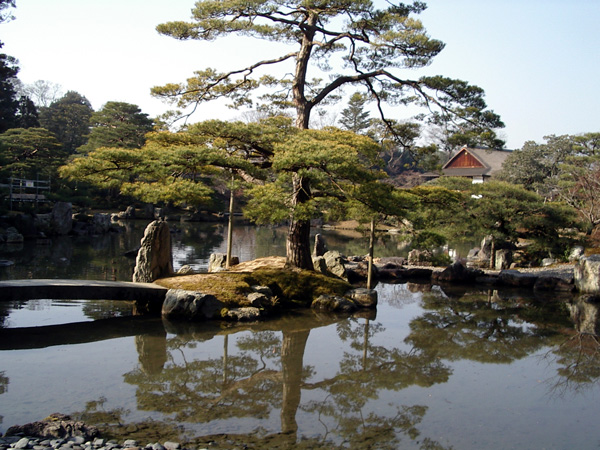
Zahrada císařské vily Kacura (桂離宮) v Kjótu (1641–1662), prototyp vycházkové zahrady. (Stezka s mostem má poetický název Amanohašidate (天橋立)

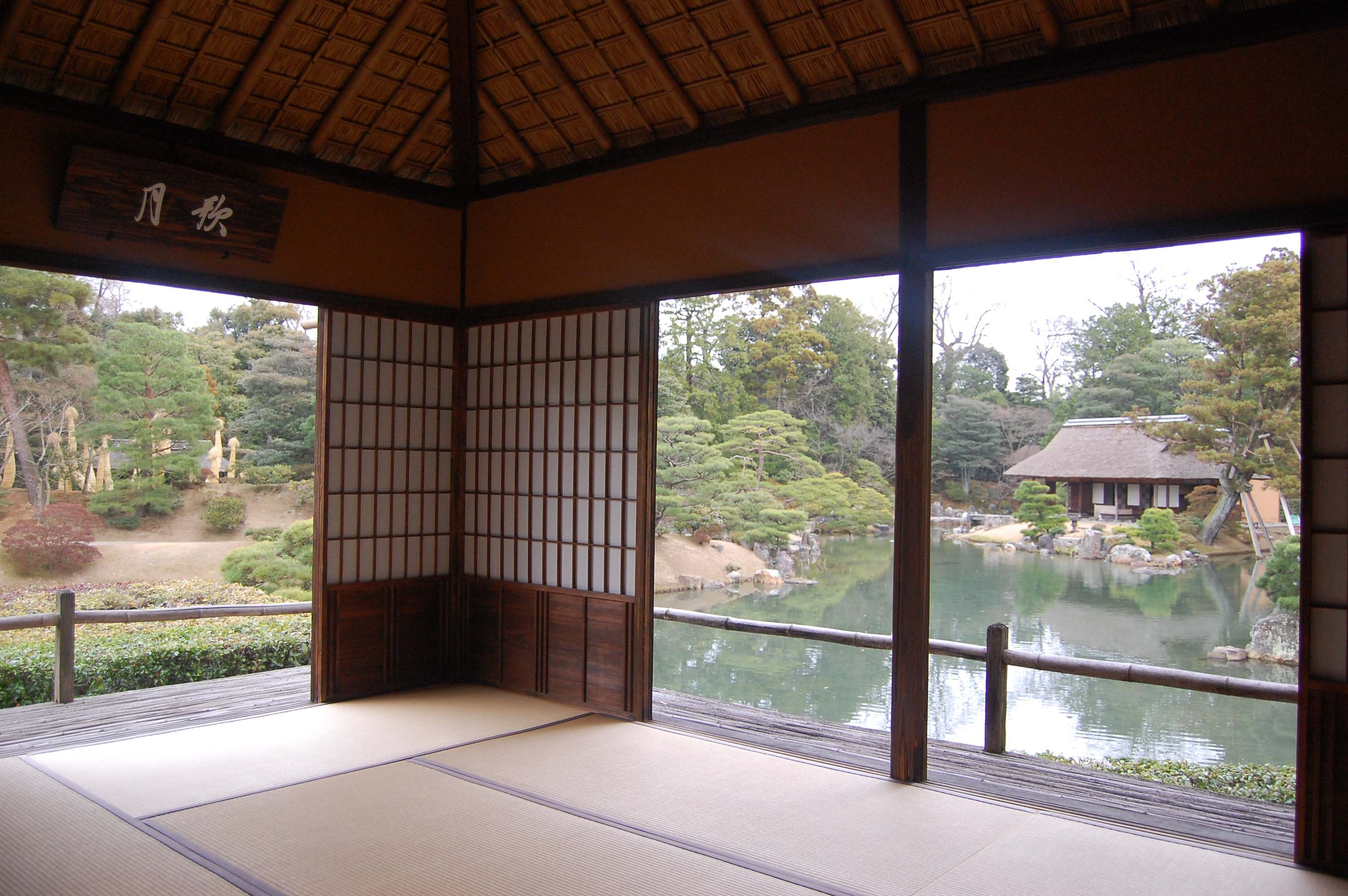
Interiér pavilonu Geppa-ró (月波楼, Vyhlídka Měsíc-Vlny) v císařské vile.

Během období Edo, moc získal a konsolidoval klan Tokugawa (徳川), který se stal šógunem a přesunul hlavní město do Edo, z kterého se stalo Tokio. Během této doby Japonsko, kromě přístavu Nagasaki, bylo prakticky uzavřeno pro cizince, a Japonci nesměli cestovat do kterékoli země s výjimkou Číny a Nizozemska. Císař zůstal v Kjótu jako loutkový vládce, s mocí ovlivňovat pouze kulturních a náboženské záležitosti. Císařové s malou působností velkoryse dotovali budování zahrad.
V období Edo se rozšířilo používání nového druhu japonské architektury, tzv. sukija – zukuri, což znamená vytváření podle vybraného, elegantního vkusu. Termín se poprvé objevil na konci 16. století v souvislosti s čajovnami. Byl původně použit na jednoduché venkovské domy samouri bojovníků a buddhistických mnichů, ale v období Edo byl používán v každém druhu stavby, od rodinných domů až po paláce.
Styl sukija-zukuri (数寄屋造り) byl použit v nejslavnější zahradě období Tokugawa (徳川) (první polovina 17. století) v císařské vile Kacura v Kjótu. Budovy byly postaveny velmi jednoduše, nezdobeně, byly prototypem pro budoucí japonskou architekturu. Byly otevřené do zahrady, takže zahrada se zdála být zcela součástí budovy. Ať už se návštěvník pohyboval uvnitř nebo vně budovy, vždy měl pocit, že je uprostřed přírody. Zahradní stavby byly uspořádány tak, aby byly vždy vidět úhlopříčně, spíše než v jedné rovině. Toto uspořádání mělo poetický název Gankó (雁行), což znamená doslova „formace divokých hus v letu“.
Většina zahrad období Edo byly buď promenádní zahrady, nebo suché kamenné zen zahrady, a byly obvykle mnohem větší než zahrady v předchozích dobách. Zřejmě v důsledku zákazu cestování dochází v tomto období k obrovskému nárůstu zájmu o cestování a vytváření kompozic, které vystihují některé japonské i cizí krajiny. Při průchodu některými zahradami jsou tak součástí celku kvalitativně zcela odlišné kompozice. Promenádní zahrady té doby rozsáhle používalo šakkei (借景), půjčování krajiny v dálce, jako jsou hory, a integrovaly je do zahradních kompozic. Promenádní zahrady období Edo byly často složeny z řady Meišó (名勝), nebo „slavných pohledů“, připomínajících pohlednice. Mohly zde být imitace slavných přírodních krajin, jako jsou hory (Fudži), nebo scény z taoistických a buddhistických legend, nebo krajiny ilustrující poezii. Na rozdíl od zenových zahrad, které byly navrženy tak, aby vylíčily podstatu nikoliv vnitřní pravidla přírody.
Ačkoliv se parky (například u svatyň) přístupné veřejnosti poprvé objevují už v období Heian, jsou z období Edo jsou známy veřejné parky u svatyň a chrámů pro obchodníky nebo bezzemky vytvářené na zakázku bohatých jednotlivců nebo šlechticů. Rozdíl mezi těmito veřejnými parky a soukromými zahradami, byť ve stejném stylu, dobře vykresluje hlubokou sociální propast mezi sociálními vrstvami té doby. Tyto parky se po uvolnění zákazu cestování staly pro Japonce i přes velké vzdálenosti velmi populárními turistickými atrakcemi. Jako příklad je uváděn chrám Hase-dera v Kamakura, která je osmou zastávkou na poutním okruhu po trase s třiatřiceti chrámy v západní části Japonska.

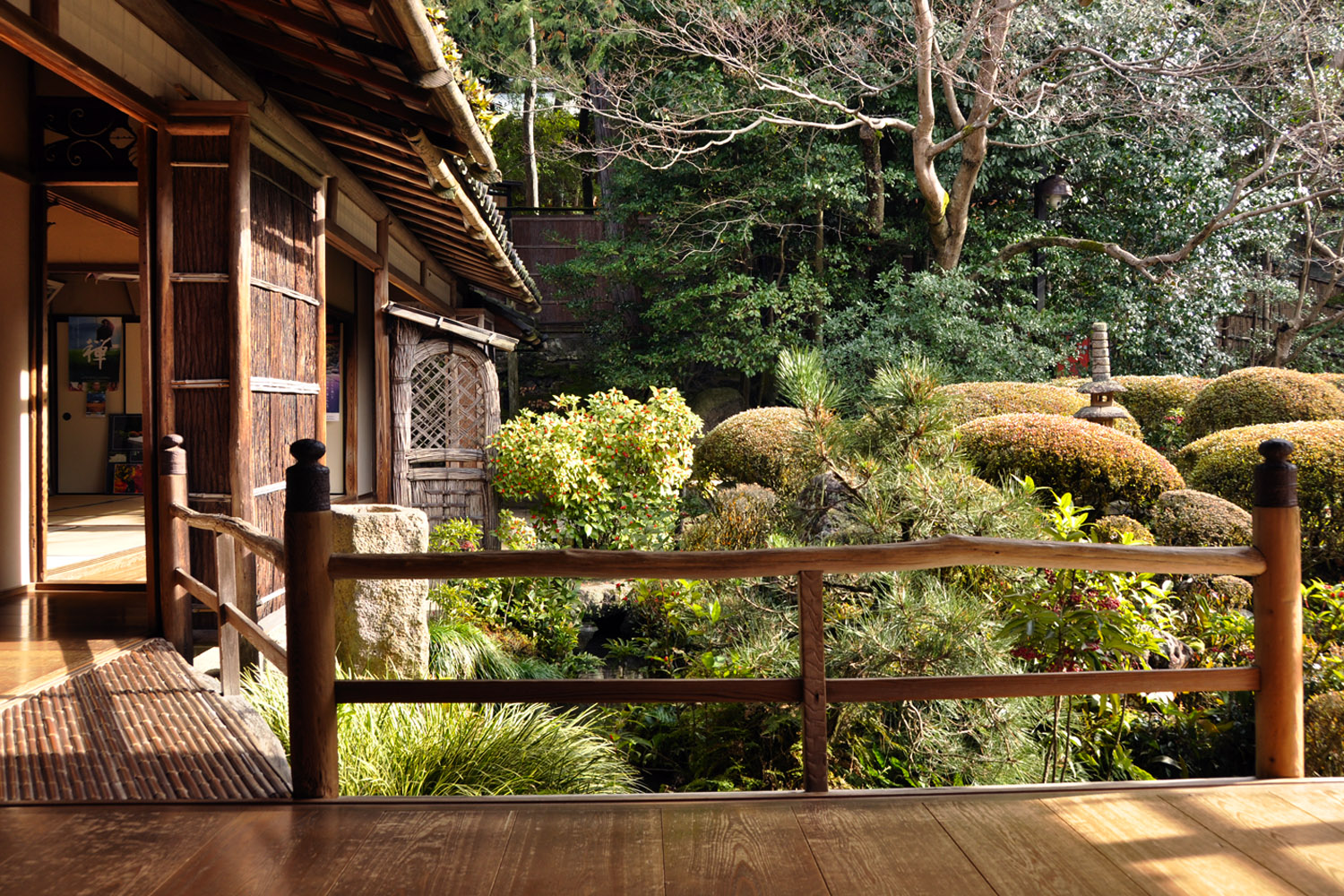
Poustevníkova zahrada básníka a učence Džózan Išikawa (石川丈山) v buddhistickém chrámu Šisen-dó (詩仙堂), postavená v roce 1641. Později se stala chrámem.
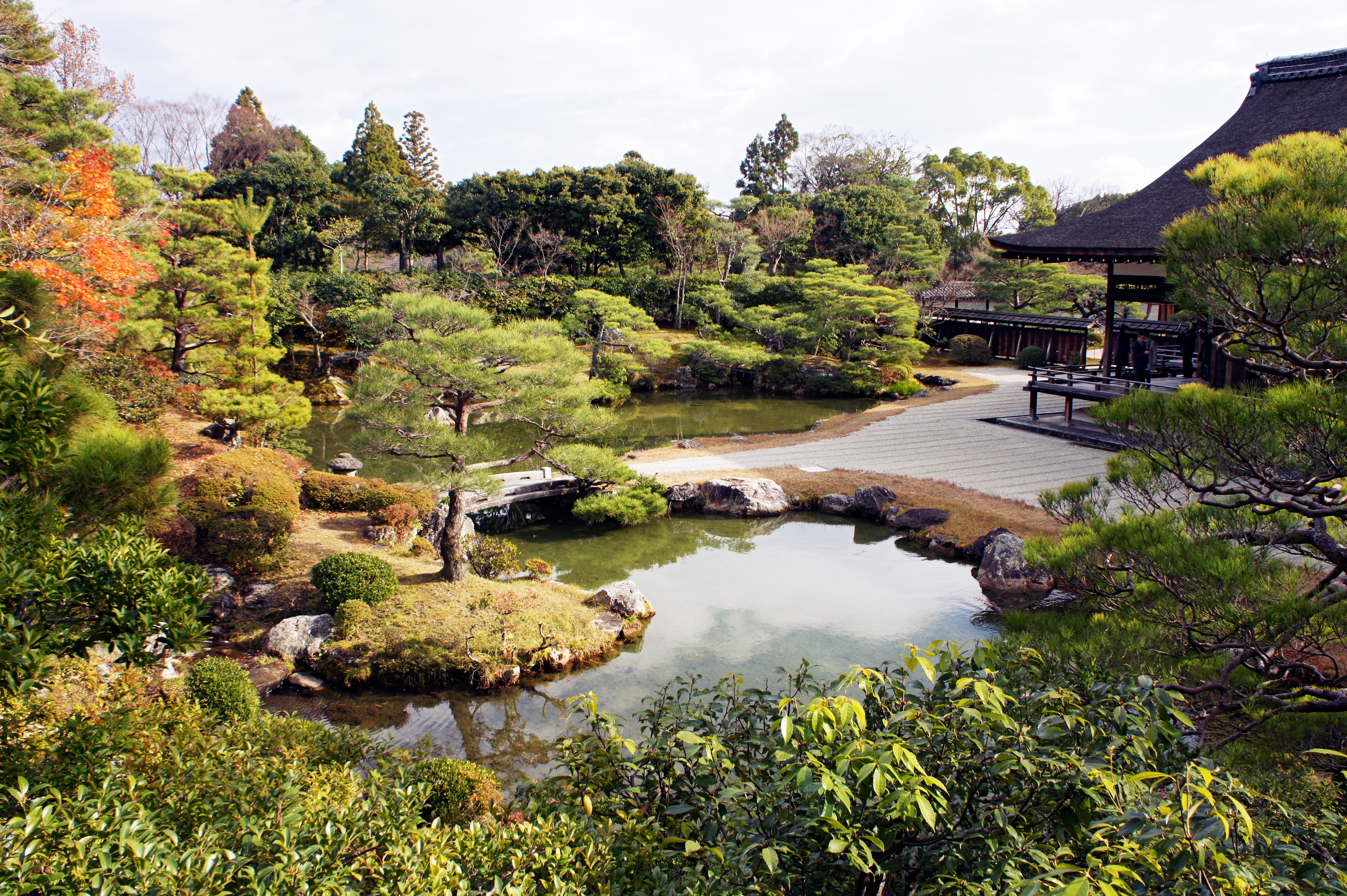
Severní zahrada v Ninna-ji v Kjótu, klasické promenádní zahrada.
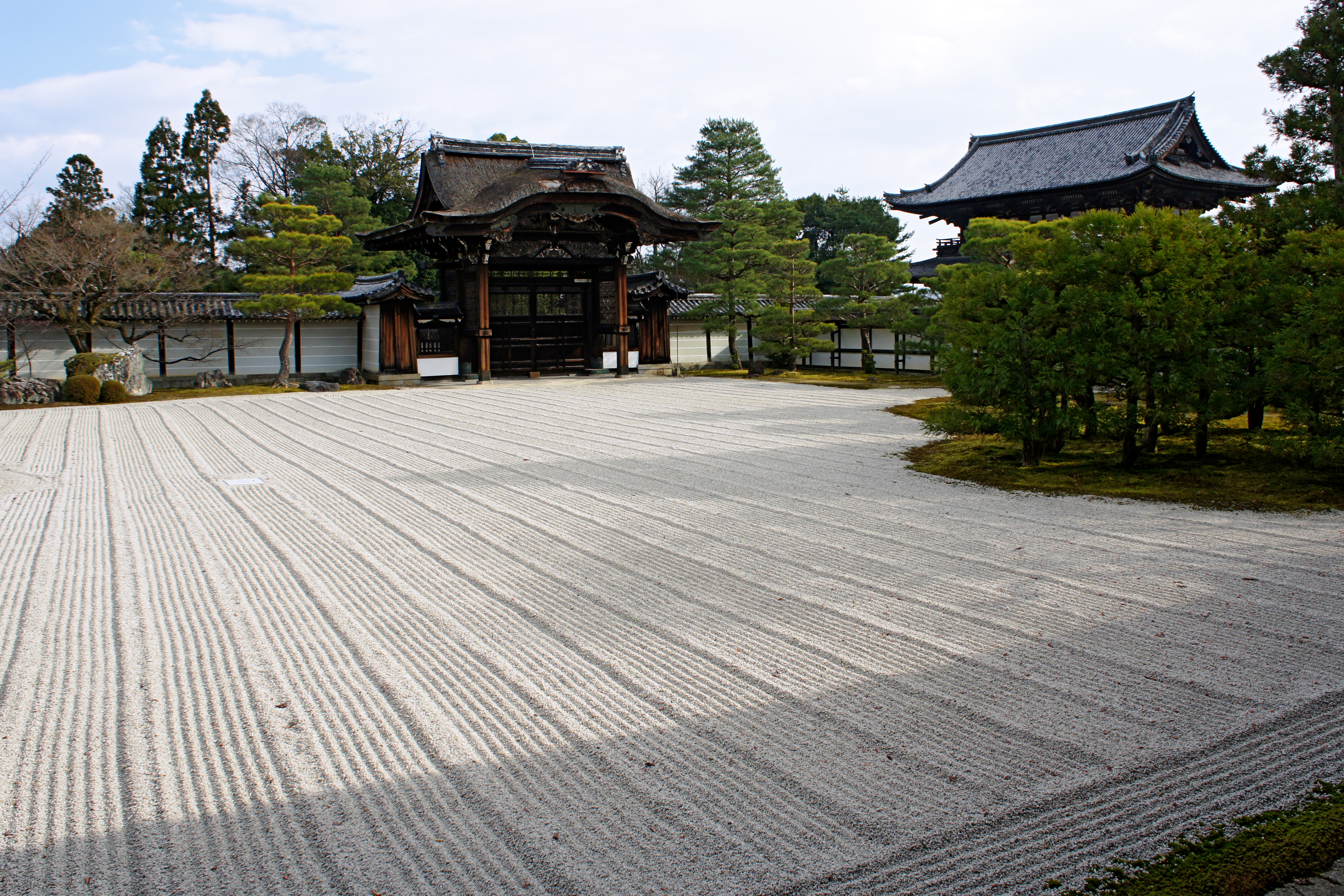
Jižní zahrada v chrámu Ninnadži (仁和寺), zenová zahrada.
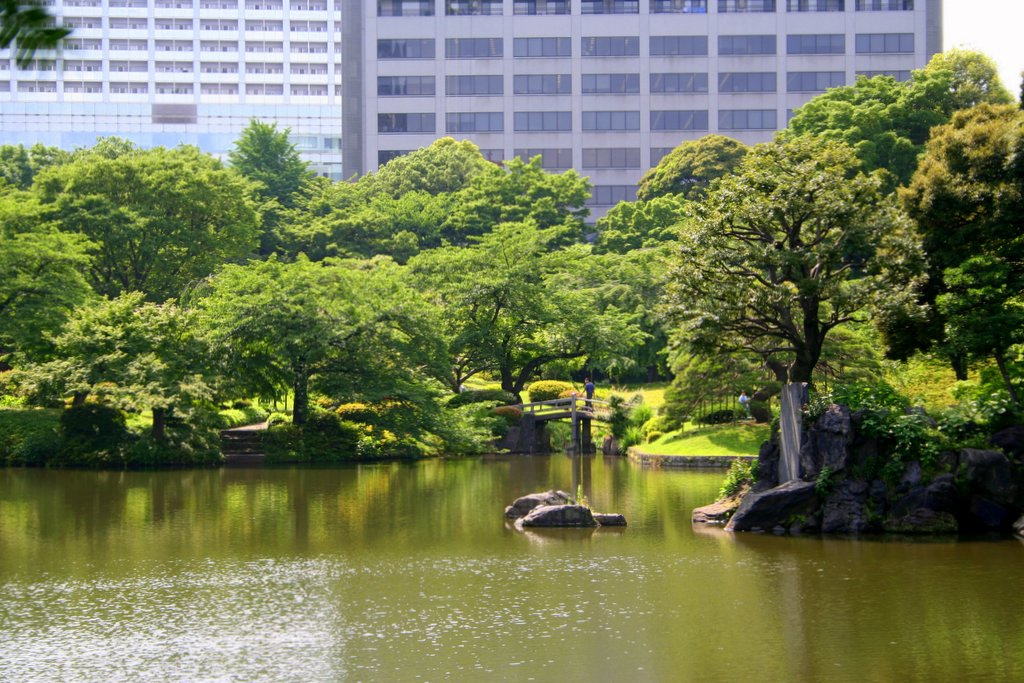
Zahrada Koišikawa Kórakuen (小石川後楽園) v Tokiu, založena v roce 1629. Nyní je obklopena kancelářskými budovami.
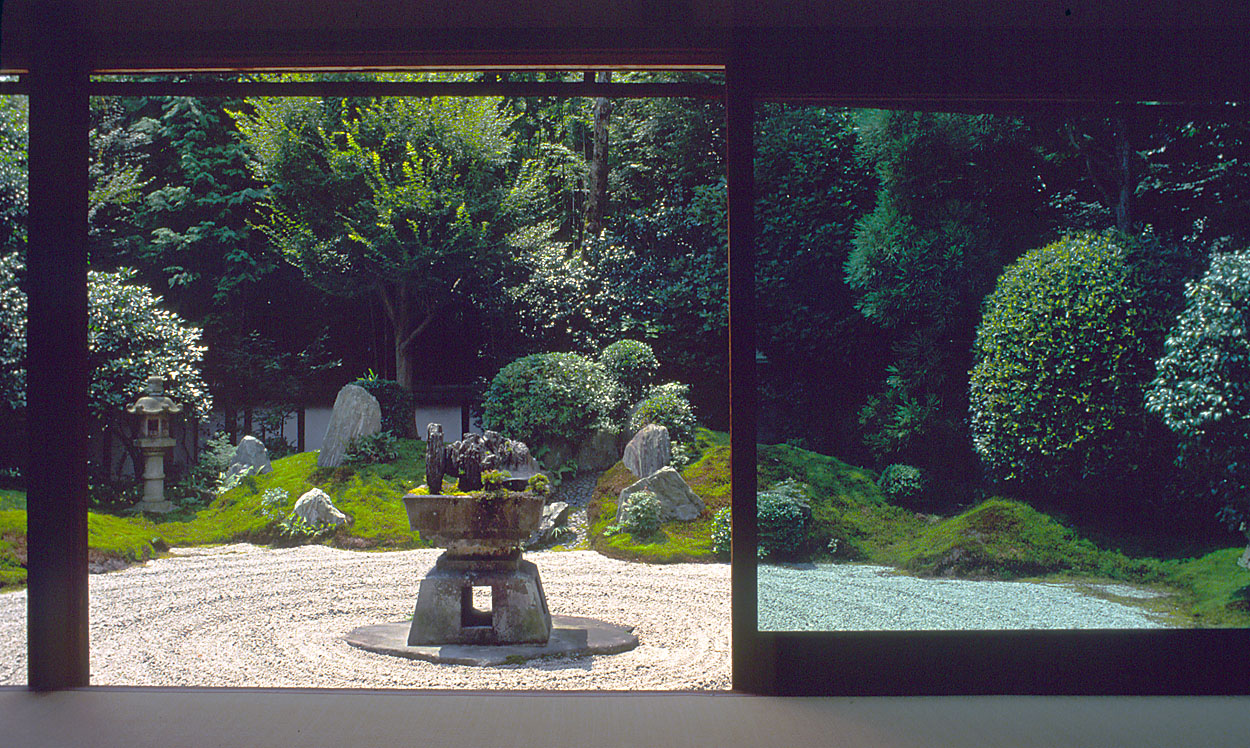
Zahrada Reiun'in (霊雲院) v chrámu Tófukudži (東福寺) ve Kjótské čtvrti Higašijama (東山区).

### Meidži období (1868–1912)
V období Meidži proběhla modernizace Japonska a otevření Japonska světu. Mnohé ze starých soukromých zahrad bylo opuštěno a zničeno. V roce 1871 nový zákon proměnil mnoho ze zahrad z období Momojama a Edo na veřejné parky.
Pozoruhodné zahrady z tohoto období:
- Park Kenroku-en (兼六園) v Kanazawě, 18. a 19. století, dokončen v roce 1874.
- Murin-an (無鄰菴) v Kjótu, dokončena 1898

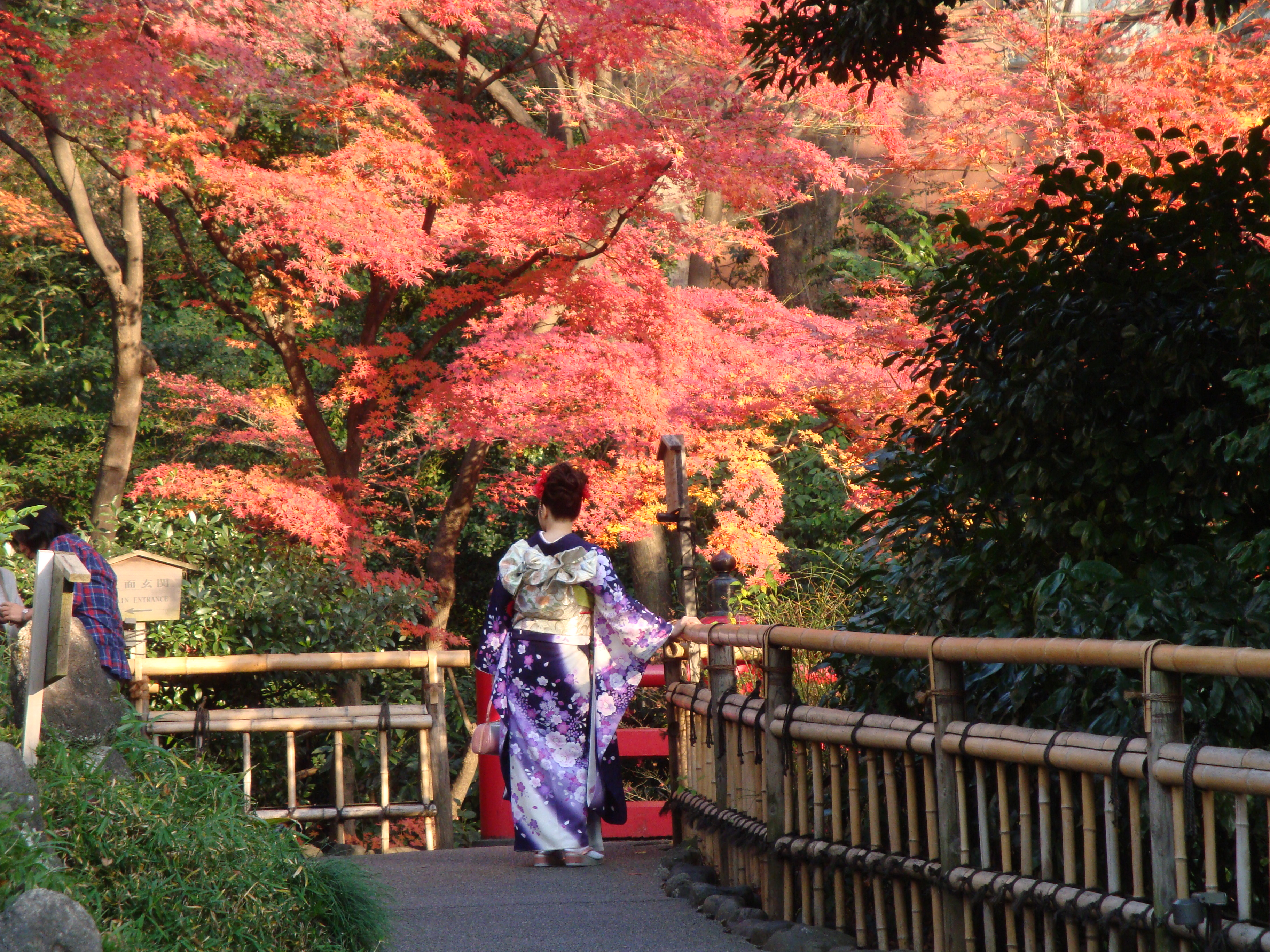
Činzan-só (椿山荘 – hora kamélií) zahrada v Tokiu
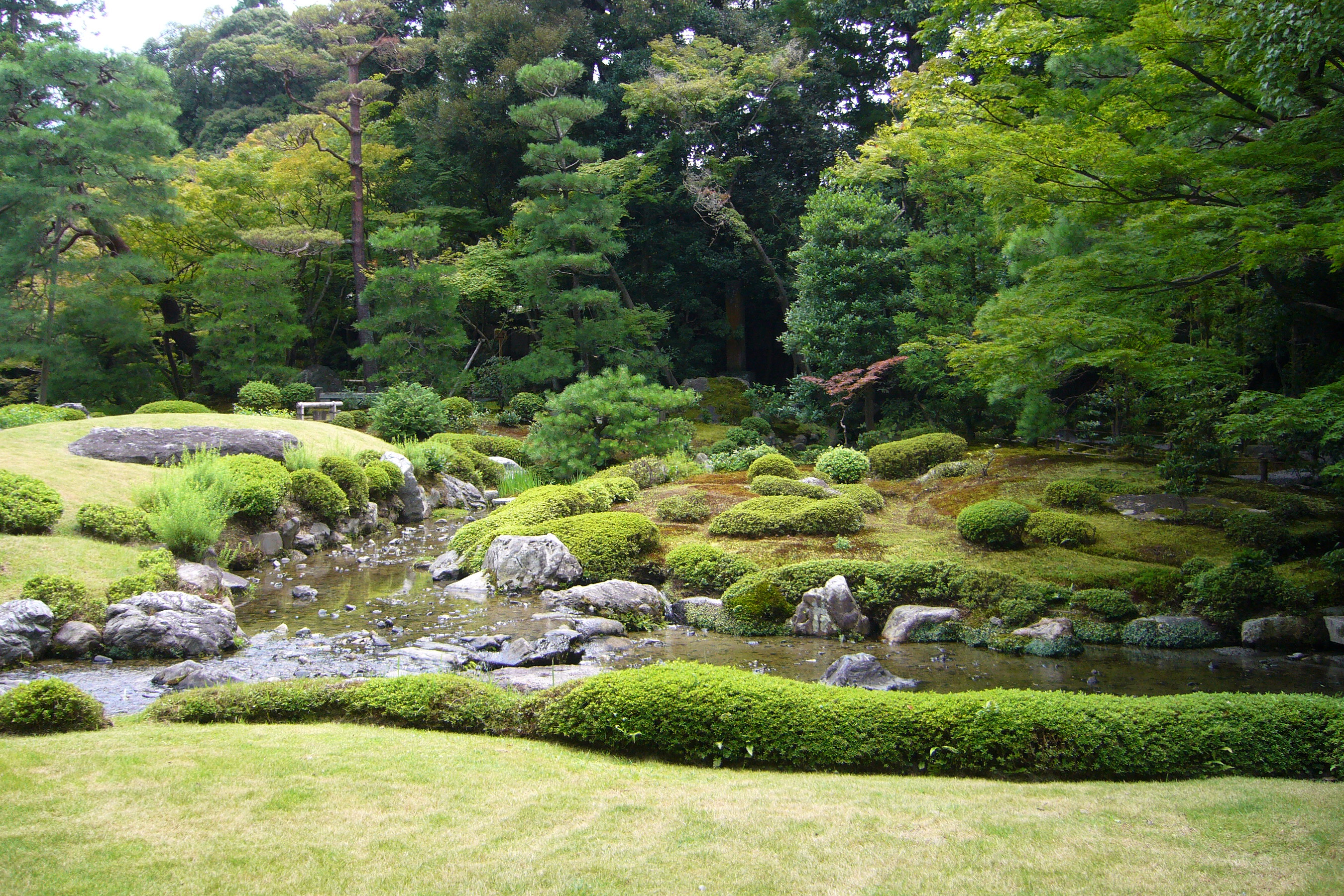
Murin-an (無鄰菴) v Kjótu
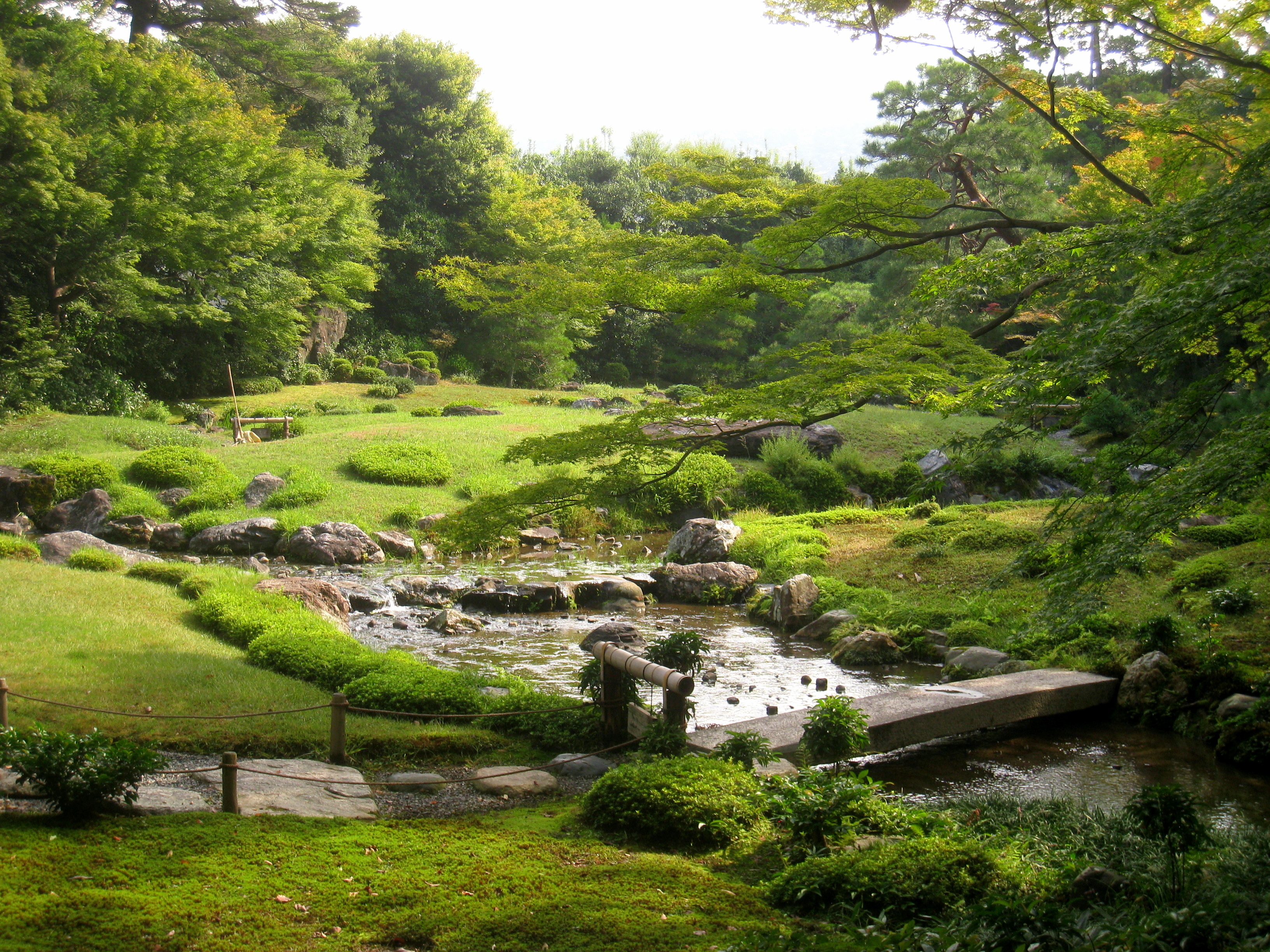
Murin-an v Kjótu

### Moderní japonské zahrady (po roce 1912)
Během období Šówa (昭和時代, 1926–1988) mnoho tradičních zahrad postavili podnikatelé a politici. Po druhé světové válce, hlavními zadavateli zahrad nebyly soukromé osoby, ale banky, hotely, univerzity a vládní agentury. Japonská zahrada se stala rozšířením architektury budov. Nové zahrady byly navrženy absolventy studia architektury a často bývá použit moderní stavební materiál, jako je beton.
Některé moderní japonské zahrady, jako je například Tófukudži (東福寺), navržená Mirei Šigemori (重森 三玲), byly inspirovány klasickými modely. Další moderní zahrady přijaly mnohem radikálnější přístup k tradicím. Jedním z příkladů je Awadži Jumebutai (淡路夢舞台), navržená Tadao Andó (安藤 忠雄).

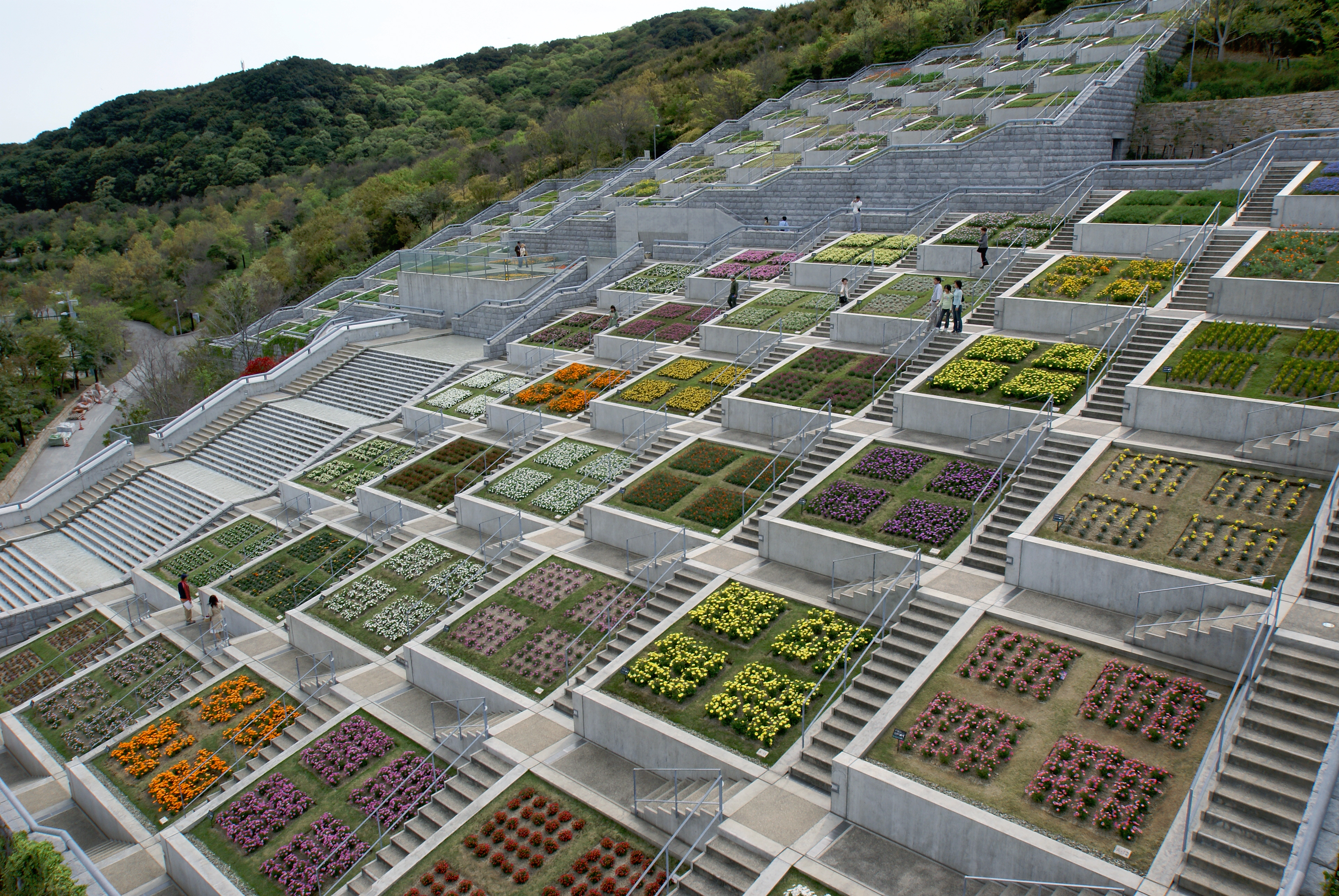
Awadži Jumebutai (淡路夢舞台), zahradní úprava v Japonsku
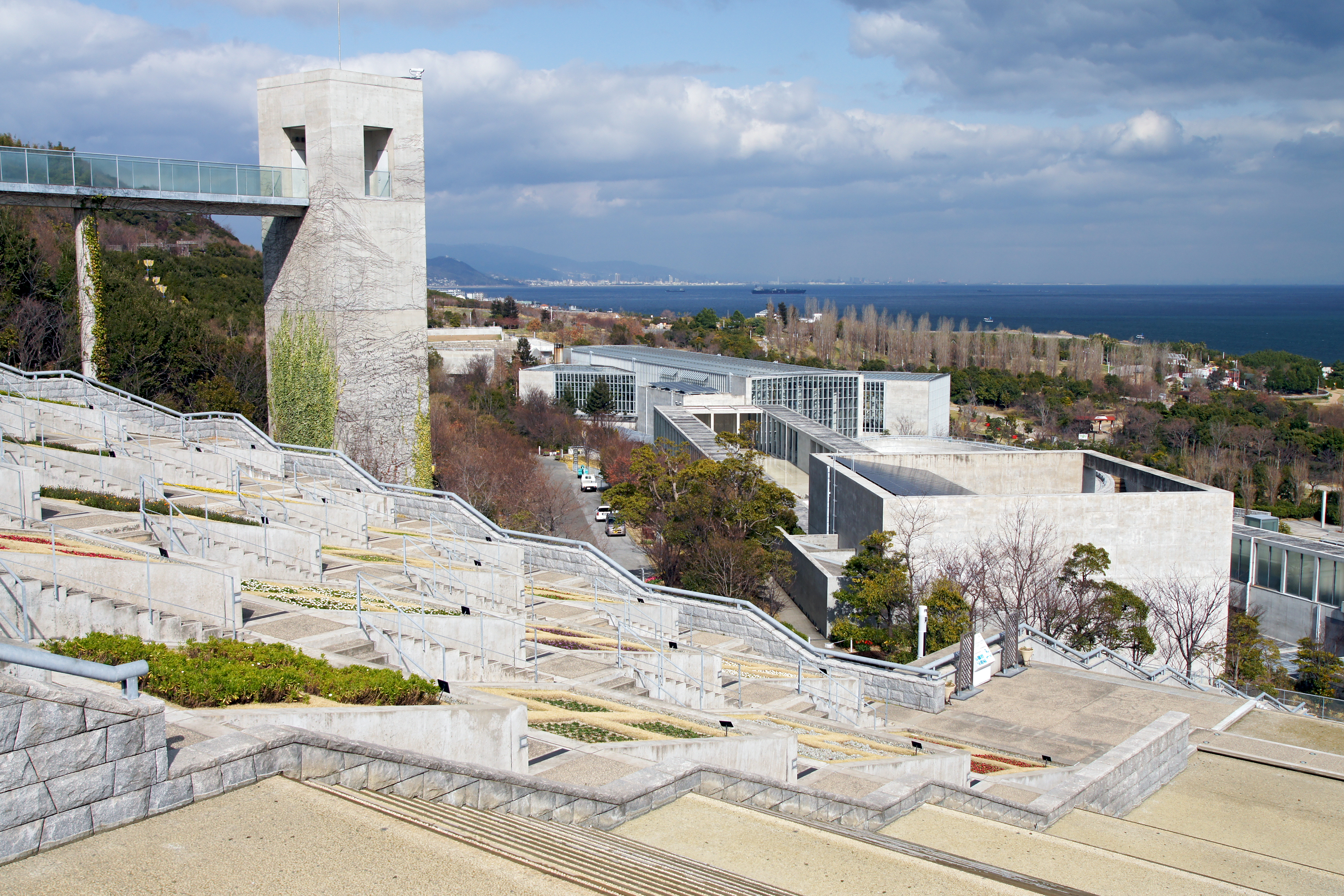
Awadži Jumebutai
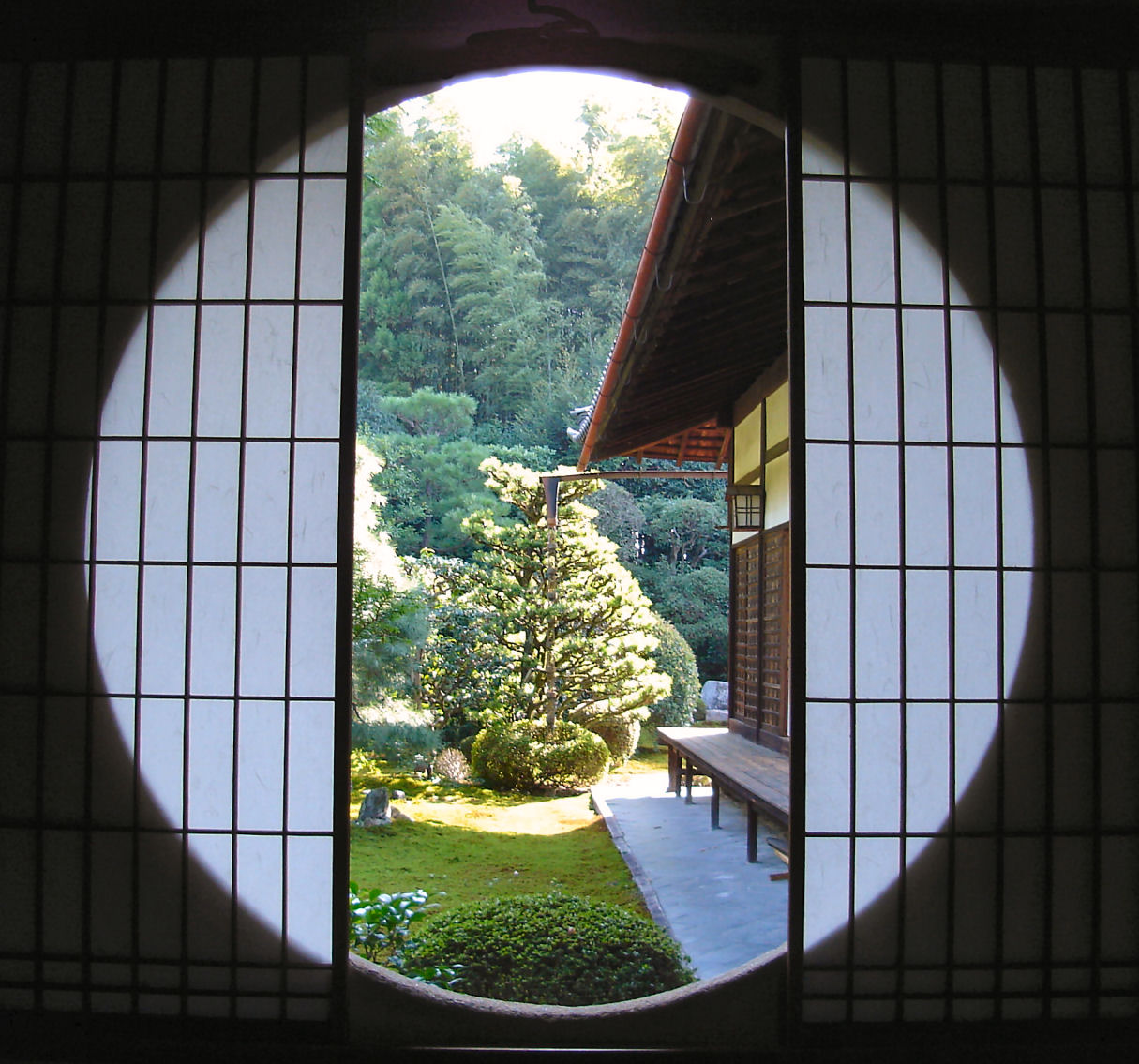
Tófukudži (東福寺), zahradní úprava u chrámu.
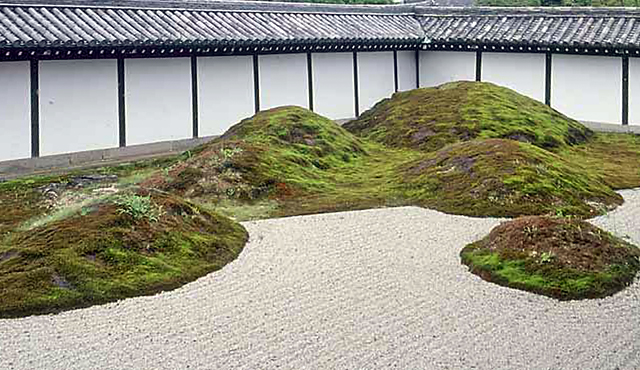
Tófukudži

## Zahradní prvky
Schopnost zachytit podstatu přírody je u stylových japonských zahrad výraznou a přitažlivou vlastností pro pozorovatele. Tradiční japonské zahrady jsou velmi odlišné od stylu západních zahrad. Kontrast mezi některými nejaponskými zahradními styly a tradičními japonskými zahradami je hluboký a vyplývá především z rozdílných společenských a duchovních hodnot, životního stylu a vůbec vnímání světa.

### Kameny, štěrk, písek

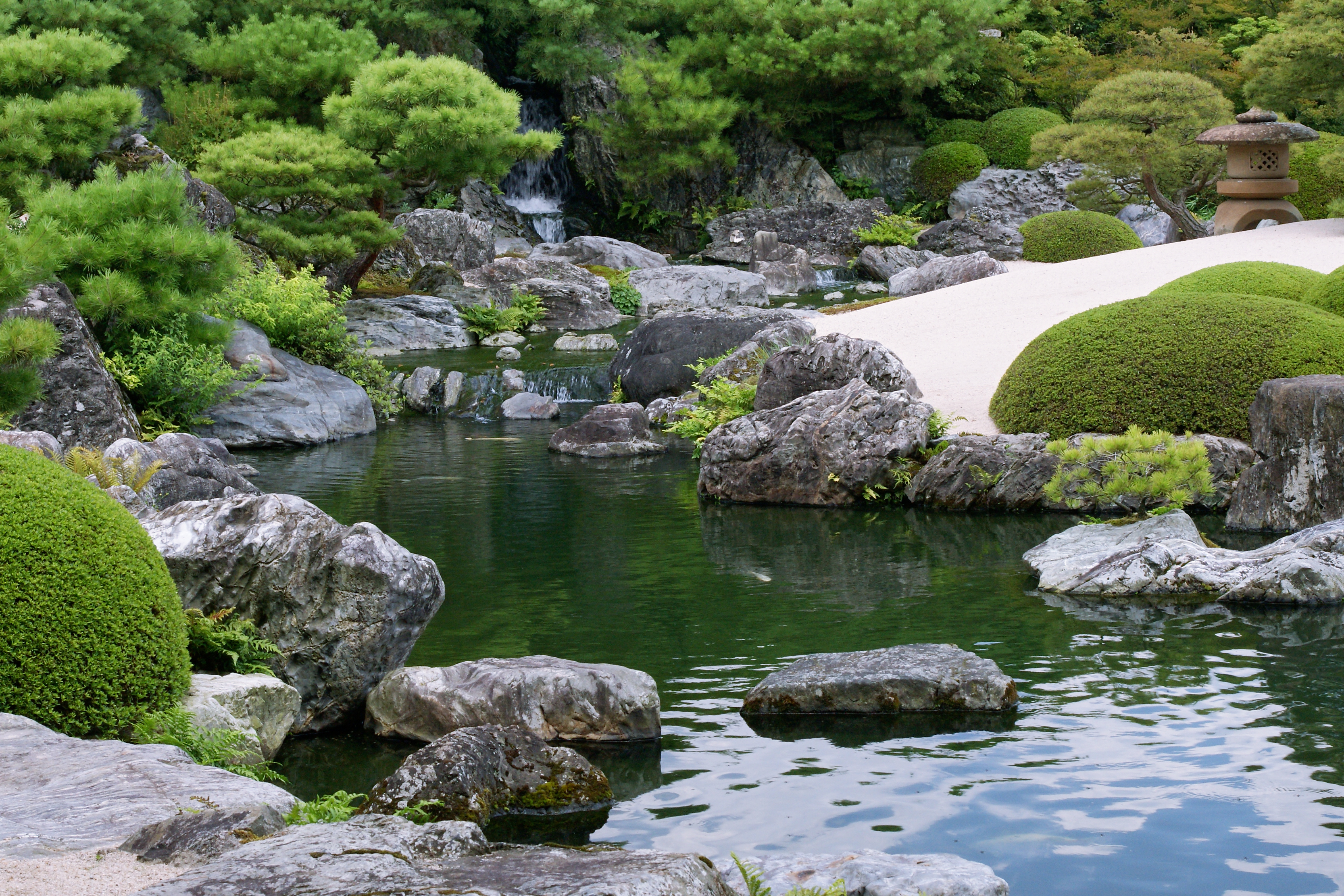
Zahrady v Adačiho Museu umění (足立美術館). Vhodný příklad velmi přirozeného umístění kamenů, včetně šlapáků..

Kameny, štěrk, písek jsou základními prvky japonské zahrady. Svislé skalní útvary mohou představovat horu Hóraisan (蓬萊山), jeden z osmi legendárních ostrovů nesmrtelných, nebo kapra skákajícího z vody. Plochý kámen může představovat zemi. Písek nebo štěrk může představovat pláž, tekoucí řeku, nebo moře. Skály a voda jsou také symbolem jin a jang (陰陽).
Ve starověkém Japonsku, písek (砂, suna) a štěrk (砂利, džari) byly použity kolem svatyní šintoismu a buddhistických chrámů. Později byly použity v japonské kamenné nebo zen buddhistické zahradě, kde představují vodu nebo mraky. Bílý písek zastupuje čistotu, ale písek může být také šedý, hnědý nebo modročerný.
Iši (石) – kameny jsou kosti japonské zahrady. Základními tvary kamenů jsou vysoký vertikální kámen, nízký vertikální kámen, klenutý kámen, ležící kámen a horizontální kámen. Pokud jsou správně umístěny kameny na zahradě, úprava zbytku zahrady je snadná. Sakuteiki (作庭記, jejím autorem je pravděpodobně 橘俊綱 [Tačibana no Tošicuna) popisuje stovky konkrétních kamenných seskupení, z nichž každé má konkrétní význam. Ovšem tento jejich význam je obvykle málo důležitý dnes. Je pro nás mnohem důležitější znát základní kameny a některé z obecných pravidel.
V použití kamenů hraje největší roli smysl pro proporce. Velké kameny a balvany jsou pro velké zahrady, pro velké scénické efekty. Malé kameny pro malé zahrady a chrámy. Stejný pohled je použit na počet kamenů. Ve velké zahradě jsou jich stovky a všechny pojmenované a klasifikované, umístěné ve shodě s velikostí a rozsahem. Počet je omezen v malé zahradě až na prakticky nezmenšitelné minimum, pět.
V minulosti u japonských zahrad extravagance a touha po vzácných kamenech, které stály obrovské částky za dopravu z neuvěřitelných vzdáleností, dosáhla takového stupně, že v poslední části období Tempó (天保; 1830–1844), byl vydán edikt omezující částky, která mohly být zaplaceny za jeden kus. (Flowers and gardens of Japan)

#### Typy
První kamenné seskupení v japonské zahradě bylo Šumisen (須弥山). Toto seskupení bylo (jako tolik věcí v japonské zahradě) symbolem legendární hory ve středu vesmíru. Jedná se o velmi starý typ seskupení, které bylo běžné během období Nara (645–781 n. l.) Dnes již užíváno není. Během období Heian (781–1185 n. l.), byla stará čínská legenda o ostrovech věčného mládí podkladem pro vytváření kamenné skupiny, která se skládá z hlavního ostrova (Horai) a tří menších ostrovů (Hojo, Eishu, a Koryo). Všechny tyto kameny jsou vysoké, vertikální, protože představují nedosažitelná místa kde přebývají nesmrtelní.
Kameny jsou zpravidla seskupeny v trojicích, ale není to vždy nutné. Dva podobné kameny (např. dvě vysoké vertikály nebo dva ploché kameny), jeden jen o něco menší než druhý, mohou být seskupeny spolu jako muž a žena. Ale obvykle jsou používány tří, pěti a sedmičlenné seskupení. Ve trojici nejvyšší kámen obvykle představuje nebe, nejmenší kámen je země a prostřední kámen je lidstvo, most mezi nebem a zemí. Někdy je jeden nebo více kamenů, tzv. suteishi (bezejmenné) jsou umístěny na zdánlivě náhodných místech v zahradě, zdánlivě náhodně, ale jejich umístění je pečlivě vybráno.
Klasická japonská kamenná seskupení bývají v trojici, tři kameny zde mohou symbolizovat také:
- Buddhův kámen (mida buhtsu) mužský kámen
- Kámen bohyně (kwannon) ženský kámen
- Dětský kámen (seishi)

V dalším vývoji tohoto období vznikly ostrovy (v karesansui také jako kameny) „jeřáb“ a „želva“. Tyto symboly dlouhověkosti dohromady symbolizují dlouhý a šťastný život. Tato skupina musí být umístěna ve vodě (i třeba a jen symbolicky). Dalším rysem chrámových zahrad byly kameny buddhistických svatých (butsubosatsu). To jsou velmi složitá seskupení, které se vyskytovaly v chrámové zahradě. Hrubé sopečné horniny (kasei – gan) jsou obvykle používány jako symbol hory. Hladké a kulaté sedimentární horniny (Suisei – gan) jsou používány po celém jezeru. Tvrdé metamorfované horniny jsou obvykle umístěny jako vodopády nebo potoky.
Kameny by se neměly lišit co do struktury a barvy. Kameny s vrstvami nebo žílami by měly mít žíly všechny ve stejném směru.
Kameny jsou zpravidla seskupeny v trojicích, ale není to vždy nutné. Dva podobné kameny (např. dvě vysoké vertikály nebo dva ploché kameny), jeden jen o něco menší než druhý, mohou být seskupeny spolu jako muž a žena. Ale obvykle jsou používány tří, pěti a sedmičlenné seskupení.
Ve trojici,nejvyšší kámen obvykle představuje nebe, nejmenší kámen je země a prostřední kámen je lidstvo, most mezi nebem a zemí. Někdy je jeden nebo více kamenů, tzv. suteishi (bezejmenné) jsou umístěny na zdánlivě náhodných místech v zahradě, zdánlivě náhodně, ale jejich umístění je pečlivě vybráno.
Je třeba se vyhnout třem nevhodným kamenům. Jedná se o nemocný kámen (suchý nebo deformovaný nahoře), mrtvý kámen (kámen, který je zjevně vertikální je používán jako horizontální anebo naopak), a chudý kámen (ten, který nemá žádný vztah s ostatními kameny v zahradě).
Další typy:
- Duše kamene – nízký vertikální kámen reishoseki. Je umístěn ve vertikální poloze se širokou základnou a zužujícím se vrcholem. Je velmi rozšířený v krajině, jako strážný kámen shu go seki.
- Kamenné tělo – vysoký vertikální kámen taidoseki. Vzpřímený kámen, který je často symbolem osoby nebo boha. Základna je jen o málo větší než vrchol. Musí být pečlivě umístěn, je to nejvyšší kámen ve skupině. Obecně platí, že tento kámen je vždy umístěn v pozadí a nikdy v popředí.
- Srdcový kámen – shintaiseki. Označován jako nejužitečnější kámen. Plochý kámen podobný šlapáku. Ve složitém uspořádání je obecně používán jako harmonizační prvek ve středu a v jednodušších kompozicích slouží k harmonizaci vertikálních kamenů s horizontálními liniemi země nebo vody. Kámen uctívání, Rei hai Seki je vždy plochý kámen v přední části zahrady.
- Klenutý nebo obloukovitý kámen shigyoseki je výjimkou z pravidla. Má plochý vrchol širší než základna. Je to nejtěžší kámen a je třeba jej vybrat správně. Pokud je vrchol příliš velký, kámen vypadá nejistě.
- Volský kámen (kikyakuseki) je nižší než obloukovitý kámen a vyšší než plochý kámen. Jeden konec tohoto kamene je vyšší než zbytek. Jedná se o jemné doladění. Umístěný v popředí sjednocuje ostatní kameny a měl by být umístěn s velkou opatrností.

Velké kameny musí být víceméně oblé nebo obroušené. Někdy bývá rozeznáváno deset důležitých druhů
- „Kámen strážce“ je vysoký jeden solitérní kámen svisle umístěný. Je ve středu zahrady nazývá se také kámen obětavosti.
- Další druh kamene vytváří optické vyvážení předchozího kamene, a bývá umístěn na protější stranu vodopádu.
- Další druh je plochý a rozkaz, je označen „kámen uctívání“. Je umístěný obvykle v popředí, nebo ve středu ostrova, nebo dokonce na otevřeném prostoru přístupném můstky. Kombinace „kamene strážce“ a „kamene uctívání“ nemůže nebýt nikdy opomenuta ze zahrady.
- „Kámen perfektního pohledu“ je umístěn poblíž popředí. Je ale stejně dobrý na straně zahrady, jestliže má tato pozice očekávanou důležitost. Často je dva nebo více kamenů takto použito.
- Další druh kamene je umístěn na další straně zahrady, a před „kamenem perfektního pohledu“. Měl by být umístěn tak, aby byl v harmonii s kamenem, označeným jako „Kámen vodní hladiny.“ Oba jsou situovány na břeh jezera a jsou opatrně uspořádány ve spojení s úrovní vody.
- „Kámen měsíčního stínu“ zaujímá důležitou pozici, má být v údolí mezi dvěma hlavními kopci na straně kopce.
- „Kámen jeskyně“ je umístěn svisle a je velmi podobný „Kamenu strážci“ který jej často nahrazuje.
- „Kamenné sedadlo cti.“ je široký a plochý kámen, umístěný v horizontální pozici, vedle „kámen uctívání“. Je opticky vyvážen malým vertikálně umístěným kamenem druhotného významu.
- „Podstavec“ nebo „Hlemýždí kámen“ je na první místě mezi šlapáky a je zařazen v popředí. Je poněkud vyšší než ostatní šlapáky.
- Nečinný Kámen, sestává dva širokých, nízkých a poněkud okrouhlých kamenů, které by měly být umístěny ve stínu podél vody.
- Ostatní podobné kameny mají menší význam a nemají zvláštní jména. Jsou jen uspořádány pro vytváření harmonie v celku kompozice.

Respektovaný autor knih o japonských zahradách Conder použil následující klasifikaci:
- „Kámen horského vrcholu“ (Sancho seki). – umístěný na, nebo blízko vrcholu kopec.
- „Kámen základu hory“ (ReiJeiaku seki). – umístěný blízko úpatí kopec.
- „Kámen stráně“ (Sanyo seki) a kámen horské cesty (Hioin seki). – oba na svahu kopce.
- „Kámen příznivý mrak“ (Keiun seki). – Umístěný na svahu kopce.
- „Mlhou zahalený kámen“ (Muin seki), umístěný na vrcholu
- „Kámen jasného Měsíce“, Kámen měsíčního stínu, Kámen Jeskyně – všechny maí různé pozice na stranách kopce.

Také používá termíny jako „Omšelý Kámen“ (Seitai seki), kameny „Dva bohové“ (Nijin – seki), kameny „Tři bohové“ (Sanjin seki). Samozřejmě lze u dalších autorů najít i další terminologii. Kameny mohou být použity jako socha, mohou mít funkci šlapáků v chodníku nebo mostu. Při jejich použití jako šlapáků, by měly být ve výšce jednoho až tří centimetrů nad půdou, ale pevné pod nohama. Cesta je symbolem cesty životem, a dokonce i konkrétní kameny v cestě, mohou mít v japonské zahradě symboliku. Mnohem širší kámen přes cestu nám říká, že je možné se zde zastavil, a najít příjemný pohled na kompozici. Existuje mnoho dalších kamenů na konkrétních místech.

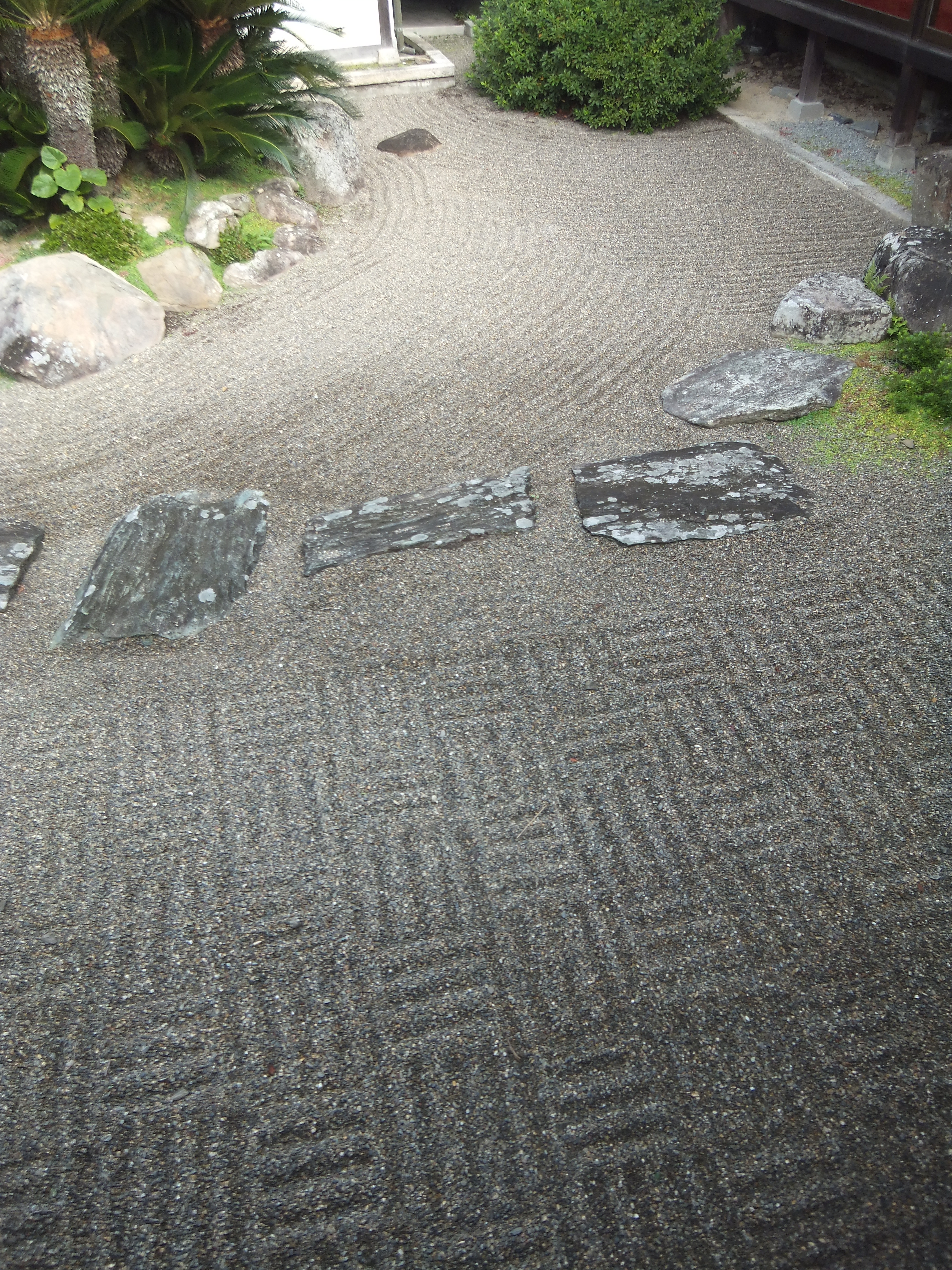
Karesansui se vzory vody a geometrickými stopami a vhodně umístěnými šlapáky (Negoro-ji, prefectura Wakayama)
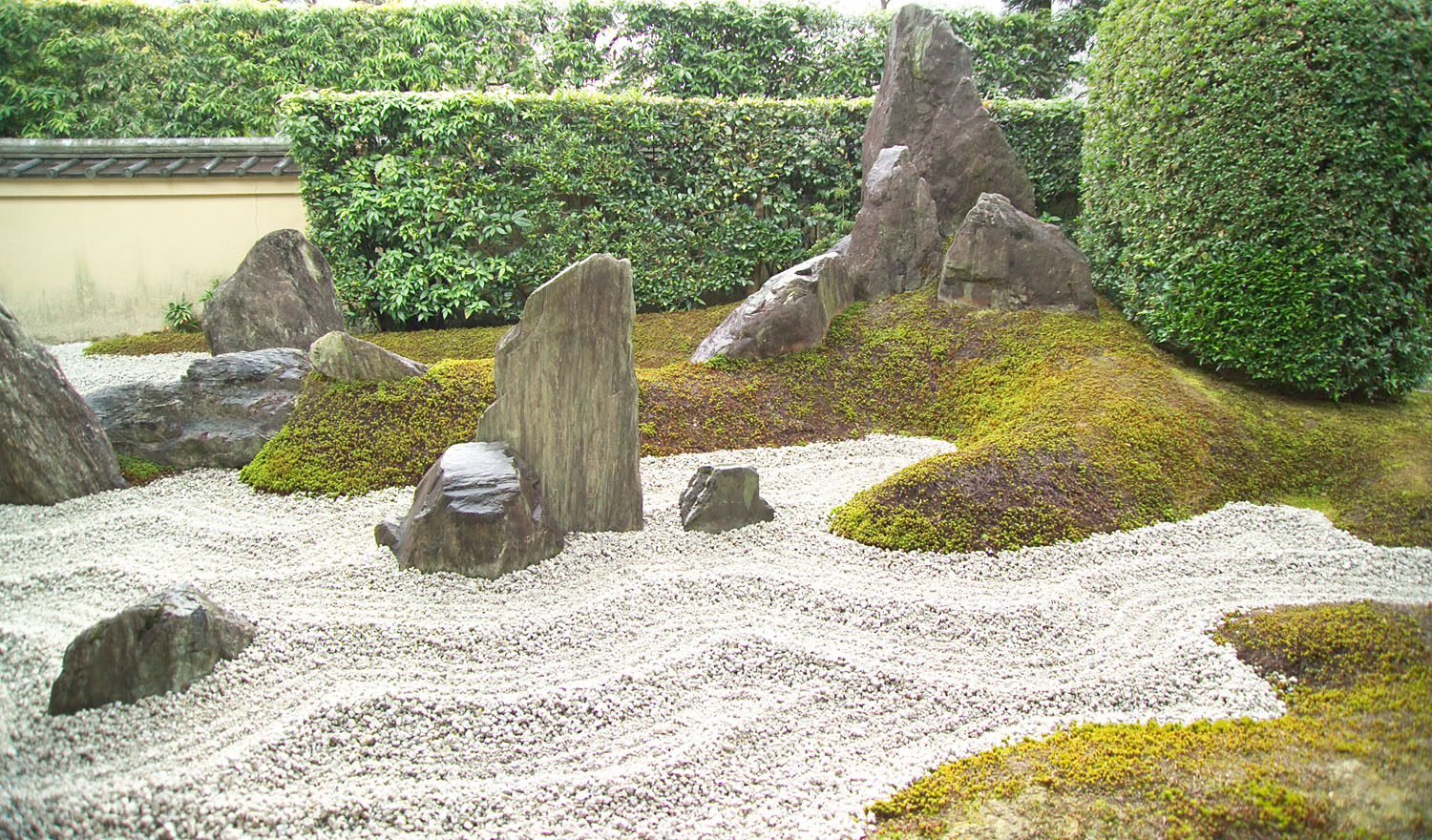
Daitokuji, zcela tradiční zobrazení vody úpravou štěrku
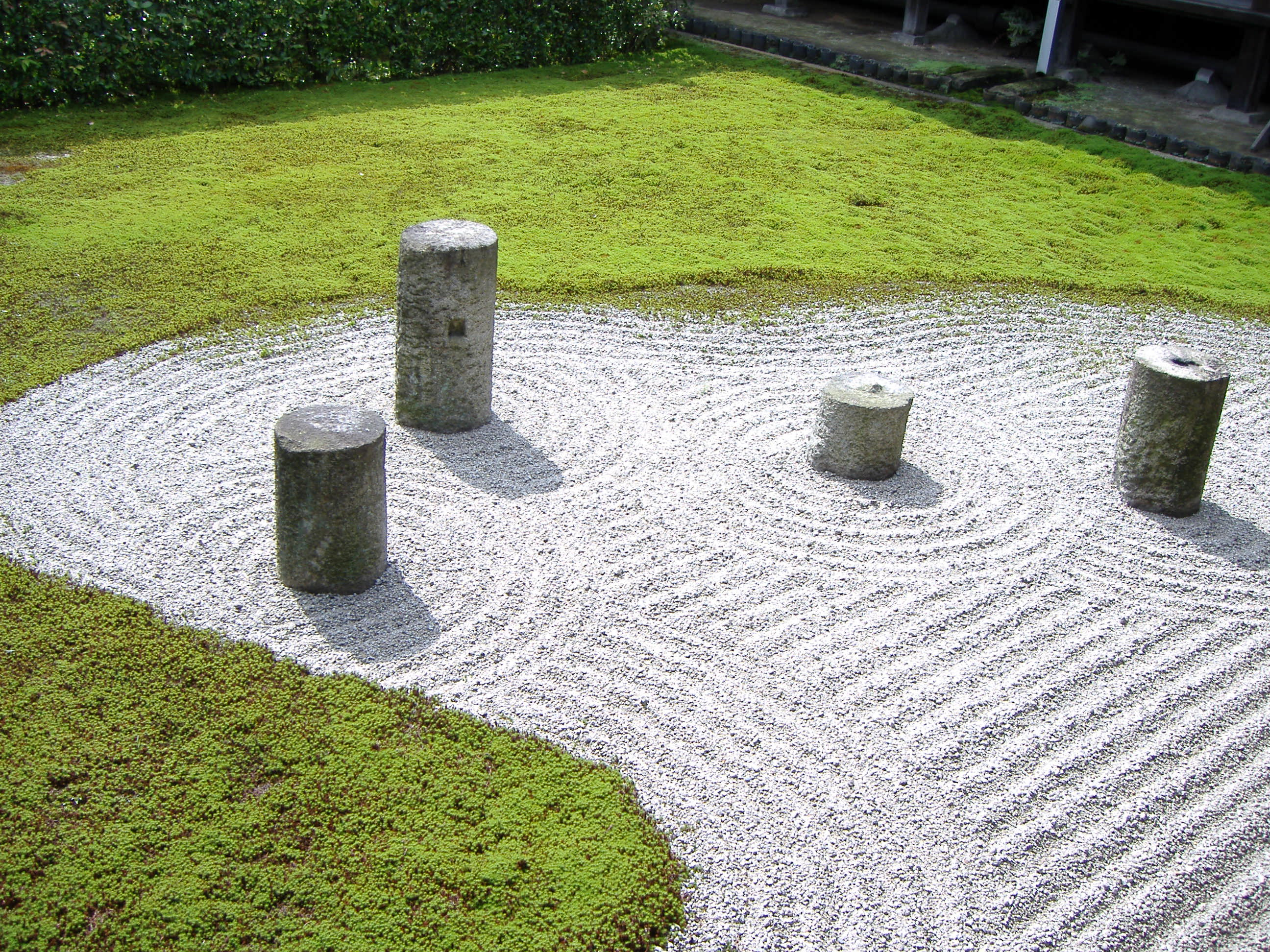
Východní zahrada Hojyo, Tofukuji; sloupky nahrazující kameny v moderní stylizované variantě karesansui
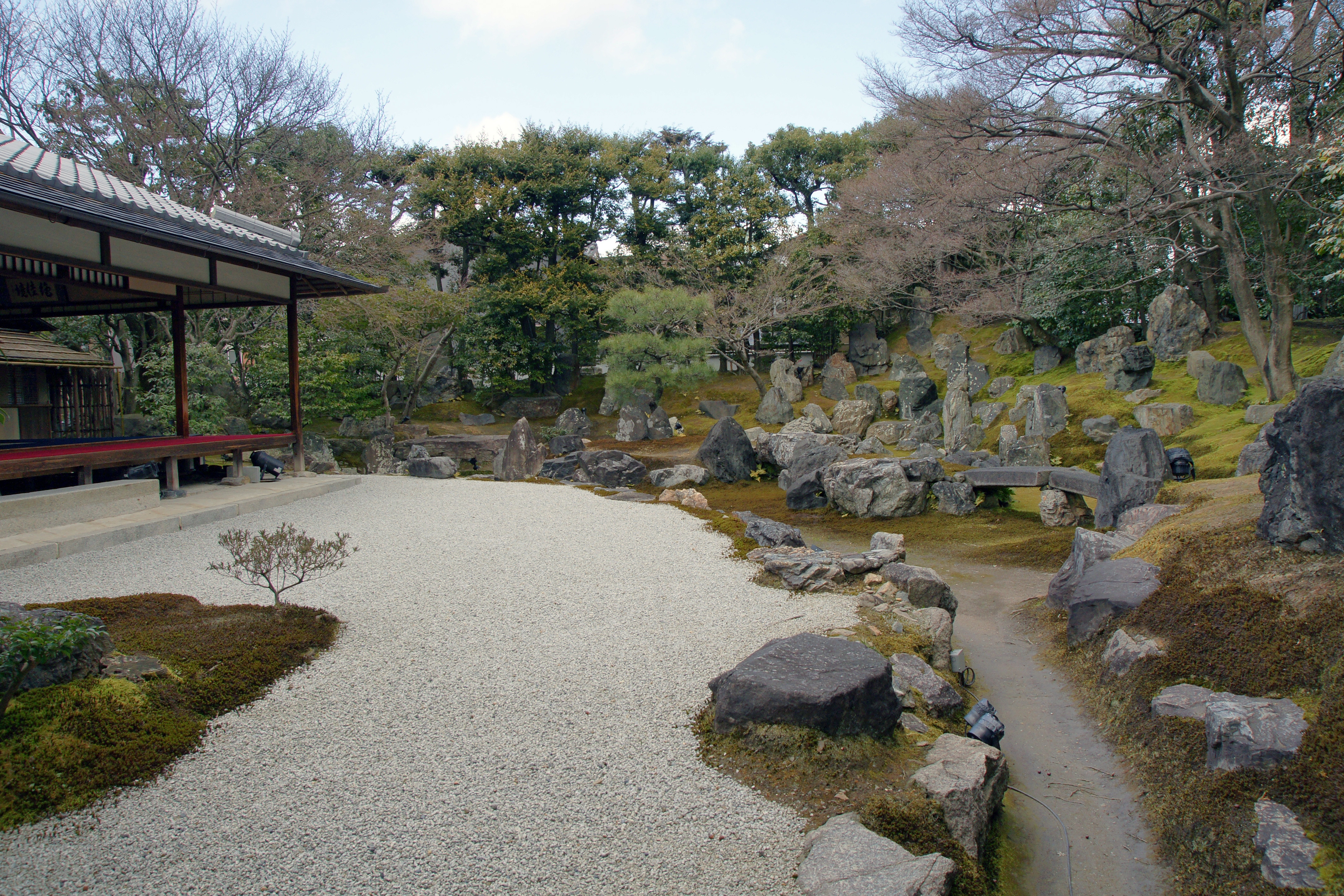
Higashiyama-ku, Entokuin, Kjóto; bohatství kamenů různě ležících a stojících na zahradě
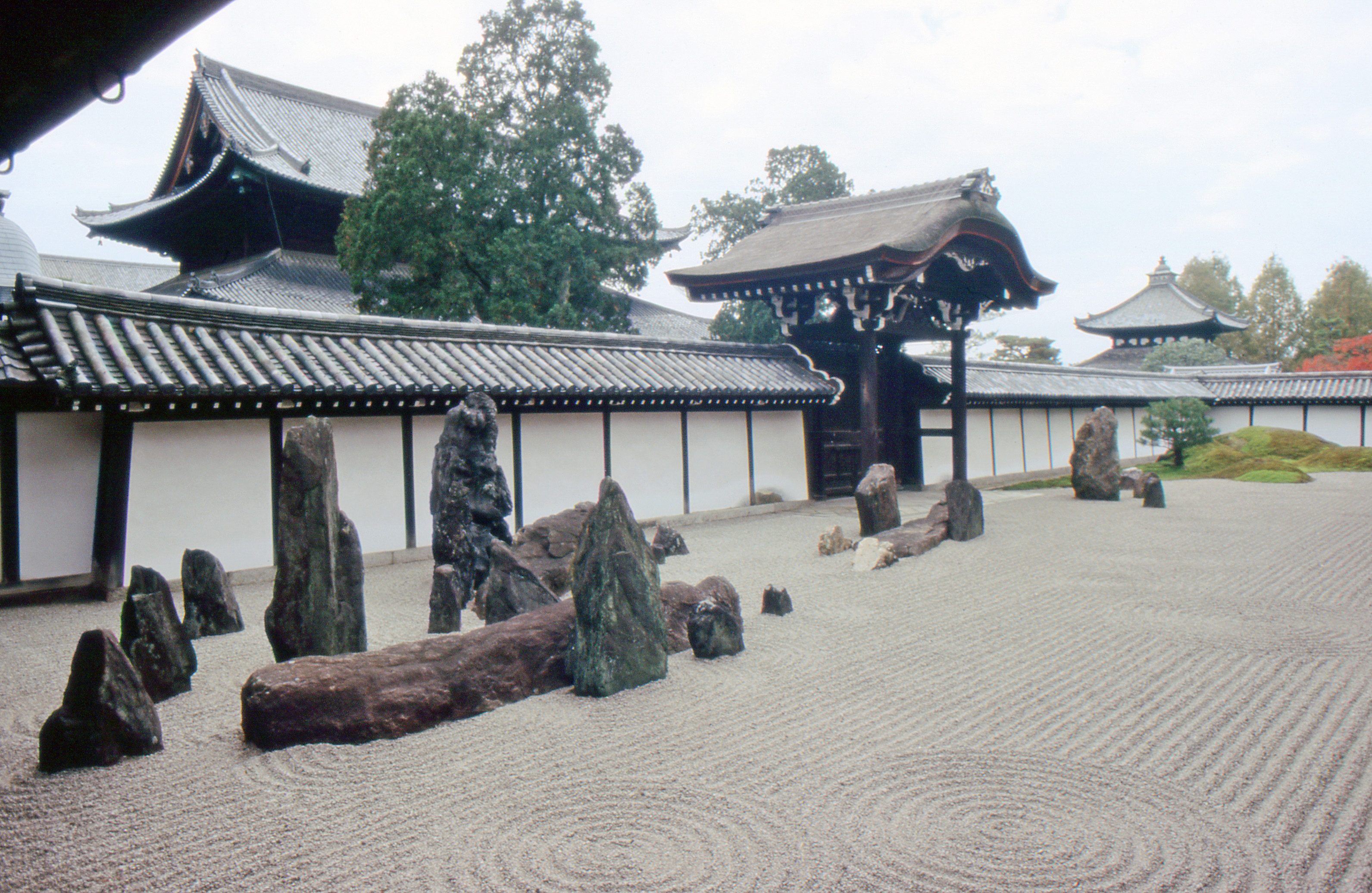
Tofukuji; moderní zahrada s podobnými prvky jako bývaly v tradiční japonské zahradě
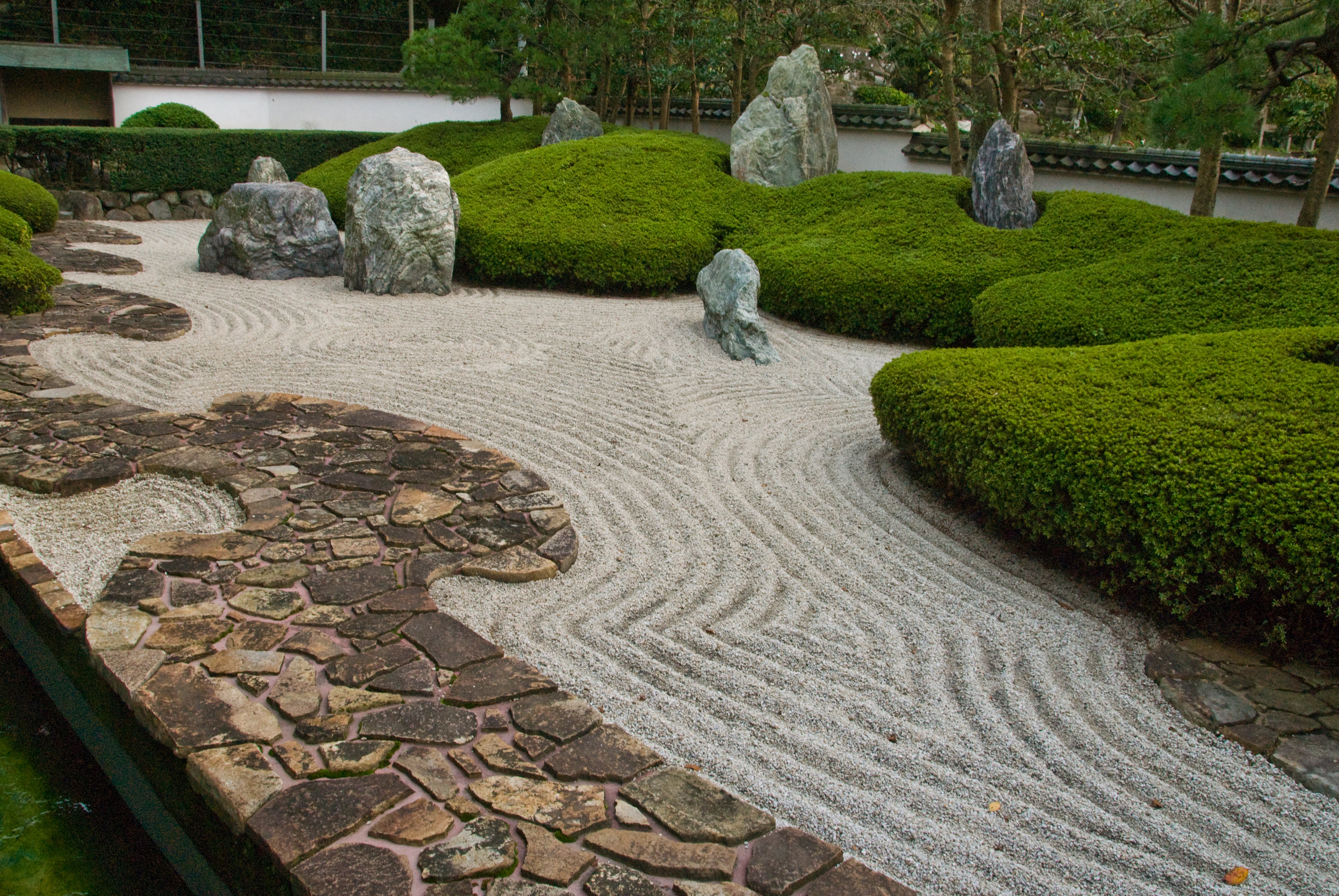
Zenová zahrada v Kōmyō-ji (Kamakura)
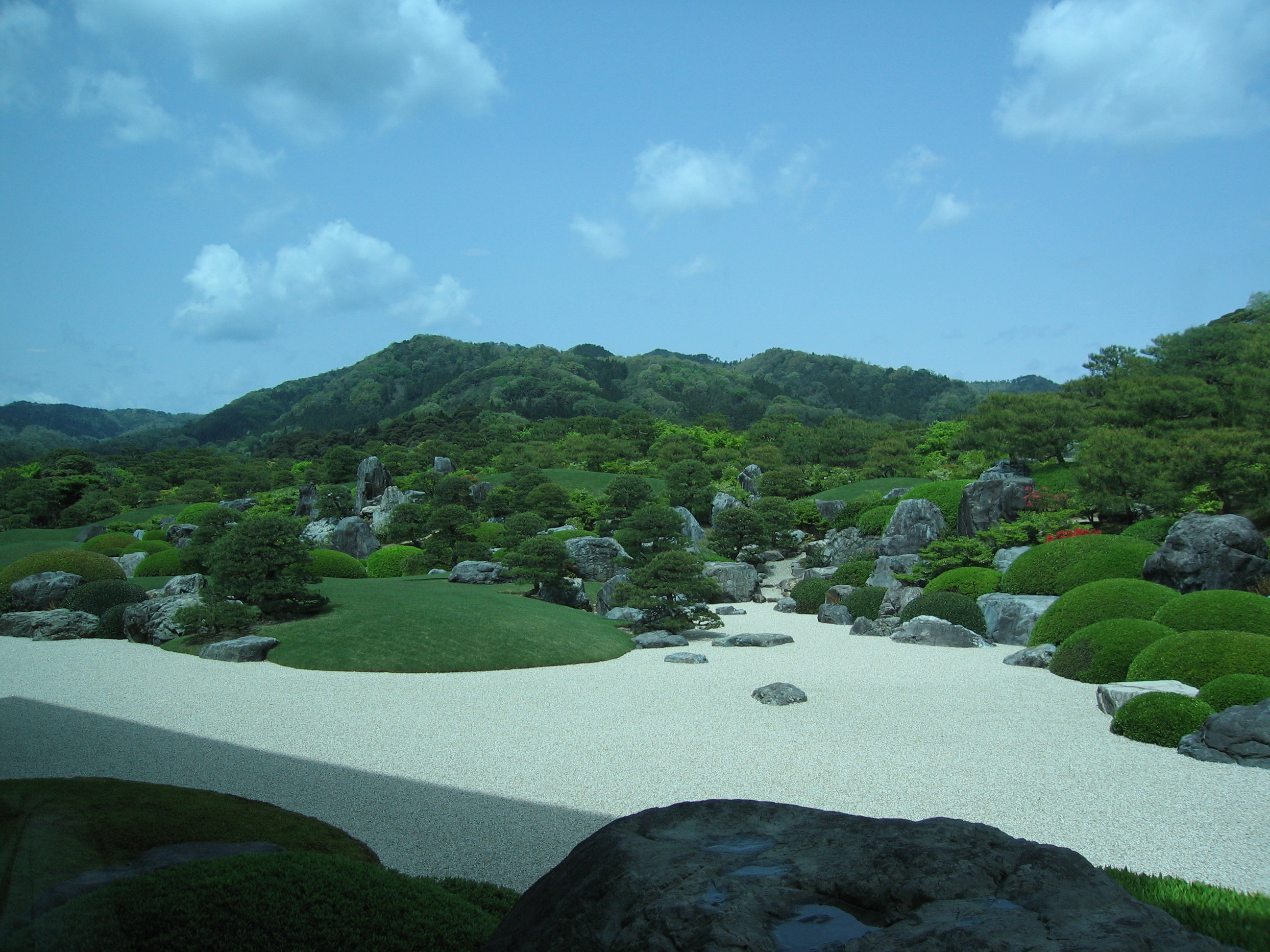
Adachi Museum of Art. Karesansui s uměle upraveným štěrkem a kameny, japonská zahrada jako estetická a organická součást krajiny
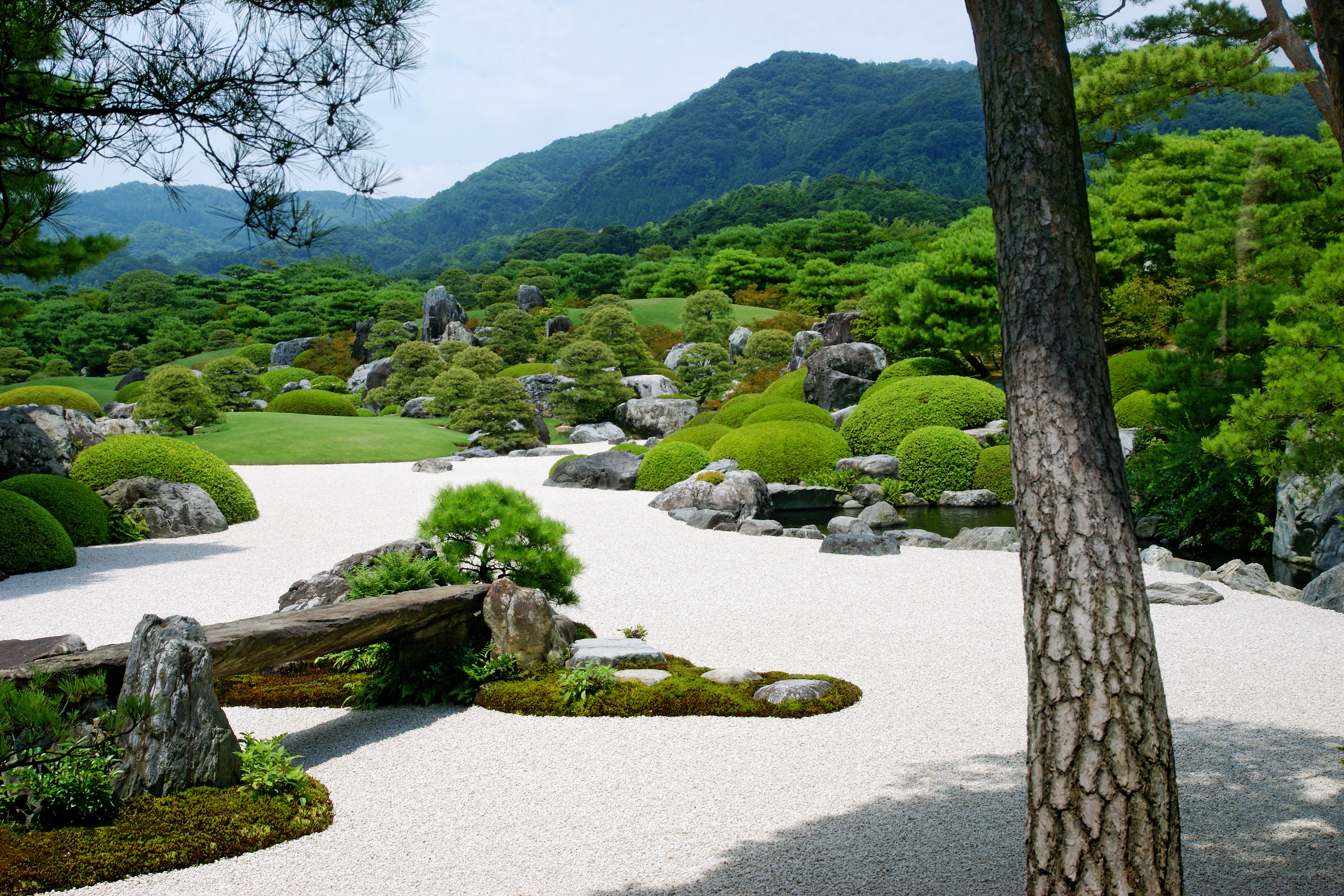
Adachi Museum of Art; soulad štěrku, kamenů a výsadby ve vyvážené kompozici japonské zahrady

### Voda (mizu)

Shishi-odoshi

Japonsko je ostrovní národ obdařený hojnými srážkami. Není proto překvapující, že voda je nedílnou součástí každé zahrady. I v karesansui, suché zahradě, uhrabaný štěrk představuje vodu. Ploché kameny, uložené těsně vedle sebe, symbolizují řítící se proud. v čajové zahradě voda hraje nejdůležitější roli, je důležitá k provedení rituální očisty v chozubachi nebo vodní nádrži. Voda napouštěná a vyprazdňovaná ze shishi-odoshi pomáhá označit plynutí času.
To je také hlubší význam vody v japonské zahradě. Pohled a zvuk plynoucí vody neúprosně připomínají tok času. Mosty, podobně symbolicky často prochází přes vodu a naznačují cestu přechodu z jednoho světa do druhého, téma procházející celým japonským uměním.
To je také hlubší význam vody v japonské zahradě. Pohled a zvuk plynoucí vody neúprosně připomínají tok času. Mosty, podobně symbolicky často prochází přes vodu a naznačují cestu přechodu z jednoho světa do druhého, téma procházející celým japonským uměním. V tradičních zahradách jsou rybníky a potoky pečlivě umístěny podle buddhistické kosmologie a geomantie – umění a vědy o umístění věci tak, aby s největší pravděpodobností přilákaly štěstí. V tradičních zahradách jsou rybníky a potoky pečlivě umístěny podle buddhistické kosmologie a geomantie – umění a vědy o umístění věci tak, aby s největší pravděpodobností přilákaly štěstí. Pravidla pro umístění vody byly zapsány také v první příručce japonských zahrad Sakuteiki, neboli Tvorba zahrad, vytvořené v 11. století.
Sakuteiki (作庭記) doporučuje několik možných úprav zenové zahrady pomocí jezer a potoků:: „stylizace oceánu“ velkými kameny, které se zdají být rozrušené vlnami, nebo písečnými plochami a borovicemi, stylizacemi širokých řek. Tradiční japonské zahrady jsou malé ostrůvky na jezerech. V posvátných chrámových zahradách je obvykle ostrov, který představuje horu Penglai nebo Horai, tradiční domovy osmi nesmrtelných.
Ostrovy

Rybník vždy představuje moře. Sakuteiki popisuje různé druhy umělých ostrovů, které mohou být vytvořeny v jezerech. Včetně „hornatého ostrova“, složeného z rozeklaných skal vertikálně položených kamenů, smísených s borovicemi, obklopeného písečnou pláží. „Skalnatý ostrov“ býval složený ze zvětralé zerodované omleté horniny vyskytující se v místech kde skály obrušují mořské vlny v kombinaci s malými, starými borovicemi neobvyklých tvarů. „Kouřový ostrov“ z bílého písku v kulatých bílých forem a kup mraků, a „mlžný ostrov“ nízký ostrov z písku bez skal a stromů. Kaskáda nebo vodopád je důležitým prvkem v japonských zahradách. Sakuteiki popisuje sedm druhů kaskád. Doporučuje, aby kaskády byly položeny směrem k Měsíci a měly by zachycovat odraz Měsíce ve vodě.
Vodopády

Kaskáda nebo vodopád je důležitým prvkem v japonských zahradách. Sakuteiki popisuje sedm druhů kaskád. Doporučuje, aby kaskády byly položeny směrem k Měsíci a měly by zachycovat odraz Měsíce ve vodě. Ve většině případů je voda do rybníka přiváděna buď vodopádem nebo potokem. Hladina vody v rybníku se tak může měnit s přítokem vody.Tak jsou skrývány a odhalovány skupiny kamenů umístěných v rybníku. Vodopády jsou další pokusem o napodobení přírody. Jsou vytvořeny podle vodopádů s kterými se lze setkat v horách. V ploché zahradě chybí vodopády, jsou zde symbolizovány vzpřímenými kameny.

Jarimizu 遣水

Jarimizu je malý potok, se značným sklonem, což zvyšuje proudění vody. V této souvislosti jsou také záměrně napodobeny některé přírodní prvky. Meandry a kameny stojící v proudu. Tyto kameny jsou vhodné pro napodobení potoka proudícího údolím. Proudy jsou někdy vyrobeny jako rychlé, jindy pomalé a meandrující jako malé řeky, vytvářející malé peřeje, v závislosti na fantazii návrháře. Potoky mohou být navrženy tak, aby vtékaly do rybníka, ale mohou být také navrženy odlišně.
V Saiuteiki, je popsán potok napájející centrální rybník v zahradě ve stylu šinden-zukuri teien (寝殿造庭園). Jarimizu bývá někdy také označen jako kjokusui 曲水. Některé takové umělé vodní toky jsou součástí památek chráněných UNESCO.
Kašny

Ačkoliv jde o prvek, který bývá vždy velmi ceněn, bývá to často prvek umělý. V japonské zahradě se kašny nacházejí méně často než barokním parku. Na úpatí kopce, na kopci, nebo v lese, na odloučeném místě je někdy intenzivně vytéká voda, bývá někdy umístěna kašna. Má různé formy, jako je například pramen nebo více pramenů obklopených kameny, někdy jako prameny v horském chodníku. Voda v místech kde chybí dostatečný tlak bývá k místu obvykle dopravována pomocí bambusového potrubí. Tyto kašny jsou velmi ceněny jako dynamický prvek. Existují různé typy malých kašen a kamenných mís používaných v japonské zahradě: čózubači (手水鉢), cukuba'i 蹲踞, zenigata cukubai (銭型 蹲踞). Fontány, nízká umyvadla mohou být vytvořeny z kamenné mísy, bambusu a oblázků. Ceněný je více než vzhled zvuk proudící nebo stékající vody.
Studna

Studny jsou někdy vytvořeny z technických důvodů, ale jindy také pouze pro dekorativní účely. Někdy je na jejich zhotovení použito dřevo, ale častěji kámen.
Liší ve tvaru. Některé jsou čtvercové, jiné mají tvar kříže nebo jsou kruhové. Částí studny bývá kladka na obou stranách opatřena koly.

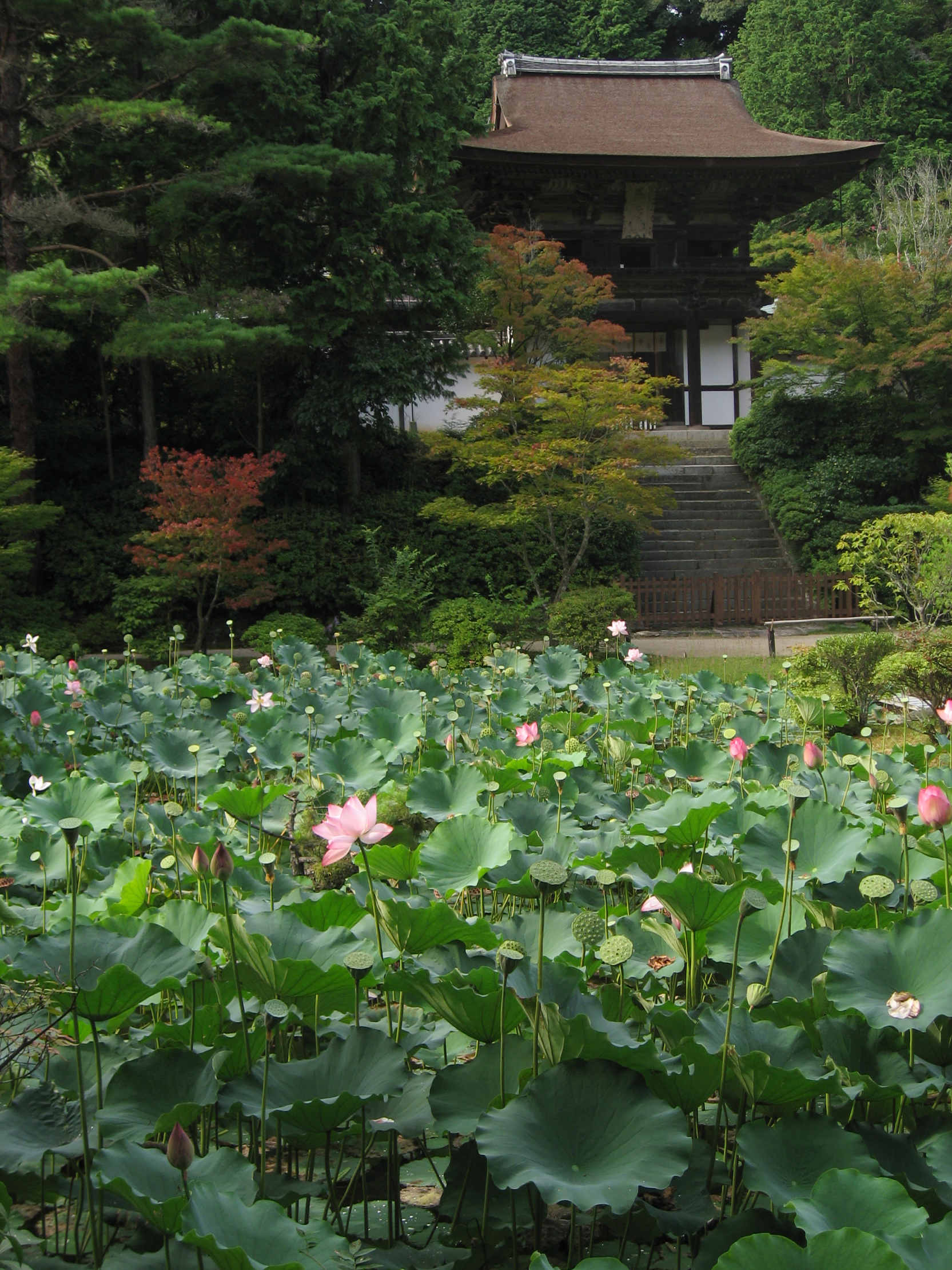
Lotusový rybník v Enjo-ji, rajské zahradě z období Heian (12. století).
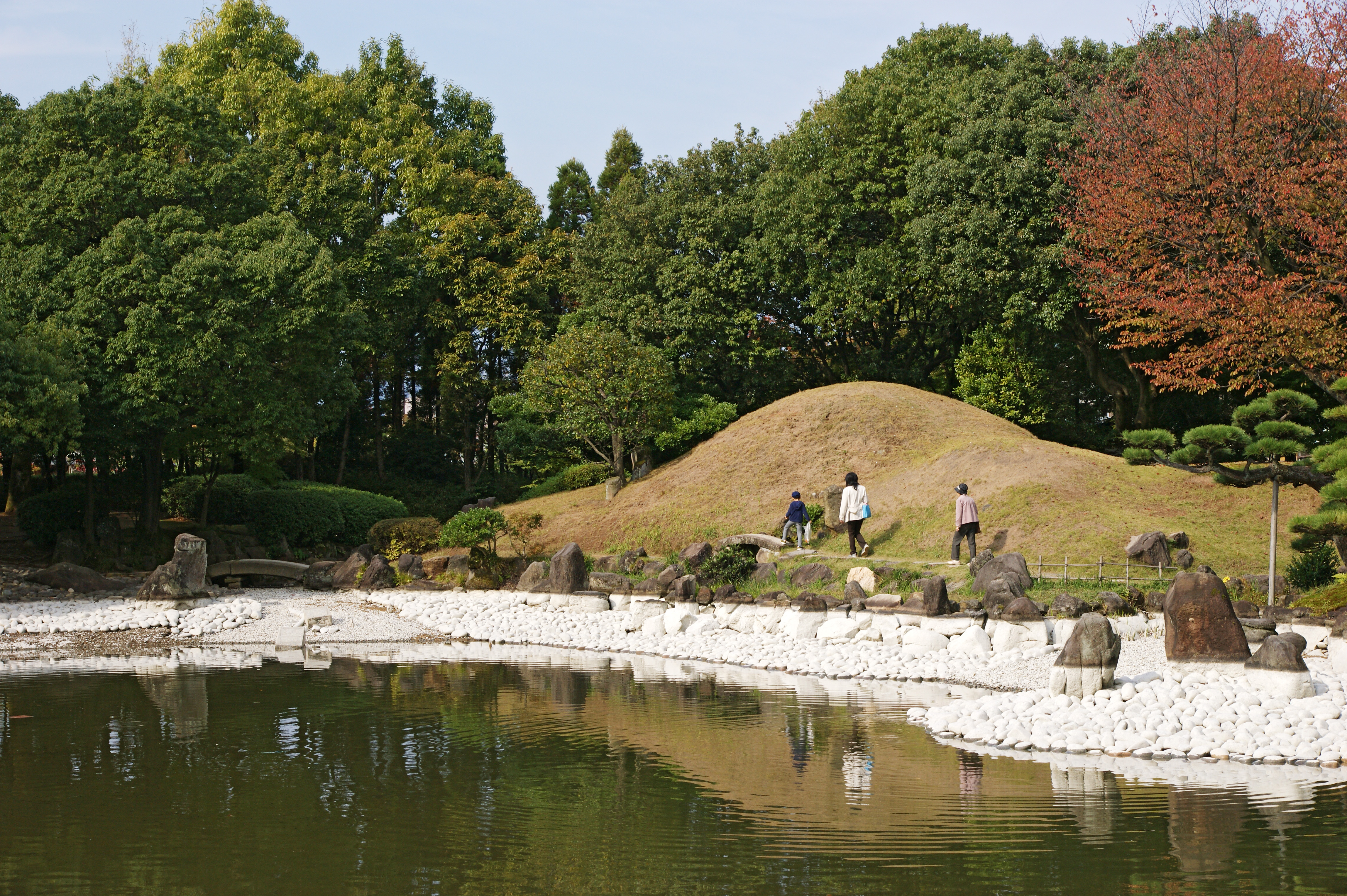
Zahrada Youkoukan v prefektuře Fukui s miniaturní pláží a horou.
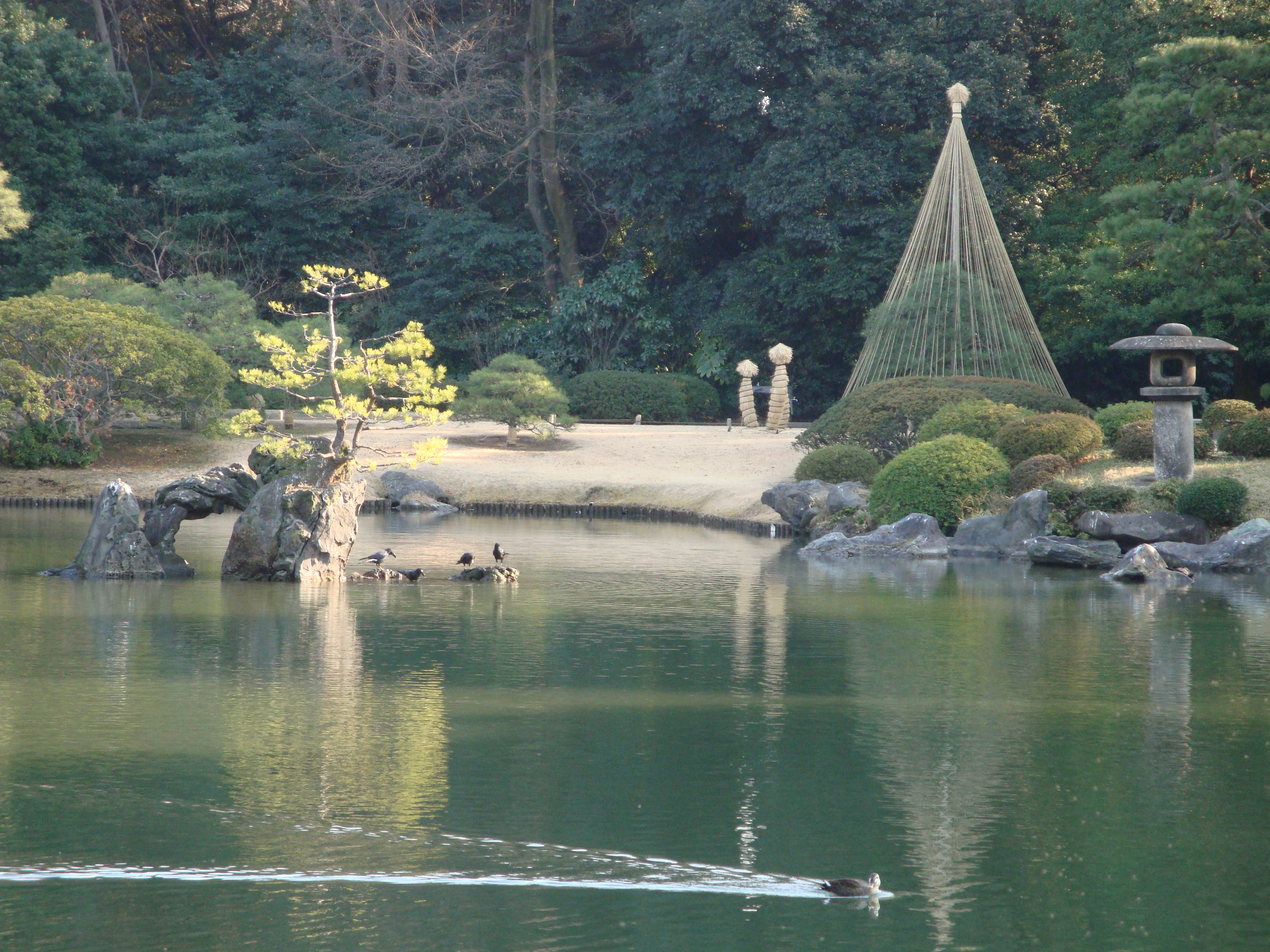
Ostrov z balvanů s borovicí v Rikugi-en zahradě v Tokiu reprezentuje ostrov Horai, legendární místo kde žije osm Nesmrtelných.
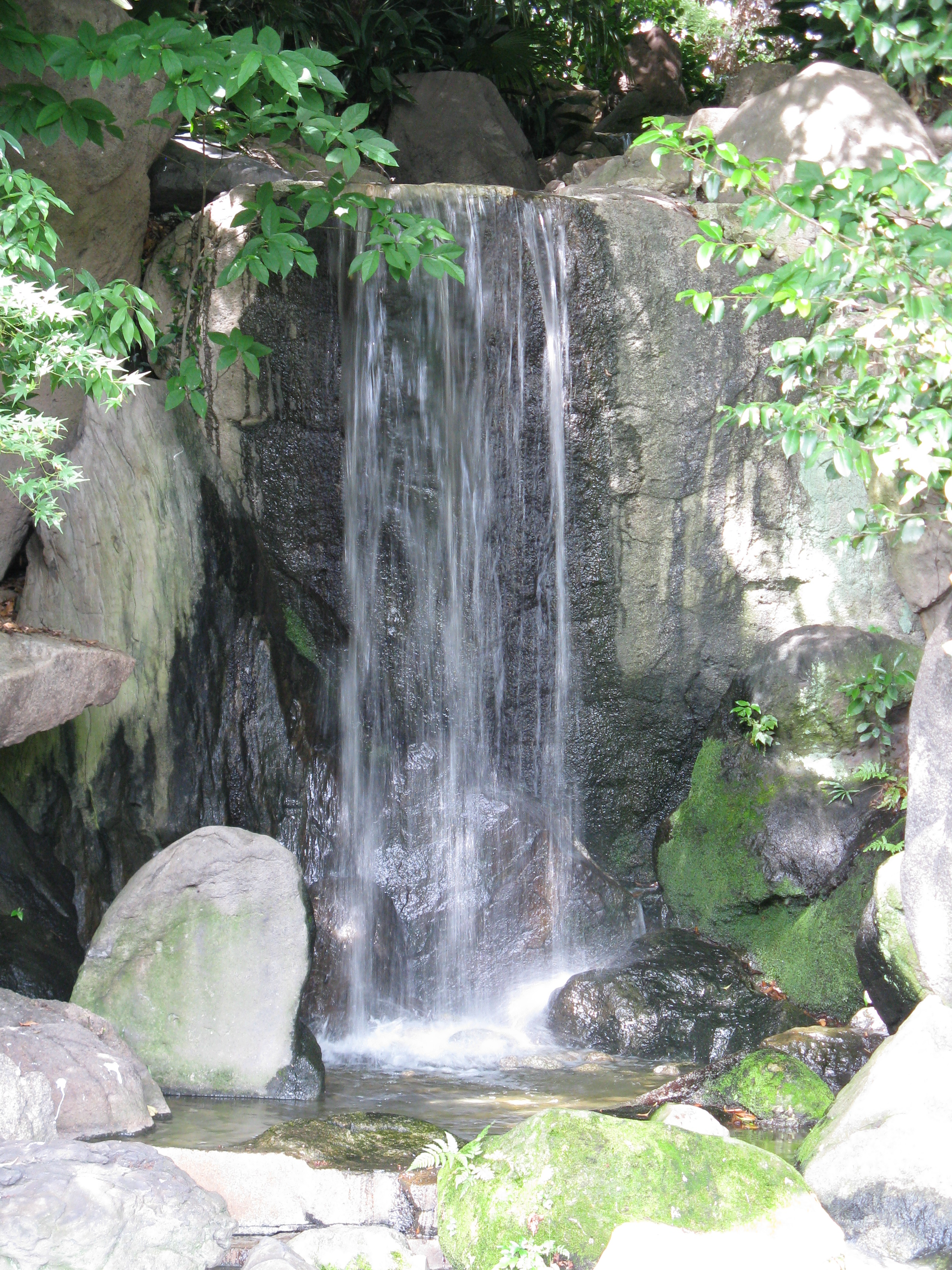
Vodopád v Keitaku-en, zahradě u města Osaka.

### Chodníky

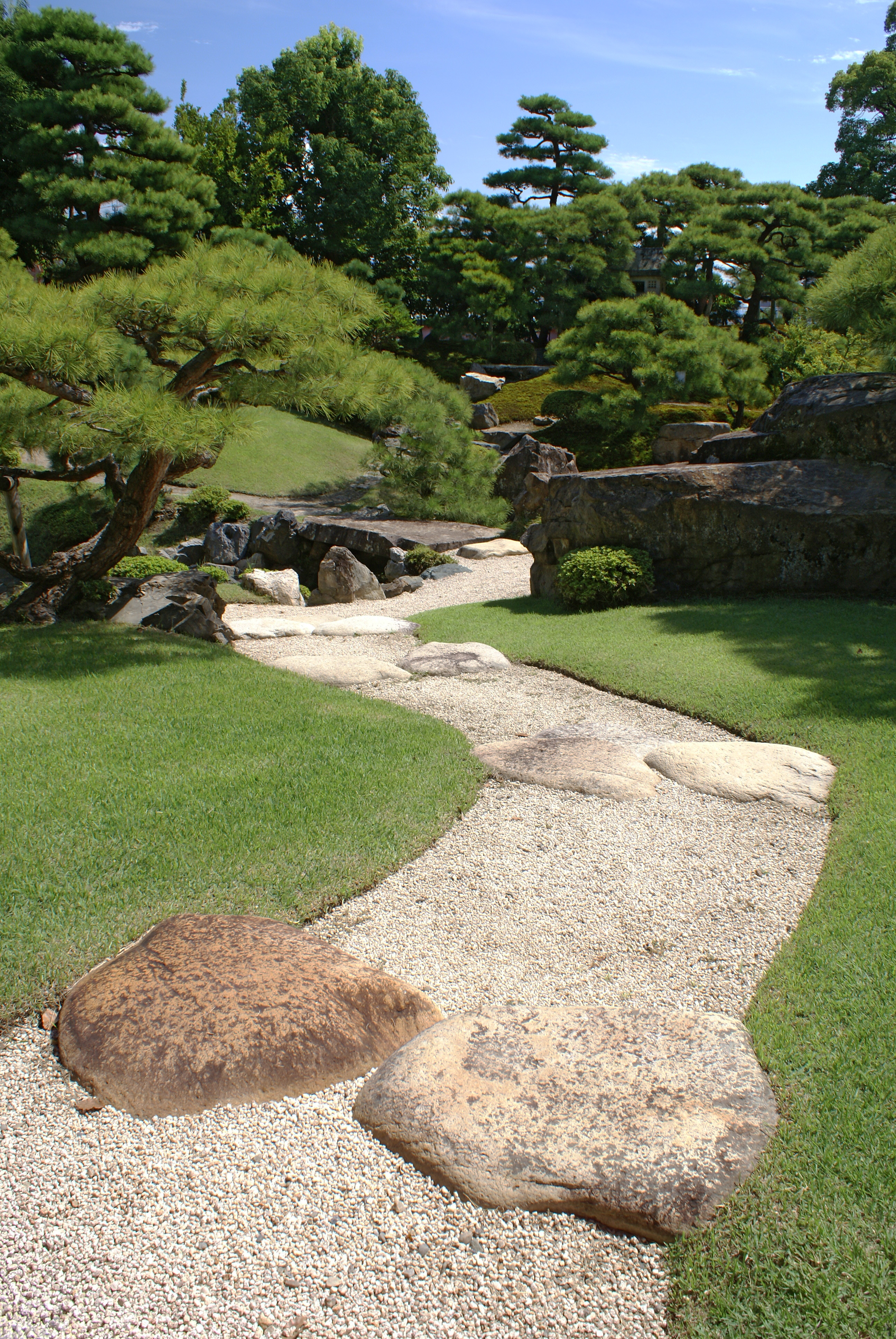
V japonské zahradě není vůbec neobvyklý chodník přerušovaný o něco většími kameny než třeba šlapáky tvořící cestu. Taková místa ukazují návštěvníkovi místa k zastavení a pohledům do kompozice.

Chodníky mohou být pěšiny vytvořené udusanou hlínou, vypískované, s drobnými kameny, naznačené, dlážděné, nebo cesty vytvořené pomocí šlapáků. Obvykle s ohledem na důležitost použití a vzhled v kompozici.
Cesty vytvořené pomocí šlapáků do japonské zahrady pronikly poměrně nedávno, spolu s čajovým obřadem. Rozhodně není tato technika starší než 450 let.
Jejich užitečnost v zahradě byla brzy rozpoznána. Cílem je dosáhnout umožnění chůze v kombinaci s krásou vzhledu. Příliš křivolaké cesty bývají odmítnuty, protože působí potíže při chůzi. Je zvykem přerušit cestu kamenem o něco větším než ostatní.

### Výsadby (shokobutsu)

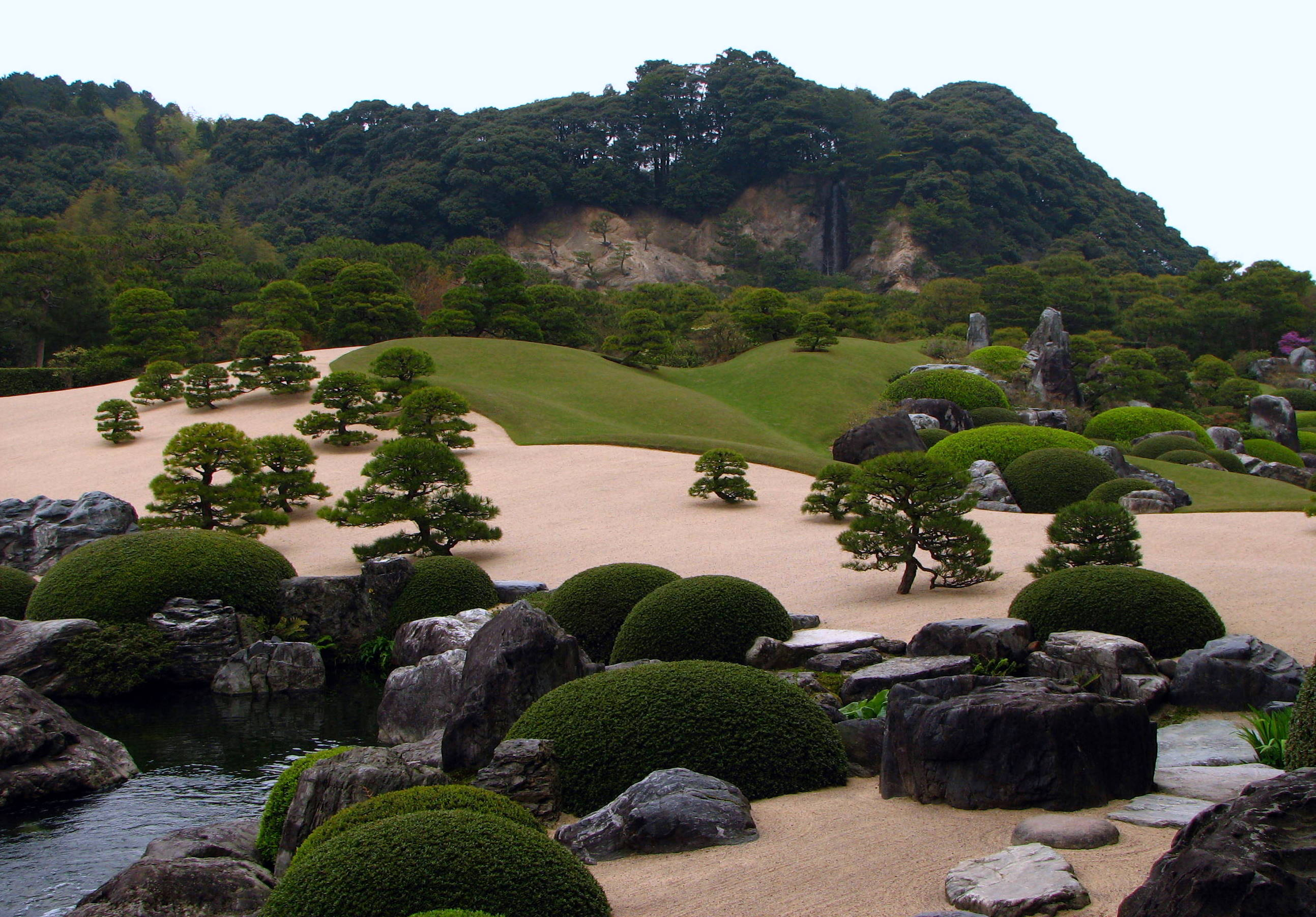
Adachi Museum of Art. Výsadby upravených dřevin jsou vhodně navázány na krajinu. Součástí kompozice jsou vypůjčené scenérie.

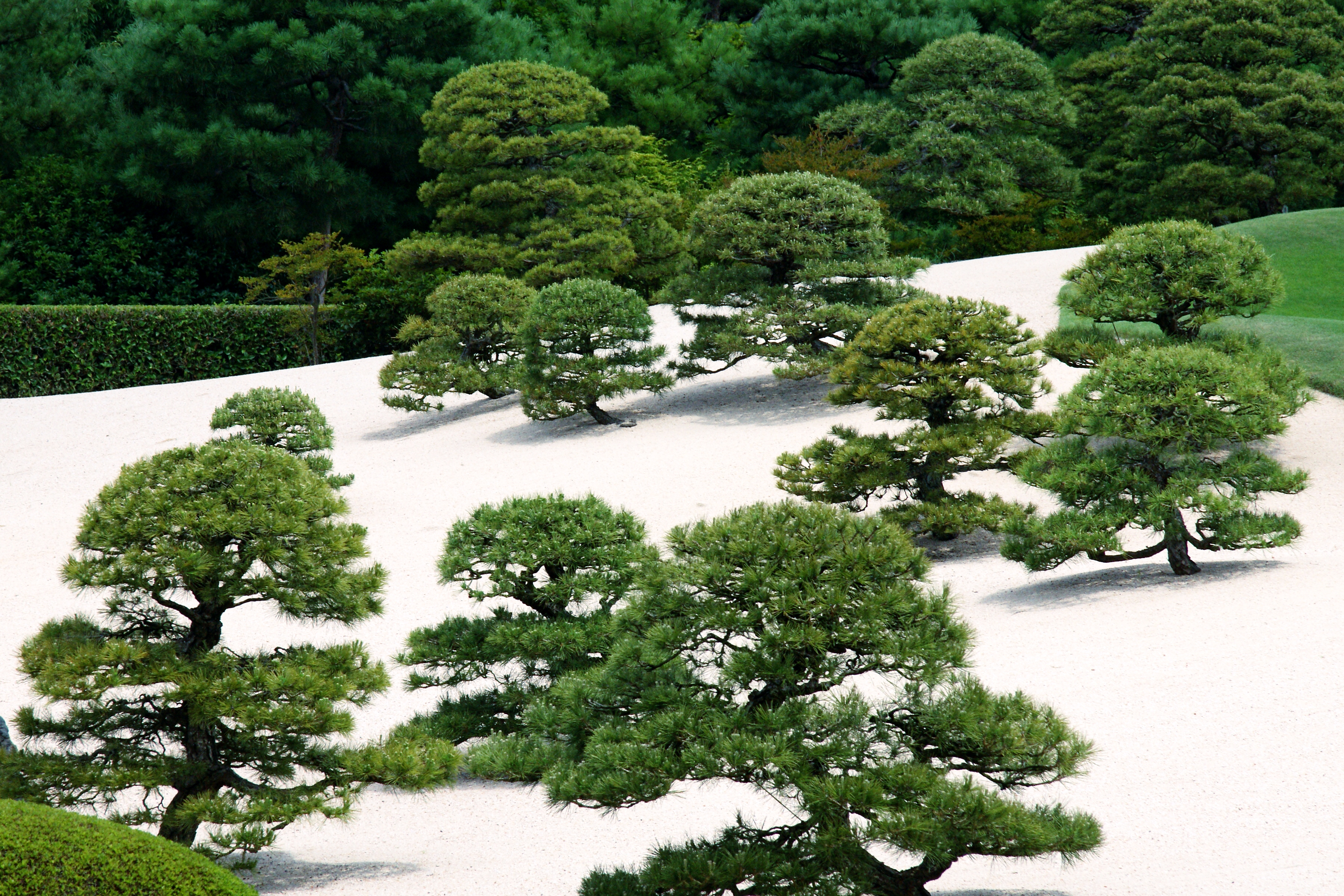
Upravované dřeviny v Adachi Museum of Art, zblízka.

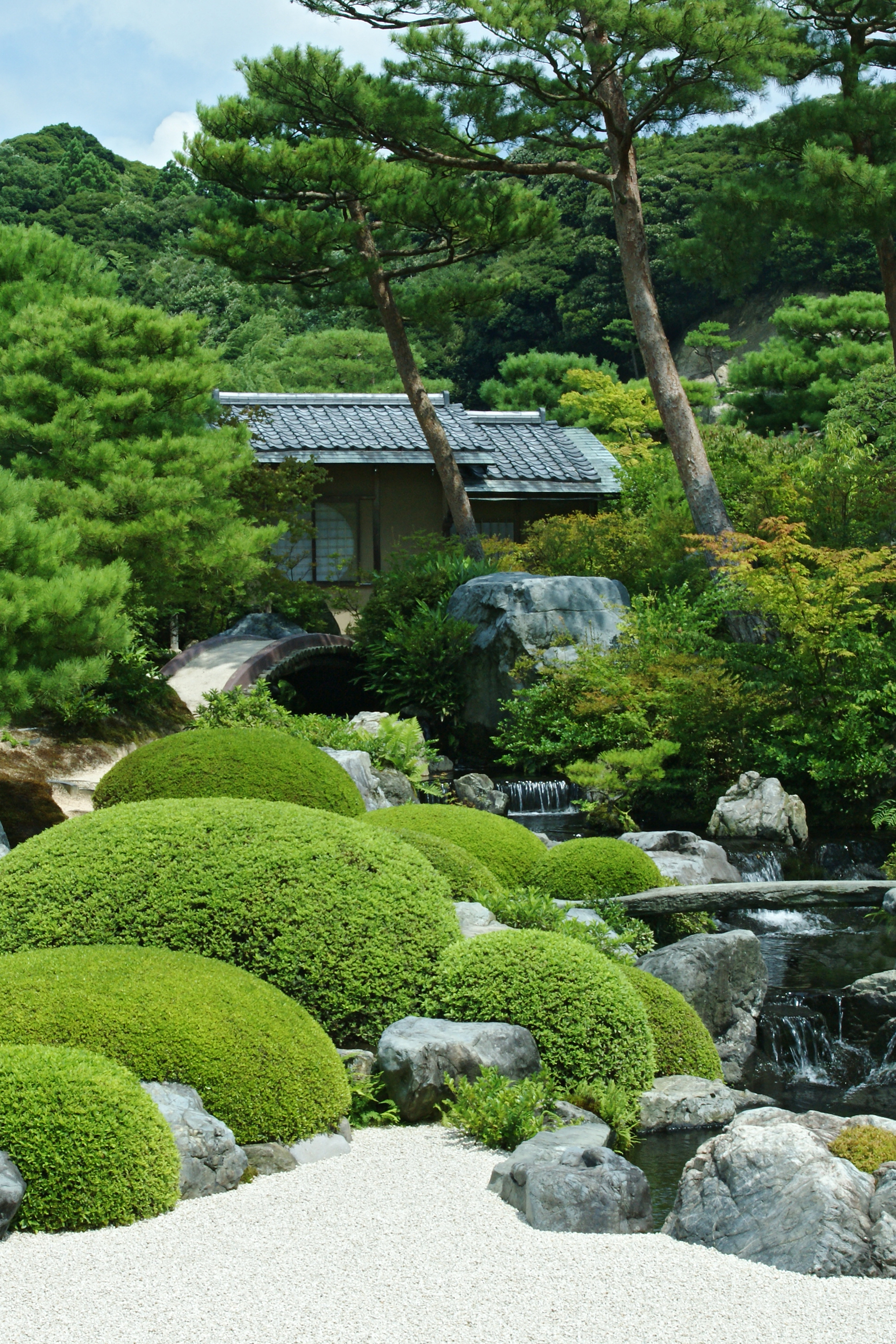
Soulad pravidelně řezaných a spíše méně udržovaných dřevin je ve vhodně skladbě kompozice (popředí, pozadí) a vhodném výběru druhů rostlin.

Zatímco kameny jsou v zahradě primárními prvky, rostliny jsou spíše doplňky kompozice. Zatímco kameny představují neměnnou trvalost, stromy, keře, trvalky a pomáhají dotvořit kompozici v daném ročním období. Starší zahradní styly japonské zahrady pomocí použitých rostlin vykouzlily poetické konotace nebo napravit geomantické nedostatky, ale tyto úpravy již mají jen malý význam.
S nástupem vlivu zenových zahrad trvalky a trávy přestaly být používány. Tradičně omezená paleta rostlin a materiálů se v moderním Japonsku opět rozšiřuje. Některé stromy a keře okamžitě připomenou tradiční japonskou zahradu (borovice, bambus, třešně, javory, apod.) Mech je často používán pro naznačení, že zahrada je starověká. Mnohé rostliny jsou vybrány pro jejich náboženskou symboliku, například lotos, posvátná rostlina v buddhistickém učení, nebo borovice, představující životnost.
Dřeviny i byliny byly v japonské zahradě pečlivě vybírány pro jejich olistění a kvetení. Ozdobné dřeviny jsou seskupeny do zajímavých scén. Během růstu jsou upravovány, technikou zvanou niwaki, která dá dřevinám další malebné tvary, aby vypadaly více starobylé. Někdy jsou ohýbány a prořezávány s cílem poskytnout lepší stíny nebo odrazy ve vodě. Velmi staré borovice jsou často podporovány dřevěnými oporami nebo jejich větve jsou svazovány, aby nebyly poškozeny pod tíhou sněhu.
Za zmínku stojí, že v každé klasické japonské zahradě je mezi dalšími, které jsou méně významné, jeden strom, který je nazýván „Hlavní strom“, shojin boku. Je to obvykle borovice nebo dub, dobře rostlá dřevina, obklopená dalšími stromy, bohatě olistěnými. Další strom bývá nazýván „Dokonalý strom“, keiyo boku, je však druhořadého významu. Jeho kmen, větve a listy bývají nějak specificky zajímavé.
„Strom samoty“ (sekizen boku) může být buď solitéra, nebo strom ve skupině, ale musí mít vždy husté olistění, aby dal zamýšlený stín a vytvořil pocit odloučenosti v zahradě. „Kruh vodopádu“, takigakoi, sestává z malého počtu nízkých stromů nebo dokonce keřů. Bývají zasazeny kolem vodopádu takovým způsobem, že ukrývají kaskádu příliš přímočarému pohledu. Strom „Nastavení slunce“ (sekiyo boku) je vysazen v pozadí zahrady. Strom je umístěn na západní straně, protože jeho smyslem je zastínit zahradu od přímých paprsků. Nejlepší strom tento účel je obvykle javor nebo další strom s červenými listy, který by měl při podvečerním osvětlení sluncem hezký efekt. Někdy bývá nahrazen třešněmi a slivoněmi. Další druh stromu bývá nazýván „perspektivní sosna“, mikosimatsu, protože je používán pro efekt optického prodloužení vzdálenosti a přirozeně proto bývá umístěna v zadní části zahrady nebo na místě částečně skrytém. „Rozevřená sosna“ (Nagashi matsu) je strom, u nějž se větve klenou přes potok nebo jezero. Je to obvykle soliterní stálezelený strom.
V pozdní části 16. století bylo v japonské zahradě vyvinuto nové umění o-karikomi, technika stříhání keřů do kuliček nebo zaoblených tvarů, které napodobují vlny. Podle historických pramenů bylo toto umění vyvinuto Kobori Enshu (1579–1647), a bylo nejčastěji používané na keře azalky. Bylo podobné, úpravě topiary v zahradách v Evropě, ovšem evropské topiary zahrady se snažily upravit stromy do tvarů geometrických pevných objektů, zatímco o- karkikomi se snažilo keře upravit tak, aby vypadaly téměř jako kapalina nebo plynoucí přirozené tvary. To vytvářelo uměleckou hru světla na povrchu keře, a podle zahradního historika Michela Baridona, „to také přineslo do hravý pocit dotýkání se věcí“.
Nejčastějšími stromy a rostliny nalezené v japonských zahradách jsou azalka (tsutsuji), kamélie (tsubaki), dub (kashiwa), japonská meruňka (ume), třešně (sakury), javor (momidži), vrba (janagi), ginkgo (ičó), japonský cypřiš (hinoki), japonský cedr (sugi), borovice (matsu) a bambus (take).

### Ornamenty (tenkebutsu)

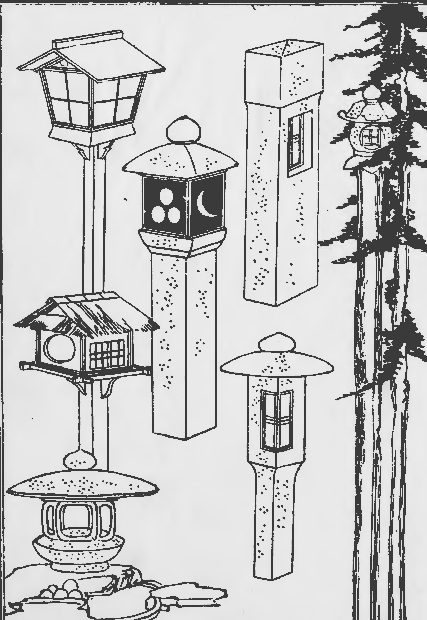
Příklady používaných luceren.

V západní kultuře jsou s představou japonské zahrady spojován obrázek kamenné lucerny. I když to může být krásný sochařský prvek, není opravdu nutným zahradním prvkem. Ovšem neexistuje žádný zjevnější způsob, jak naznačit, že zahradní úprava kopíruje styl historické japonské zahrady než umístěním kamenné lucerny odpovídajícího tvaru. Je velmi důležité si uvědomit, že ornament je podřízen zahradě a není jiná možnost. Lucerny a nádrže by měly být použity jako architektonické akcenty a to jen tehdy, když je to nutné, aby se celková kompozici stala zajímavou. Překročení míry krásy, ba vhodnosti, nepřiměřeným ozdobením, a to nejen lucernami, ale i dalšími dekoracemi, je považováno za vulgární a za vadu krásy v japonských zahradách stejně jako v evropských kopiích; je vhodné se vyhnout takovému druhu degenerace v umění.
Japonské lucerny bývají někdy pro dobré efekty umístěny naproti nebo u vody, na vyvýšenině, na břehu, ostrově, často také blízko verandy domu. Byly používány tři základní typy luceren (s mnoha variacemi). Asuga – stylová lucerna, jež je velmi pravidelná, vzpřímená s kamennou základnou. Základem je funkce, která ji odlišuje od stylu oribe, kde je podstavec uložen v zemi. Třetí styl lucerny je yukimi, lucerna která informuje o výšce sněhu. Je postavena na nohou místo na podstavci.
Významnou vlastností luceren v japonské zahradě je, že zde nejsou umístěny pro osvětlení, ale jako dekorativní předměty. Jejich světlo je velmi omezené.
Dalšími obvyklými doplňky v klasické japonské zahradě jsou: studna s převislou vrbou, lucerna ve stromě, lucerna osvětlující vodu, zadní brána zahrady, úzké chodníky z prken, obloukovitý most s okrajem z drceného kamene, zapuštěná vodní nádrž s lucernou před ní.

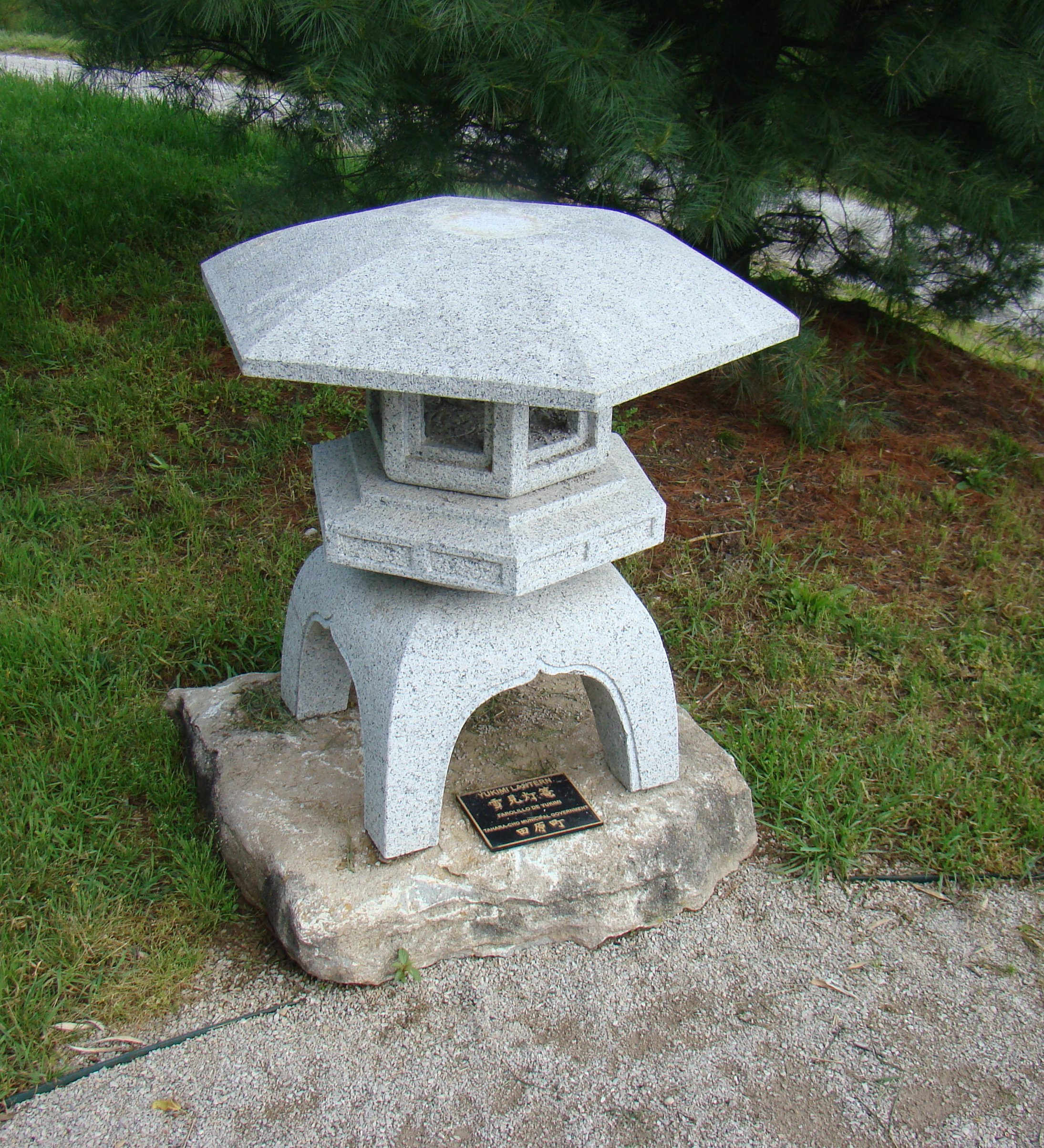
„Sněhová“ lucerna
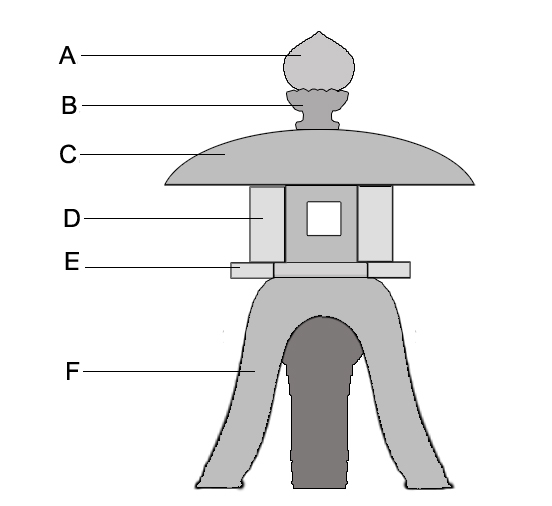
Schéma popisující části běžné japonské třínohé zahradní lucerny.
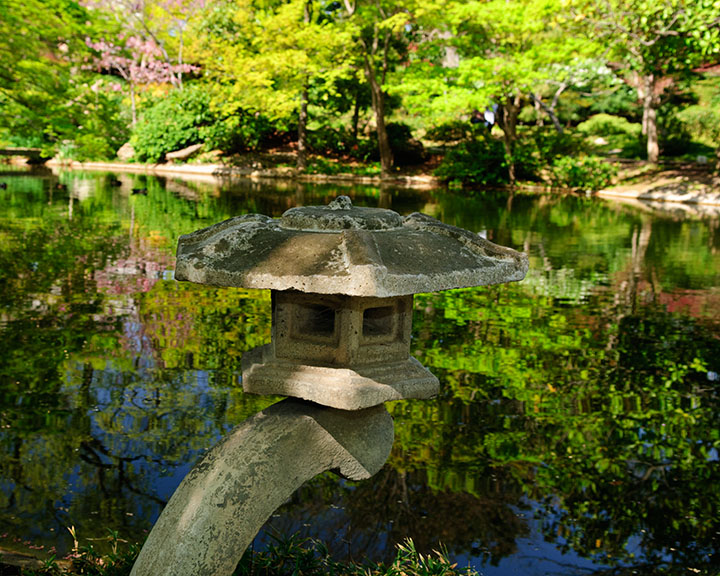

Mosty

Zahradní mosty se poprvé objevily v japonské zahradě během období Heian. V japonských zahradách nezřídka spojuje pevninu s ostrůvkem. Most zde často symbolizuje cestu do ráje a nesmrtelnosti.
Mosty byly zhotoveny z kamene nebo ze dřeva, nebo z kulatiny pokryté zeminou anebo mechem. Mohly být buď klenuté nebo ploché. Někdy byly natřené na červeno, podle čínské tradice, většina z mostů nebyla pokryta nátěrem.
Během období Edo, když byly populární velké procházkové zahrady, byly zakládány meandrující potoky a klikaté cesty, s řadou mostů, obvykle z rustikálních materiálů, kamene nebo dřeva, Tyto mosty návštěvníkům umožnily výhled na malebnou krásu zahrady.

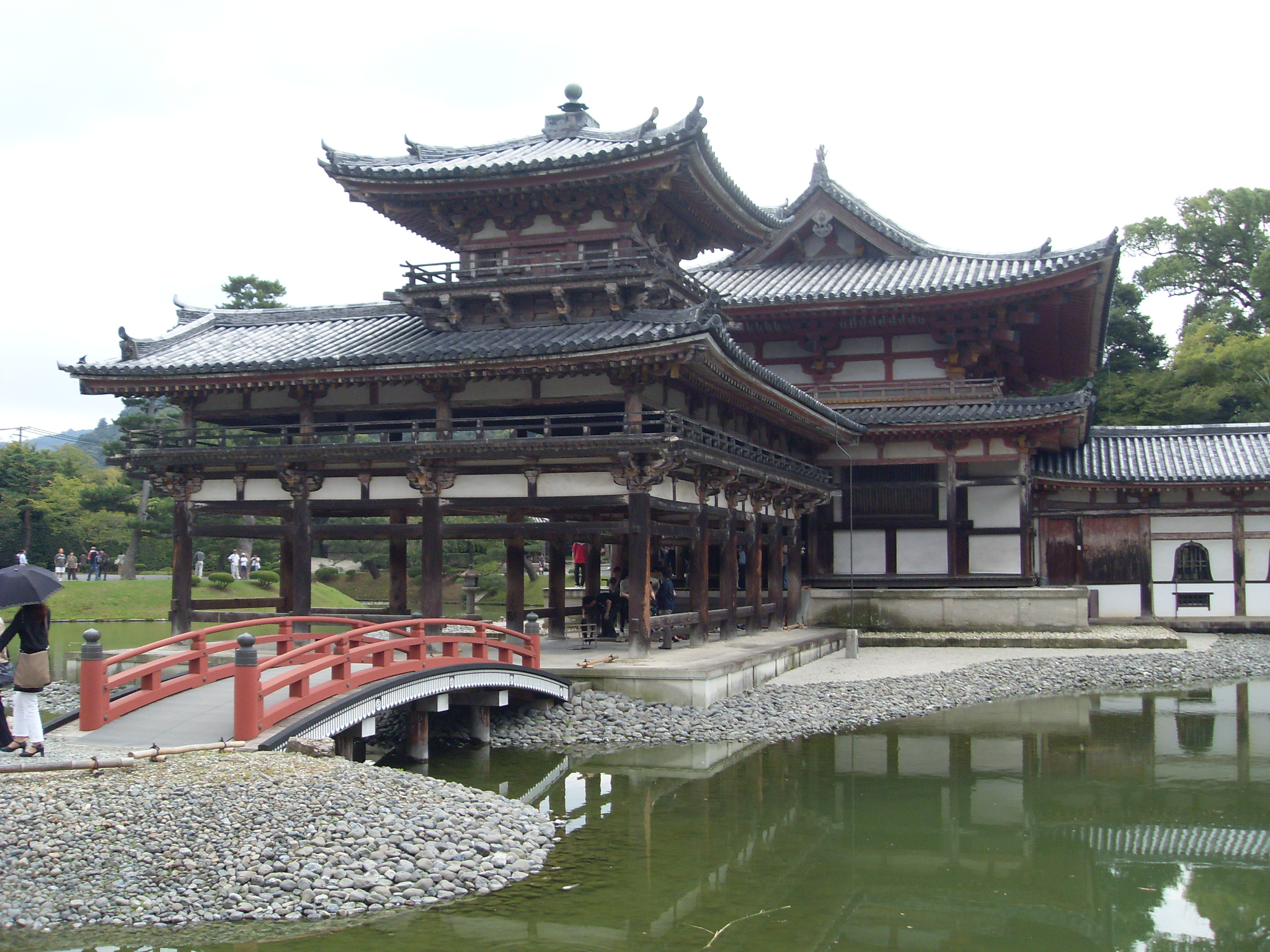
Most symbolizující cestu do ráje.
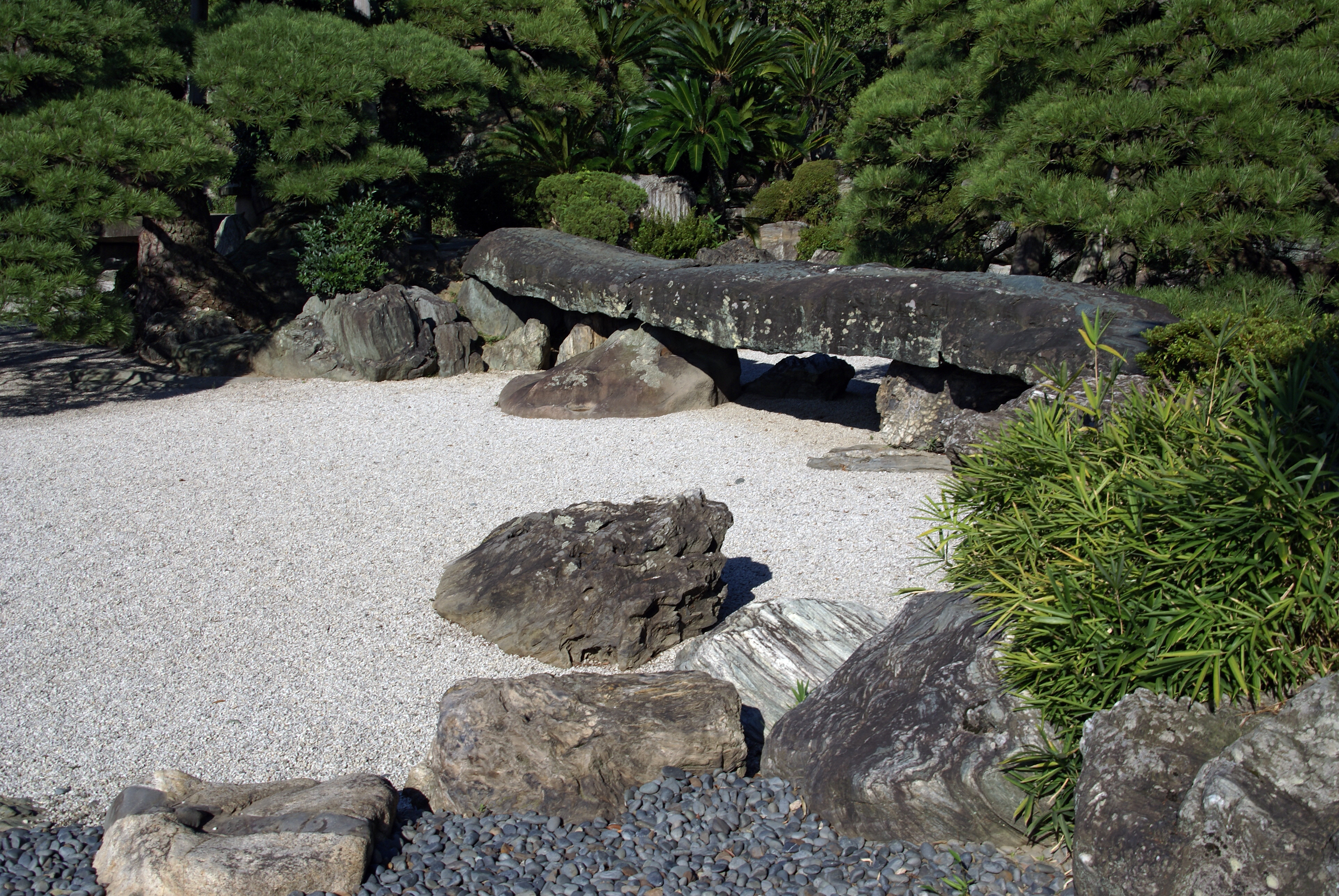
Most vytvořený ze dvou kamenů, na nichž leží třetí kámen.
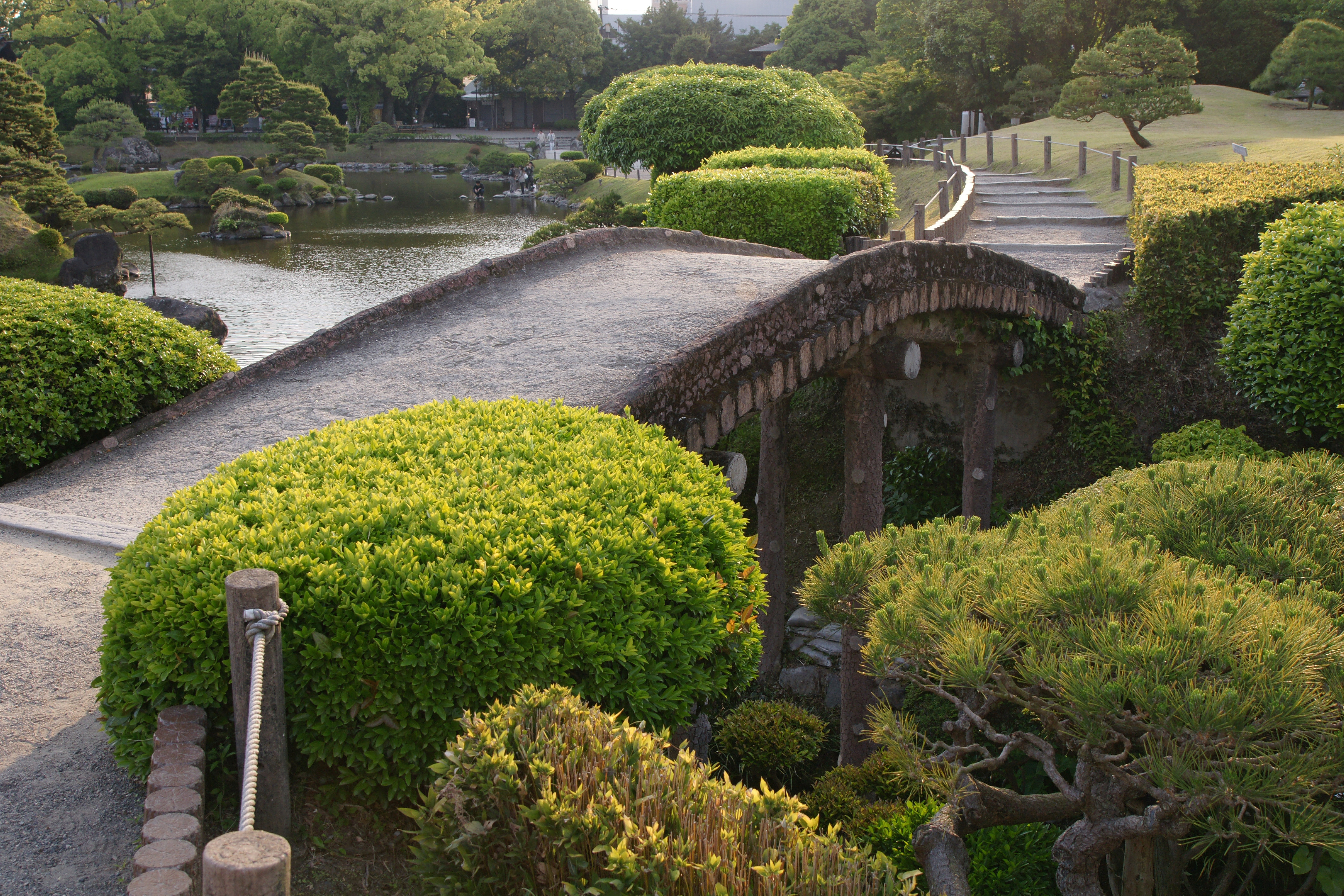
Dřevěný a kamenný most v japonské zahradě.
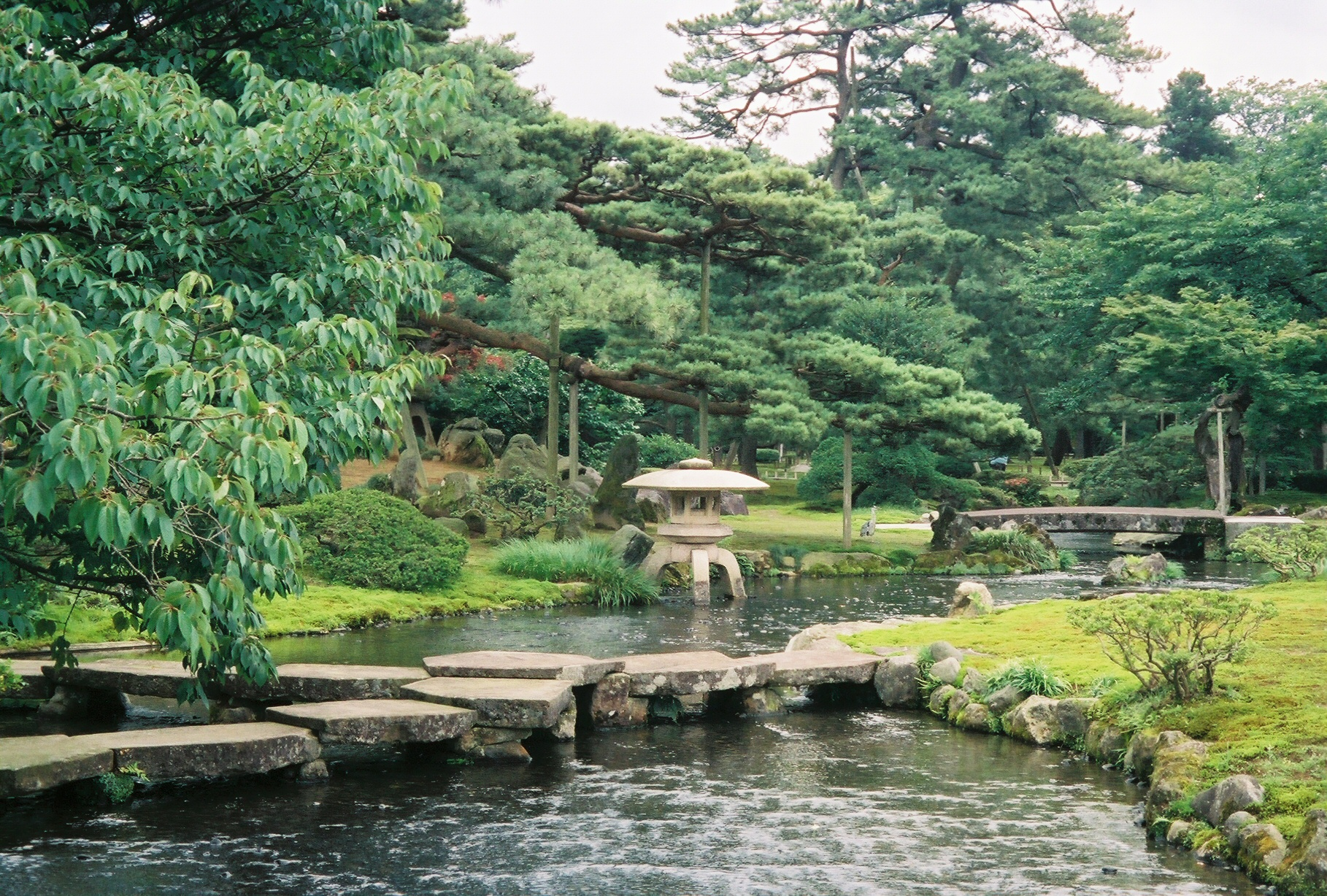
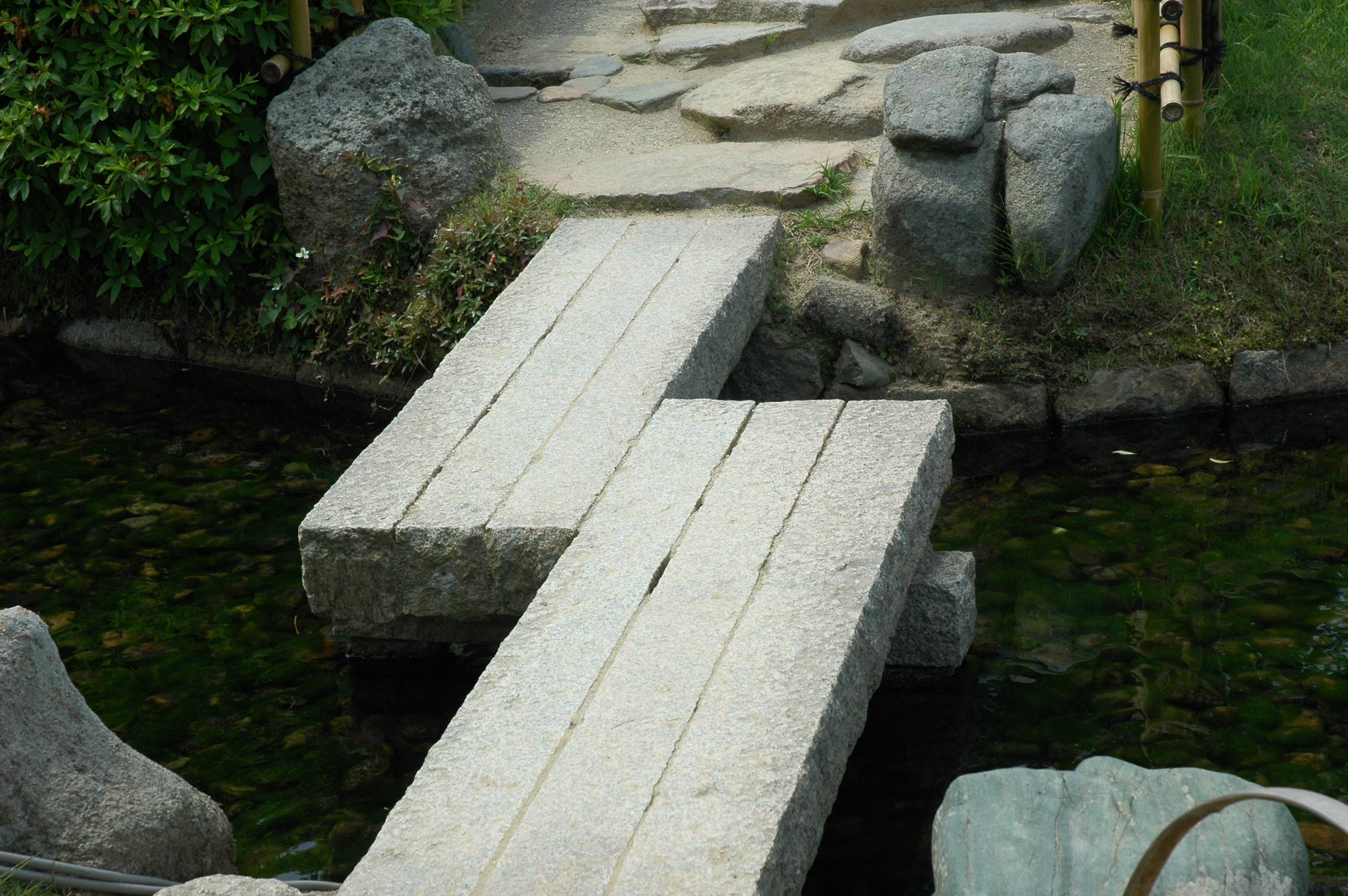
Kamenný most.
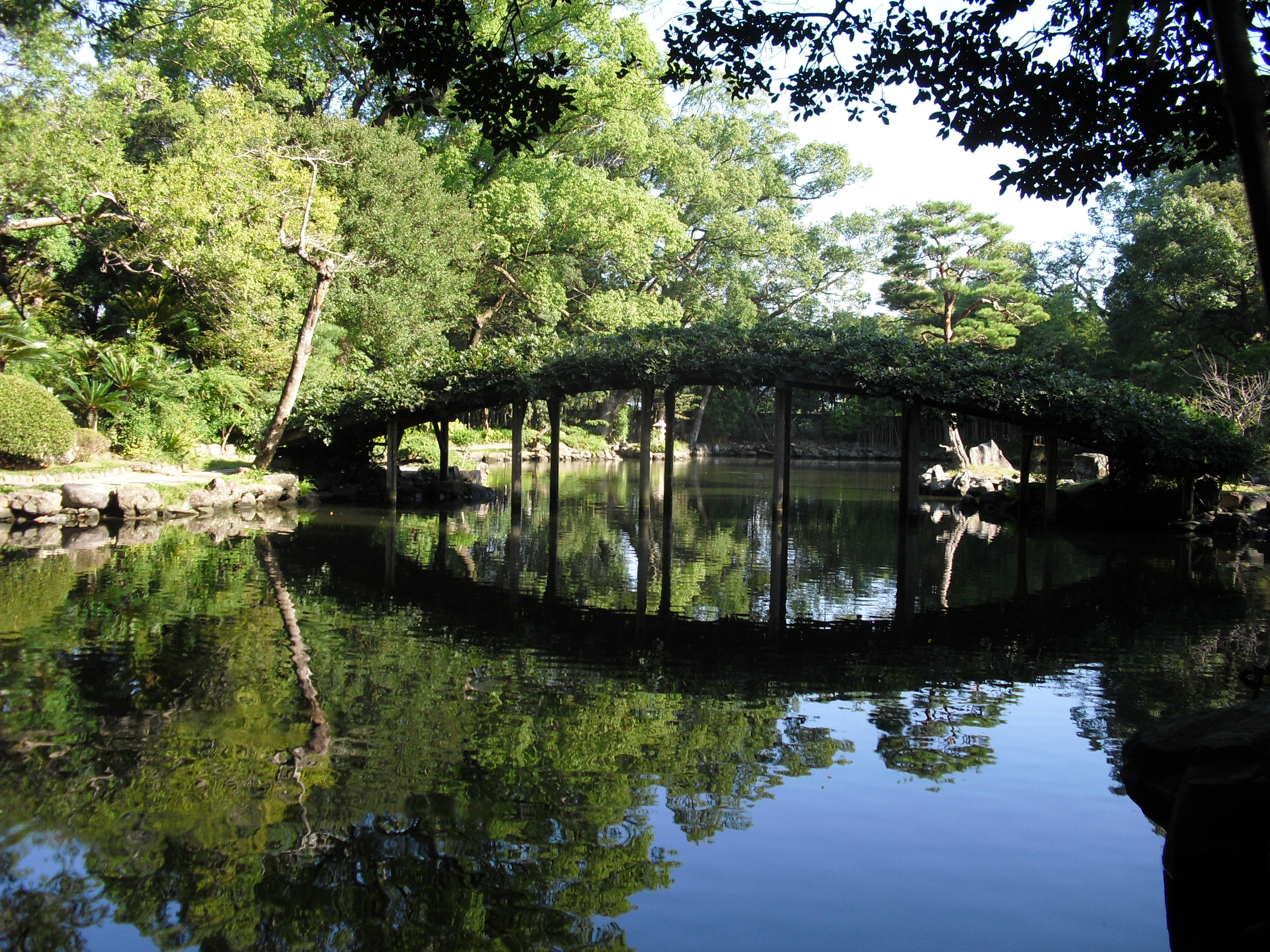
Rustikálně upravený most.
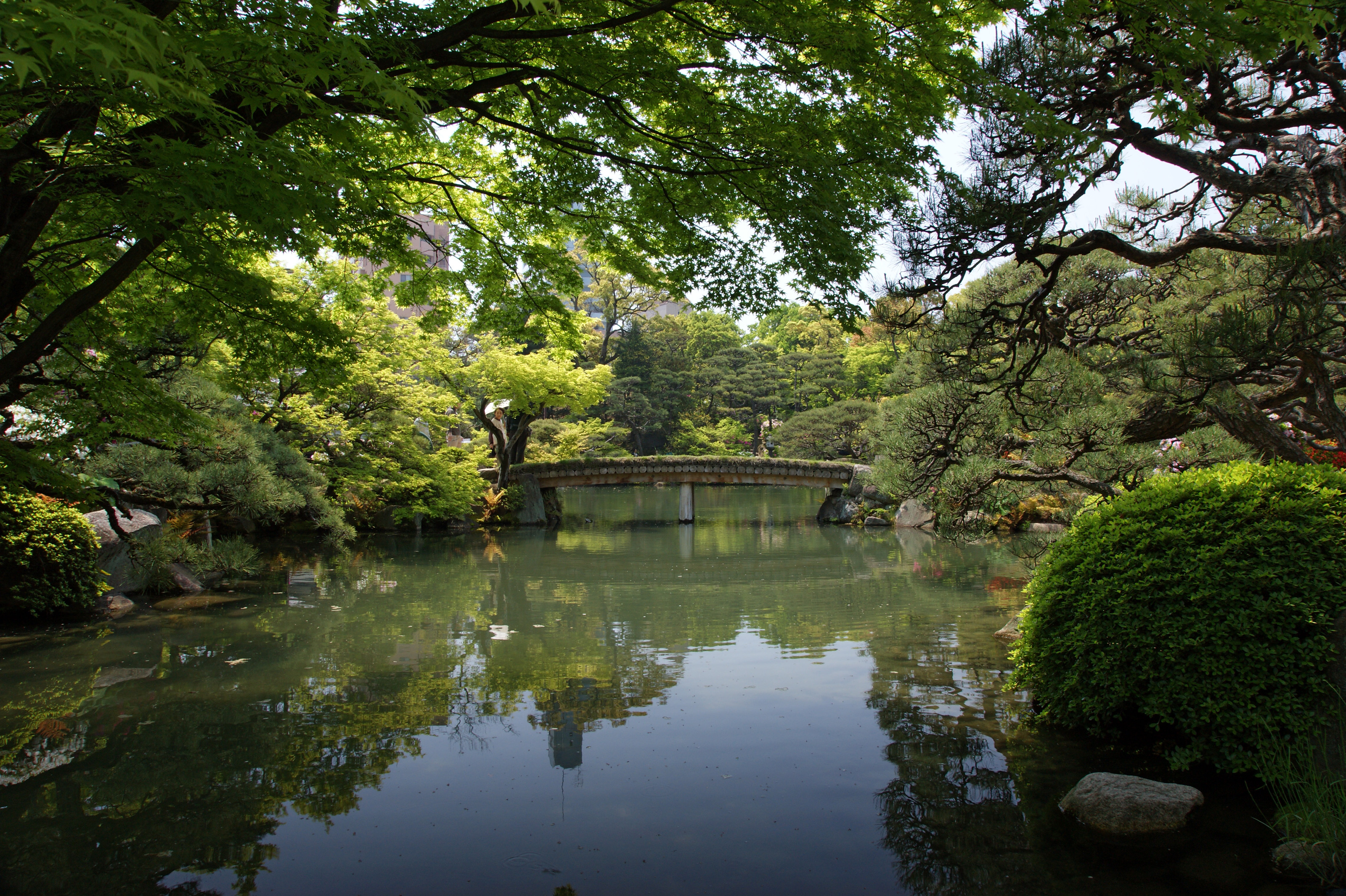
Dřevěný most pokrytý zeminou a mechem.
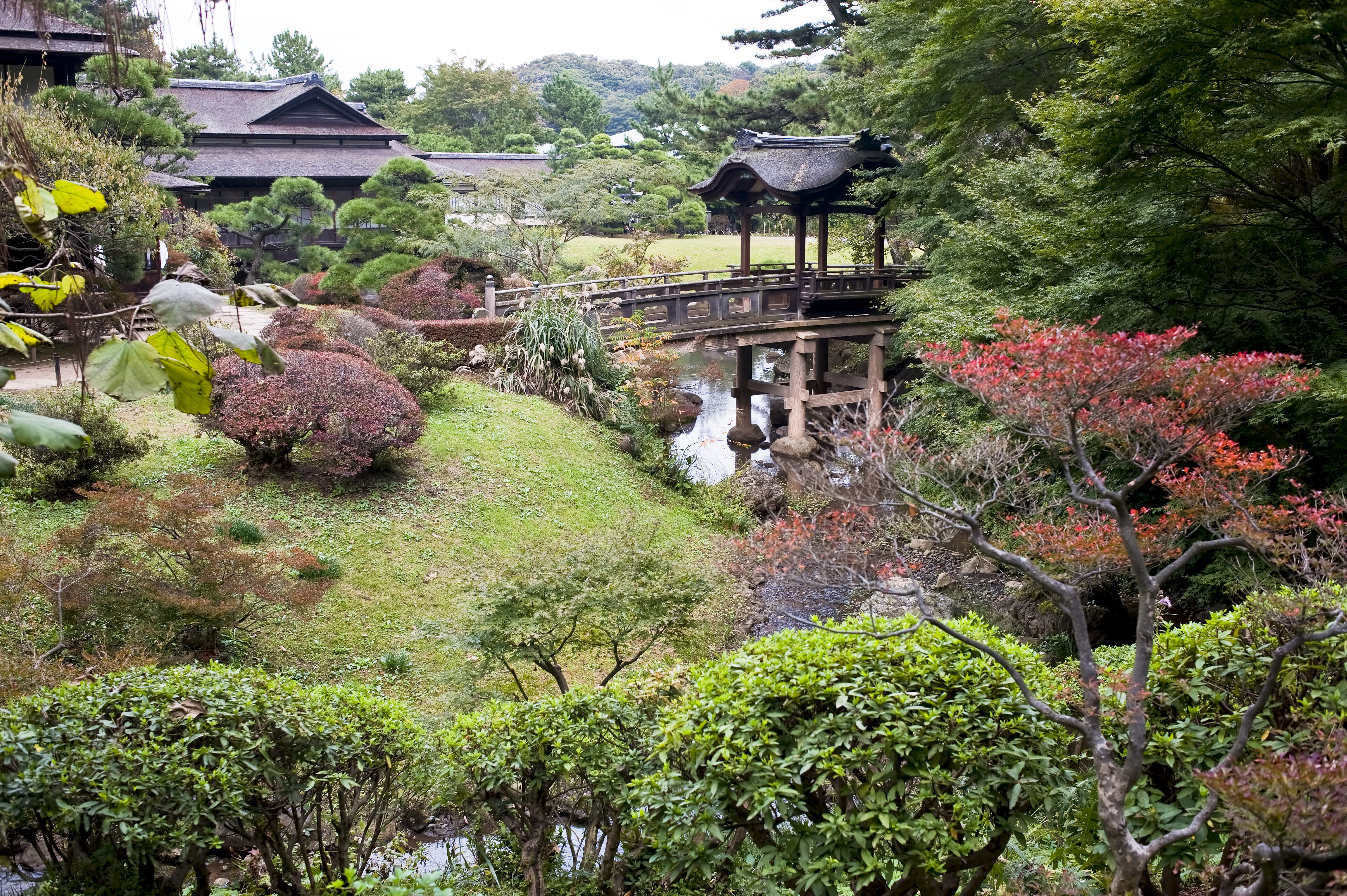
Neobvyklý krytý most.
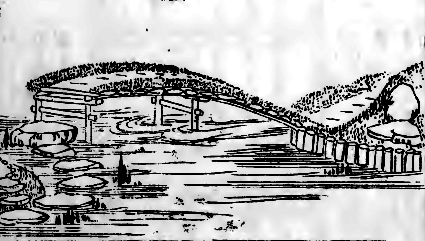
Nápaditá forma zdánlivě neúplného mostu, na který navazují kamenné šlapáky.

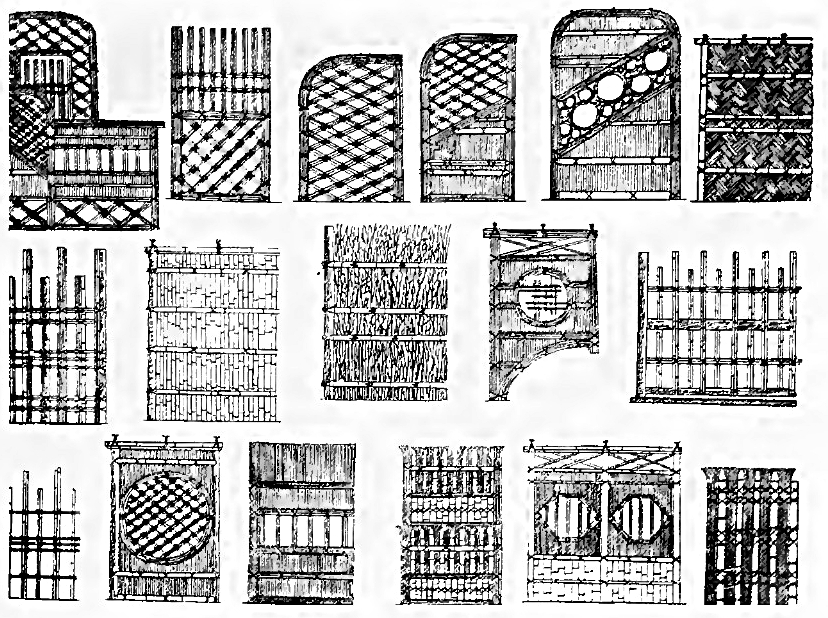
Japonské ploty, zástěny a brány, příklady.

Brány a ploty

V klasických japonských zahradách byly použity různé druhy živých plotů a plotů či zástěn z bambusu. Někdy sloužily jako ploty na hranicích pozemku, při jiných příležitostech další sloužily jako optická clona u přístřeší, zatímco v jiných případech byly použity pouze jako ozdoby. Někdy bývaly uspořádány podél vodních ploch. Takové ozdobné ploty byly obvykle z bambusu, tvořily je dřevěné rámy s proutky nebo větvovím. Šňůry a uzly byly vždy vysoce důležité. Vlákna provazů, byly použity ve vesele barevných odstínech, ačkoliv v mnoha případech se používaly popínavé rostliny.
Každá japonská zahrada je zdobena různými formami vchodů. Tyto formy se liší podle velikosti, stylu a charakteru zahrady. Místo a vzhled brány je vždy pečlivě vybrán.

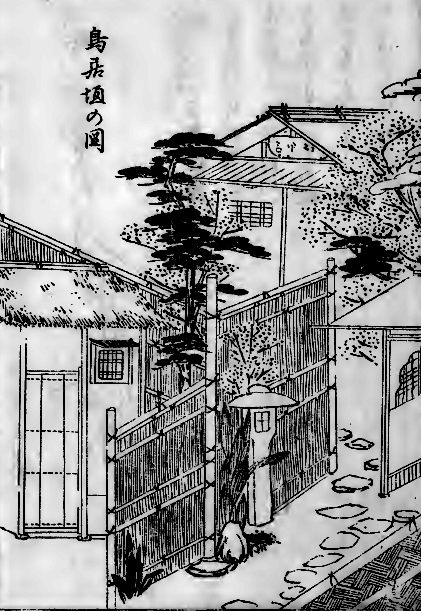
Použití bambusového plůtku.
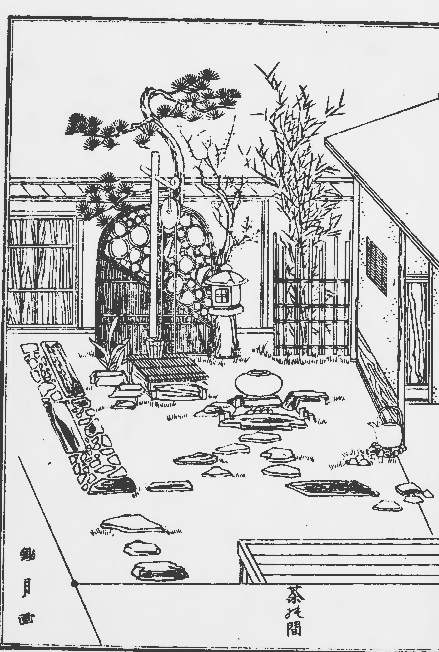
Příklad použití zástěny u odpočivadla.

## Rozdíly mezi evropskými a japonskými zahradami

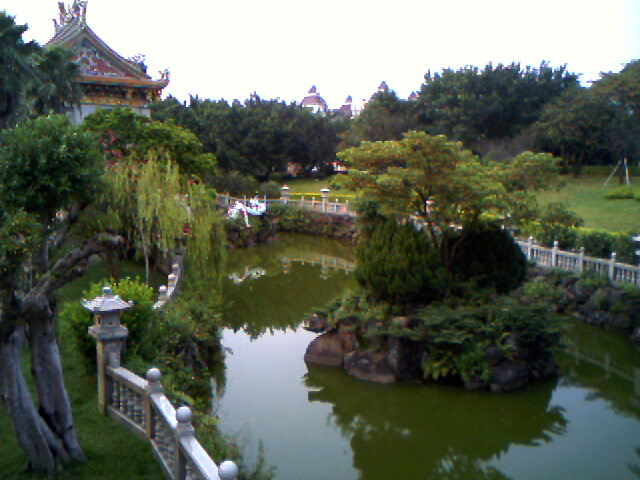
Japonské zahrady vždy byly více či méně kopiemi čínských zahrad. Tradiční čínská zahrada v Linkou.

Žádný evropský styl zahrad nepracuje s geomantií, energiemi, a s výjimkou římských zahrad a středověkých zahrad ani s démony a duchy (případné sochy i symboly představují pouze obrazy, nikoliv náboženské artefakty sloužící k obřadům).
Architektonické styly svojí ohromující velikostí ukazují movitost majitele, dokonalými geometrickými liniemi, symetrií jsou někdy vyjadřovány znalosti a schopnost vnutit přírodě nepřirozené tvary. Někdy bývá symetrie chápána i jako rafinovaná krása. Zahrady jsou ploché nebo terasovité. Umělost a dokonalost je jedním z ideálů krásy. Přísné tvary topiary jsou považovány za krásné. Opakování, stejnost, výsadba dokonale pravidelných stromů, například v aleji, jsou vnímány jako ideál krásy. Pokořenou krajinu mění v idealizované lány polí se stříhanými keři symbolizujícími armády. (Repton) Zelené hradby živých plotů z přísně stříhaných dřevin slouží jako opona pro politické pletichy a sexuální rozptýlení. Partery francouzských zahrad používají plochy pečlivě umístěného štěrku, písku a oblázků bez rostlin, ale je zde výrazná odlišnost od karesansui. Architektonické zahrady často počítají s určitými body pohledu, z kterých je dokonalá symetrie zřejmější. Středověké zahrady a také parky do 18. století byly obezděné, tak jako japonské zahrady. Klášterní zahrady pracovaly s náboženskými (křesťanskými) symboly.
Anglické parky, přírodně krajinářské parky vychází v mnoha směrech z ideálů čínských zahrad. Jsou nepravidelné, preferují více či méně malebnost. Ohromující velikost zobrazených pozemků zůstává ideálem, doplněny jsou malebné scenérie, romantické a atraktivní prvky, často neúčelné, někdy dětinské a provedením i směšné. Přírodně krajinářské zahrady jsou uspořádány tak, aby podobně jako v čínské zahradě pozorovatel viděl upravené kompozice, které se mění. Přírodně krajinářské parky mají ideál zvlněné nebo kopcovité krajiny, podobně jako některé japonské zahrady. Podobně jako japonská zahrada používá nebo napodobuje přírodní vodní toky a prvky. Doplňkem některých parků byly skalky, úseky obnažených skal s výsadbou horské nebo suchomilné květeny napodobující některá přírodní stanoviště. Úprava skalky je sbírkou suvenýrů nebo botanickou sbírkou. Nemá ambice karesansui.
Venkovské zahrady (počátek 20. století) mohou být srovnávány s wabi sabi japonských zahrad. Venkovské zahrady často používají mnoho květin a různých kvetoucích dřevin. Ve své nejdokonalejší podobě mohou být konkurencí japonských čajových zahrad vyváženou nevtíravou barevností a jednoduchým půvabem použitých prostých objektů. Obvyklé provedení v mnoha případech ale dopadá jako kýč, zahrada je však často doplněna nevhodnými atraktivními rostlinami, „sbírkou“ forem na vánočky, sádrovými soškami a zmenšenými napodobeninami antických, indických japonských artefaktů, případně veteší použitou jako květináče. Výsledek odpovídá tvůrci zaměřenému na formu, části a detaily, nikoliv na harmonii celku a výraz.
Přírodní zahrady jsou vytvářeny jako smysluplný prostor pro symbiózu člověka a přírody nebo pro poznávání a zachování prostředí pro místní rostliny a živočichy. Symbolika a filosofie japonských zahrad je v tomto srovnání pouhou hrou.
Japonské zahrady jsou nepravidelné, někdy rustikální, wabi sabi je naprostým opakem ideálů architektonické krásy. Nepracuje nikdy s vyjadřováním geometrie výsadbou, pravidelnost považuje za vadu. V úpravě japonské zahradě výrazně chybí schopnost používat barvy. Filosofické kouzlo suchých zahrad v evropské nemá žádnou skutečně podobnou úpravu a ani touhu. To ovšem nelze považovat za nedostatek, spíše za důkaz jiného vnímání stejného světa.

## Rozdíly mezi japonskými a čínskými zahradami
Japonské zahrady během období Heian byly modelovány podle čínských zahrad té doby, ale v období Edo už byly zřetelné rozdíly. Ačkoliv mají čínské a japonské zahradní úpravy zcela zjevnou podobnost v použití prvků, jsou zde rozdíly ve způsobu použití. Celý proces formování japonských zahrad se pak nejvíce odráží ve vývoji procházkových zahrad.
Architektura – čínské zahrady mají budovy v centru zahrady, zabírají velkou část prostoru zahrady. Budovy jsou umístěny vedle nebo nad hlavní nádrží vody. Zahradní stavby jsou velmi komplikované, s velkou architektonickou výzdobou. V pozdějších japonských zahradách jsou stavby daleko od sebe, bez vodní nádrže, a budovy jsou jednoduché, s velmi malou výzdobou. Stavební prvky, budovy, v japonské zahradě jsou z velké části nebo částečně skryty.
Použití kamenů – v čínské zahradě, a to zejména v období dynastie Ming, byly kameny vybírány pro své mimořádné tvary nebo podobnost se zvířaty nebo horami a použity pro dramatický efekt. Byly často hlavními prvky zahrady. V pozdějších japonských zahradách kameny byly menší a v umístění byly více fyzicky integrovány do zahrady.
Bod pohledu – čínské zahrady v daném období byly navrženy tak, aby nejlepší bod pohledu byl z interiéru budovy (několik pohledů pomocí otevřených stěn), galerií a pavilonů ve středu zahrady. Pozdější japonské zahrady jsou navrženy tak, aby být vidět zvenčí, nebo z cesty vinoucí se zahradou v procházkových zahradách. Zcela výjimečné jsou v tomto ohledu japonské kamenné zahrady viděné z jediného bodu.
Mořské krajiny – čínské zahrady byly inspirovány čínskými krajinami z vnitrozemí, zejména čínskými jezery a horami, zatímco japonské zahrady často používají miniaturní scenérie z japonského pobřeží. Japonské zahrady tak často obsahují bílý písek nebo oblázky z pláže a kameny připomínající útesy, jež se zdají k být obklopeny vlnami, které jen zřídka objevují v čínských zahradách.

## Výhrady proti kopiím japonských zahrad vzahraničí
V knize o japonských zahradách z počátku 20. století od paní Basil Taylor srozumitelně vyjadřuje hlavní výhrady proti smyslu a častém provedení kopií japonských zahrad. Kdekoli byly nějaké myšlenky převzaty z Číny a zahrnuty do architektury jiné zahrady procesem „laskavého přizpůsobení“, už nejsou cizozemské, ale nevymezitelné. Je popisován velmi známý příběh nejlépe dokreslující takové tvrzení: Jeden bohatý člověk v Anglii vystavěl, za vysokou cenu, něco co sám pokládal za japonskou zahradu. Byly zde bizarně zastřižené stromy, kamenné lucerny, zchátralá pagoda, rozvrzaný a nejistý obloukovitý most položený napříč nepravidelně vedeným tokem vody. Pyšně pak majitel pozval japonského džentlmena, který chválu místa nevinně shrnul s konvenční zdvořilostí slovy:„To je opravdu úžasné. Nikdy jsem neviděl nic takového, jako je toto.“ Nicméně tento autor tvrdí že nevidí v japonské zahradě nic více než jistý šarm podivnosti, stěží více krásy než pouze neobvyklost. To komentuje jiný autor, že je mnoho nešťastných smrtelníků, kteří jsou otráveni takzvanou populární hudbou a nejsou ve skutečnosti schopni číst tyto básně.
Pan Josiah Conder, který je znám svou znalostí japonských zahrad se domnívá, že tyto zahrady zřejmě nemohou být převzaty další zemí a upraveny pro jiné klima aniž by nejevily příklady podivné domýšlivosti. Jsou vysloveny domněnky, zda není příčinou, že i nejpřísnější principy umění aplikované na tvorbu takových zahrad v Evropě nebo Americe, jen typicky architektonickým nebo stavebním přístupem, neobsahují základní esenci. Klidnou prosbu k srdci, aby uvážilo smísit různé a cizí umění. Naneštěstí, jsou to právě zbytečné rysy, které jsou mimo Japonsko dokonale reprodukovány, a skutečné principy, které jsou zanedbány. Autor úvahy se rovněž domnívá, že pokud by zahrady byly vytvářeny jinak, nebyly by objednatelem shledány jako dostatečně neobvyklé, snad s výjimkou krásy, odpočinku a klidu, které by mohly poskytovat.

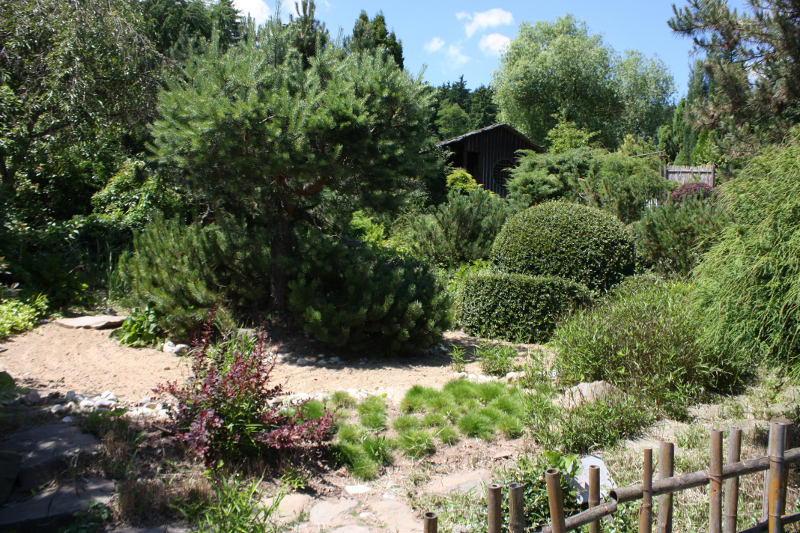
České karesansui v Borotíně.
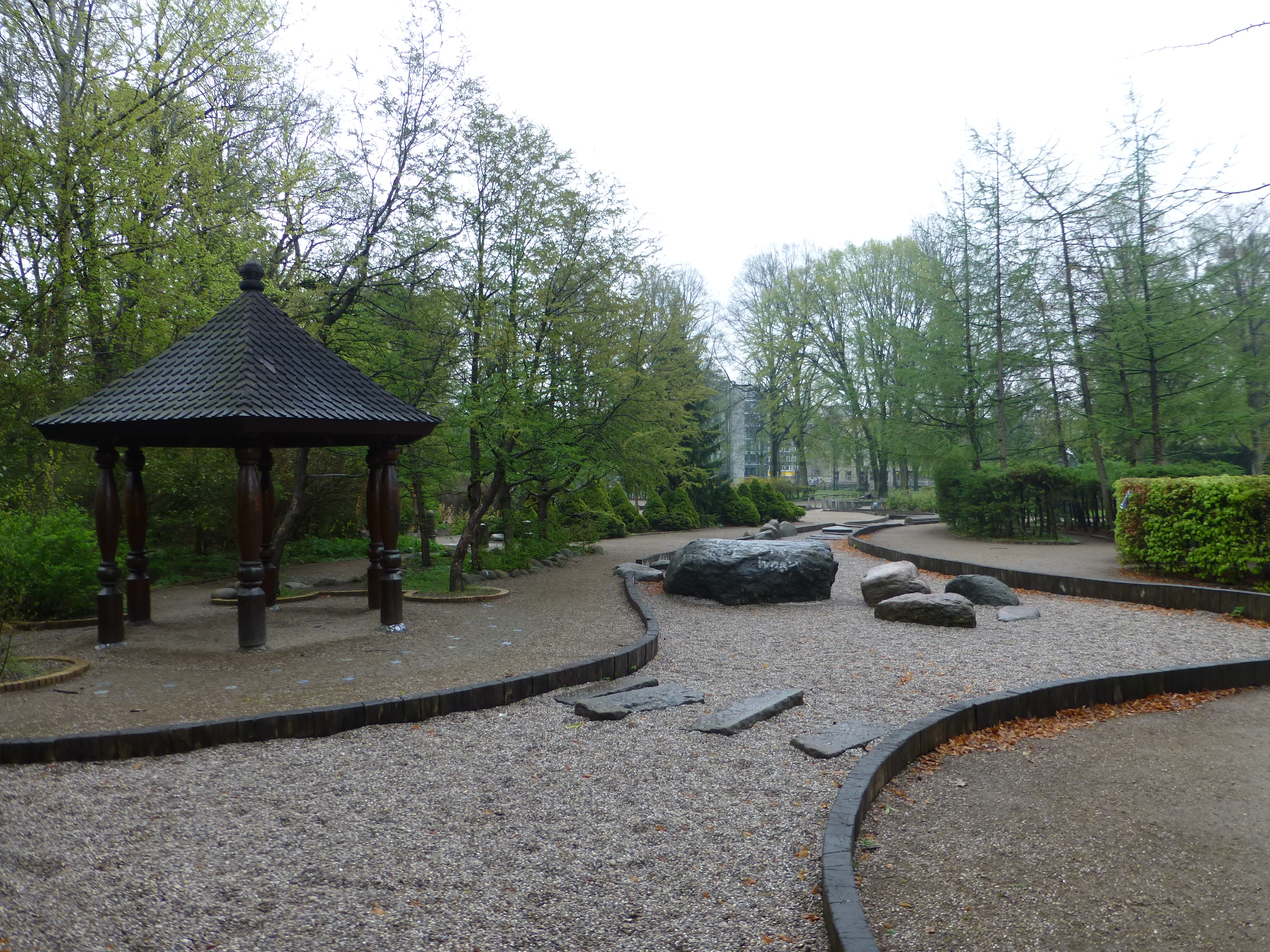
Japonská zahrada v Dánsku
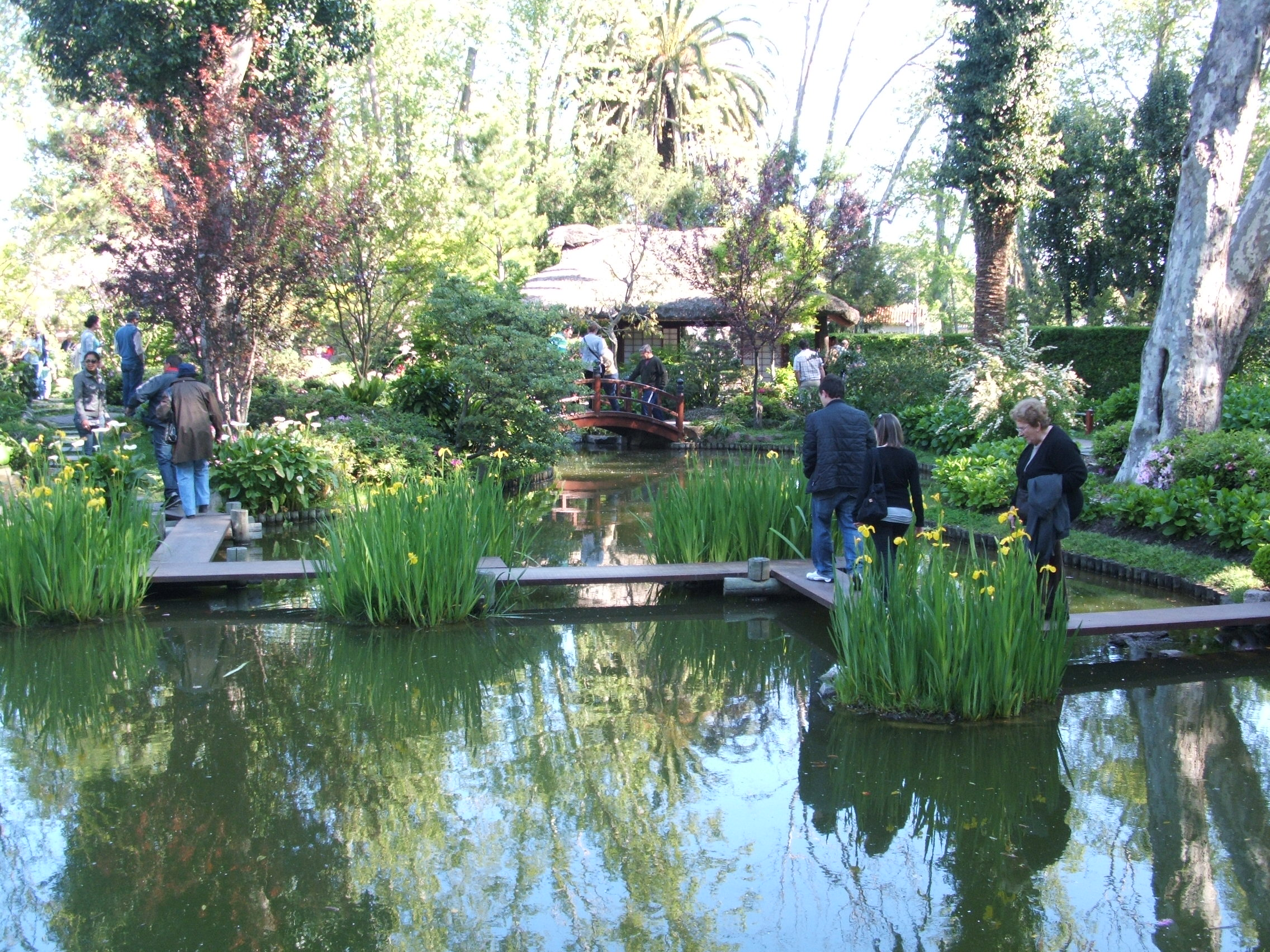
Japonská zahrada v Montevideu
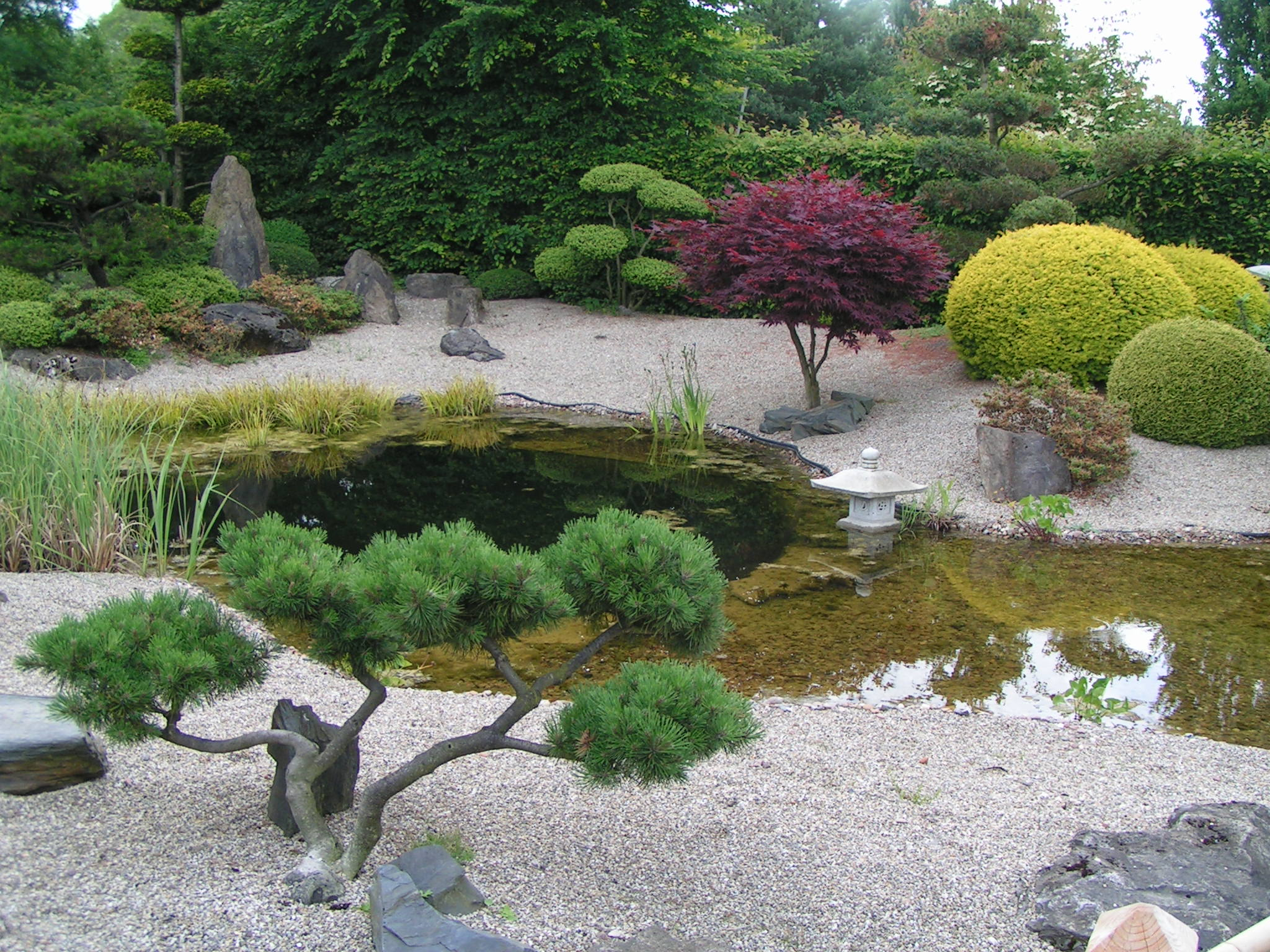
Japonská zahrada v Postupimi (Německo)
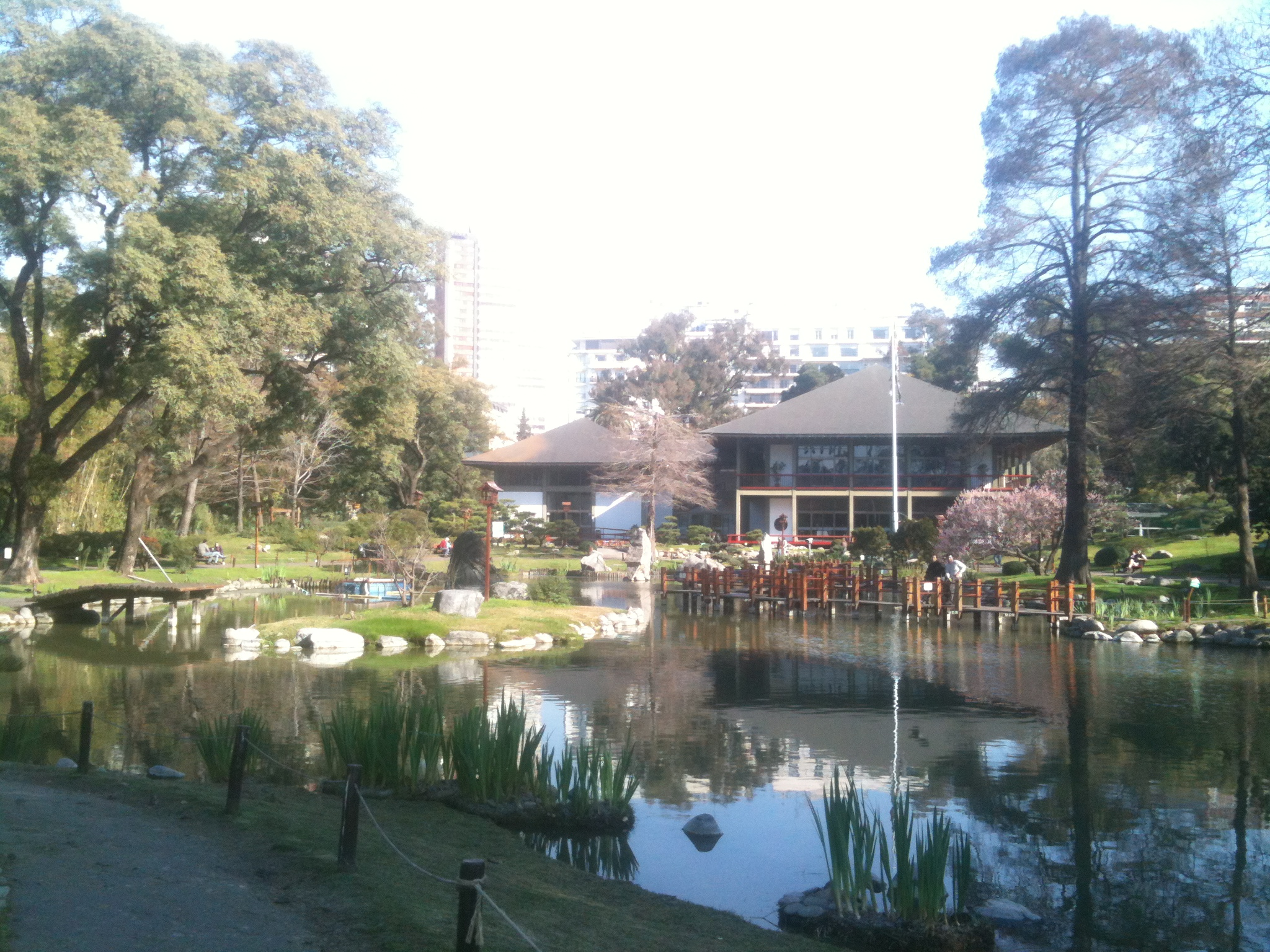
Japonská zahrada v Buenos Aires (Argentina)

## Mylné představy o japonské zahradě
- Podle zažitých představ japonské zahrady vždy musí dodržovat určitá základní pravidla, jak co se týče uspořádání a obsahu. Pravda je, že architekt dodržuje určitá pravidla, ale dílo svobodně vyjadřuje jeho kreativitu prostřednictvím japonské zahrady.
- Podle zažitých představ jsou japonské zahrady miniaturní zahrady. Jsou to úplné zahrady v plné a správné velikosti, ale někdy malé upravované stromy a bonsaje vytváří představu, že japonské zahrady jsou miniaturním zpodobněním běžných zahrad.

V literatuře bývá někdy popsáno, že japonská zahrada, může mít jakoukoliv velikost, od miniaturních scenérií, které představují trpasličí lesíky a mechové svahy s lilliputánskými proudy vtěsnanými do prostor porcelánově bílého písku v nádobách, po rozsáhlé zahrady s širokými plochami vody a majestátními stromy které obklopují staré hrady daimjóů nebo imperiální paláce dneška. Miniaturními japonskými „zahradami“ a „krajinami“ jsou zde však zjevně myšleny bonsaje, „krajiny“ pěstované v misce. Slovo „zahrada“ zde bývá tedy použito pouze v přeneseném významu, metaforicky. Úpravy bonsají nepodléhají kontrole stavebního oddělení městského úřadu.
- Podle obvyklých představ japonskou zahradu lze vytvořit kdekoliv, po určení vhodného místa a prostoru pomocí geomantie. Odborné zdroje ale potvrzují že mimo Japonsko neexistuje japonská zahrada, nýbrž pouze zahrady upravené podobným způsobem jako japonské zahrady. Lze to pochopit tak, že mořská voda mimo Japonské moře již není Japonské moře, jakkoliv může mít podobné složení a fyzikální vlastnosti.
- Podle rozšířených představ se japonské zahrady po mnoho tisíc let nezměnily a lze je i dnes vytvářet na stejných základech jako kdysi. Je ovšem pošetilé že se moderní lidé na Západě pokouší vytvořit buddhistické japonské zahrady. Ačkoliv lze vytvořit správné mystické seskupení prvků, tento styl se již nepraktikuje v Japonsku, natož ve Spojených státech, protože to postrádá význam v moderním světě. I pokud lze vytvořit věrohodnou ukázku starověké japonské zahrady podle dobových zásad, dodržení těchto tisíc let staré tradice bude mít malý význam.

## Údržba
Je třeba věnovat pozornost detailům ve vztahu k celku, a navzdory národní vášni pro zdánlivé stáří a přirozenost, není smetí nebo nepořádnost vůbec dovolena. Lišejníky a skvrny vlivu počasí, japonský zahradník musí omezovat. Přírodní rozklad dřeva, který je tak krásný, nesmí jít až k prohnilosti, nebo ohrozit bezpečí objektu pro který je použito. Sametové mechy nesmí zadržovat nečistoty nebo být zanedbané. Všechno je úzkostlivě čisté. Lajdáctví není dovoleno. Tráva musí být vždy vlhká, stále pod zálivkou, ačkoliv louže jsou dovoleny, bláto není tolerováno déle než hodinu nebo dvě.

## Významné literární zdroje
Zřejmě nejstarší příručkou k úpravám zahrad v japonském stylu bylo Sakuteiki, pravděpodobně sepsané na konci jedenáctého století Tachibana no Tohshitsuna,(1028–1094). Cituje i starší čínské zdroje, vysvětluje jak uspořádat zahradu, od umístění kamenů a potoků, nádrží až po výšku kaskád. Úpravy jsou doporučovány ve shodě pravidly úprav čínské zahrady, ale také vyjadřuje myšlenky, které jsou jedinečné v japonských zahradách, jako jsou ostrovy, pláže a skalní útvary imitujících japonské mořské krajiny.
Kromě poskytování rad, Sakuteiki také varuje před katastrofami, které nastanou v případě, že pravidla nejsou dodržovány. Autor varuje, že pokud kameny, která se v přírodě byly ve vodorovné poloze stojí v zahradě vzpřímeně, přinese to smůlu majiteli zahrady. A pokud velký kámen ukazuje směrem na sever nebo na západ a je umístěn v blízkosti terasy (nebo vyhlídky), majitel zahrady bude nucena odejít dřív, než uplyne rok.
Další vlivná práce o japonskou zahradou, bonseki, bonsai a souvisejícím umění byla Veršovaná próza o miniaturních krajinách (kolem roku 1300), od mnicha zen buddhismu Kokan Shiren, která vysvětluje jak meditace v miniaturní zahradě čistí smysly a mysl a vede k pochopení správného vztahu mezi člověkem a přírodou.
Jiné vlivné zahradní manuály, které pomohly definovat estetiku japonské zahrady jsou Senzui Narabi ni Yagyo no Zu (manuál pro tvoření terénu, vodních prvků), sepsaný v patnáctém století a Tsukiyama Teizoden (Úpravy terénu a tvorba zahrady), z 18. století. Tradice japonského zahradnictví se v historii dědila z mistra na učně. Úvodní slova manuálu pro tvorbu zahrad z 15. století jsou „Pokud jste neobdržel ústní přenos, nesmíte vytvářet zahrady“ a jeho závěr je ukončen napomenutím:„Nikdy nesmíte ukázat tento zápis cizincům. Musíte jej udržovat v tajnosti.“

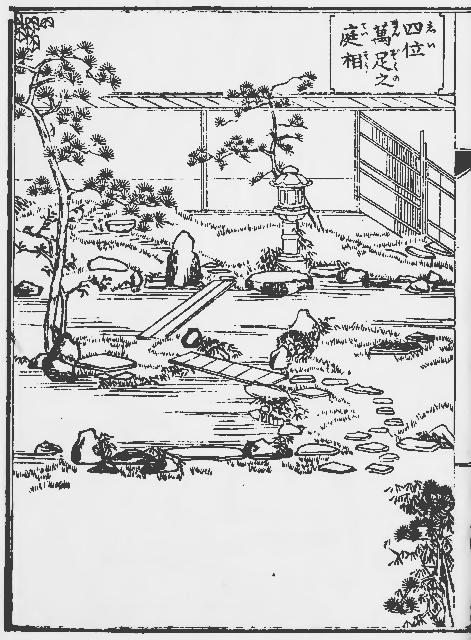
Obrázek z Shinsen niwatsukuri den od Rito Akisato.
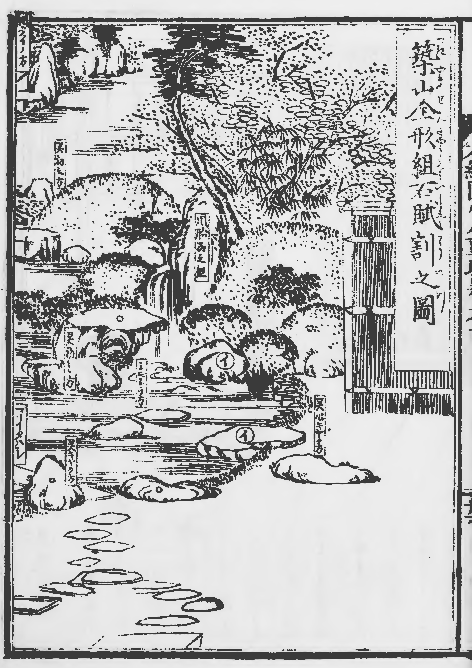
Obrázek z Shinsen niwatsukuri den.
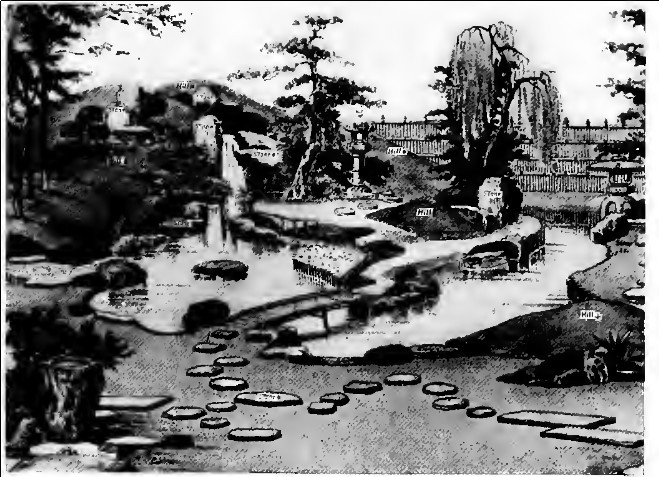
Obrázek z knihy European and Japanese gardens.

## Tradiční japonské zahrady v Japonsku

### Tři nejkrásnější zahrady Japonska
K nejvýznamnějším patří Tři nejkrásnější zahrady Japonska (三名園; Sanmeien):
- Kenroku-en (兼六園)
- Kóraku-en (後楽園庭園)
- Kairaku-en (偕楽園)

## Veřejné japonské zahrady v České republice
- Japonská zahrada v Botanické zahradě hl. m. Prahy
- Japonská zahrada v Karlových Varech
- Japonská zahrada Šówa-en v Plzni
- Japonská zahrada Oleško
- Japonská zahrada OLYMPUS Praha